# Mercedes AMG F1 Team
Das Mercedes AMG Petronas F1 Team bezeichnet das Werksteam des deutschen Automobilherstellers Mercedes-Benz in der Formel 1. Es ging in seiner heutigen Form Ende 2009 aus dem britischen Rennstall Brawn GP hervor. Das Team hat seinen operativen Sitz im britischen Brackley, tritt aber mit deutscher Lizenz an. Die Motoren werden bei Mercedes AMG HPP in Brixworth gefertigt und auch an Kundenteams geliefert. Die Besitzverhältnisse des Rennstalls liegen seit 2021 zu je einem Drittel bei der Mercedes-Benz Group, Ineos und Geschäftsführer Toto Wolff.
Die Marke Mercedes-Benz hat eine lange Tradition im Grand-Prix-Sport. Sowohl die Daimler-Motoren-Gesellschaft als auch Benz & Cie. waren 1894 noch vor ihrem Zusammenschluss Teilnehmer der ersten offiziellen Motorsportveranstaltung Paris-Rouen und Daimler gewann 1903 mit dem Gordon-Bennett-Cup erstmals ein Rundstreckenrennen. Nach der Fusion zu Daimler-Benz dominierten die Silberpfeile in der zweiten Hälfte der 1930er Jahre die internationale Motorsportszene und Rudolf Caracciola gewann dreimal die Grand-Prix-Europameisterschaft – damals bedeutendstes Championat und inoffizieller Vorläufer der Formel 1. In Anlehnung an diese Epoche werden die Mercedes-Rennwagen bis heute als Silberpfeile bezeichnet.
In den 1950er Jahren engagierte sich Mercedes-Benz in der Frühphase der nun als Weltmeisterschaft ausgetragenen Grand-Prix-Rennen erstmals als Formel-1-Werksteam. 1954 und 1955 gewann das Team mit dem argentinischen Rennfahrer Juan Manuel Fangio zwei Weltmeistertitel. Nach einer 38-jährigen Pause im Formelsport kehrte Mercedes-Benz 1993 zunächst als Motorenlieferant an der Seite von Sauber in die Formel 1 zurück. 1995 wechselte Mercedes als Teilhaber zu McLaren und gewann bis 2009 als McLaren-Mercedes drei Fahrertitel.
Seit 2010 unterhält das Unternehmen wieder ein eigenes Werksteam in der höchsten Motorsportklasse. In der Saison 2014 gewann das Team überlegen seine erste Konstrukteurs-Weltmeisterschaft mit Lewis Hamilton als Fahrerweltmeister. Die Saison war der Auftakt zu einer Ära. So konnte das Team von 2014 bis 2020 sieben Saisons in Folge sowohl den Fahrertitel als auch den Konstrukteurstitel erringen – einmalig in der Geschichte der Formel 1. 2016 gewann Nico Rosberg den Fahrertitel, die übrigen erzielte Hamilton. Seit Einführung der V6-Turbomotoren Anfang 2014 gewann Mercedes bis Ende 2021 insgesamt 111 der 160 (knapp 69 %) ausgetragenen Grands Prix.
In diesen Jahren stellte das Team den Rekord der meisten Siege (19, 2016), meisten Pole-Positions (20, 2016), meisten Podiumsplatzierungen (33, 2016), meisten Doppelsiege (12, 2015) und meisten Punkte (765, 2016) in einer Saison auf.
In der Saison 2025 tritt das Team mit dem Fahrerduo George Russell (seit 2022) und Andrea Kimi Antonelli (Rookie) an. Beide heutigen Piloten wurden im Mercedes-Juniorenprogramm gefördert.

## Geschichte

### Das Werksteam in den 1950er Jahren

#### Überlegungen zum Einsatz von Vorkriegswagen

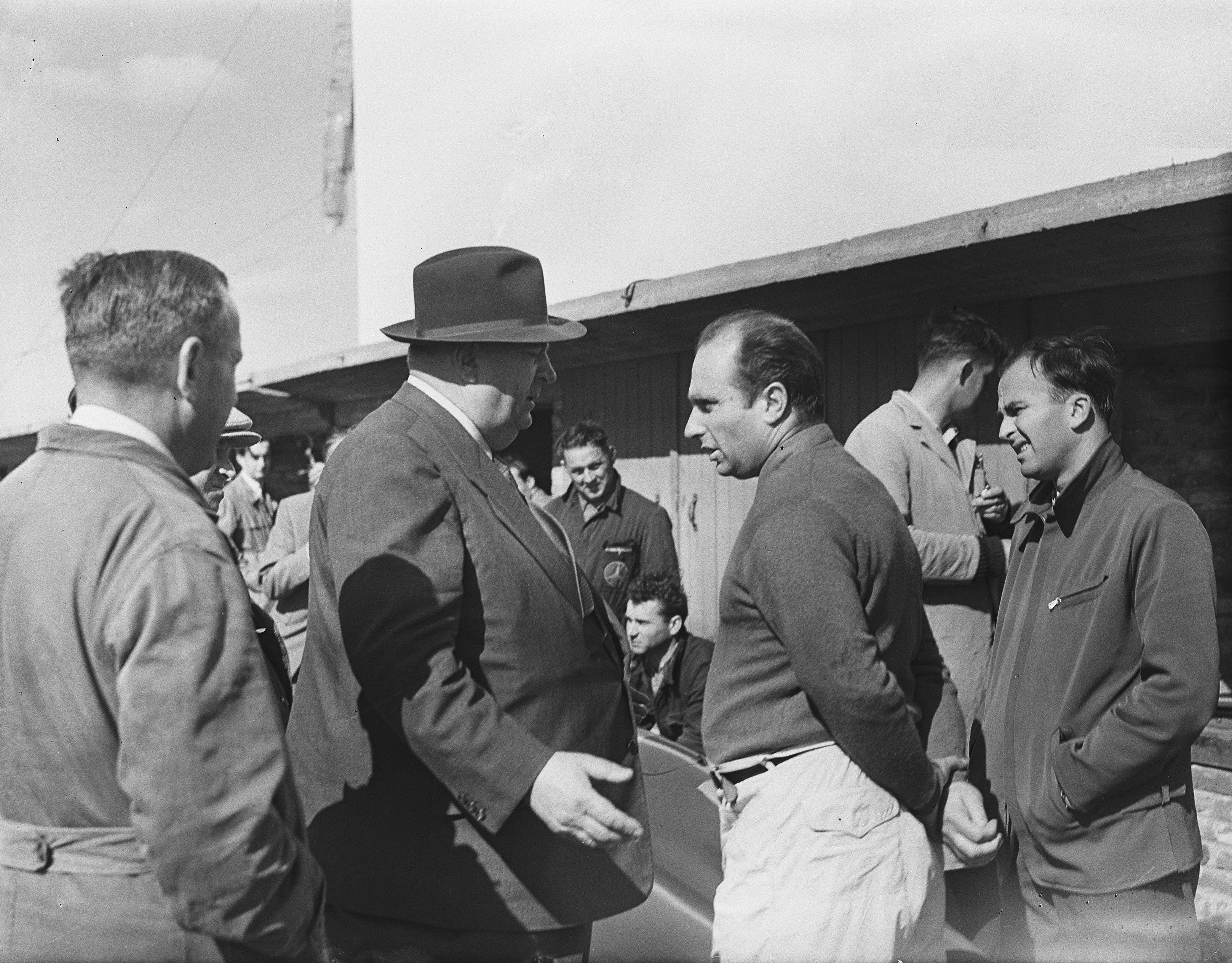
Rennleiter Alfred Neubauer – hier im Gespräch mit Juan Manuel Fangio (1955)

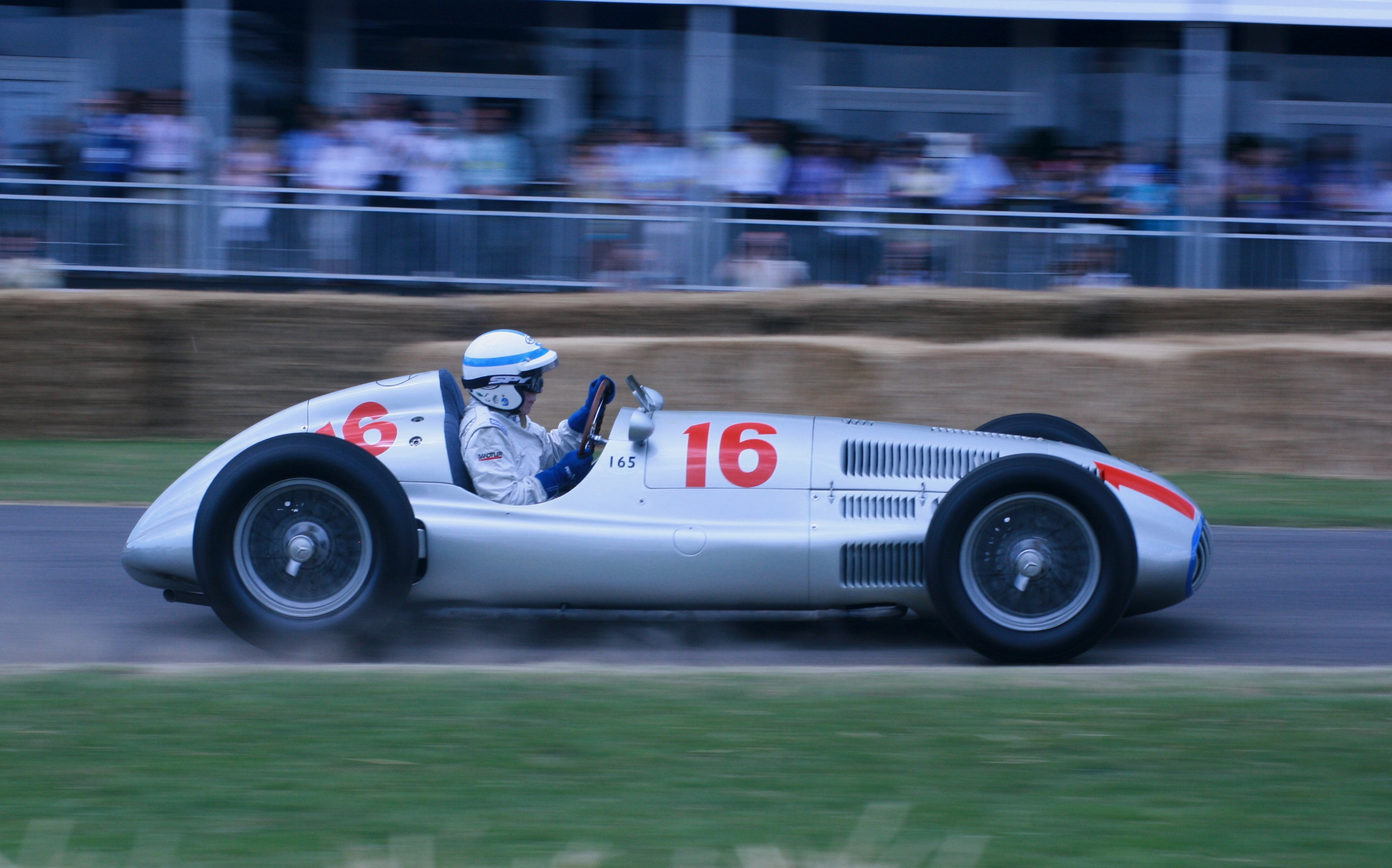
Entgegen erster Überlegungen kam es nicht mehr zu einem Einsatz des Vorkriegstyps W 165 in der Weltmeisterschaft

Mit der ersten Ausschreibung einer Automobil-Weltmeisterschaft durch die FIA (ab 1981 Formel-1-Weltmeisterschaft) in der Saison 1950 fand der nach der Zwangspause durch den Zweiten Weltkrieg wieder auflebende Grand-Prix-Sport internationale Aufmerksamkeit und rückte auch bei Mercedes-Benz wieder in den Blickpunkt. Unter dem Deckmantel des Sonderwagenbaus gab es intern bereits vor 1950 erste Aufbauaktivitäten für eine Rennmannschaft, ehe im April 1950 offiziell die neue Rennwagenabteilung entstand. Die operativen Einsätze verantwortete Rennleiter Alfred Neubauer, der für Daimler-Benz schon in den 1930er Jahren bei den Grand-Prix-Rennen in gleicher Funktion tätig war. Unter technischer Direktion von Ludwig Kraus entwickelten in der zugehörigen Abteilung Konstruktion für den Rennwagenbau bekannte Techniker wie Rudolf Uhlenhaut, Hans Scherenberg und Fritz Nallinger später einige der erfolgreichsten Rennwagen der 1950er Jahre.
Die Teilnahme an der Automobil-Weltmeisterschaft war zunächst allerdings mit Vorkriegswagen geplant. Dieses Vorgehen wäre angesichts des erfolgreichen Einsatzes von Fahrzeugen wie z. B. Alfa Romeo 158/159 – Weltmeisterauto der Saisons 1950 und 1951 – oder Maserati 4CL nicht ungewöhnlich gewesen. Erste Probeauftritte mit dem W 154 aus dem Jahr 1938 bei Formula-Libre-Läufen in Argentinien zu Jahresbeginn 1951 zeigten allerdings, dass der große und schwere Vorkriegstyp nicht mehr hinreichend konkurrenzfähig war.
Daraufhin entstanden Überlegungen, den kleineren W 165 unter der ebenfalls gültigen 1,5-Liter-Motorenformel einzusetzen. Der Wagen wurde vor Ausbruch des Zweiten Weltkriegs in Rekordzeit für die kurzfristig eingeführte Voiturette-Formel entwickelt und konnte nur noch bei einem Rennen, dem Tripolis-GP 1939 eingesetzt werden, den er gewann. Da aus diesem Jahr keine funktionsfähigen Wagen und nur wenig Ersatzteile übrig waren, wollte Daimler-Benz im Sommer 1951 zunächst fünf W-165-Modelle für den Formel-1-Einsatz völlig neu aufbauen. Im weiteren Jahresverlauf wurde dieses Vorhaben jedoch abgebrochen, weil mit dem Vorkriegsmodell wahrscheinlich maximal technischer Gleichstand mit der italienischen Konkurrenz zu erreichen gewesen wäre. Das Team hätte mit diesen Wagen vielleicht noch um vordere Plätze kämpfen können, der Anspruch der Marke lag aber darin, technische Überlegenheit auf den Rennstrecken der Welt zu demonstrieren und an die Erfolge der 1930er Jahre anzuknüpfen. Eine Neukonstruktion für das 1952 geltende Formel-2-Reglement schied aufgrund der begrenzten möglichen Einsatzdauer aus, da feststand, dass nur die Saisons 1952/53 nach Formel-2-Reglement ausgetragen werden würden. Beide Jahre wurden übergangsweise nach der Formel 2 ausgetragen, weil viele Hersteller die Vorkriegstypen nicht früher ablösen konnten und die Starterfelder nach Formel-1-Reglement zunehmend kleiner wurden.
Somit bot sich für die notwendige Neuentwicklung frühestens die bevorstehende Umstellung auf 2,5-Liter-Saugmotoren an. Da dieses neue Reglement erst zur Saison 1954 eingeführt wurde, entschied sich Mercedes, bis dahin mit dem Sportwagenmodell 300 SL (W 194) Rennerfahrung zu sammeln. Mit Einführung des neuen Reglements 1954 kehrte Mercedes-Benz schließlich nach 15 Jahren in den internationalen Grand-Prix-Sport zurück.

#### Dominante Rückkehr in den Grand-Prix-Sport

##### Saison 1954

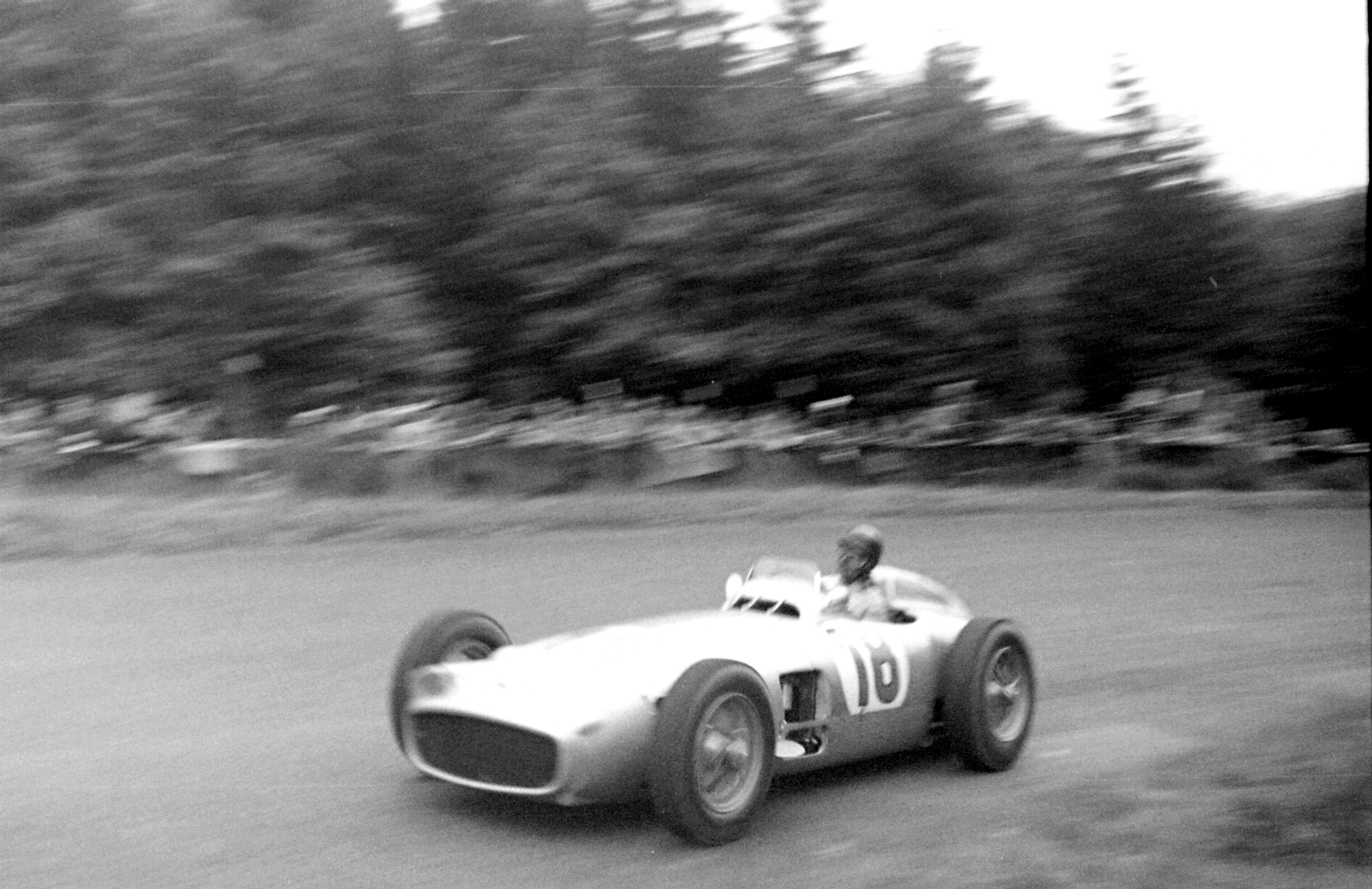
Fangio im Mercedes W 196 beim Großen Preis von Deutschland 1954

Das Formel-1-Engagement der 1950er-Jahre begann im Dezember 1953 mit ersten Testfahrten auf dem Werksgelände in Stuttgart; im Frühjahr 1954 folgten weitere in Hockenheim und Monza. Die erfolgreichen Renneinsätze des 1952 vorgestellten Sportwagens 300 SL (W 194) lieferten Motivation und Vertrauen für das Werksengagement in der Formel 1 und dienten dessen Vorbereitung. Da das für die Automobil-Weltmeisterschaft 1954 komplett neu entwickelte Fahrzeug nicht rechtzeitig zum Saisonstart in Argentinien fertig wurde, stieg Mercedes erst ab dem vierten Saisonrennen in die Weltmeisterschaft ein. Der Argentinier Fangio, von Mercedes-Benz als Fahrer Nummer eins für 1954 verpflichtet, startete daher vor dem Frankreich-Grand-Prix drei Rennen lang auf Maserati, um seine Chancen auf die Fahrerweltmeisterschaft zu wahren. Solche Teamwechsel während der Saison waren in der Anfangszeit der Formel 1 üblicher als heute.
Der Mercedes-Benz W 196 bot einige technische Neuerungen, speziell den Antrieb und die Aerodynamik betreffend. Der Motor war ein 2500 cm³ großer Reihen-Achtzylinder mit Benzindirekteinspritzung und desmodromischer Ventilsteuerung. Somit entschied sich das Entwicklungsteam rund um Projektleiter Fritz Nallinger und Versuchsleiter Rudolf Uhlenhaut gegen einen ebenfalls erlaubten aufgeladenen Motor mit maximal 750 cm³ Hubraum. Für schnelle Strecken wurde der W 196 mit einer in der Formel-1-Geschichte einmaligen Stromlinienkarosserie aus einer leichten Magnesiumlegierung entwickelt, die den Luftwiderstand verringern und die Spitzengeschwindigkeit erhöhen sollte. Da der Einstieg in die Saison für das vierte Rennen auf dem Hochgeschwindigkeitskurs von Reims geplant war, hatte die Entwicklung der Stromlinienkarosse Monza Priorität gegenüber einem klassischen Monoposto mit freistehenden Rädern.
Am 4. Juli 1954 startete Mercedes-Benz beim Großen Preis von Frankreich wie geplant erstmals mit dem W 196 in der Formel 1 und erzielte mit den Fahrern Juan Manuel Fangio und Karl Kling einen Doppelsieg. Das war der erste Grand-Prix-Sieg eines Silberpfeils seit den 1930er-Jahren und der erste Erfolg eines deutschen Konstrukteurs in der Formel 1. Der junge deutsche Nachwuchsfahrer Hans Herrmann kämpfte sich von Rang sieben zunächst nach vorn, bevor er mit Motorschaden ausfiel.
Die Motorsportszene erwartete nach dem dominanten Comeback der Silberpfeile einen neuerlichen Sieg beim nachfolgenden britischen Grand Prix in Silverstone. Doch die Vollverkleidung stellte sich auf kurvigen Strecken, selbst auf solchen mit großen Kurvenradien wie Silverstone, als zu unübersichtlich und schwer heraus. Fangio verbeulte sich die Karosserie an den Streckenbegrenzungen und wurde lediglich Vierter, Kling Siebter.
So wurden beim Heim-Grand-Prix auf dem ebenfalls kurvenreichen Nürburgring erstmals drei W 196 mit freistehenden Rädern im Rennen eingesetzt. Lediglich Herrmann fuhr mit Stromlinienkarosserie, da in der Kürze der Zeit nur drei Karosserien fertig wurden. Die lediglich 3 kg schwerere Vollverkleidung stellte sich jedoch nicht als großer Nachteil heraus und Hans Herrmann startete von Rang vier. Im Rennen fiel er vorzeitig aus. Altstar Hermann Lang, der bereits vor dem Krieg für Mercedes-Benz Rennen fuhr, beendete seine Karriere mit einem Gaststart im vierten W 196. Fangio gewann auf dem Nürburgring und in der Folge auch den Großen Preis der Schweiz mit den freistehenden Rädern, während beim Großen Preis von Italien im Highspeed-Oval von Monza letztmals in der Saison 1954 der W 196 Monza eingesetzt wurde. Beim Saisonfinale in Spanien wurde der bereits als Weltmeister feststehende Fangio Dritter. Im Kühlergitter aufgesammeltes Laub und Papier verursachten Kühlprobleme und verhinderten ein besseres Ergebnis. Das führte 1955 zu einer Verlegung der Luftansaugung, wodurch die charakteristische seitliche Ausformung auf der Motorhaube ab 1955 entstand.
Es gingen die fünf besten Resultate in die Fahrerwertung ein, sodass Fangio mit 42 Punkten zum ersten Champion auf Mercedes-Benz und zum insgesamt zweiten Mal Weltmeister wurde. Zusammen mit den zwei Podiumsplätzen von Kling und Herrmann erzielte Mercedes insgesamt sieben Podiumsplatzierungen sowie jeweils vier Siege, Pole-Positions und schnellste Rennrunden in dieser Premierensaison. Unter Einbeziehung aller gefahrenen Grands Prix erzielte das Team in sechs Rennen insgesamt 60,14 Punkte. Die ungewöhnliche Punktzahl kam durch das Teilen des Punktes für die schnellste Rennrunde unter mehreren Fahrern beim GP von England zustande. Den Konstrukteurspokal errang Mercedes nicht, da er erst ab der Saison 1958 vergeben wurde.

##### Saison 1955

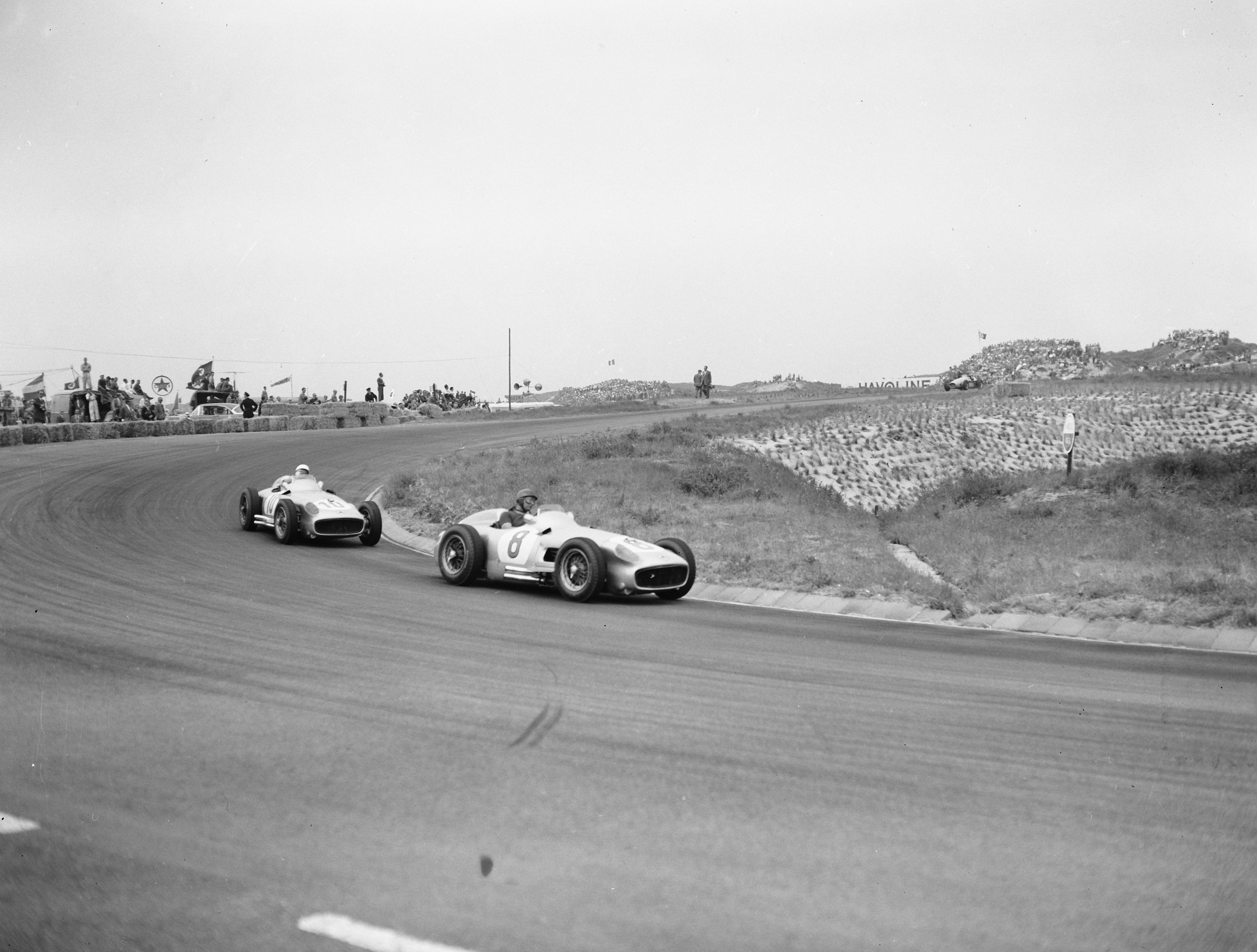
Juan Manuel Fangio führt beim Großen Preis der Niederlande 1955 vor Stirling Moss

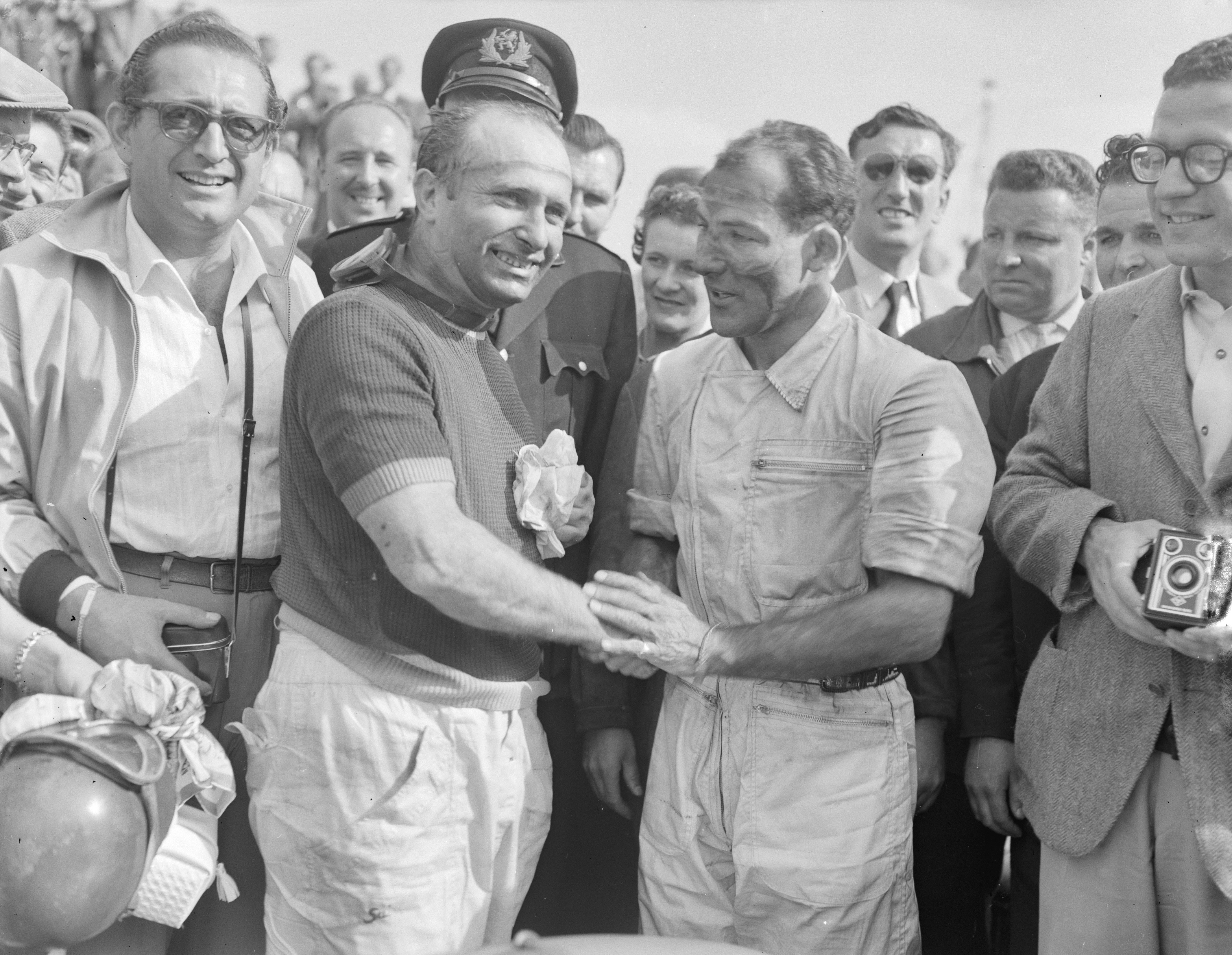
Fangio (links) und Moss nach dem Rennen in Zandvoort (1955)

Auch 1955 setzte das Mercedes-Team den von vornherein für beide Saisons entwickelten W 196 ein. Das Team entwickelte im zweiten Jahr insgesamt drei Versionen des Rennwagens: Neben der Standardversion von 1954 mit 2349 mm Radstand gab es eine mittlere (2209 mm), die bereits beim Saisonfinale 1954 erprobt worden war, sowie eine kurze Version (2148 mm). Die kürzeste Ausführung war ausschließlich für den Einsatz in Monaco vorgesehen, wurde aber später vereinzelt auch in Aintree, Zandvoort und Monza gefahren. Bei dieser kürzesten Version waren die sonst innen liegenden Bremstrommeln an den Vorderrädern nach außen verlegt. Die Einsatzvariante mit der Vollverkleidung lief 1955 nur noch in Monza, der letzten im Kalender verbliebenen Hochgeschwindigkeitsstrecke.
Weltmeister Juan Manuel Fangio blieb dem Team erhalten. Das Fahrerteam wurde vor der Saison durch den britischen Nachwuchsfahrer Stirling Moss ergänzt. Rennleiter von Mercedes-Benz, vergleichbar mit dem heutigen Motorsportdirektor, war wie in der Vorsaison Alfred Neubauer.
Zum Saisonauftakt siegte Fangio Mitte Januar bei seinem Heimrennen in Buenos Aires. Bei dem als „Hitzeschlacht“ in die Geschichte eingegangenen Rennen bestritt er die gesamte Distanz als einziger Spitzenfahrer allein. Herrmann, Kling und Moss wechselten sich auf einem zweiten Wagen ab und wurden mit 2 Runden Rückstand Vierte.
Zurück in Europa erlebte das Team in Monaco mit einem Trainingsunfall von Hans Herrmann und einem technischen Ausfall aller drei gestarteten W 196 ein schwarzes Wochenende. Der Franzose André Simon ersetzte den verletzten Herrmann im Rennen. Beim Großen Preis von Belgien und dem Großen Preis der Niederlande erreichte Fangio mit zwei Siegen den vorzeitigen Gewinn seiner dritten Weltmeisterschaft. Beim britischen Grand-Prix konnte das Team erstmals in der Formel 1 einen Vierfachsieg erreichen. Moss gewann sein erstes Rennen für Mercedes knapp vor Fangio, Karl Kling und dem nachverpflichteten Piero Taruffi. Taruffi konnte in Monza hinter Rennsieger Fangio noch einen zweiten Platz feiern, nachdem Moss und Kling ausgefallen waren.
Mercedes-Benz dominierte die Grand-Prix- und Sportwagenrennen bis zum Ende der Saison 1955, als sich der Konzern, wie bereits zum Saisonbeginn geplant, mit allen Teams aus dem Motorsport zurückzog, um sich auf die Produktion von Serienwagen zu konzentrieren. Der verheerende Unfall in Le Mans 1955, bei dem der Mercedes-Benz 300 SLR von Pierre Levegh unverschuldet mit dem Austin-Healey von Lance Macklin kollidierte und über 80 Zuschauer getötet wurden, beschleunigte lediglich den Rückzug von den Sportwagenrennen seitens Mercedes. Die Aufgabe des Grand-Prix-Sports war vorher schon beschlossen worden.
Als Folge des Unfalls wurden die letzten vier der ursprünglich zehn geplanten Rennen der Formel-1-WM 1955 abgesagt. In den sechs ausgetragenen Rennen sammelte das Team neben den fünf Siegen von Fangio und Moss vier Pole-Positions und fünf schnellste Rennrunden sowie insgesamt 79 Punkte. Juan Manuel Fangio wurde mit 40 Punkten zum dritten Mal Fahrerweltmeister, Stirling Moss mit 23 Punkten Vizeweltmeister.

### Vorgeschichte des heutigen Werksteams

#### Erste Pläne für ein Comeback als Werksteam
Am 15. Januar 1988 verkündete Mercedes-Benz nach 33 Jahren seine Rückkehr in den internationalen Motorsport. Werner Niefer, damaliger Leiter von Mercedes-Benz Personenwagen, betonte die Tradition des Motorsports im Hause Mercedes und die mögliche Förderung des Technologie- und Markenimages durch den Wettbewerb auf der Strecke. In Kooperation mit dem erfahrenen schweizerischen Rennsportteam Sauber wurden Gruppe-C-Rennwagen in der Sportwagen-Weltmeisterschaft eingesetzt, nachdem sich Mercedes inoffiziell bereits ab 1985 an der Motorenentwicklung beteiligt hatte und dem Team seinen Windkanal zur Verfügung stellte.
Der Gewinn der Weltmeisterschaft für Sportwagen 1989 und 1990 sowie der Sieg bei den 24 Stunden von Le Mans 1989 waren die Höhepunkte dieser Partnerschaft. Parallel bereitete Mercedes unter dem damaligen Rennleiter Jochen Neerpasch, der für die Einsätze der Sauber-Mercedes verantwortlich zeichnete, einen möglichen Formel-1-Einstieg zur Saison 1992 vor. Hierfür wurden die Ingenieure Harvey Postlethwaite und Mike Gascoyne verpflichtet und mit ihnen bereits die Entwicklung eines Prototyps für die Saison 1992 begonnen. Die eigenen Junioren waren als Einsatzfahrer vorgesehen und sollten eine neue Ära der Silberpfeile in der Formel 1 begründen.

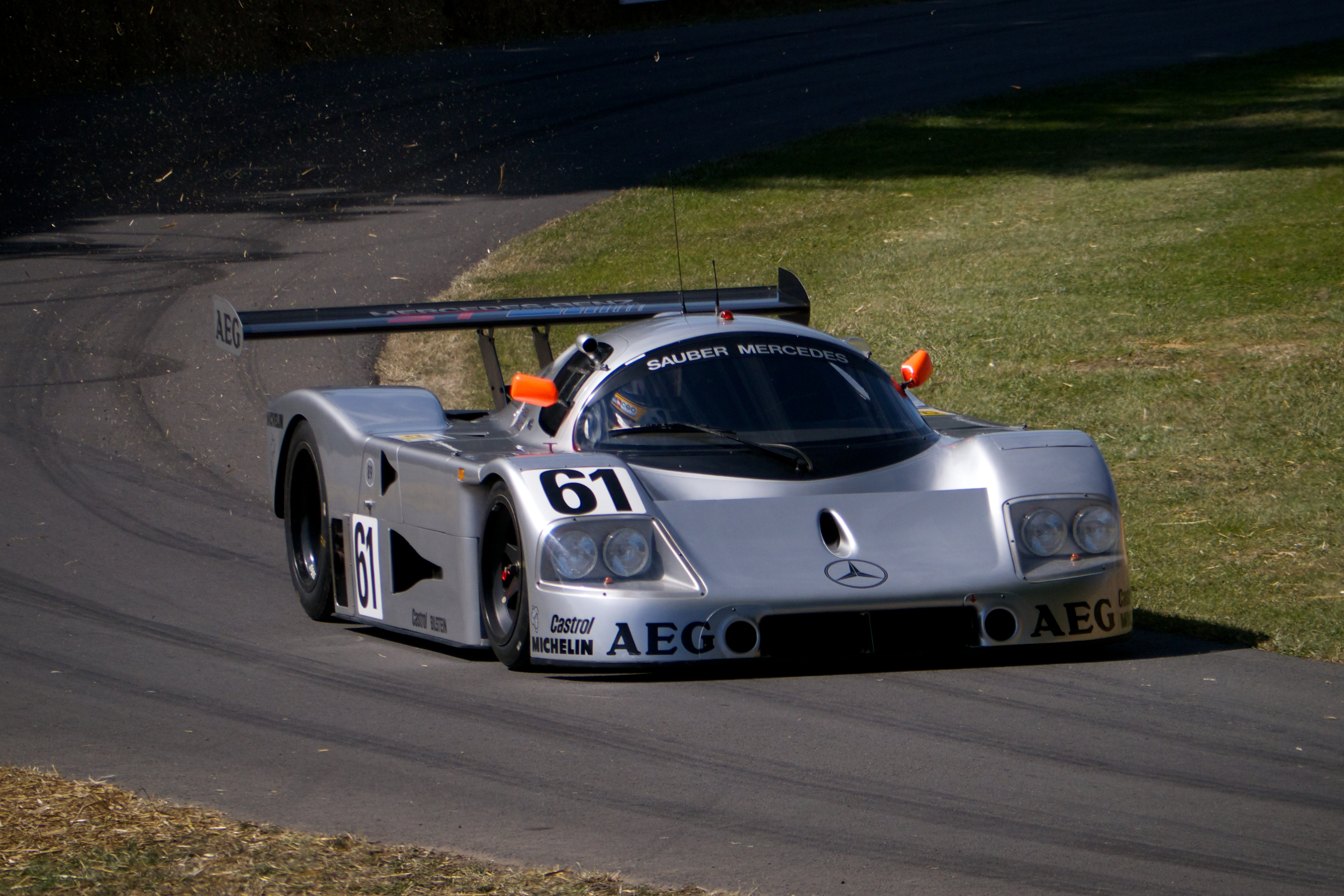
Sauber-Mercedes C9 von 1989 in Goodwood

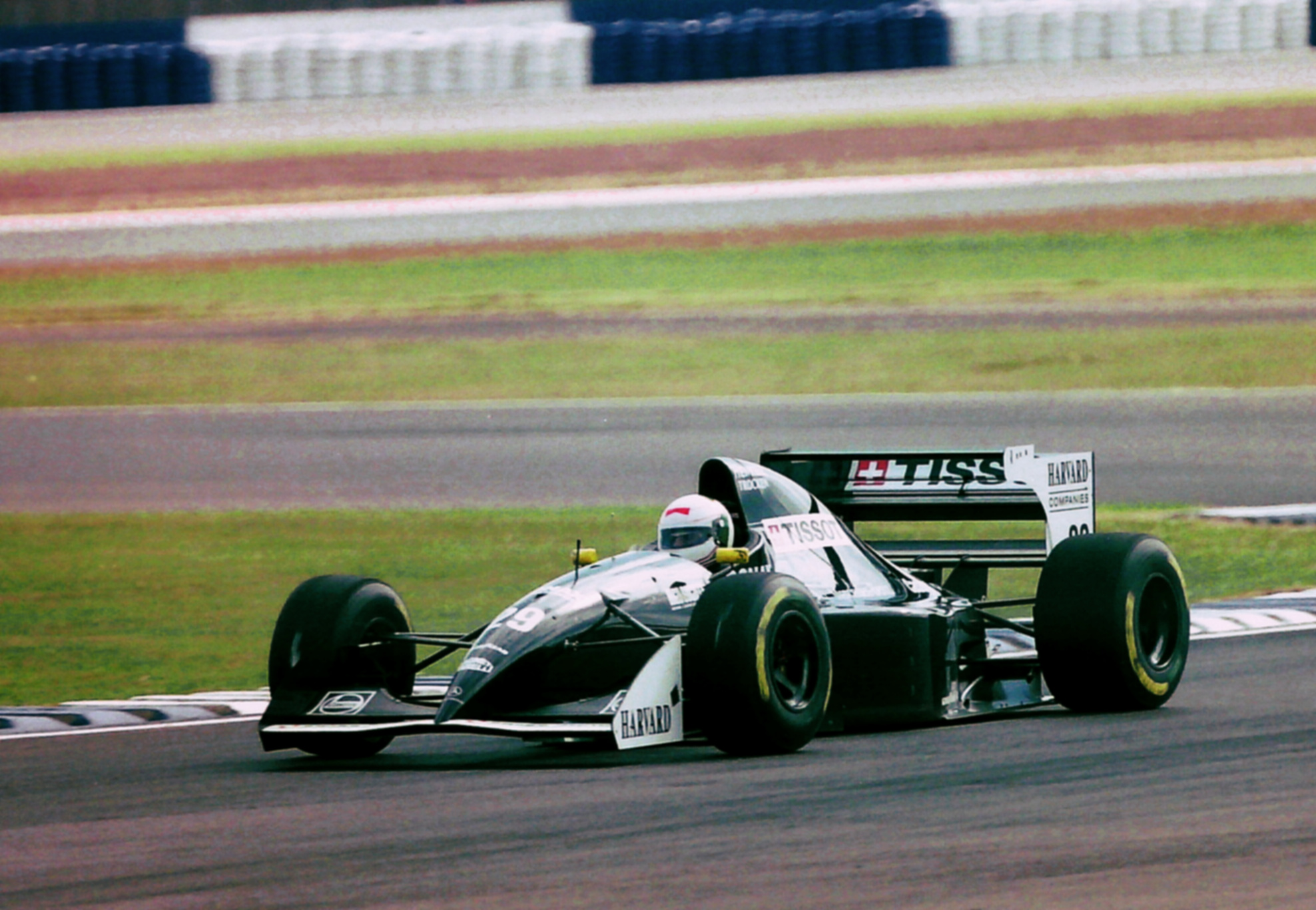
Sauber-Mercedes C13 von 1994 beim Großen Preis von Großbritannien

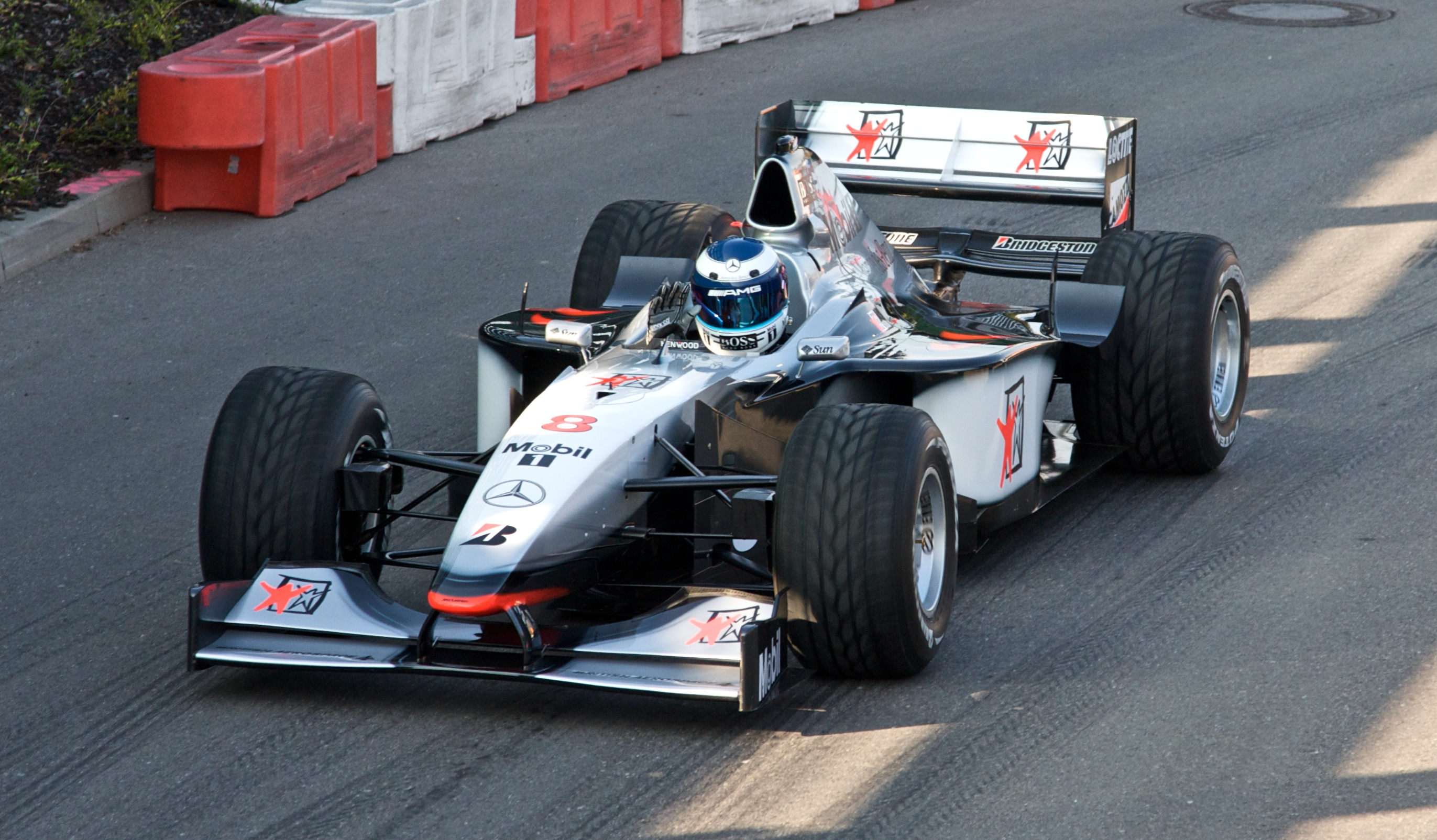
Weltmeister auf McLaren-Mercedes 1998 und 1999: Mika Häkkinen

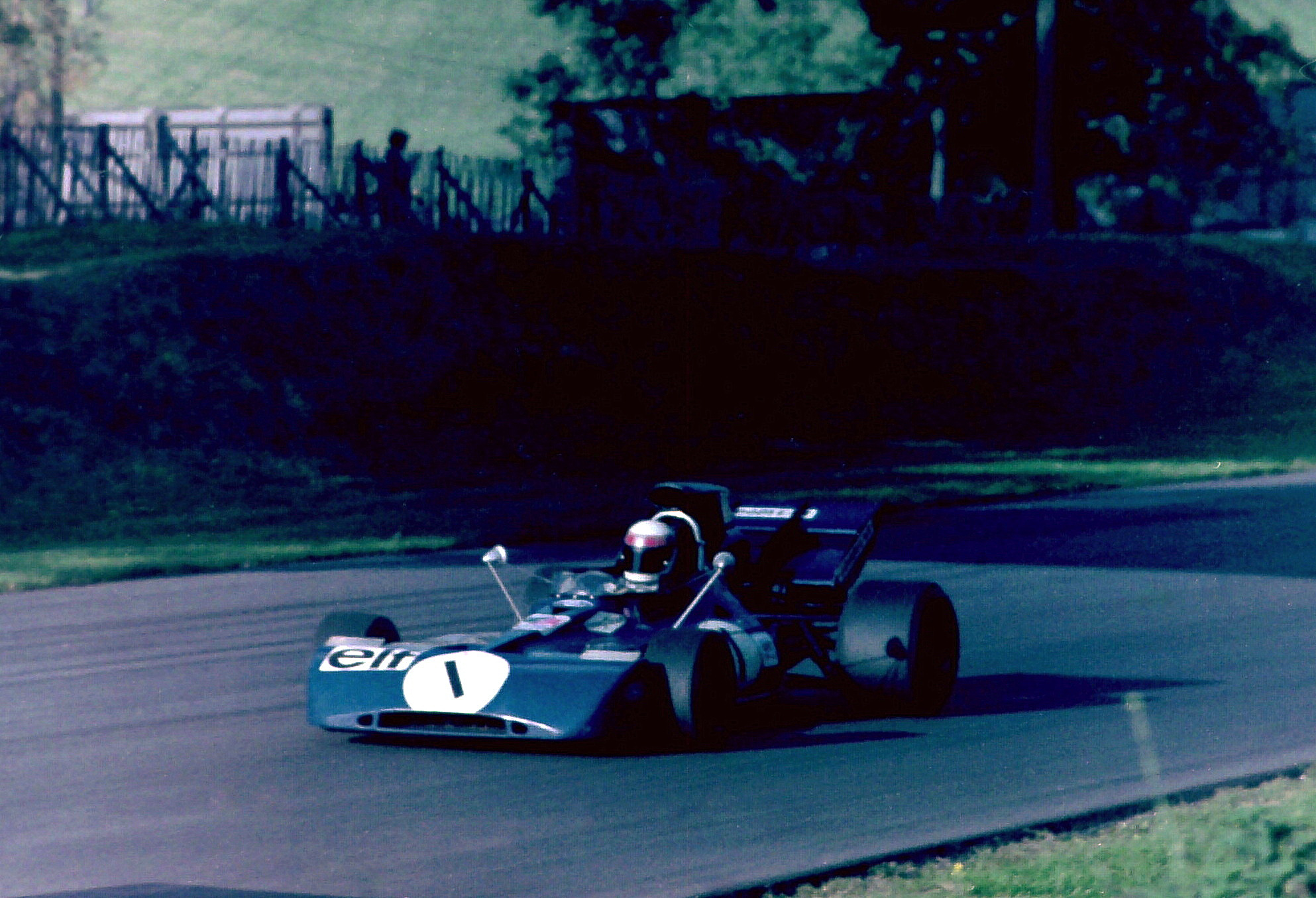
Jackie Stewart 1971 im Tyrrell 003 bei einem Rennen in Brands Hatch

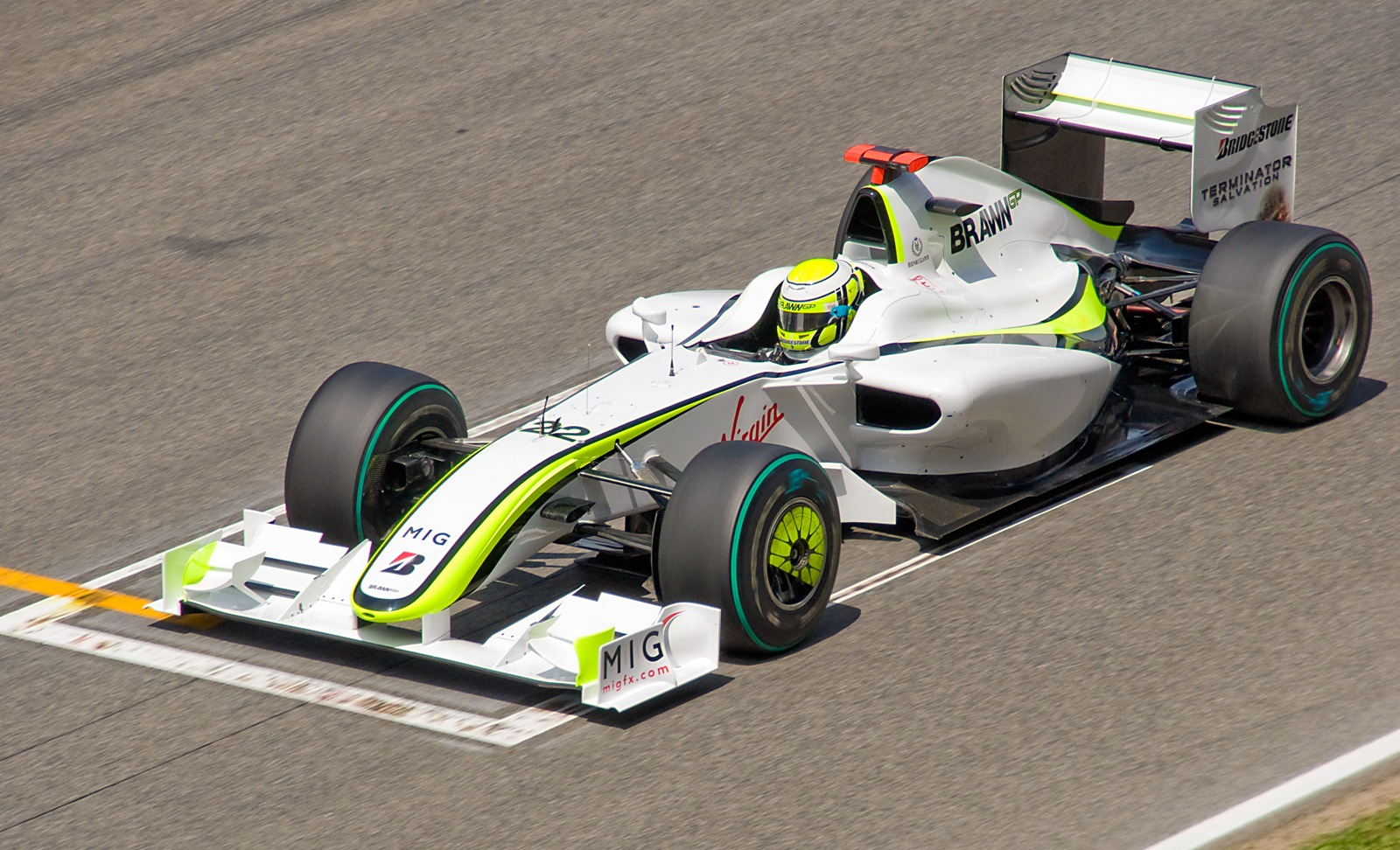
Weltmeister auf Brawn-Mercedes 2009: Jenson Button

Ab 1990 wurde mit den deutschsprachigen Nachwuchsfahrern Michael Schumacher, Karl Wendlinger, Fritz Kreutzpointner und Heinz-Harald Frentzen ein erfolgreiches Juniorenprogramm geschaffen. Die Fahrer sollten bei den Sportwageneinsätzen an der Seite erfahrener Piloten wie Jochen Mass Erfahrungen sammeln und sich für höhere Aufgaben empfehlen. Als man Michael Schumacher im Sommer 1991 sein Formel-1-Debüt bei Jordan beziehungsweise Benetton finanzierte, um Erfahrungen in der höchsten Motorsportklasse zu sammeln, ließ sich Mercedes vertraglich zusichern, im Falle eines eigenen Einstiegs in die Formel 1 auf Schumacher zurückgreifen zu können.
Am 26. November 1991 verkündete Mercedes nach dem beschlossenen Ende der Sportwagen-Weltmeisterschaft den Ausstieg aus der Gruppe C und schloss gleichzeitig einen Einstieg in die Formel 1 zur Saison 1992 aus. Der Vorstand rund um Edzard Reuter begründete die Entscheidung damit, dass ein finanziell aufwendiges Engagement in der Formel 1 nicht mit notwendig gewordenen Sparmaßnahmen im Daimler-Konzern vereinbar sei. Aus Enttäuschung über die kurzfristige Absage beendete Neerpasch sein Engagement bei Mercedes und trat 1992 als Mercedes-Rennleiter zurück.

#### Einstieg als Motorenlieferant mit Sauber
Seit 1993 ist der Name Mercedes-Benz schließlich doch wieder in der Formel 1 vertreten, entgegen vorheriger Planungen zunächst nicht als Werksteam mit eigenen Autos, sondern als Motorenlieferant. Das bis heute andauernde Engagement geht auf den britischen Motorenhersteller Ilmor zurück, über den Mercedes 1993 unter dem Label „Concept by Mercedes-Benz“ einen 3,5-Liter V10 an den Sauber-Rennstall lieferte. Die Schweizer wagten 1993 mit dem C12 den Sprung in die Formel 1. Bei der Entwicklung wurde teilweise auf den Rennwagenentwurf von Postlethwaite zurückgegriffen, der für einen Mercedes-Einstieg vorgesehen war.
Mercedes lieferte das Wissen zur Motorenentwicklung, Ilmor blieb dennoch 1993 offiziell der Hersteller. Mercedes-Benz übernahm das Ilmor-Werk im englischen Brixworth erst zwischen 1994 und 2005 in mehreren Tranchen vollständig, sodass der Sauber C13 von 1994 als erster Formel-1-Wagen seit dem W 196 von einem Mercedes-Motor angetrieben wurde. Das Motorenwerk entwickelte sich in der Folge zu einem der erfolgreichsten Motorenhersteller der Formel-1-Geschichte mit über 200 gewonnenen Rennen. Seit 2012 firmiert das Unternehmen als Mercedes AMG High Performance Powertrains.
Nach zwei wechselhaften Jahren 1993 und 1994, in denen Sauber nur vereinzelte Punkteplatzierungen gelangen, begann Mercedes 1995 mit einem neu entwickelten 3,0-Liter V10 eine Partnerschaft mit McLaren. In den ersten beiden Saisons gewann die britisch-deutsche Koproduktion noch keine Rennen. 1997 folgten drei Laufsiege, bevor 1998 und 1999 mit zwei WM-Titeln von Mika Häkkinen der Durchbruch gelang. Bis zur Trennung 2014 nach 19 Jahren und 351 gefahrenen Grands Prix konnten insgesamt 78 Siege und drei Fahrertitel errungen werden. Obwohl in der Öffentlichkeit im Zusammenhang mit den McLaren-Mercedes oft von den Silberpfeilen die Rede war, hielt Daimler zu keiner Zeit die Mehrheit an dem Team, sodass sämtliche Rennergebnisse in die Statistik des britischen Rennstalls übergingen.
Nach Beendigung der exklusiven Partnerschaft mit McLaren belieferte Mercedes auch mehrere Kundenteams in einer Saison mit Motoren. So wurden zwischen 2009 und 2013 neben McLaren auch Force India und Brawn GP mit 2,4-Liter-V8-Motoren beliefert. Seit 2014 waren zudem Lotus, Williams, Manor und Aston Martin bereits Kunden des 1,6-Liter-V6-Turbo.

#### Entwicklung des heutigen Rennstalls
Davon zu trennen ist das Formel-1-Engagement mit einem eigenen Mercedes-Werksteam. Das heutige Mercedes AMG F1 Team geht rechtlich auf den 1960 gegründeten britischen Rennstall Tyrrell Racing Organisation zurück, der ab 1968 in der Formel 1 antrat und mit Jackie Stewart in den Jahren 1969, 1971 und 1973 die Fahrerweltmeisterschaft der Formel 1 gewann. Nachdem 1969 noch ein Chassis von Matra eingesetzt worden war, konstruierte Tyrrell seine Autos ab 1970 selbst. Die Tyrrell Racing Organisation war knapp drei Jahrzehnte lang ein fester Bestandteil der Formel 1, wenn auch überwiegend im Mittelfeld, nachdem Stewart Ende 1973 seine Karriere beendet hatte.
Im November 1997 wurde das finanziell angeschlagene Team von British American Tobacco aufgekauft, um damit nach einer Übergangssaison ab 1999 unter dem Namen British American Racing (BAR) zu starten. British American Tobacco übernahm allerdings weder die Fabrik in Ockham noch große Teile des Personals oder der Ausstattung, sondern war vielmehr an der juristischen Hülle und dem damit verbundenen Startplatz in der Formel 1 interessiert. Technischer Partner und Chassislieferant für BAR hingegen war der britische Rennwagenkonstrukteur Reynard mit seinem Werk in Brackley. Diese Werksanlagen wurden nach der Insolvenz Reynards im Jahr 2001 von BAR übernommen und in der Folge zum heutigen Operations Centre ausgebaut. Die physischen Anfänge des heutigen Rennstalls liegen demnach bei Reynard.
British American Racing trat 1999 zunächst mit Supertec- und ab 2000 mit Honda-Motoren an. Nach einem erfolglosen Anfangsjahr, in dem das Team keine Weltmeisterschaftspunkte einfahren konnte, steigerte sich BAR schrittweise, erreichte aber in sieben Jahren keinen Sieg. Am erfolgreichsten verlief die Saison 2004, in der BAR vier zweite und sieben dritte Plätze erreichte. Am Ende der Saison wurde das Team hinter dem dominanten Ferrari Vizeweltmeister und Jenson Button belegte Platz drei in der Fahrerwertung.
Nachdem BAR im folgenden Jahr auf Platz sechs der Konstrukteurswertung zurückgefallen war, übernahm Honda das Team und führte es von 2006 bis 2008 unter dem Namen Honda Racing F1 weiter. 2006 erzielte Button für Honda noch einen Sieg in Ungarn, 2007 rutschte das Team ohne Erfolge auf den achten Rang der Konstrukteurswertung ab. 2008 übertrug Honda dem britischen Ingenieur Ross Brawn, der als Technischer Direktor bei Benetton und Ferrari mit Michael Schumacher zusammengearbeitet hatte, die Leitung des Teams. Trotzdem fiel Honda in dieser Saison in der Konstrukteurswertung weiter zurück.
Mit Ablauf der Saison 2008 erklärte Honda vor dem Hintergrund der Wirtschaftskrise den sofortigen werksseitigen Rückzug aus der Formel 1. Da eine Liquidation des 700 Mitarbeiter zählenden Teams für Honda hohe Kosten und einen Imageschaden bedeutet hätte, konnte Ross Brawn das Team durch ein Management-buy-out für einen symbolischen Betrag übernehmen und meldete es 2009 unter der Bezeichnung Brawn GP mit Mercedes-Motoren. Brawn GP gewann unter anderem durch die Entwicklung des innovativen Doppeldiffusors am BGP 001 überraschend die Konstrukteursweltmeisterschaft sowie den Fahrertitel mit Jenson Button. Das Team verzichtete aus Kosten- und Gewichtsgründen von vornherein auf das 2009 erstmals erlaubte KERS-System zur Rückgewinnung der Bremsenergie. Viele Werksteams setzten auf das komplizierte System und verloren auch deswegen den Anschluss an die aerodynamisch besseren Brawn GP und Red Bull.

### Das Werksteam seit dem Jahr 2010

#### Aufbau eines Topteams

Das in den ersten beiden Saisons verwendete Logo

Nach der Übernahme von Brawn GP, das im Vorjahr noch die Weltmeisterschaft gewonnen hatte, fand sich das neu gegründete Mercedes-Werksteam in den ersten Jahren zunächst im vorderen Mittelfeld wieder. Die technische und aerodynamische Vorreiterschaft hatten andere Teams wie Red Bull und McLaren übernommen.
Mercedes-Benz steigerte in diesen Jahren die Investments in das jährliche Entwicklungsbudget und die Infrastruktur des Chassiswerks in Brackley und der Motorenfabrik in Brixworth, die Ingenieursstruktur wurde unter der Leitung von Ross Brawn neu aufgestellt und verstärkt. Mit der Entwicklung des W02 und W03 wirkten sich erstmals die Vorteile einer gemeinsamen Entwicklung von Motor und Chassis als Werksteam aus. So konnte die Konkurrenzfähigkeit auch unter dem bis Ende 2013 stabilen Reglement schrittweise zur Vize-Konstrukteursmeisterschaft 2013 gesteigert werden. Diese Entwicklung drückt sich in dem durchschnittlichen zeitlichen Rückstand in Qualifyings und Rennen sowie der Punktausbeute aus.
| Saison | Chassis | Grand Prix | Siege | Podien | Poles | Q3-Quote | ø Rückstand Qualifying | ø Rückstand Rennen | Punktausbeute | Punktankünfte        |
| ------ | ------- | ---------- | ----- | ------ | ----- | -------- | ---------------------- | ------------------ | ------------- | -------------------- |
| 2010   | MGP W01 | 19         | –     | 3      | –     | 76 %     | 0,977 Sek.             | 38,9 Sek.          | 26 %          | bei 27 von 38 Starts |
| 2011   | MGP W02 | 19         | –     | –      | –     | 79 %     | 1,362 Sek.             | 63,2 Sek.          | 20 %          | bei 25 von 38 Starts |
| 2012   | F1 W03  | 20         | 1     | 3      | 1     | 65 %     | 0,661 Sek.             | 42,0 Sek.          | 17 %          | bei 18 von 40 Starts |
| 2013   | F1 W04  | 19         | 3     | 9      | 8     | 92 %     | 0,155 Sek.             | 27,2 Sek.          | 44 %          | bei 33 von 38 Starts |

1. 1 2  Bezogen auf das erreichbare Maximum eines Konstrukteurs mit zwei Startern je Saison.
2. ↑  Durchschnittlicher Abstand des bestplatzierten Mercedes gegenüber dem Feld – negative Werte indizieren Vorsprung. Nur Q3-Teilnahmen berücksichtigt; ausreißerbereinigt um Rückstände größer 2 Sekunden.
3. ↑  Durchschnittlicher Abstand des bestplatzierten Mercedes gegenüber dem Feld – negative Werte indizieren Vorsprung. Überrundungen pauschal mit 90 Sekunden Rückstand gewertet; ausreißerbereinigt um DNF.

##### Saison 2010

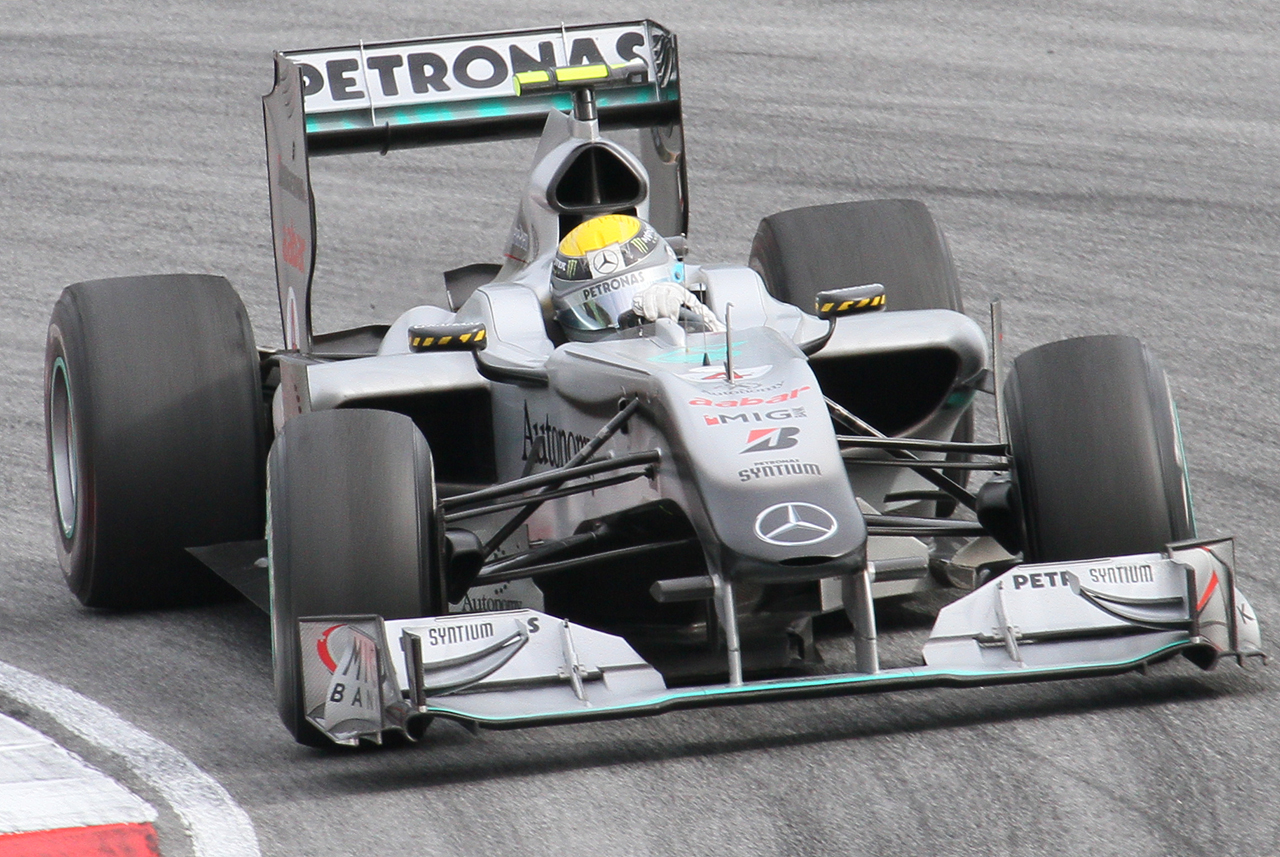
Comeback als Werksteam mit dem Mercedes MGP W01 (2010)

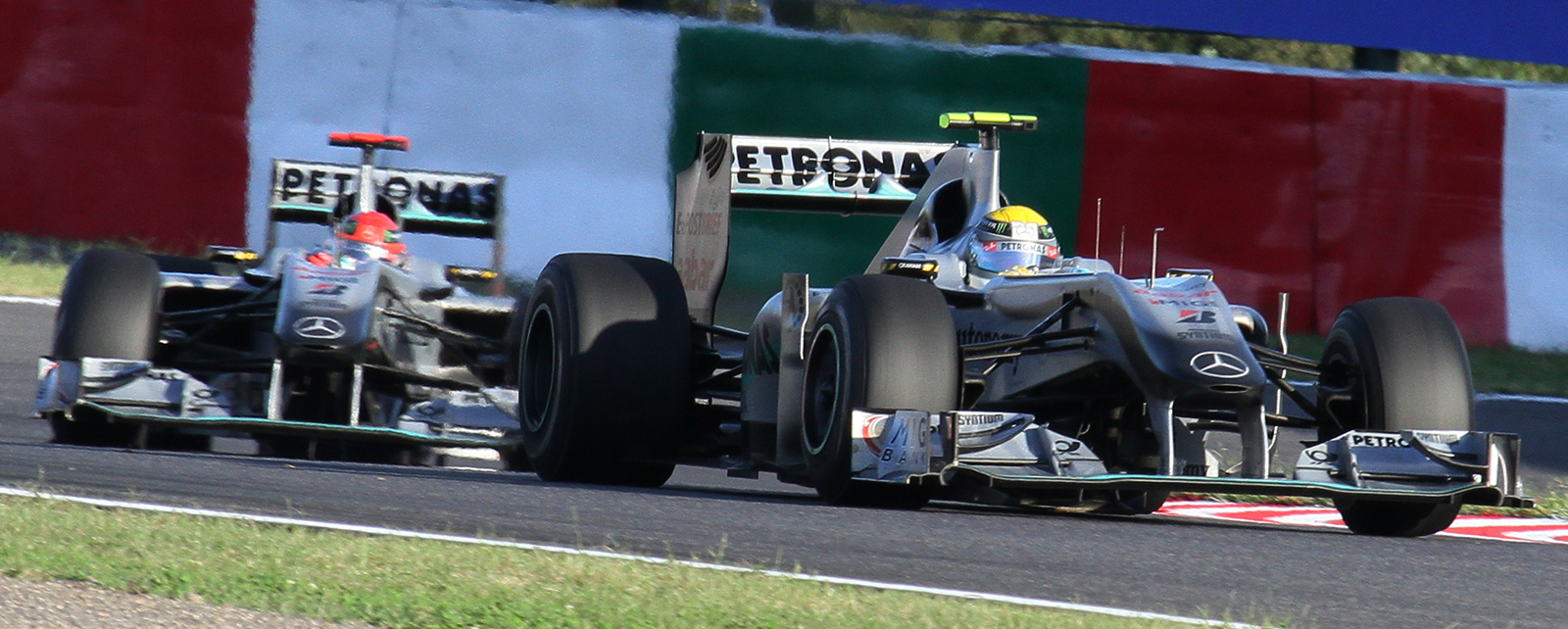
Rosberg gefolgt von Schumacher beim Japan-GP mit dem überarbeiteten W01

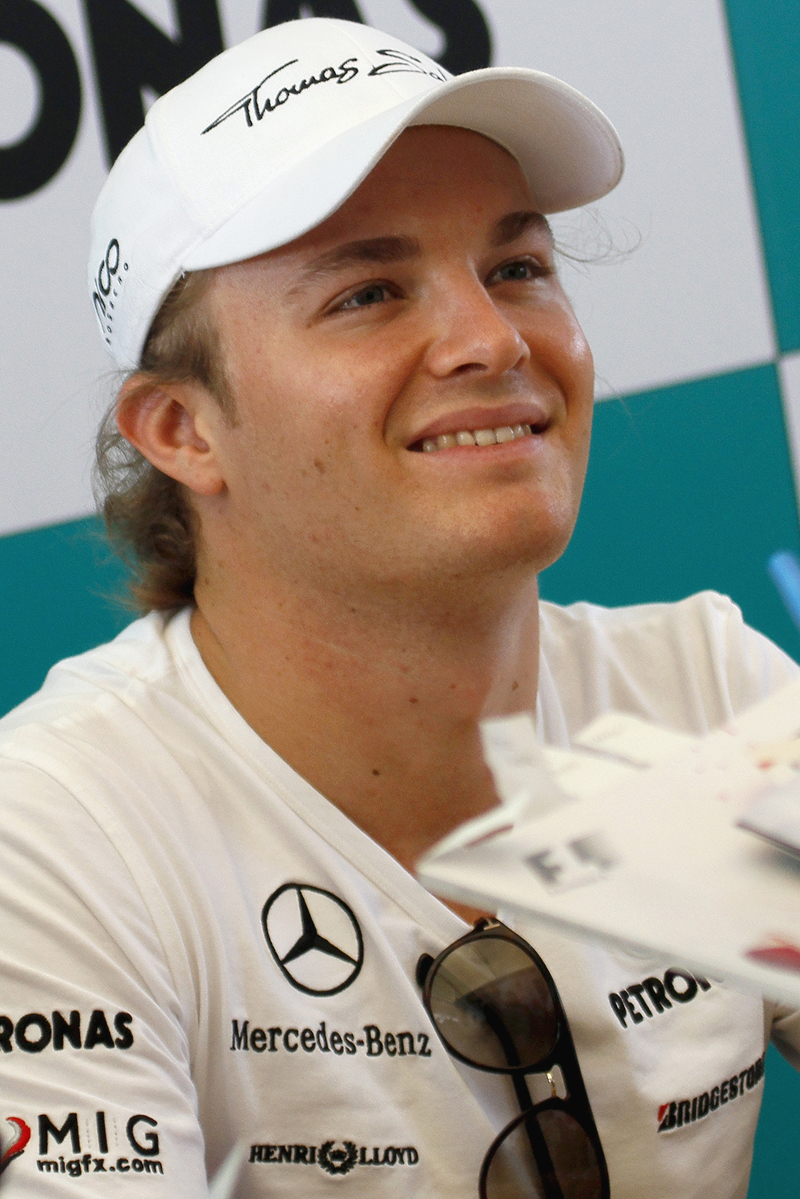
Nico Rosberg war von 2010 bis 2016 Mercedes-Werksfahrer

Am 16. November 2009 gab die Daimler AG (heute Mercedes-Benz Group) bekannt, dass sie 45,1 % der Teamanteile von Brawn GP übernehme. Weitere 30 % wurden vom Daimler-Großaktionär Aabar Investments übernommen, 24,9 % verblieben bei Ross Brawn und vier weiteren Eigentümern. Der Rennstall änderte seinen Namen in Mercedes Grand Prix und tritt seitdem als Mercedes-Werksteam unter deutscher Flagge an. Offizieller Sitz des Teams ist die Daimler-Zentrale in Stuttgart, das Team operiert aber wie sein Vorgänger Brawn GP aus dem englischen Brackley. Ross Brawn blieb Teamchef und Norbert Haug saß als Motorsportdirektor (bis Ende 2012) von Mercedes-Benz am Kommandostand.
Der Wiedereinstieg 2010 bedeutete die erstmalige Teilnahme der Marke Mercedes-Benz an der Formel-1-Weltmeisterschaft und dem internationalen Grand-Prix-Sport als Werksteam mit eigens konstruierten Rennwagen – und nicht nur als Motorenlieferant – seit der Saison 1955.
Im Zuge dieser Änderungen beendete Mercedes-Benz die Partnerschaft mit der britischen McLaren Group, an der die Daimler AG damals 40 % der Anteile hielt. Diese wurden bis 2011 zurückverkauft. Unter dem Strich machte die Daimler AG mit diesem Anteilstausch von McLaren hin zu Brawn keinen Verlust. Diese Tatsache, die Aussicht eines kostenneutralen Einsatzes unter einer Budgetobergrenze sowie der profitable Betrieb des Motorenwerks, ermöglichten es Norbert Haug und dem Vorstandsvorsitzenden Dieter Zetsche, das Werksengagement der Stuttgarter vor dem Betriebsrat zu rechtfertigen. Die weitere Belieferung von McLaren mit Motoren lief bis einschließlich der Saison 2014, sodass aus der bisherigen Werksunterstützung eine reine Kundenbeziehung wurde. Die ersten beiden Saisons erhielt McLaren die Motoren noch kostenlos. Mit Force India (bereits 2009) und später Williams stießen weitere Kunden des Motorenwerks in Brixworth hinzu.
Am 21. Dezember 2009 wurde der Mineralölkonzern Petronas als neuer Hauptsponsor des Teams sowie Partner für Treib- und Schmierstoffe bekannt gegeben. Somit trat das Team in den Jahren 2010 und 2011 offiziell unter dem Namen Mercedes GP Petronas F1 Team an.
Zunächst wurde für ein Jahr der deutsche Nico Rosberg verpflichtet, der bis dato für Williams gefahren war. Im Dezember 2009 wurde der siebenfache Weltmeister Michael Schumacher, der nach dreijähriger Pause in die Formel 1 zurückkehrte, als zweiter Fahrer bekanntgegeben. Seine Verpflichtung lief bis zum Ende der Saison 2012. Mit seiner Rückkehr zu Mercedes schloss sich nach fast 20 Jahren ein Kreis, nachdem die Stuttgarter ihm 1991 als Mercedes-Juniorfahrer den Einstieg bei Jordan in der Formel 1 ermöglichten. Die Vorjahrespiloten Jenson Button und Rubens Barrichello verließen das Team in Richtung McLaren beziehungsweise Williams.
Das Farbdesign des Mercedes MGP W01 wurde am 25. Januar 2010 im Mercedes-Benz Museum in Stuttgart an einem Brawn BGP 001 präsentiert. Auf der silbermatten Grundlackierung befinden sich schwarze und cyanfarbene Elemente der Sponsoren. Der finale Einsatzwagen für den Saisonstart wurde eine Woche später am ersten Tag der Testfahrten in Valencia präsentiert.
Der W01 entstand – zu großen Teilen bereits vor der Übernahme durch Mercedes – unter der Leitung von Chefdesigner John Owen und Chefaerodynamiker Loïc Bigois sowie dem stark in das Technikkonzept eingebundenen Teamchef Ross Brawn. Am Wagen gab es keine offensichtlichen Neuerungen, sondern stellte technisch eine Weiterentwicklung des erfolgreichen BGP 001 dar, nun ohne den zwischenzeitlich verbotenen Doppeldiffusor. Durch das Verbot von Tankstopps zur Saison 2010 mussten die Tanks vergrößert und das Mindestgewicht der Rennwagen auf 625 kg angepasst werden. Optisch entfielen zudem durch das Reglement die Radkappen und die Vorderreifen verringerten sich in der Breite auf 245 Millimeter. Der W01 wurde wie der Vorjahres-Brawn von einem Mercedes-2,4-Liter-V8 ohne KERS angetrieben, da sich die Teams vor Saisonbeginn geschlossen gegen einen Einsatz der Energierückgewinnung aussprachen.
Bedingt durch die umfangreichen Regeländerungen, verschiedene Testtermine mit unterschiedlichen Teilnehmern verteilt über 15 Tage und drei neue Teams war die Analyse der Testfahrten und Prognose des Kräfteverhältnisses zum Saisonbeginn sehr schwierig. Nach eigener Einschätzung sah sich das Team zum Saisonstart nicht siegfähig, auch wenn für Bahrain noch ein Upgradepaket geplant war. Von unabhängigen Beobachtern wurde das Team nach verschiedenen Quellen hingegen als eines von vier möglichen Siegerteams (neben Red Bull, Ferrari, McLaren) in der neuen Saison gehandelt.
Am 14. März 2010 startete Mercedes-Benz beim Großen Preis von Bahrain erstmals seit 55 Jahren wieder in der Formel-1-Weltmeisterschaft. Von den Positionen 5 und 7 gestartet, beendete das Team mit einem fünften und sechsten Rang auch das Rennen im Verfolgerfeld, wobei Rosberg Schumacher schlagen konnte.
Der Saisonauftakt markierte keine Ausnahme, sondern zeigte auch für die nachfolgenden Rennen das Kräfteverhältnis. Nachdem das Team im Vorjahr noch beide Weltmeisterschaften gewonnen hatte, fiel es entgegen höheren Erwartungen in der Saison 2010 ins vordere Mittelfeld zurück. Zwar erlaubte der W01 den Fahrern konstante Platzierungen in den Punkten, dennoch blieben Nico Rosbergs dritte Plätze in Malaysia – die erste Podiumsplatzierung eines Mercedes-Werksautos in der Formel 1 seit 1955 –, in China und beim britischen GP die besten Saisonplatzierungen.
Beim Großen Preis von Spanien in Barcelona brachte das Team ein größeres Upgradepaket an den W01, welches Änderungen an der Airbox und Motorhaube sowie zwecks optimierter Gewichtsverteilung einen gestreckten Radstand enthielt. Schumacher konnte mit dem überarbeiteten Wagen im Rennen nach Start vom sechsten Platz einen vierten Rang erreichen. Dieser blieb zusammen mit weiteren vierten Plätzen im Saisonverlauf in der Türkei und in Südkorea sein bestes Saisonergebnis.
Beim Monaco-GP setzte Mercedes aufgrund der engen, kurvenreichen Streckenführung nochmal auf Einsatzwagen mit kürzerem Radstand, während in der restlichen Saison, der in Spanien eingeführte Radstand genutzt wurde.
Die mangelnde Performance des W01 war unter anderem eine Folge davon, dass Honda bereits nach dem 2008 beschlossenen Ausstieg aus der Rennserie, weitere Investments in den Rennstall im Wesentlichen stoppte und das chronisch unterfinanzierte Brawn-Team während des Weltmeisterjahres 2009 sämtliche Ressourcen in die Bewältigung der laufenden Saison stecken musste. Somit wurde die rechtzeitige Entwicklung des 2010er Autos während der Saison 2009 verhindert und die Weiterentwicklung der Infrastruktur in der Fabrik in Brackley lange Zeit vernachlässigt. Diese Probleme wirkten sich mindestens noch bis auf die Saison 2011 aus. Ross Brawn bezeichnete den MGP W01 später infolge unzureichender Entwicklung als viel zu konservativ hinsichtlich Gewicht, Schwerpunkt und Aufhängung. Insbesondere im Bereich der Aerodynamik des seit 2009 bestehenden Reglements war das Team hinter die Konkurrenz zurückgefallen. Bei einer Reihe von aerodynamischen Innovationen, die das Modelljahr 2010 prägten, wie verlängerter Radstände zur Erhöhung der aerodynamischen Nutzfläche, F-Schacht und Flatterflügel oder dem Zusammenspiel von Auspuffabgasen und Diffusor, war Mercedes keine treibende Kraft.
Mitte 2010 verließ der bisherige Testfahrer Nick Heidfeld das Team in Richtung Reifenlieferant Pirelli.
Michael Schumacher wurde nach dem Großer Preis von Ungarn für ein umstrittenes Fahrmanöver, bei dem er seinen ehemaligen Ferrari-Teamkollegen Rubens Barrichello beim Kampf um Platz 10 gegen die Boxenmauer drängte, mit einer 10-Plätze-Startplatzstrafe für den Belgien-GP belegt. Die harte Gangart im Zweikampf um den letzten Punktplatz wurde im Formel-1-Umfeld intensiv diskutiert und auch als Reaktion auf die Kritik und Enttäuschung an der durchwachsen verlaufenen Comeback-Saison gewertet.
Nico Rosberg gewann das Teamduell gegen Rückkehrer Schumacher am Jahresende klar mit 14:5 im Qualifying und auch nach Punkten. Er schloss das Jahr mit 142 Punkten als Siebter der Fahrerwertung ab, während Schumacher mit 72 Punkten Gesamtneunter wurde. Das Werksteam konnte in seiner Premierensaison keine Pole-Position oder schnellste Rennrunde einfahren. Dank konstanter Punktplatzierungen und verglichen mit der Konkurrenz guter Zuverlässigkeit, belegte das Team den vierten Rang der Konstrukteursmeisterschaft (214 Punkte). Der langjährige Partner und neue Motorenkunde McLaren präsentierte sich in der ersten Saison nach der Trennung konkurrenzfähiger und erreichte dagegen fünf Laufsiege sowie die Vizeweltmeisterschaft.

##### Saison 2011

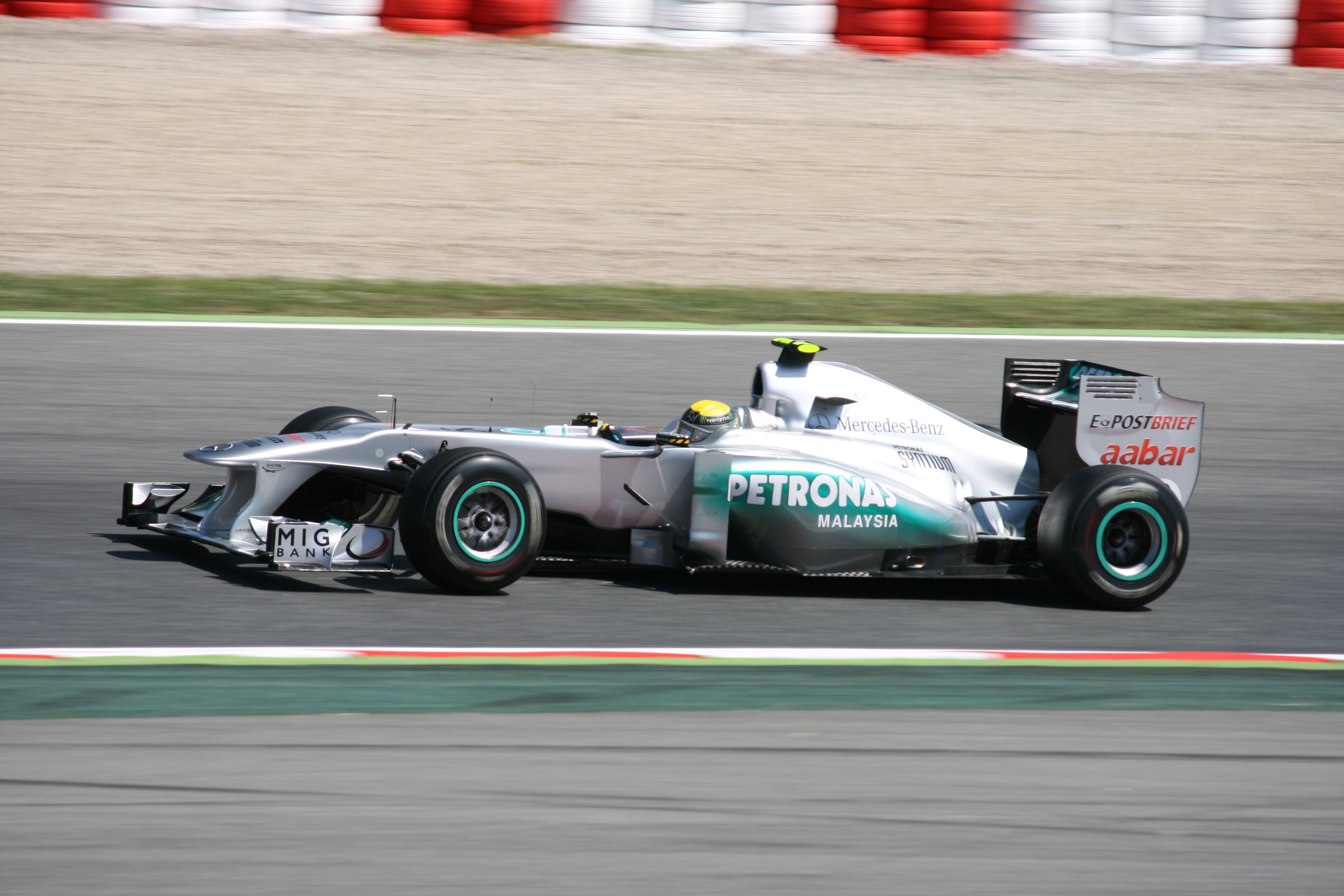
Rosberg mit dem Mercedes MGP W02 beim Großen Preis von Spanien

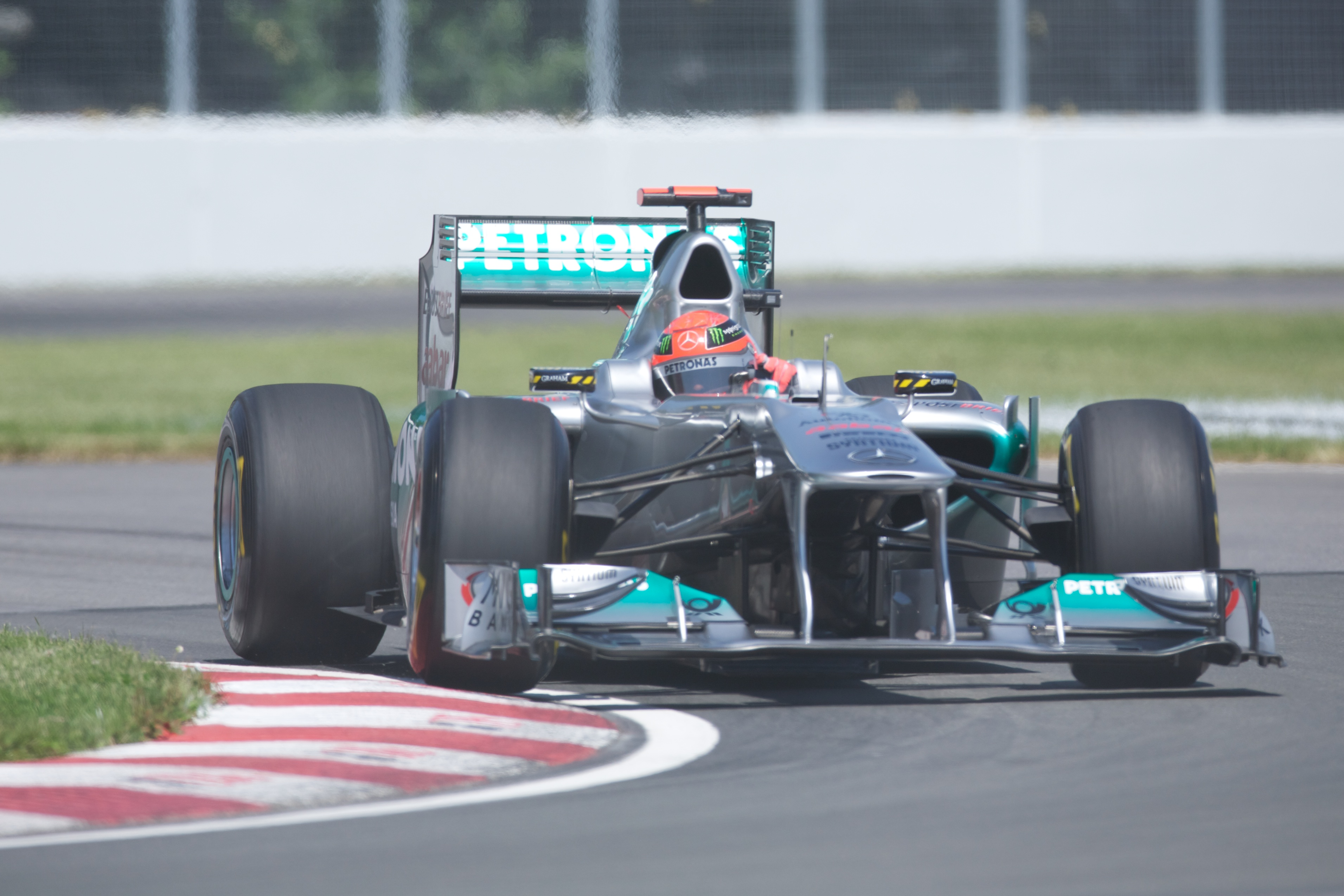
Michael Schumacher beim Training zum Großen Preis von Kanada

Im Februar 2011 wurde bekannt, dass Daimler und Aabar die restlichen 24,9 % der Anteile der ursprünglichen Eigentümer noch vor dem Saisonstart übernehmen werden. Damit gehörte das Team zu 100 % Mercedes-Benz und seinen Partnern, wodurch sich unter anderem die Flexibilität in Bezug auf anstehende Investitionen in die Infrastruktur der Fabrik erhöhen sollte.
Der Mercedes MGP W02 wurde der Öffentlichkeit am 1. Februar 2011 direkt vor den offiziellen Testfahrten in Valencia vorgestellt. Zwei Tage zuvor wurden bereits erste Fotos online gezeigt. Optisch wurde die matte Lackierung des Vorjahres gegen ein glänzenderes, helleres Silber getauscht. Pirelli löste Bridgestone zum Saisonstart als einheitlicher Reifenlieferant der Formel 1 ab und konstruierte deutlich weichere Reifenmischungen, die in den Rennen mehrfache Boxenstopps erforderten. Der W02 war der erste Mercedes-Rennwagen mit dem einheitlich eingeführten DRS, womit der Fahrer den obersten Flap des Heckflügels über ein hydraulisches System aktiv flach stellen kann, wodurch der Luftwiderstand verringert und die Geschwindigkeit erhöht wird. Bedingt durch diese umfangreichen Änderungen sowie die mangelnde Performance des Vorgängers, entschied sich das Team bei dem W02 für eine umfassende Neukonstruktion. Die Nase wurde gegenüber dem Vorgänger angehoben, um möglichst viel Luft unter das Auto zu leiten und so den Diffusor am Heck anzuströmen. Der Radstand wurde verkürzt und die Seitenkästen verkleinert, um den Luftwiderstand zu verringern.
Der W02 war der erste Werks-Mercedes in der Formel 1, der mit KERS antrat, da das System zur Rückgewinnung der Bremsenergie 2010 nicht erlaubt war. Angetrieben wurde er wie das Vorjahresmodell von einem 2,4-Liter-V8 aus dem Motorenwerk in Brixworth.
Als Stammfahrer traten erneut Nico Rosberg und Michael Schumacher an. Nachdem Testfahrer Nick Heidfeld im Vorjahr ausschied, verblieb Sam Bird als Test- und Ersatzfahrer.
Nach der Absage des Saisonauftakts in Bahrain kam der W02 erst in Melbourne zu seinem ersten Renneinsatz. Nach einem ernüchternden Qualifying mit fast 2 Sekunden Rückstand geriet auch das Rennen mit einem Doppelausfall zu einem Debakel. Im weiteren Saisonverlauf konnte der Rückstand im Qualifying zwar verringert werden, Starts aus den ersten drei Reihen blieben trotzdem die Ausnahme. Bestes Qualifyingergebnis der Saison war die zweitschnellste Zeit beim Qualifying in der Türkei durch Rosberg. Im Rennen erreichte er wie vorher in China einen fünften Rang. Besonders im ersten Saisondrittel konnten die verbesserten Startplätze infolge unzureichenden Tempos im Rennen nicht gehalten werden. Schumacher setzte mit seiner Fahrt auf den vierten Platz beim chaotischen Regenrennen in Kanada eines der wenigen Highlights und erreichte das beste Saisonergebnis. Nico Rosbergs beste Zielankünfte waren zwei fünfte Plätze bei den Großen Preisen von China und der Türkei.
So konnte das Mercedes-Werksteam im zweiten Jahr seines Bestehens die erhoffte Leistungssteigerung gegenüber der Vorsaison, die es als Gesamtvierter der Konstrukteure beendete, nicht erfüllen. Die Rennsaison 2011 verlief insgesamt sogar weniger erfolgreich als das Premierenjahr, da weder Rosberg noch Schumacher einen Podestplatz erreichten. Es gelang mit dem W02 auch keine Pole-Position oder schnellste Rennrunde.
Der geringe Erfolg des Wagens lag weniger an der Leistungsfähigkeit des Antriebs oder dem fehlenden Mut einer Neukonstruktion, sondern vielmehr an dem letztlich zu wenig innovativen und effizienten Aerodynamik-Konzept des Chassis. Vor allem den während der Saison am Red Bull RB7 perfektionierten angeblasenen Diffusor brachten die Techniker am W02 nie richtig zum Arbeiten. Entgegen der meisten Konkurrenten – und auch der eigenen Designrichtung am W01 – verkürzte Mercedes den Radstand wieder, was jedoch nicht für das erhoffte Abtriebsplus am Diffusor sorgte. Hinzu kam eine ineffektive Umsetzung des DRS, bei der der Abtrieb nach Zuklappen des Flügels nicht sofort verlässlich anlag. Die Umstellung der Hinterradaufhängung auf Zugstreben erschwerte zudem die Setup-Arbeit.
Das Team wurde in der Konstrukteursmeisterschaft mit 165 Punkten erneut Vierter. Nico Rosberg belegte den siebten (89 WM-Punkte) und Michael Schumacher den achten Gesamtrang (76 WM-Punkte) der Fahrerwertung. Bis heute ist der W02 der einzige Werksrenner von Mercedes, der kein Podium in der Königsklasse des Motorsports erreichte.
Die durchwachsenen Ergebnisse der ersten beiden Saisons als Werksteam rührten auch daher, dass Mercedes im Vergleich zu den drei Topteams Ferrari, Red Bull und McLaren mit einem kleineren Budget operierte. Der Einstieg als Werksteam im Herbst 2009 erfolgte noch unter der Prämisse der Einführung einer Budgetbegrenzung in der Formel 1. Der Rennstall Brawn GP hatte zum Zeitpunkt der Übernahme bereits einen verkleinerten Mitarbeiterstamm, der den Anforderungen an einen Budgetdeckel entsprochen hätte. Eine solche Begrenzung wurde jedoch nie eingeführt und Mercedes stand vor der Entscheidung, die Richtung des Formel 1-Engagements festzulegen. Man entschloss sich im Laufe der Saison 2011 in Anbetracht der Chancen des neuen Regelwerks ab 2014 für eine schrittweise Erhöhung des Team-Budgets und eine personelle Vergrößerung der Technikabteilung. Im Zuge dieser Entscheidung wurde die von Bob Bell geführte Technikabteilung unter anderem mit den ehemaligen Technikchefs von Ferrari (Aldo Costa) und Red Bull (Geoff Willis) verstärkt. Außerdem wurde der Windkanal im Werk in Brackley für den Einsatz eines 60-Prozent-Modells ausgebaut, der vom Reglement maximal erlaubten Dimension. Dies hing auch damit zusammen, dass die meisten Konkurrenzteams bereits aufgerüstet hatten und Pirelli einen Großteil der Daten für die eigene Reifenentwicklung aus diesen Anlagen bezog.

##### Saison 2012

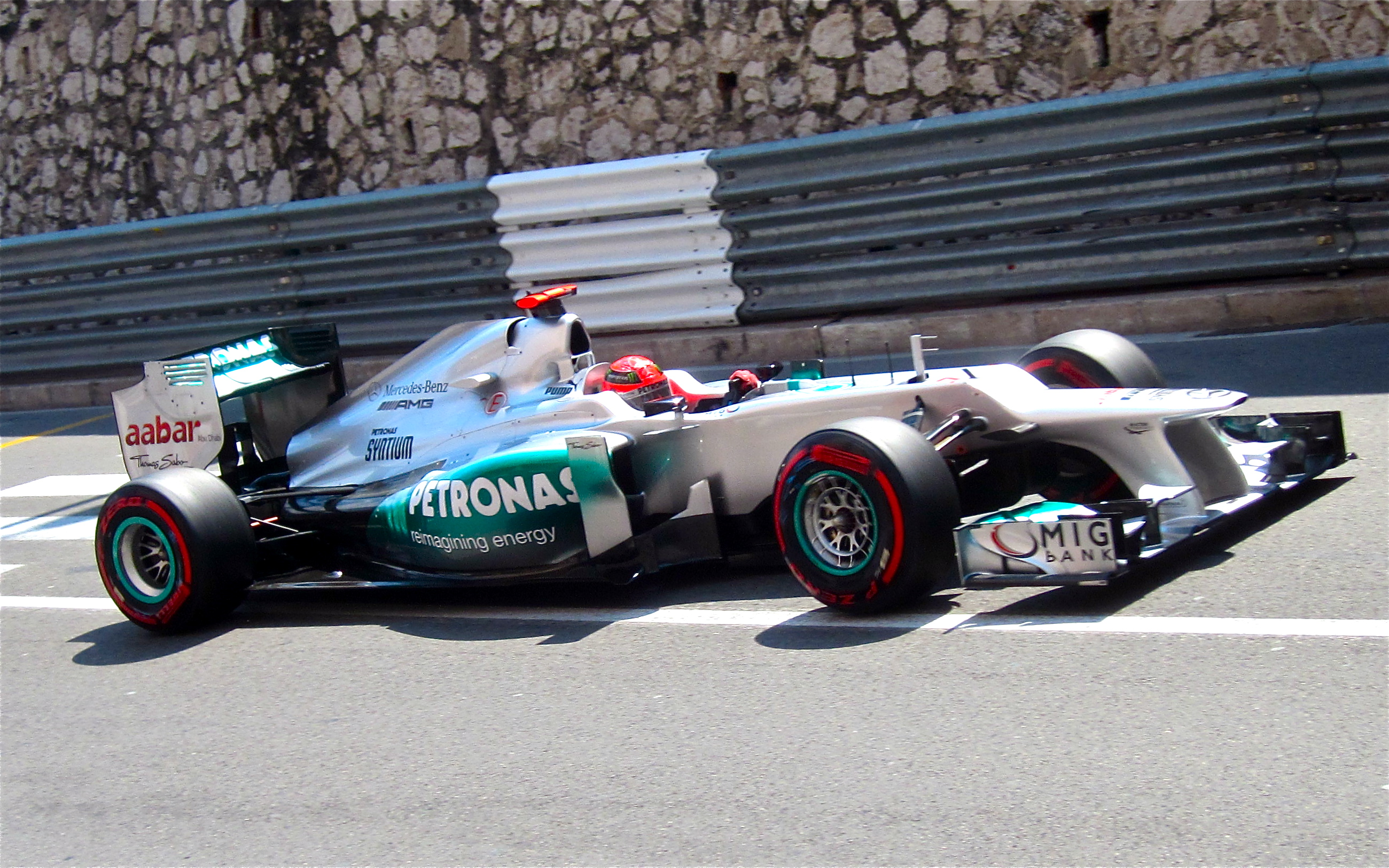
Schumacher fährt mit dem F1 W03 im Qualifying zum Monaco-GP die schnellste Zeit (2012)

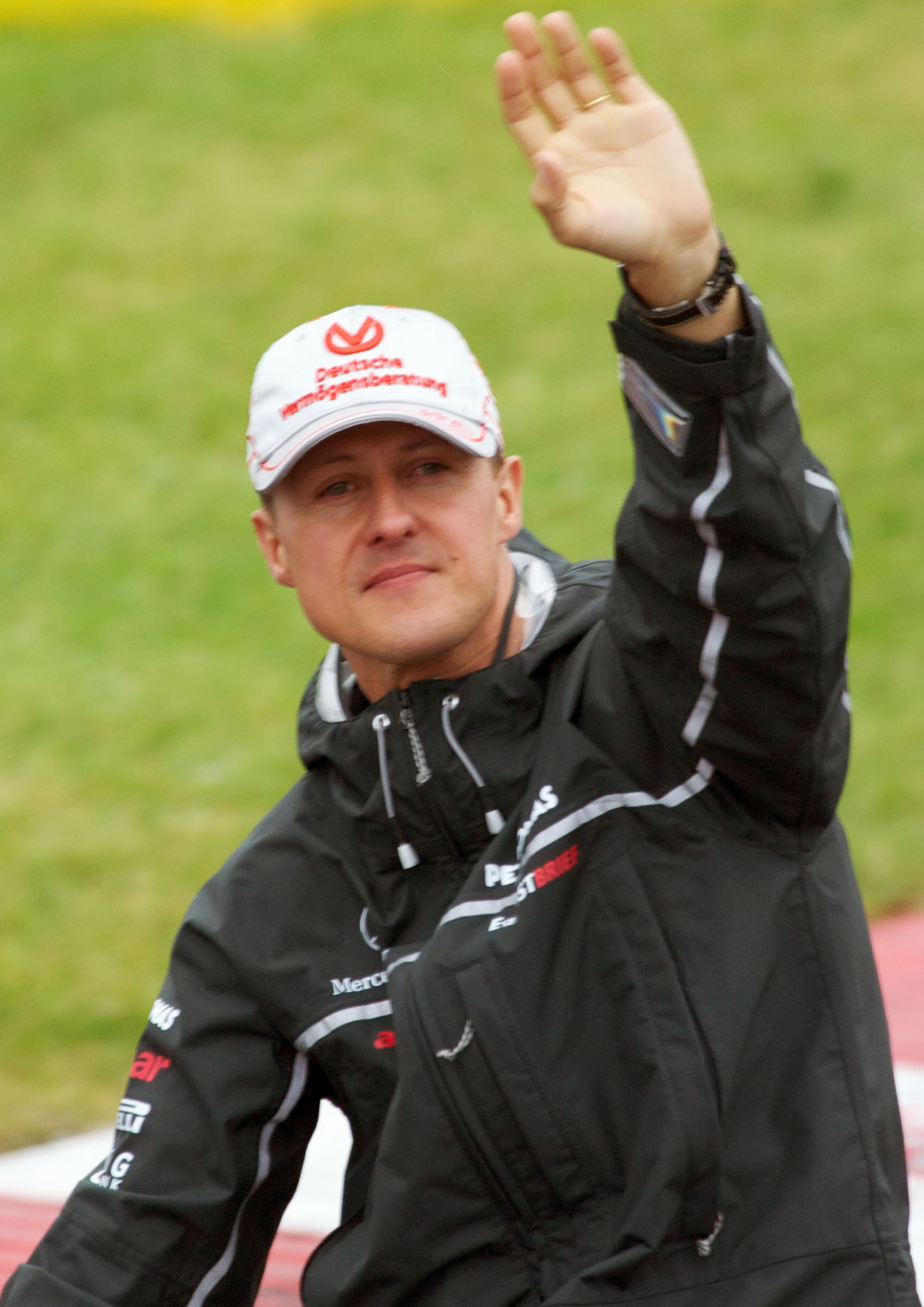
Michael Schumacher war von 2010 bis 2012 Werksfahrer für Mercedes

Zur Saison 2012 änderte der Rennstall den offiziellen Teamnamen in Mercedes AMG Petronas F1 Team. Vor der Saison nahm der Rennstall an insgesamt zwölf Vorsaison-Testtagen in Jerez und Barcelona teil. Das neue Einsatzfahrzeug der Saison 2012, der Mercedes F1 W03, wurde allerdings erst bei den letzten beiden Testwochen in Barcelona eingesetzt und vor Ort präsentiert. Der Wagen blieb dem klassischen silber-grauen Farbschema mit Akzenten des Hauptsponsors Petronas treu.
Der Mercedes F1 W03 wurde unter der Leitung des Technischen Direktors Bob Bell gebaut. Loïc Bigois war der Chefdesigner. Aldo Costa verantwortete die mechanischen Komponenten und Geoff Willis die Aerodynamik sowie Fahrdynamik. Bereits im Mai 2011 wurde mit der Entwicklung durch ein eigens verstärktes Technikteam begonnen.
Der Wagen wurde nach den enttäuschend verlaufenen Vorjahren insgesamt radikaler konstruiert als die beiden Vorgänger und besaß eine Reihe technischer Innovationen, allen voran das Doppel-DRS-System als passiven F-Schacht für die Fahrzeugfront. Dieses ermöglichte bei Betätigung des gewöhnlichen DRS das Öffnen eines Kanals am Heckflügel, der Luft nach vorne und unter den Frontflügel leitete. Hierdurch wurde ein Strömungsabriss erzeugt, der den Luftwiderstand des Fahrzeugs weiter reduzierte und somit eine höhere Geschwindigkeit ermöglichte. Das Doppel-DRS brachte dem Team vor allem im Qualifying einen Vorteil, da der DRS-Einsatz noch auf der gesamten Runde freigegeben war. Obwohl es vor der Saison von den Regelwächtern der FIA als legal eingestuft wurde, erwogen Red Bull Racing und das Lotus F1 Team einen Protest. Vor dem Rennen in China legte Lotus dann tatsächlich Protest ein, welcher von den technischen Delegierten der FIA jedoch zurückgewiesen wurde.
Mit dem neuen Auto sollte die aerodynamische Effizienz im Vergleich zum Vorgänger erhöht werden. Der Radstand wurde gegenüber dem W02 wieder verlängert um die nutzbare Diffusorfläche zu vergrößern und den Gesamtabtrieb zu steigern. Die Seitenkästen wurden nochmal schlanker gebaut und zum Heck hin früher nach innen gezogen. Im Bereich der Hinterachse wurden Hitzeabweiser an den Radträgern angebracht um die heißen Abgase von den Rädern mit den sensiblen Pirelli-Pneus fernzuhalten. Reglementsbedingt wurden auch die Auspuffendrohre modifiziert. Sie schlossen fast bündig mit der Motorabdeckung ab.
Zunächst startete der Rennstall ähnlich erfolglos in die Saison wie die beiden Jahre zuvor, da aus den ersten zwei Rennen nur ein Punkt eingefahren werden konnte – Schumachers zehnter Platz beim verregneten Malaysia-GP. In den Qualifyings deutete sich mit dem W03 bereits ein Fortschritt gegenüber dem Vorjahr an, Kollisionen und technische Zwischenfälle verhinderten jedoch bessere Ergebnisse in den ersten Rennen.
Beim dritten Saisonlauf, dem Großen Preis von China auf dem Shanghai International Circuit, gelang am 15. April 2012 mit dem ersten Sieg des 2009 gegründeten Teams jedoch der Durchbruch. Nico Rosberg gewann das Rennen, nachdem er am Tag zuvor bereits die Pole-Position eingefahren hatte. Es war der erste GP-Sieg eines Mercedes-Benz-Werksteams in der Formel 1 seit dem Großen Preis von Italien 1955 vor 57 Jahren. Schumacher schied im Rennen auf Position 2 liegend aus, nachdem bei seinem ersten Boxenstopp ein Reifen nicht richtig befestigt worden war und das Auto beschädigt hatte.
Die Saison verlief für Rosberg auch nach dem Premierensieg zunächst erfolgreich, sodass er nach einem weiteren Podiumsbesuch als Zweiter in Monaco nach dem ersten Saisondrittel auf WM-Zwischenrang fünf lag. Schumacher startete dagegen sehr unglücklich in die Saison und musste eine Reihe technischer Ausfälle hinnehmen. In den ersten sieben Rennen sah er nur zweimal die Zielflagge. Zudem war er im Qualifying zum Großen Preis von Monaco der Schnellste im Zeittraining, musste aufgrund einer Strafversetzung jedoch von Platz 6 ins Rennen gehen. Ein weiteres Highlight gelang ihm beim Großen Preis von Europa in Valencia als er mit einem dritten Rang zum ersten und einzigen Mal seit seinem Comeback 2010 einen Podestplatz belegte.
Im Verlauf der Europa-Saison konnte das Team die anfänglich guten Ergebnisse nicht mehr bestätigen und fiel gerade im Qualifying weiter hinter die Spitzenteams zurück. So holte der Rennstall vom neunten Saisonrennen in England bis zum zwölften Lauf in Belgien nur 21 Punkte und Rosberg fiel in der Weltmeisterschaft zurück. Beim Großen Preis von Singapur erreichte Rosberg mit dem fünften Platz das beste Ergebnis seit dem Monaco-GP. Podiumsplätze waren jedoch außer Reichweite. Einschließlich des nachfolgenden Japan-GP konnte das Team bei fünf Rennen in Folge keine Punkte holen und lief zwischenzeitlich Gefahr, den fünften Rang in der Konstrukteurswertung an Sauber zu verlieren. Michael Schumacher konnte diese Serie erst im letzten Rennen in Brasilien mit einem siebten Platz beenden.
Mercedes schloss die Saison mit 142 Punkten als Gesamtfünfter ab. Nico Rosberg erreichte Rang neun (93 Punkte) und Michael Schumacher Rang 13 (49) in der Fahrerwertung. Trotz des ersten GP-Siegs seit dem Comeback, war 2012 nach den durchwachsenen Ergebnissen in der zweiten Saisonhälfte und insgesamt zehn Ausfällen die nach Punkten bis dahin schwächste Saison des Teams.
Auch infolge des bis dato durchwachsen verlaufenen Comebacks in der Königsklasse, entschied sich Mercedes für 2013 und im Vorgriff auf die neue Reglementepoche ab 2014 für einige personelle Veränderungen. So gab das Team am 28. September 2012 bekannt, dass der zum Saisonende auslaufende Vertrag mit Michael Schumacher nicht verlängert werde und stattdessen mit Lewis Hamilton der Weltmeister der Saison 2008 ab 2013 als Fahrer verpflichtet wurde. Zudem wurde am gleichen Tag Niki Lauda zum Aufsichtsratsvorsitzenden des Teams berufen, um den Aufbau des Teams zu unterstützen. Im November kaufte Daimler den zwischenzeitlich auf 40 % erhöhten Team-Anteil von Aabar zurück, wodurch das Team zu 100 % Daimler gehörte.
Weitere strukturelle Änderungen betrafen zum Jahresende die motorsportliche Gesamtverantwortung von Mercedes-Benz: Am 13. Dezember 2012 wurde bekannt gegeben, dass der Vertrag mit dem Motorsport-Chef Norbert Haug in gegenseitigem Einvernehmen zum Jahresende aufgelöst werde. Haug verantwortete die Renneinsätze von Mercedes-Benz 22 Jahre lang als Motorsportdirektor. Er war wesentlich an dem neuerlichen Einstieg als Werksteam in die Formel 1 beteiligt.

##### Saison 2013

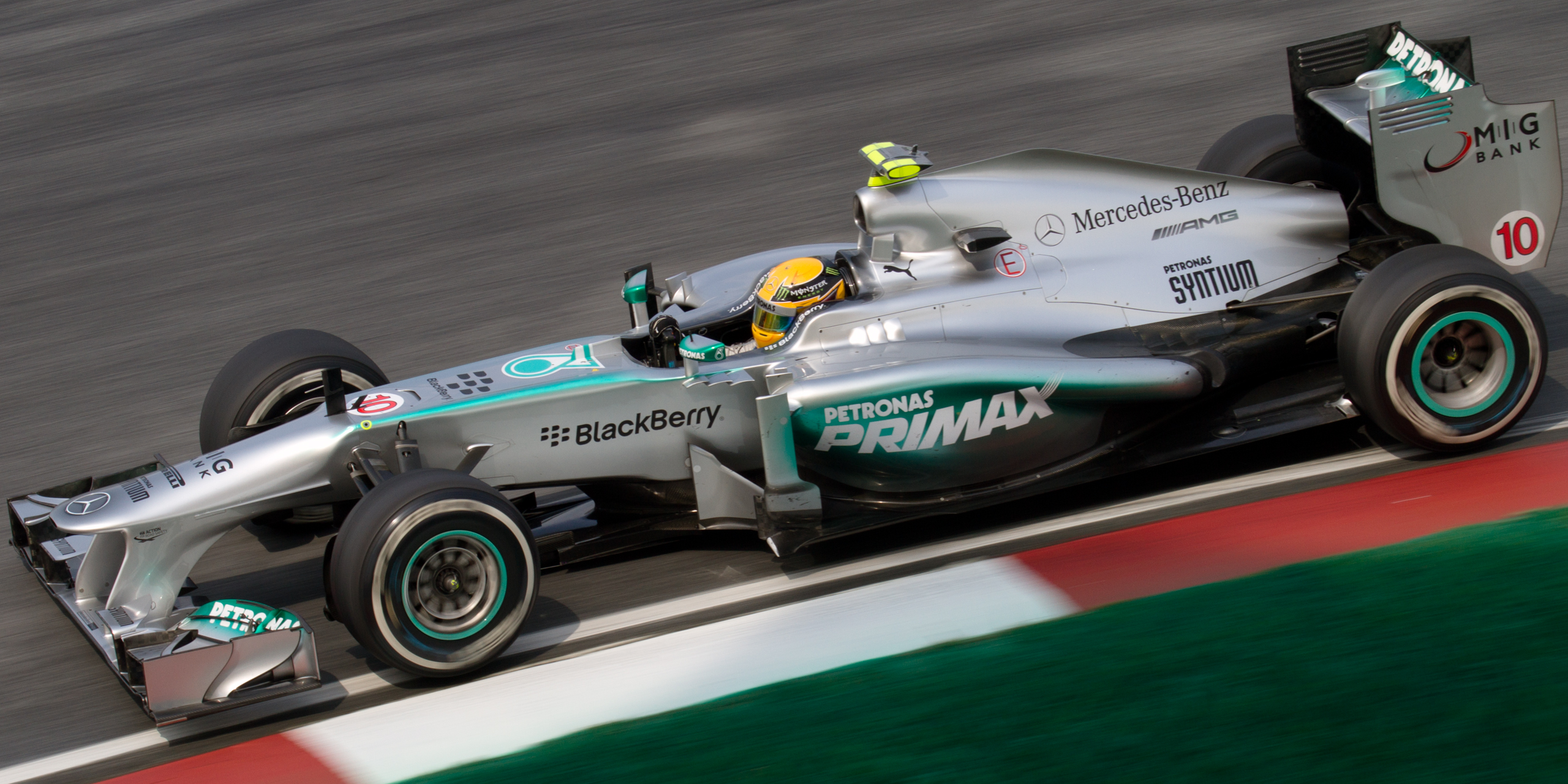
Hamilton im neuen Mercedes F1 W04 beim Training zum Malaysia-GP 2013

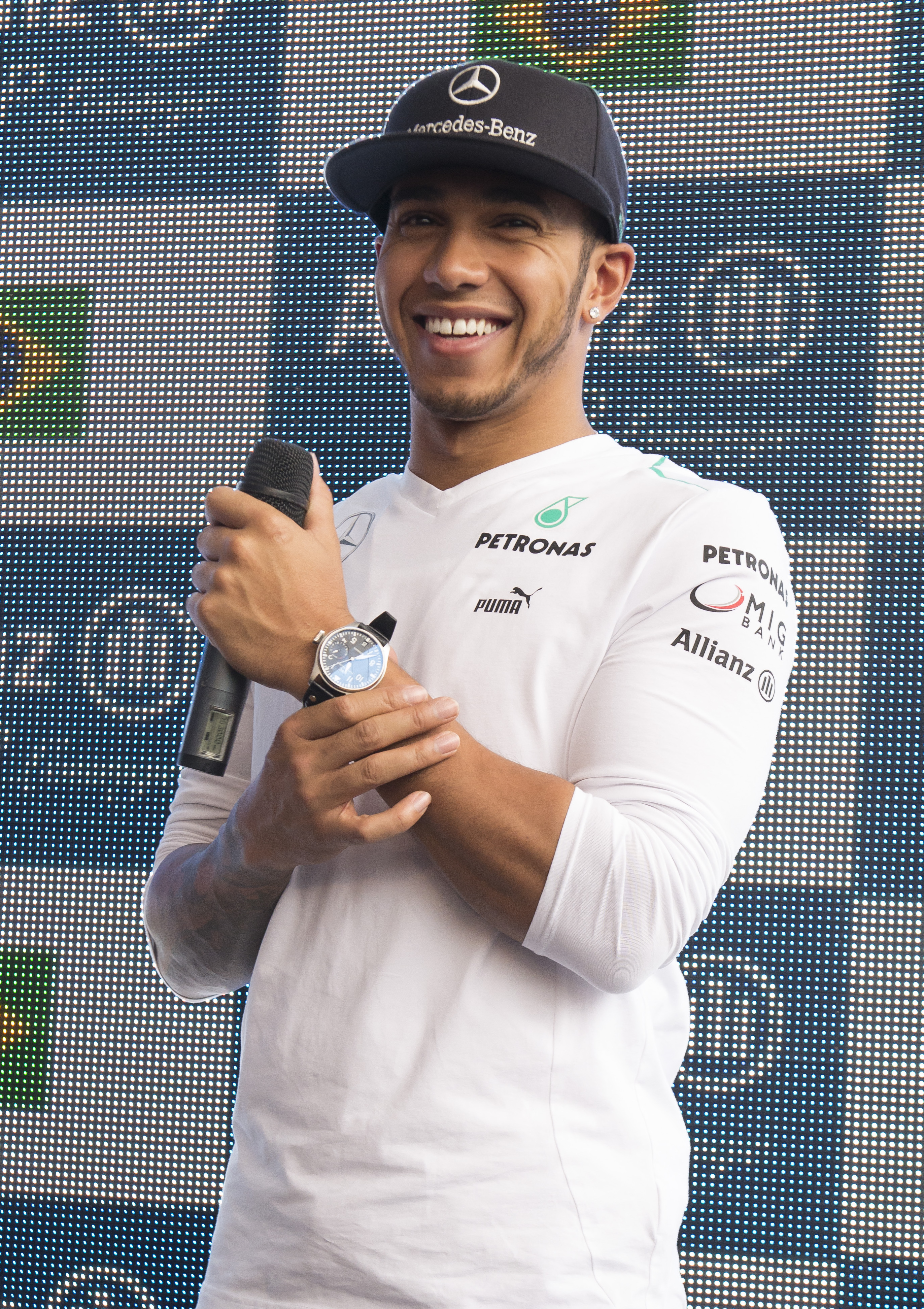
Lewis Hamilton war seit der Saison 2013 Werksfahrer für Mercedes

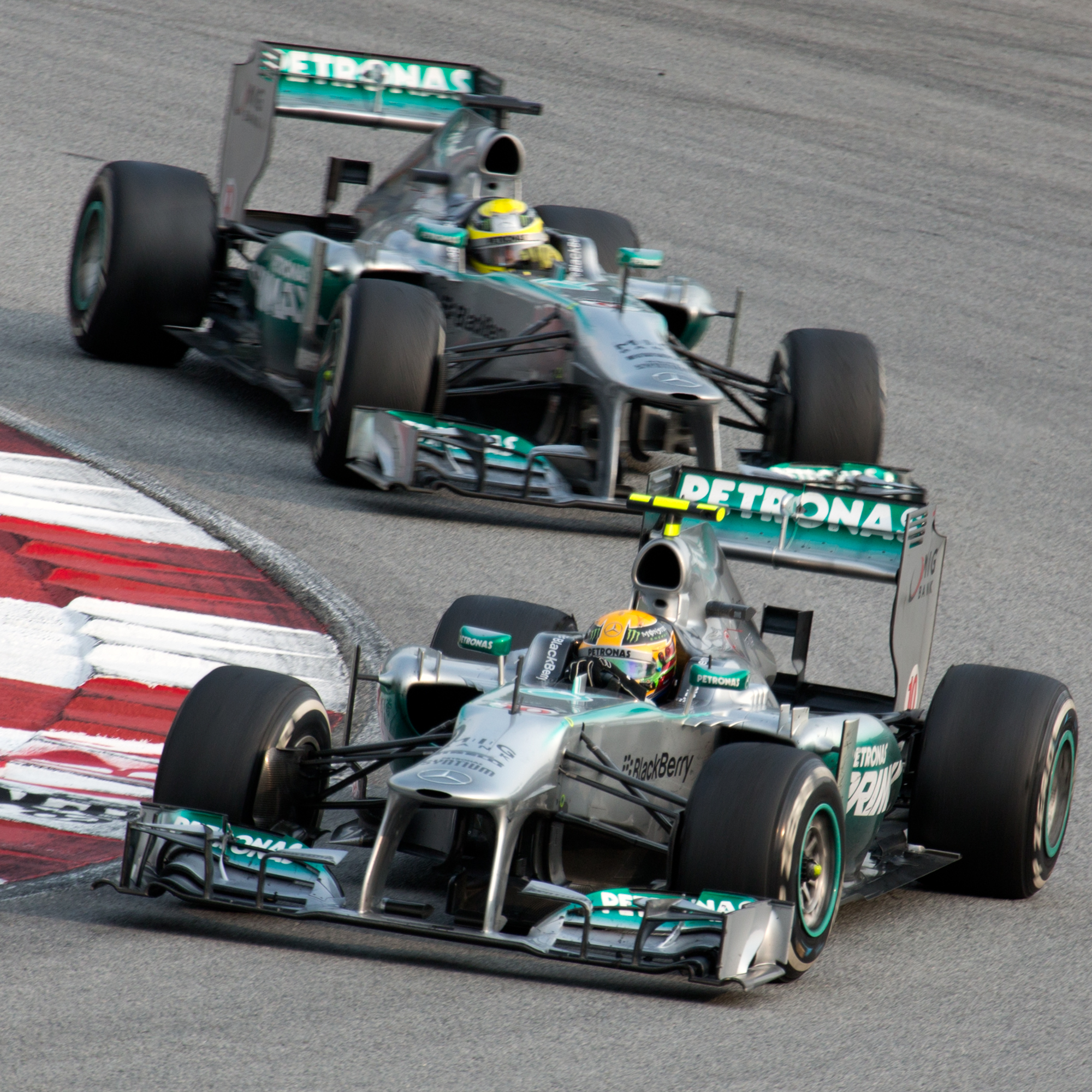
Hamilton vor Rosberg beim Großen Preis von Malaysia 2013

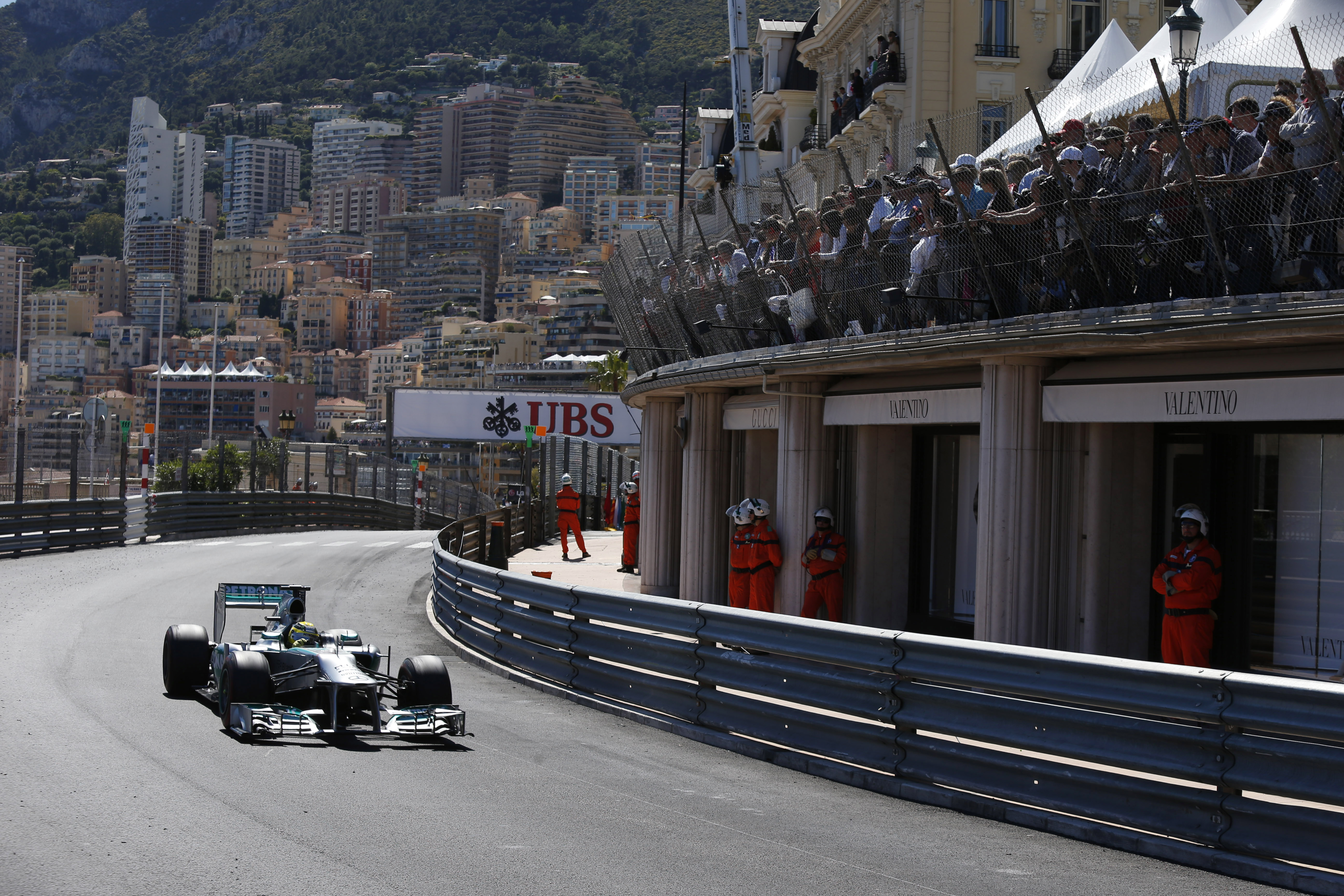
Rosberg gewinnt den Großen Preis von Monaco 2013

Anfang 2013 wurde der Österreicher Toto Wolff neuer Motorsportdirektor von Mercedes-Benz und trat die Nachfolge des im Dezember ausgeschiedenen Norbert Haug an. Wolff erwarb im Zuge seines Einstiegs 30 % und Niki Lauda 10 % der Anteile an dem Rennstall. Wolff verfügt über persönliche Rennerfahrung in unteren Klassen und war zuvor in leitender Position bei Williams tätig, wo er noch bis März 2016 als Anteilseigner beteiligt war.
Mercedes trat in der Formel-1-Weltmeisterschaft 2013 mit Nico Rosberg und dem im September 2012 von McLaren verpflichteten Lewis Hamilton an. Hamilton war der insgesamt zehnte Formel-1-Fahrer von Mercedes und der zweite Brite nach Stirling Moss. Hamilton wurde 2008 bereits Weltmeister auf McLaren-Mercedes und wurde seit der Jugend von deren Juniorenprogramm gefördert.
Der neue Mercedes F1 W04 wurde unter der technischen Leitung von Aldo Costa entwickelt und debütierte auf dem Circuito de Jerez bei den ersten Wintertestfahrten der Formel-1-Saison 2013. Obwohl der Wagen äußerlich eine Evolution des Vorjahresmodells darstellte, zeigte er sich aerodynamisch stark verbessert und war auf eine gezeitete Runde von Saisonbeginn an schnell. Mehrere kleine Änderungen und aerodynamische Detaillösungen fielen auf. Am Cockpitrand wuchsen in Höhe der Außenspiegel waagerechte Finnen aus dem Bodywork und der Lufteinlass über dem Cockpit wurde verkleinert, dafür zeigte sich neben dem Piloten ein zusätzlicher, kleiner Schlitz im Seitenkasten. Diese überarbeitete Luftführung über den Frontflügel und um die Seitenkästen herum ermöglichte offenbar ein effizienteres, seitliches Abdichten des Diffusors zwischen den Hinterreifen. Auch der Auspuff mit Coandă-Effekt wurde überarbeitet. Angetrieben wurde der Wagen wie die Vorgänger von einem 2,4-Liter-V8 mit KERS.
Beim Saisonauftakt in Australien ging Hamilton vom dritten und Rosberg vom sechsten Platz ins Rennen. Rosberg fiel technisch bedingt aus, Hamilton wurde Fünfter. Beim zweiten Rennen in Malaysia erreichte Hamilton mit einem dritten Platz seinen ersten Podestplatz für Mercedes. Zusammen mit dem vierten Platz Rosbergs war es das beste Teamergebnis von Mercedes seit dem Wiedereinstieg in die Formel 1 zur Saison 2010. Mercedes wies Rosberg in der Schlussphase mit einer Stallorder an, Hamilton nicht anzugreifen und das Ergebnis zu sichern.
Beim folgenden Rennwochenende in China gelang es Lewis Hamilton, seine erste Pole-Position für Mercedes herauszufahren, gleichzeitig war es seit 2010 die zweite für das Team überhaupt. Im Rennen wurde er lediglich Dritter, Rosberg fiel erneut technisch bedingt aus. Es zeigte sich, dass der W04 die Reifen in der Qualifikation schnell ins richtige Temperaturfenster brachte, dafür aber in den Rennen unter übermäßigem Reifenverschleiß litt.
In China startete das Team eine Serie, denn auch bei den folgenden drei Grands Prix in Bahrain, Barcelona und Monaco errang Mercedes jeweils durch Nico Rosberg die Pole-Position. Trotzdem waren durch den eklatant hohen Reifenverschleiß im Rennen sowohl in Bahrain als auch in Barcelona keine Platzierungen auf dem Podium möglich. So wurden die Mercedes bei dem Spanien-GP, geschlossen aus Reihe eins gestartet, ohne erkennbare taktische oder technische Fehler auf die Ränge 6 und 12 durchgereicht.
Erst beim Großen Preis von Monaco konnte das Team den ersten Startplatz in einen Sieg von Rosberg umwandeln. Für ihn war es der zweite Grand-Prix-Sieg seiner Karriere nach China 2012 und er erzielte ihn genau 30 Jahre nachdem sein Vater Keke Rosberg in Monaco gewonnen hatte. Bei dem Sieg profitierte Mercedes von dem traditionell geringen Reifenverschleiß im Fürstentum sowie der Möglichkeit, das Tempo als Führender bestimmen zu können, ohne Gefahr zu laufen, überholt zu werden.
Ab dem fünften Saisonlauf in Barcelona fuhr das Team mit einem modifizierten Farbdesign an den beiden F1 W04, welches mehr Assoziationen an die Silberpfeile der Vergangenheit wecken sollte.
Am Samstag des Monaco-Wochenendes wurde öffentlich bekannt, dass Mercedes gemeinsam mit dem Reifenlieferanten Pirelli im Anschluss an das vorangegangene Rennwochenende in Barcelona einen 1000-Kilometer-Reifentest absolviert hat. In der Folge legten Red Bull Racing und die Scuderia Ferrari Protest bei den Regelkommissaren ein, da Testfahrten mit dem aktuellen Rennwagen während der Saison verboten sind. Pirelli und Mercedes vertraten die Ansicht, die Tests seien legal; außerdem seien die Testergebnisse ausschließlich für Pirelli bestimmt und bedeuteten so keinen Wettbewerbsvorteil für Mercedes. Die Untersuchung wurde von den Rennstewards des Großen Preises von Monaco an die FIA weitergeleitet. Am 20. Juni 2013 kam es zu einer Gerichtsverhandlung vor dem Internationalen Tribunal in Paris, bei dem Mercedes und Pirelli von der FIA angeklagt wurden, illegale Testfahrten durchgeführt zu haben. Einen Tag später wurden Pirelli und Mercedes offiziell verwarnt und das Mercedes-Team von den im Juli in Silverstone stattfindenden Young-Driver-Tests ausgeschlossen. Von weiteren Sanktionen, wie einer Geldstrafe oder Punktabzug, wurde abgesehen, da zwar ein Verstoß gegen die Testregel des sportlichen Reglements vorliege, Mercedes und Pirelli jedoch nachweisen konnten, im guten Sinne gehandelt zu haben, da der Test die Sicherheit der Reifengeneration verbessern sollte. Ein etwaiger Wettbewerbsvorteil des Teams solle durch den Ausschluss bei den Testfahrten im Juli ausgeglichen werden. Noch am selben Tag gab Mercedes bekannt, dass es auf eine Berufung gegen das Urteil verzichten werde.
Nachdem Lewis Hamilton beim Großen Preis von Kanada den dritten Rang verbuchen konnte, gelang dem Team in Silverstone der zweite Saisonsieg durch Nico Rosberg, nachdem Hamilton, von der Pole gestartet, einen Reifenschaden erlitt und Vierter wurde. Hamilton gelang auch auf dem Nürburgring die Pole-Position, das Rennen beendeten die Fahrer jedoch nur auf den Positionen fünf und neun.
Beim folgenden Rennen in Ungarn gelang Lewis Hamilton mit einem Start-Ziel-Sieg der erste Grand-Prix-Erfolg mit seinem neuen Team. In Führung liegend, konnte er seine Reifen trotz der hohen Streckentemperaturen erfolgreich managen. Dieses Ergebnis zeigte den klaren Fortschritt des Teams im Umgang mit den Reifen im Saisonverlauf. Nach der Sommerpause startete mit Lewis Hamilton in Belgien letztmals in der Saison ein Mercedes von der Pole-Position. Im Rennen wurde er Dritter vor Rosberg. Bei den nachfolgenden Überseerennen erreichte das Team keine Podiumsplätze mehr. Ähnlich der Vorsaison flachte die Leistungskurve zum Saisonende hin ab, wenn auch auf höherem Niveau.
Mit den Plätzen fünf und neun sicherte sich Mercedes beim Saisonfinale in São Paulo zwölf Punkte und damit die Vizeweltmeisterschaft in der Konstrukteurswertung. Am Ende standen sechs Punkte Vorsprung gegenüber Ferrari in der WM-Tabelle.
2013 gelang es Mercedes erstmals seit dem Wiedereinstieg, sich als Topteam zu etablieren und konstant um Podiumsplätze kämpfen zu können. Insgesamt fuhr das Team mit 360 Punkten fast dreimal so viele ein wie in der Vorsaison (142 Punkte; Gesamtrang fünf). Es gelangen insgesamt drei Saisonsiege, acht Pole-Positions und eine schnellste Rennrunde. Lewis Hamilton belegte mit 189 Punkten und einem Saisonsieg Platz vier in der Fahrer-Weltmeisterschaft. Nico Rosberg erreichte 171 Punkte und zwei Saisonsiege, was für Gesamtrang sechs reichte.
Zum Jahresende verließ der bisherige Teamchef Ross Brawn das Werksteam. Der Anfang 2013 zum Mercedes-Benz Motorsportdirektor ernannte Toto Wolff und der im Juni von McLaren abgeworbene Techniker Paddy Lowe übernahmen die Teamführung in einer Doppelspitze, womit der klassische Posten des Teamchefs entfiel. Wolff agiert künftig als Geschäftsführer im Bereich Business, während Lowe Geschäftsführer im Bereich Technik ist.

#### Jahre der Dominanz
Mit der Einführung eines neuen technischen Reglements und Turbo-Hybridmotoren ab der Saison 2014 konnte das Mercedes-Werksteam den Aufwärtstrend aus der Vorsaison fortsetzen und die technische Vorreiterschaft in der Formel 1 übernehmen. Zu Beginn der neuen Reglement-Epoche waren die Silberpfeile überlegen und fuhren Rennsiege und WM-Titel überwiegend intern aus. Insbesondere in den Jahren 2014–2016 drückte sich die Dominanz in einer hohen prozentualen Punktausbeute sowie frühen Titelentscheidungen aus. Es wurden zahlreiche Saisonrekorde aufgestellt. Die durchschnittlich größten Vorsprünge je Session konnten 2014 erzielt werden.
| Saison | Chassis | Grand Prix | Siege | Podien | Poles | Q3-Quote | ø Rückstand Qualifying | ø Rückstand Rennen | Punktausbeute | Titelentscheidung Konstrukteure |
| ------ | ------- | ---------- | ----- | ------ | ----- | -------- | ---------------------- | ------------------ | ------------- | ------------------------------- |
| 2014   | F1 W05  | 19         | 16    | 31     | 18    | 95 %     | −0,612 Sek.            | −18,8 Sek.         | 83 %          | nach 16 von 19 Rennen           |
| 2015   | F1 W06  | 19         | 16    | 32     | 18    | 100 %    | −0,584 Sek.            | −12,1 Sek.         | 86 %          | nach 15 von 19 Rennen           |
| 2016   | F1 W07  | 21         | 19    | 33     | 20    | 95 %     | −0,564 Sek.            | −12,3 Sek.         | 85 %          | nach 17 von 21 Rennen           |

1. 1 2  Bezogen auf das erreichbare Maximum eines Konstrukteurs mit zwei Startern je Saison.
2. ↑  Durchschnittlicher Abstand des bestplatzierten Mercedes gegenüber dem Feld – negative Werte indizieren Vorsprung. Nur Q3-Teilnahmen berücksichtigt; ausreißerbereinigt um Rückstände größer 2 Sekunden.
3. ↑  Durchschnittlicher Abstand des bestplatzierten Mercedes gegenüber dem Feld – negative Werte indizieren Vorsprung. Überrundungen pauschal mit 90 Sekunden Rückstand gewertet; ausreißerbereinigt um DNF.

Im Vorfeld der Saison 2022 äußerte sich Paddy Lowe, Technischer Direktor des Teams von 2013 bis 2017, in einem Podcast zu der Dominanz des Teams zu Beginn des Turboreglements. Er äußerte, dass Mercedes den Vorsprung in einigen Qualifyings und Rennen der Saison 2014 durch defensive Motorenmodi künstlich verringert hat, um Proteste der Gegner, sportliche Langeweile und mögliche, der Dominanz entgegenwirkende, Reglementänderungen durch die FIA zu vermeiden. Ein Vorwurf, dem sich das Team bereits in den betroffenen Jahren ausgesetzt sah. Teamchef Toto Wolff reagierte auf „diesen Eindruck“ von Lowe und stritt das Vorgehen in der Hinsicht ab, dass man damit regulatorische Änderungen vermeiden wollte.

##### Saison 2014

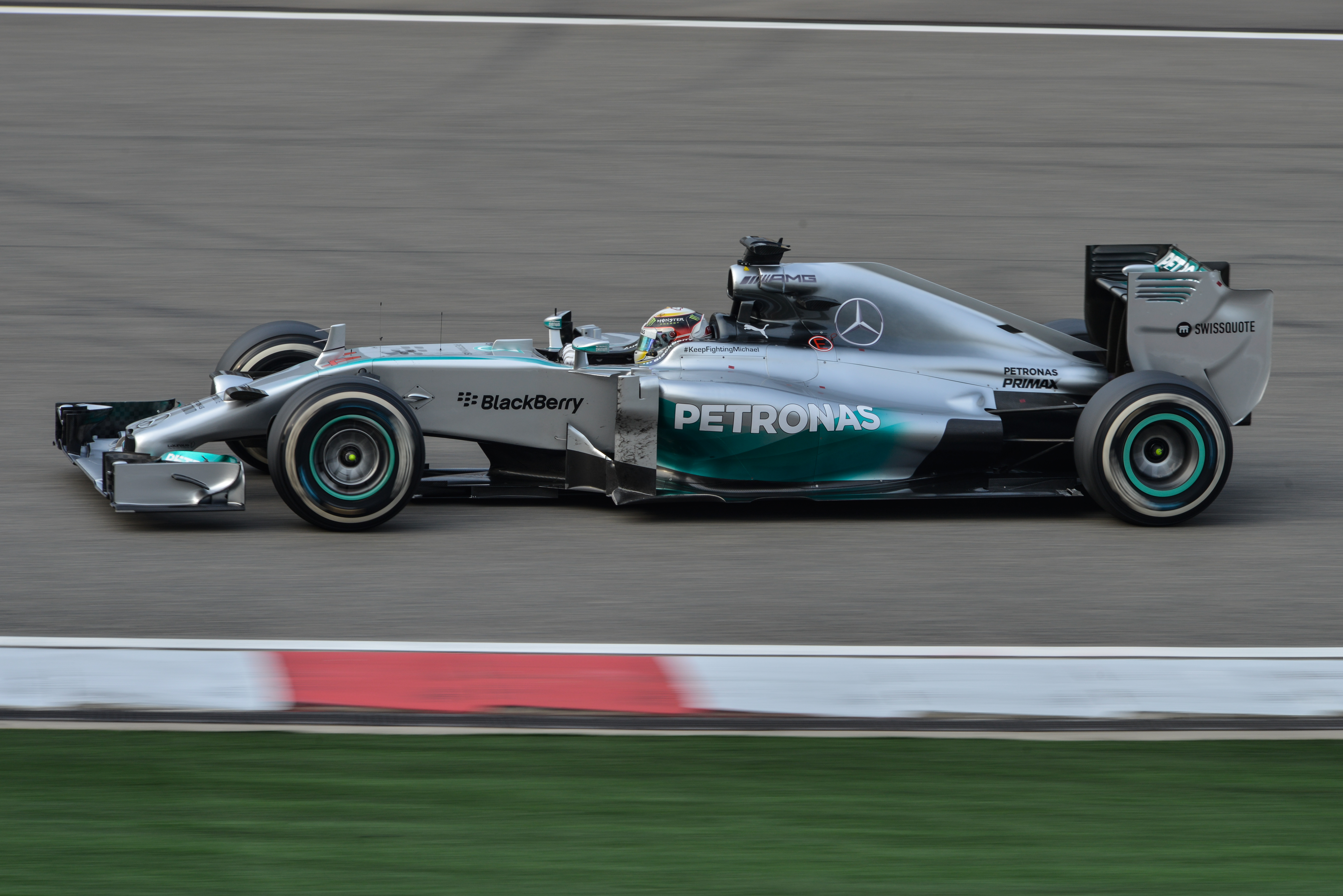
Hamilton im Weltmeister-Auto 2014: Mercedes F1 W05 Hybrid

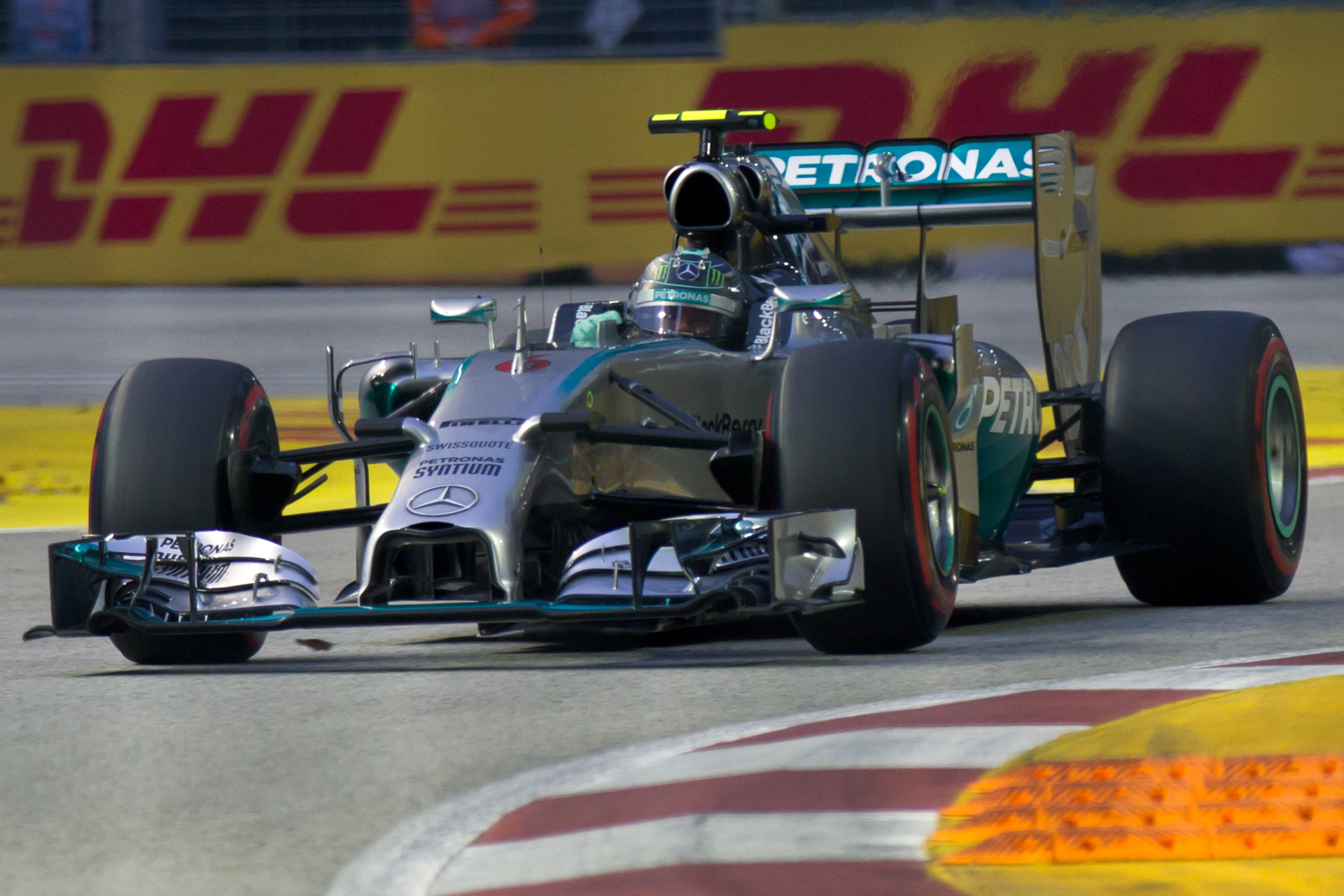
Rosberg im F1 W05 beim Training zum Großen Preis von Singapur 2014

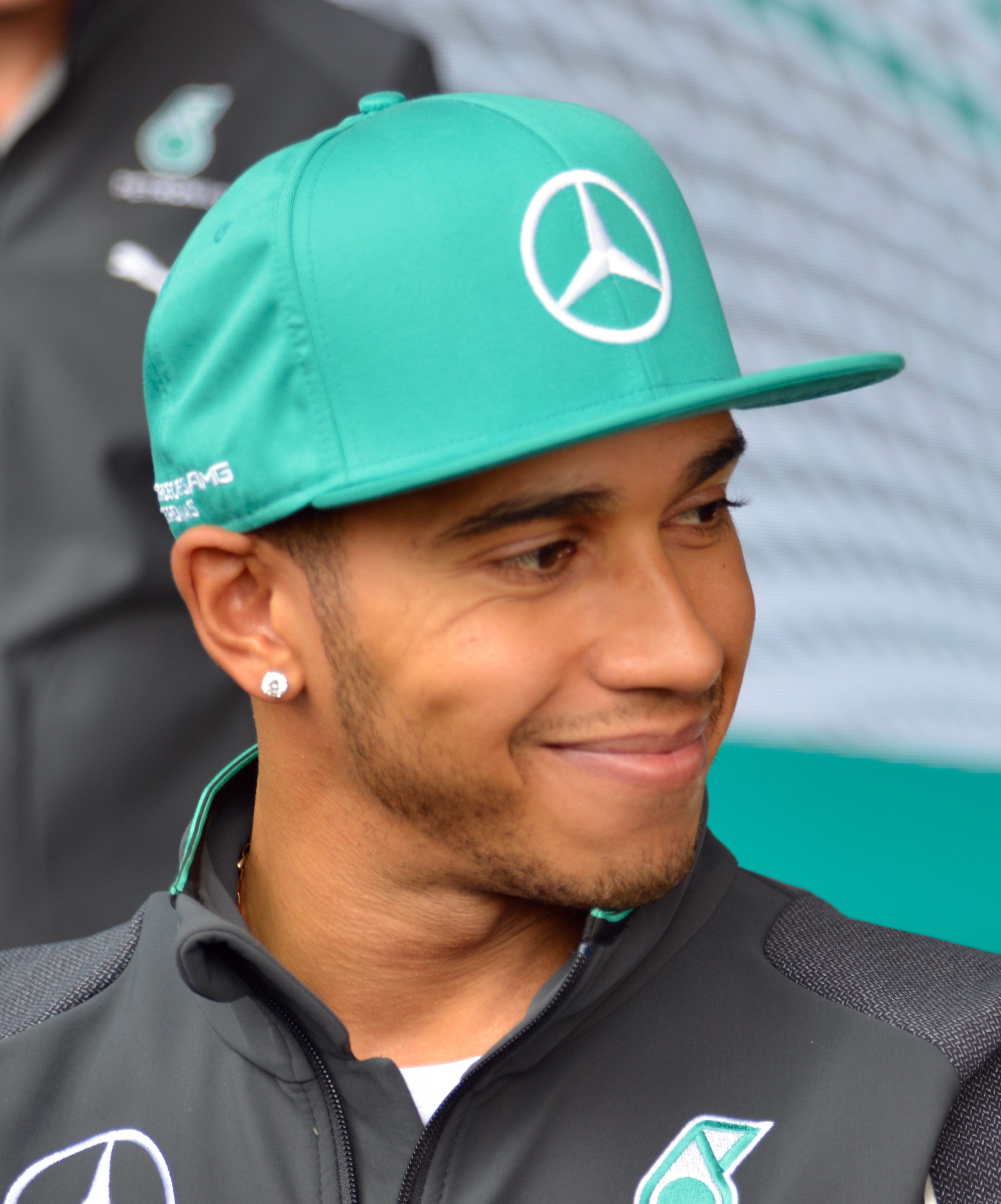
Lewis Hamilton beim Großen Preis von China 2014

Zu Beginn der Saison 2014 gab es einige personelle Änderungen. Mercedes übernahm mehrere Ingenieure des Konkurrenzteams Red Bull. Zu ihnen gehörten Mark Ellis und Giles Wood. Andererseits kündigte der Rennstall an, dass der Technische Direktor Bob Bell seine Arbeit zum Saisonende einstellen werde. Eine direkte Neubesetzung war zunächst nicht vorgesehen, die Leitung der Technikabteilung übernahm Paddy Lowe. Als Stammfahrer blieben Lewis Hamilton und Nico Rosberg im Team, Pascal Wehrlein stand als Test- und Ersatzfahrer zur Verfügung.
Die Saison 2014 brachte große Änderungen des technischen Reglements mit sich, insbesondere den Antrieb betreffend. So wurden in der Formel 1 erstmals seit 1988 Turbomotoren eingeführt. Das Einsatzfahrzeug der ersten Saison mit den neuen Motoren war der Mercedes F1 W05, der ab dem fünften Saisonrennen unter der Bezeichnung F1 W05 Hybrid gemeldet wurde. Der W05 war das erste komplett unter Mercedes-Regie entwickelte Formel-1-Auto seit dem W 196, da die Vorgänger allesamt noch auf dem bereits 2009 etablierten Reglement aufbauten.
Mercedes-Benz betrachtete die 2011 verkündeten Motorenregeln als Chance zum Angriff auf die Weltmeisterschaft. So flossen bereits seit 2011 finanzielle und personelle Ressourcen in die Entwicklung des Motors und dessen Integration in den Rennwagen. Das Teambudget wurde hierfür seit 2012 schrittweise an das der Topteams Ferrari und Red Bull angenähert.
Als Antrieb diente der Mercedes-Benz PU106A Hybrid, ein 1,6 Liter großer V6-Turbomotor mit Energy Recovery System (ERS) zur Rückgewinnung sowohl thermischer als auch kinetischer Energie. Der maximale Treibstoff-Durchfluss und die nutzbare Treibstoffmenge pro Rennen wurden reglementarisch begrenzt. Das Mindestgewicht der Fahrzeuge wurde aufgrund der zusätzlichen Elektrokomponenten auf 690 kg angehoben. Das Triebwerk wurde unter der Leitung des Geschäftsführers von Mercedes AMG HPP, Andy Cowell, sowie unter Einbindung des Technischen Direktors des Chassis-Teams, Bob Bell, konstruiert.
Im Gegensatz zu den Konkurrenten von Renault und Ferrari wählte Mercedes für das Triebwerk eine Grundarchitektur mit der Turbine hinter dem Verbrennungsmotor und dem Kompressor unmittelbar davor in der Nähe der Airbox. Diese Bauweise erlaubte bei ausreichender Kühlleistung eine kompakte Bauweise und ermöglichte den Aerodynamikern im Bereich der Seitenkästen maximale Gestaltungsfreiheit.
Das Auto wurde kurz vor den ersten offiziellen Testfahrten auf dem Circuito de Jerez in Spanien präsentiert. Besondere Designmerkmale des Autos waren eine im Vergleich zum Vorgängermodell tiefer gezogene Nase sowie ein schmalerer Frontflügel. Der Einsatz eines Beam-Wing unter dem Heckflügel wurde verboten. Im Vergleich mit den Konkurrenten fiel der W05 durch die kompakten Seitenkästen und das taillierte Bodywork im Heck auf. Das Team nahm zur Saisonvorbereitung an den drei offiziellen Testwochen in Jerez und Bahrain teil. Zusammen mit den Kundenteams McLaren, Force India und Williams legte Mercedes an den zwölf Testtagen die meisten Kilometer zurück. Der Turbo-Hybrid-Motor von Mercedes machte vor Saisonstart in Bezug auf Zuverlässigkeit und Performance den am besten entwickelten Eindruck.
Die ersten vier Rennen der Saison war Mercedes mit dem W05 das mit Abstand leistungsstärkste Team. Alle Rennsiege, Pole-Positions und schnellsten Rennrunden sowie sämtliche Führungsrunden der Rennen gingen an Fahrer des Mercedes-Werksteams. Rosberg gewann den Großen Preis von Australien, während Hamilton die folgenden drei Rennen in Malaysia, Bahrain und China für sich entschied. Der Doppelsieg beim zweiten Saisonrennen auf dem Sepang International Circuit bedeutete den ersten Doppelsieg für ein Mercedes-Werksteam in der Formel 1 seit dem italienischen Grand Prix 1955. Der überlegene Auftritt der Silberpfeile war der Kombination aus dem effizientesten Triebwerk und einer aerodynamisch ausgereiften Gesamtkonstruktion zu verdanken. Die Antriebseinheit wurde unter dem Projektleiter Geoff Willis bei Mercedes seit 2011 von vornherein zusammen mit dem Rennwagen entwickelt. Dadurch gab es in der Premierensaison gegenüber vielen Konkurrenten kaum Probleme bei der Integration des Motors in das Auto. Die frühzeitig begonnene und gemeinsame Entwicklung von Auto und Antriebsstrang stellte sich als Wettbewerbsvorteil heraus.
Die Dominanz setzte sich bei den ersten europäischen Saisonrennen fort. Hamilton gewann in Spanien und Rosberg wie im Vorjahr in Monaco. In Monaco konnte Mercedes darüber hinaus mit dem fünften Doppelsieg in Folge den von Ferrari 1952 und 2002 aufgestellten Rekord einstellen.
In Kanada erlitt das Team erstmals in der Saison technische Defekte. Hamilton schied nach einem Defekt der Hinterradbremse nach dem Ausfall des ERS-K aus; Rosberg, dessen Antrieb ebenfalls vom Ausfall des ERS-K betroffen war, wurde trotz des Defekts noch Zweiter. Die drei nachfolgenden Rennen in Spielberg, Silverstone und Hockenheim konnte das Team mit zwei Erfolgen von Rosberg und dem Heimsieg Hamiltons wieder gewinnen.
Nicht nur beim Antrieb, sondern auch auf aerodynamischer und mechanischer Seite zeigte sich das Team mit dem W05 innovativ und lotete Graubereiche des Reglements aus. So wurde nach dem britischen Grand Prix das FRIC-System, welches Wank-, Roll- und Nickbewegungen des Fahrzeugs durch hydraulische Interaktion der Aufhängungssysteme von Vorder- und Hinterachse verringert, zunächst per Technischer Direktive verboten. Zwei Rennen später wurde das Verbot auch im Reglement umgesetzt. Das ausgeklügelte System ermöglichte eine stabilere Fahrzeuglage mit konstanter Fahrzeughöhe und effektiver Aerodynamik. Mercedes setzte ein solches System in verschiedenen Entwicklungsstufen bereits seit 2012 ein.
Das Verbot wurde offiziell damit begründet, dass das System fortan als bewegliches aerodynamisches Hilfsmittel eingestuft wurde und damit gegen Artikel 3.15 des Technischen Reglements verstieß. Es stellte zudem einen Vorgriff auf noch komplexere Systeme dar, die sich für die Folgesaison bereits in der Entwicklung befanden und der FIA zur Abnahme vorlagen. Kritiker warfen der FIA vor, das Verbot forciert zu haben, um die Überlegenheit des Mercedes-Teams einzudämmen, das am W05 nach Ansicht von Experten das komplexeste und am weitesten ausgereifte FRIC-System besaß. Das Verbot hatte im Nachhinein keinen signifikanten Einfluss auf die Performance des Teams.
Beim Großen Preis von Ungarn verhinderten ein technischer Defekt im Qualifying bei Hamilton sowie eine unglückliche Safety-Car-Phase bei Rosberg ein besseres Teamergebnis bzw. den GP-Sieg. Überdies führte eine missachtete Stallorder von Hamilton zu Unruhe im Team, die beim Großen Preis von Belgien weiter eskalierte. Rosberg startete vor Hamilton; nachdem der jedoch sofort die Führung übernommen hatte, kollidierten beide in Runde zwei bei einem Überholversuch Rosbergs am Ende der Kemmel-Geraden. Hamilton fiel mit einem Reifenschaden weit zurück und stellte schließlich ganz ab, während Rosberg den Flügel tauschen musste und noch Zweiter wurde. In der folgenden Woche übernahm Rosberg nach eigenen Aussagen die Verantwortung für den Zwischenfall. Beim Abschluss der Europarennen in Italien konnte das Team einen weiteren Doppelsieg mit Hamilton vor Rosberg feiern.
In Singapur übernahm Hamilton mit seinem Sieg die WM-Führung, da Rosberg auf Pole-Position stehend durch einen Kabelbruch in der Lenksäule noch vor Rennstart ausfiel. Hamilton gewann auch die Rennen im verregneten Suzuka und in Sotschi vor Rosberg, der nach dem Start des Russland-GP bereits in Führung lag, sich aber beim Anbremsen der ersten Kurve einen Bremsplatten einhandelte. Mit dem neunten Doppelsieg des Jahres gewann das Team seine erste Konstrukteurs-Weltmeisterschaft mit bis dahin 565 Punkten vorzeitig.
Lewis Hamilton konnte den USA-GP in Austin gewinnen, Nico Rosberg hingegen den Brasilien-GP in São Paulo. Beide Fahrer profitierten bei ihren Siegen jeweils von Fahrfehlern ihres Teamkollegen. Nach dem Rennen in den USA war auch rechnerisch klar, dass die WM zwischen den Mercedes-Fahrern entschieden würde.
Beim Saisonfinale auf der Yas-Insel gewann Hamilton seine zweite Weltmeisterschaft durch einen ungefährdeten Sieg. Der von Pole startende Rosberg verlor bereits den Start und musste sich nach Verlust des ERS ohne Zusatzpower durch das Rennen kämpfen, welches er aber auf eigenen Wunsch hin trotzdem beendete. Lewis Hamilton wurde als zweiter Fahrer nach Juan Manuel Fangio in der Saison 1955 Weltmeister auf Mercedes-Benz in der Formel 1.
Hamilton schlug Rosberg in der Weltmeisterschaft mit 384:317 Punkten und 11:5 Rennsiegen. Der Ausgang der WM war jedoch knapper, als es das, durch die doppelten Punkte beim Saisonfinale verzerrte, Ergebnis vermuten lässt. Das Team sammelte insgesamt 701 Zähler, was einen neuen Saisonrekord bedeutete. Es war der erste deutsche Konstrukteurstitel der Formel-1-Geschichte, da dieser erst seit dem Jahr 1958 vergeben wird. Mercedes fuhr in der Saison 2014 insgesamt elf Doppelsiege ein und stellte damit einen neuen Rekord auf.

##### Saison 2015

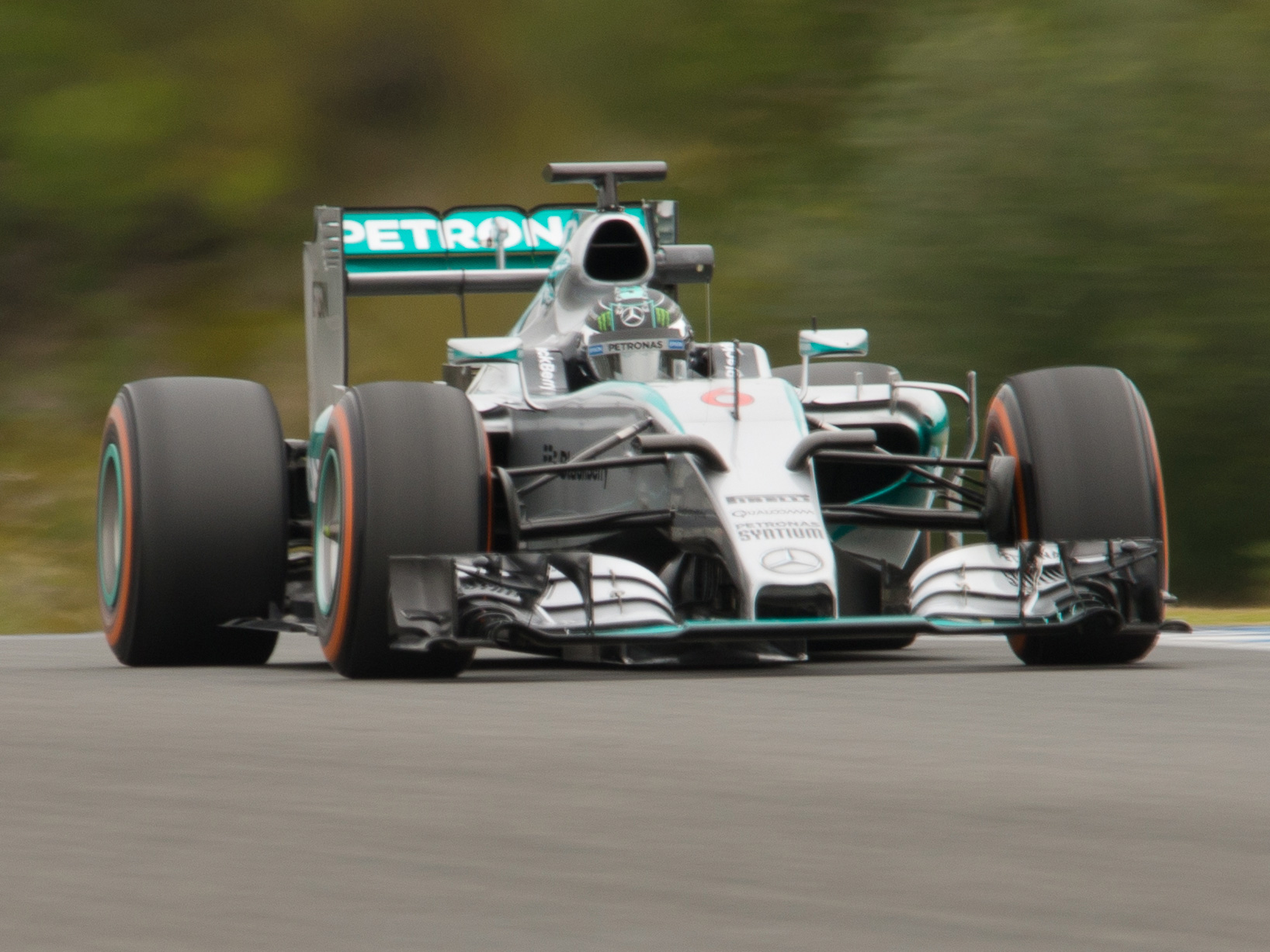
Rosberg im neuen F1 W06 bei Tests vor der Saison 2015 in Jerez

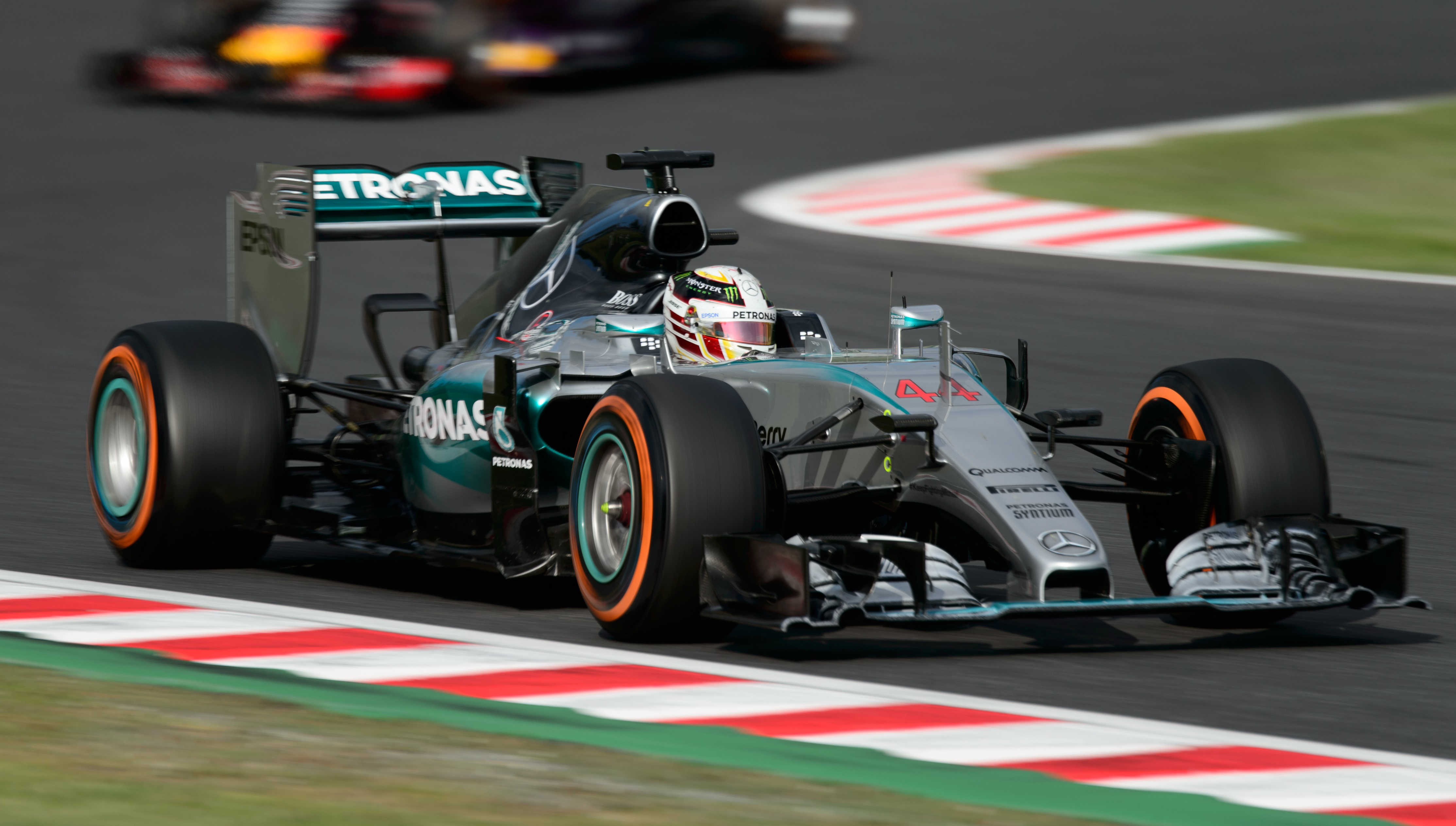
Hamilton mit angepassten Kamerahalterungen an der Nase während der Saison beim Japan-GP

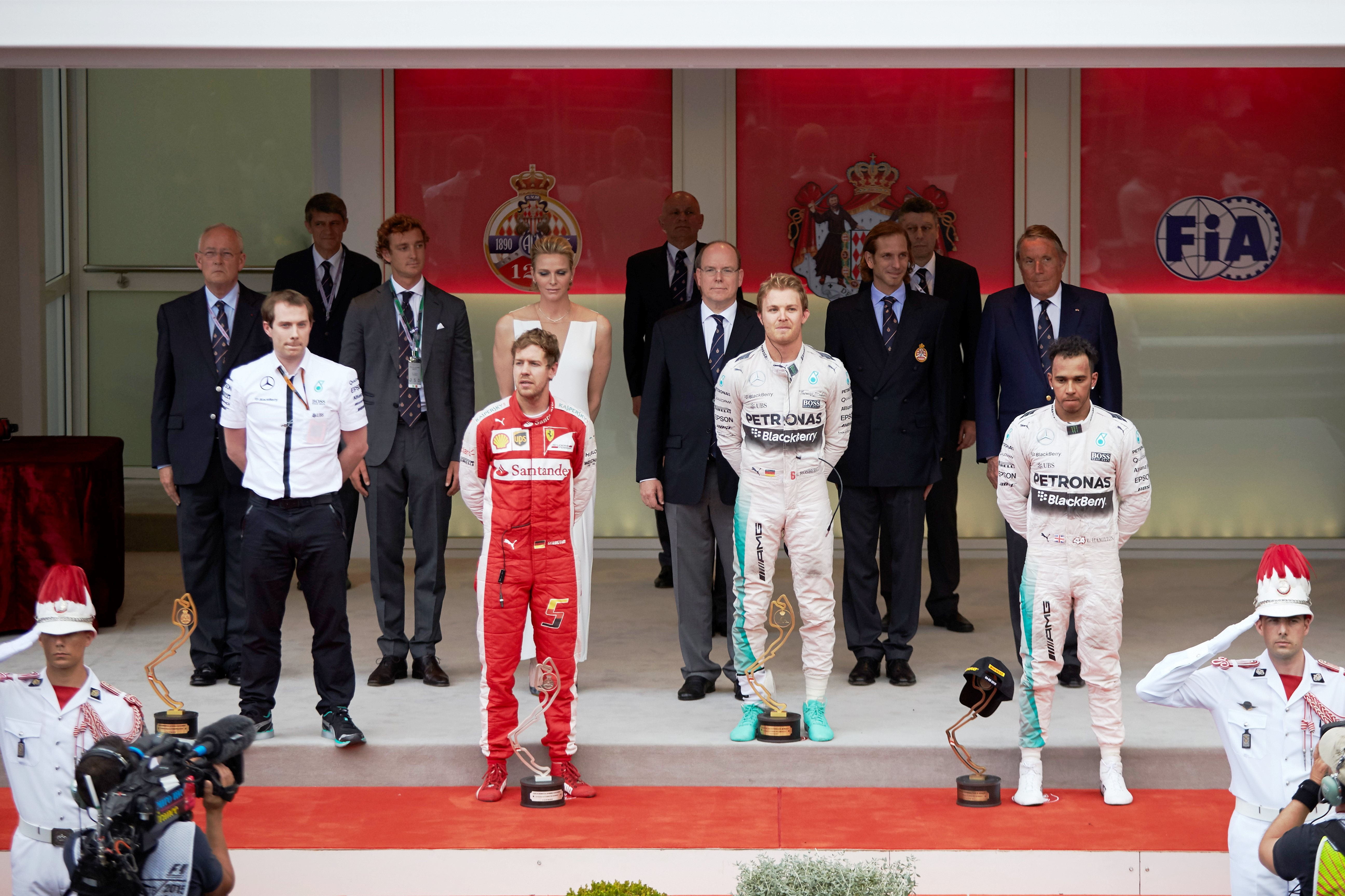
Betretene Mienen während der Siegerehrung zum Großen Preis von Monaco

Das Einsatzfahrzeug der Formel-1-WM 2015, der Mercedes F1 W06 Hybrid, wurde am Morgen des 1. Februar 2015 während der ersten offiziellen Testfahrten in Jerez präsentiert. Zuvor waren jedoch bereits am 29. Januar erste Fotos des Rollouts in Silverstone öffentlich geworden.
Das Team bestritt auch die Saison 2015 mit den beiden Stammfahrern Lewis Hamilton und Nico Rosberg sowie Pascal Wehrlein als Testfahrer.
Der neue Einsatzwagen stellte eine Evolution des erfolgreichen Vorgängers W05 dar, äußerlich hauptsächlich an einer schmalen, reglementbedingt tiefer liegenden, Nase zu erkennen. Die Nase setzte zudem, noch extremer und filigraner als am W05 ausgeführt, erst an der hinteren Kante des Frontflügel-Hauptblatts an. Dieses Designmerkmal setzte den Trend auch für die Einsatzwagen der Folgejahre. Laut Technikchef Paddy Lowe wurden die wichtigsten Änderungen beim Packaging der verschiedenen Komponenten unter der Verkleidung sowie der Gewichtsoptimierung vorgenommen. Vor dem Saisonstart musste das Team die Kamerabefestigung an der Nase abändern, da die FIA diese aufgrund des Flügelprofils als illegal einstufte.
Die als PU106B Hybrid bezeichnete Power Unit des Jahrgangs 2015 stellte eine Weiterentwicklung des 1,6 Liter großen V6-Turbos der Vorsaison dar.
Mercedes startete beim Großen Preis von Australien mit einem dominanten Doppelsieg in die Saison, wobei Hamilton gewann. Der W06 stellte sich beim Saisonstart zunächst als schnellstes Fahrzeug heraus. Beim zweiten Saisonrennen in Malaysia verlor das Team jedoch überraschend gegen Sebastian Vettel auf Ferrari den Sieg. Mercedes wurde nach einer frühen Safety-Car-Phase einerseits die Strategie eines vorgezogegen Stops zum Verhängnis, während Ferrari die Track-Position nicht aufgab, andererseits zeigten sich bei den hohen Streckentemperaturen in Sepang ähnlich wie in den Jahren 2012 und 2013 Probleme mit dem Reifenmanagement der Pirellis.
Das Rennen stellte sich im Nachhinein jedoch als Ausnahme heraus. So standen die beiden Mercedes-Piloten bis einschließlich dem britischen Grand Prix in Silverstone neun Rennen in Folge gemeinsam auf dem Podium der ersten drei. Von diesen neun Rennen gewannen Hamilton und Rosberg acht. Hamilton war in der ersten Saisonhälfte überwiegend schneller als Rosberg und erzielte neun Pole-Positions und fünf Laufsiege. Dabei brachte der Monaco-GP eine Kontroverse mit sich, da Rosberg der Sieg in der Schlussphase durch einen strategisch eigentlich überflüssigen Reifenwechsel Hamiltons zufiel, der das Rennen bis dahin souverän kontrolliert hatte.
Beim Großen Preis von Ungarn fielen beide Piloten wie schon in Silverstone beim Start zurück. Mit den Rängen sechs und acht erzielte das Team das schlechteste Ergebnis seit Saisonbeginn 2014. Ein ungewöhnlich gehäuftes Auftreten von Kollisionen und Ausrutschern beider Fahrer beendete eine zwischenzeitlich 28 Rennen andauernde Serie von Podiumsplätzen. Trotzdem führte Mercedes nach dem Grand Prix zur Sommerpause in der Konstrukteurswertung mit 383 Punkten deutlich vor Ferrari. Hamilton ging im teaminternen Duell mit 21 Punkten Vorsprung in die zweite Saisonhälfte.
Nach der Sommerpause gelang beim Großen Preis von Belgien erneut ein Doppelsieg, angeführt von Hamilton nachdem er bereits auf Pole-Position fuhr. In Monza erzielte Hamilton einen Start-Ziel-Sieg, während Rosberg in der vorletzten Runde wegen eines Motorschadens ausfiel.
In Singapur waren die Piloten erstmals in der Saison nicht in der Lage, um den Rennsieg zu kämpfen. Rosberg betrieb mit Rang vier noch Schadensbegrenzung, während Hamilton ausschied. Die überraschend schwache Vorstellung (in der Qualifikation mit 1,4 Sekunden Rückstand auf die Pole-Position von Vettel) erklärte sich das Team in der Folge durch eine unvorteilhafte Kombination aus Streckencharakteristik, Reifenwahl und Setup-Arbeit. In der Historie des Singapur-GP entpuppte sich die Strecke häufiger als Stolperstein für dominante Teams. Durch die Niederlage in der Qualifikation verpasste Mercedes die Einstellung des Rekords von Williams mit 24 Pole-Positions in Folge.
In Suzuka gelang ein weiterer Doppelsieg, angeführt von Hamilton, obwohl Rosberg zum ersten Mal seit Spanien den ersten Startplatz erreichte. In Sotschi schied Rosberg nach wenigen Runden in Führung liegend aus, sodass Hamilton einen ungefährdeten Sieg einfuhr und kurz vor dem Titelgewinn stand. Mercedes konnte bereits vorzeitig den erneuten Gewinn des Konstrukteurstitels sicherstellen.
Beim US-GP in Austin startete Rosberg wieder von der Pole-Position. Nachdem die Führung mehrmals gewechselt hatte, gewann Hamilton das Rennen durch einen Fahrfehler seines Teamkollegen wenige Runden vor dem Ziel. Damit stand Hamilton mit 80 Punkten Vorsprung drei Rennen vor Saisonende als dreimaliger Champion fest. Vor der Siegerehrung zeigte sich medial wirksam die inzwischen angespannte Atmosphäre zwischen den beiden im WM-Duell befindlichen Piloten, als Hamilton Rosberg demonstrativ die Sponsorenkappe mit der Nummer 2 zuwarf und dieser sie zurückwarf. Nach der WM-Entscheidung baute Rosberg seine Serie an Pole-Positions bei den letzten drei Saisonrennen weiter aus und gewann auch jeweils vor seinem Teamkollegen.
Hamilton wurde schließlich mit 381 Punkten Fahrerweltmeister vor Nico Rosberg mit 322. Das Team sammelte insgesamt 703 Zähler, womit die vorige Saison noch mal knapp überboten wurde. Das lag neben dem gegenüber dem Feld weiterhin überlegenen Auftreten auch an einer zum Vorjahr nochmals deutlich gesteigerten Zuverlässigkeit mit insgesamt nur drei technisch bedingten Ausfällen. Mercedes fuhr zudem insgesamt zwölf Doppelsiege ein und verbesserte seinen eigenen Rekord aus dem Vorjahr. Lewis Hamilton entschied die Saison nicht nur nach Punkten für sich, er holte auch 10 : 6 Siege und 11 : 7 Pole-Positions.

##### Saison 2016

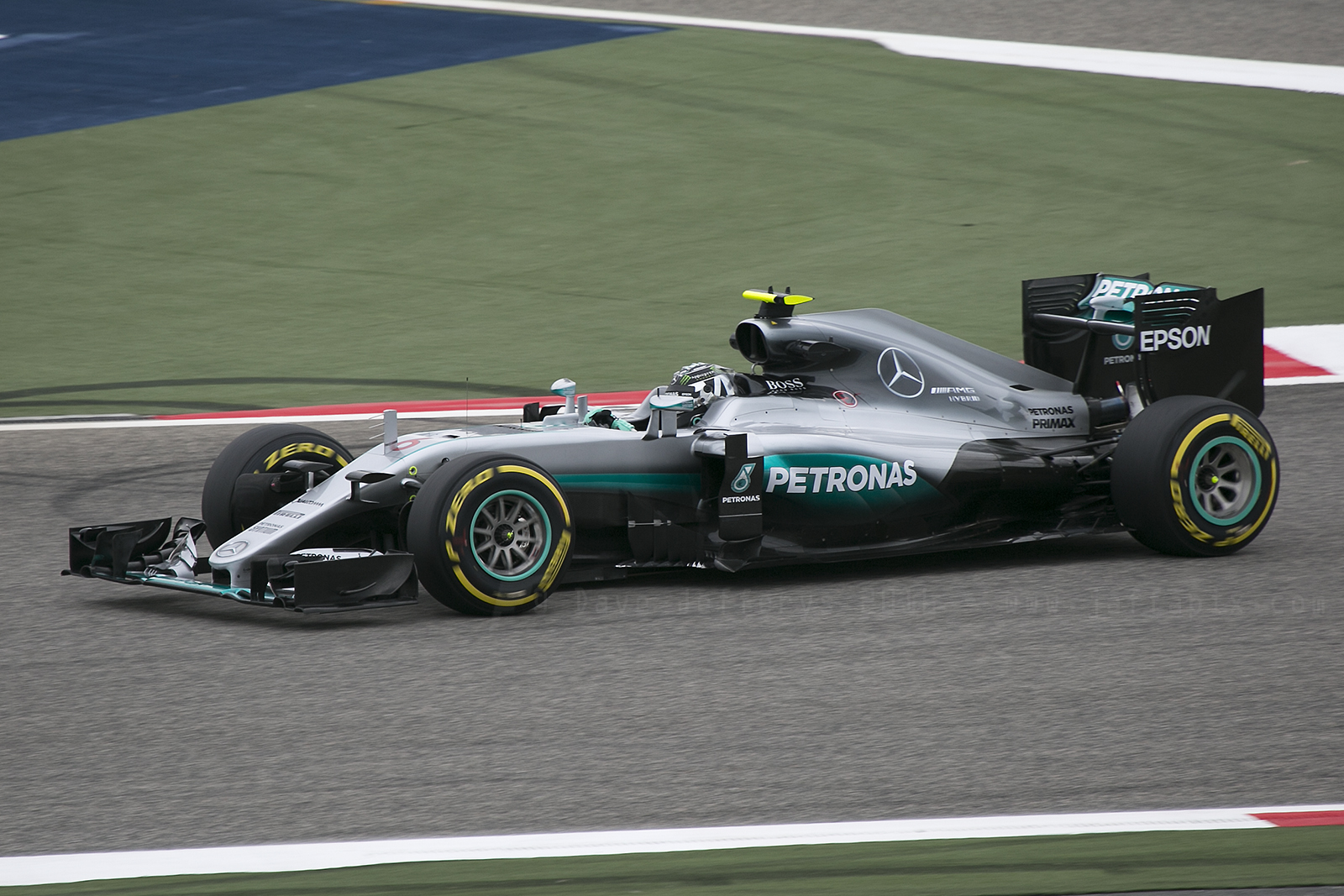
Rosberg mit dem Mercedes F1 W07 beim Bahrain-GP

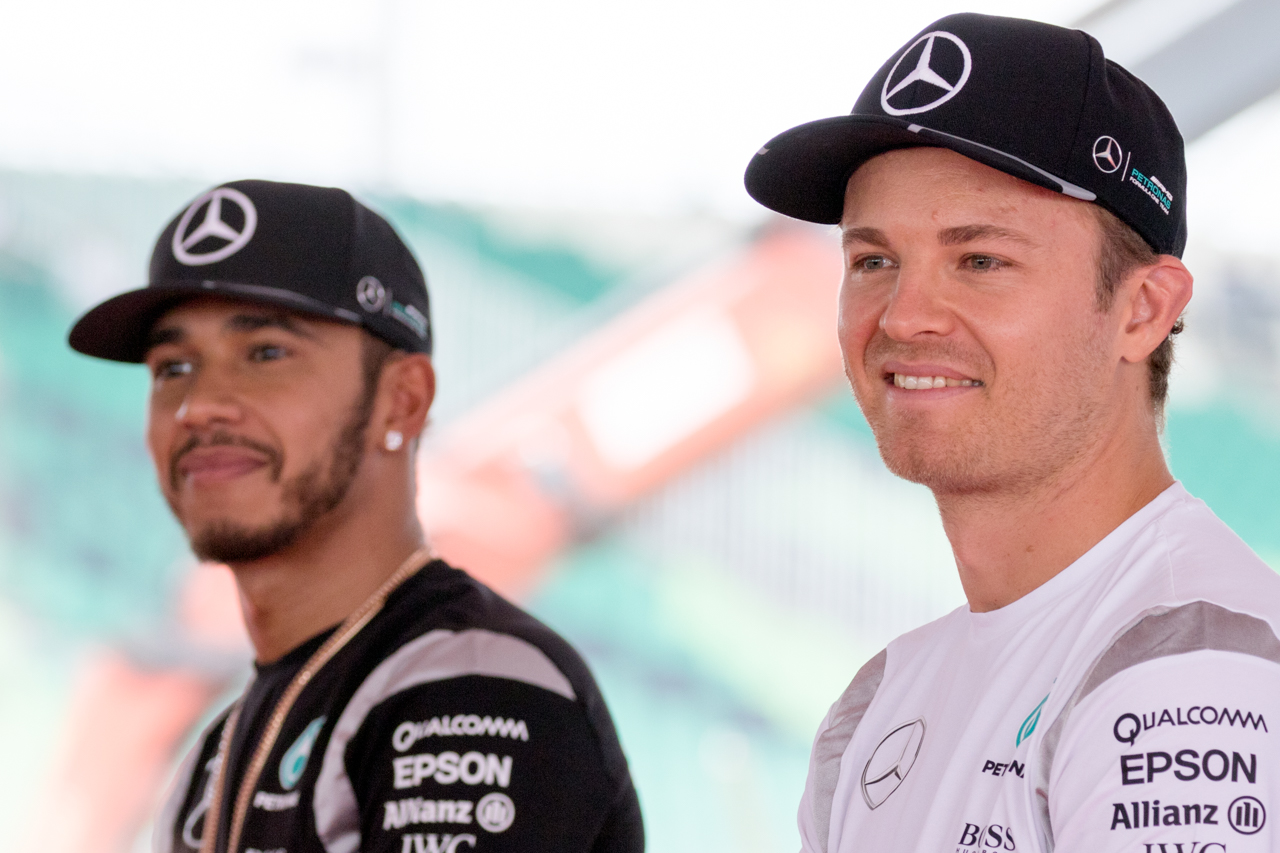
Von 2013 bis 2016 vier Jahre lang Teamkollegen: Hamilton und Rosberg

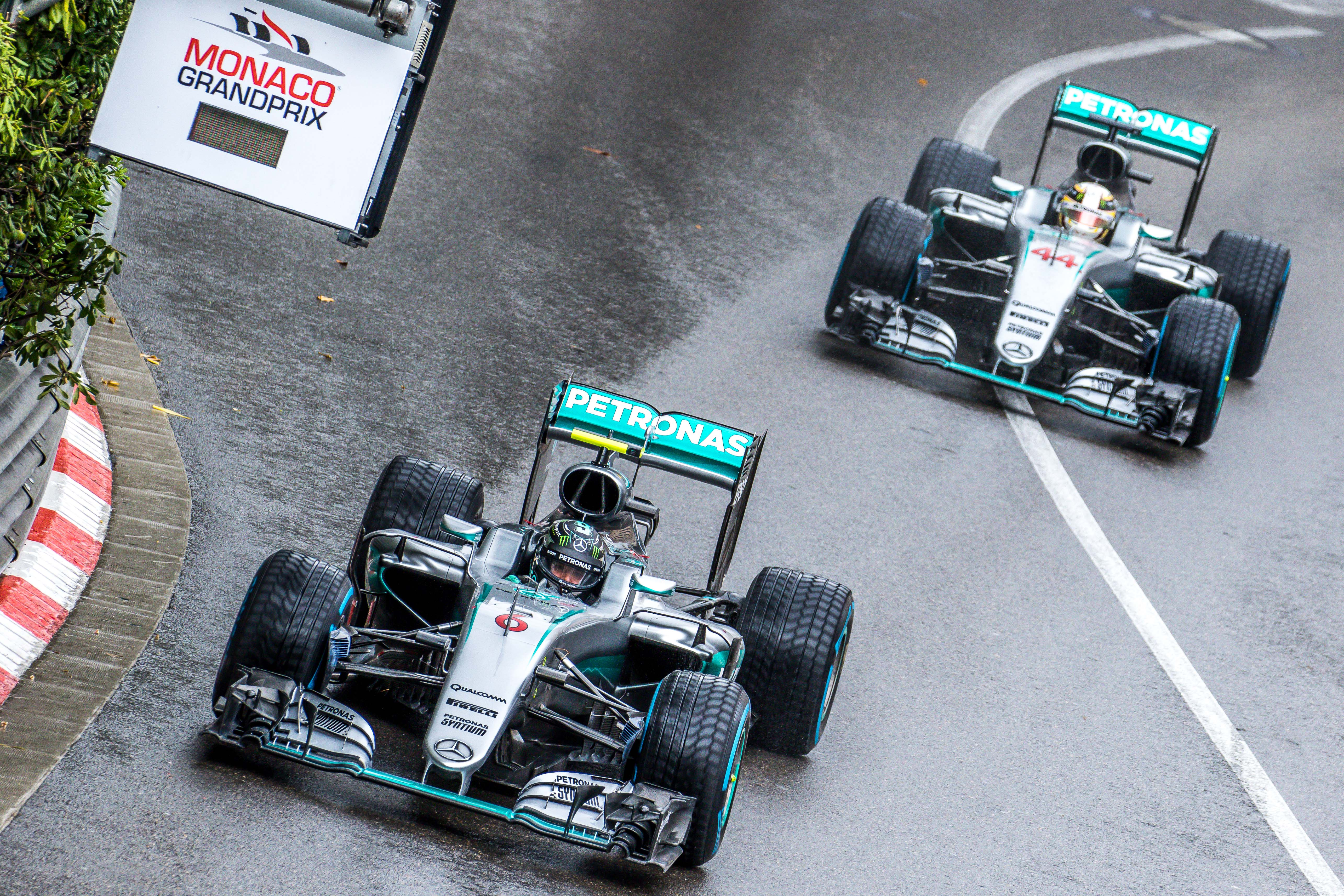
Rosberg führt vor Hamilton beim regnerischen Monaco-GP 2016

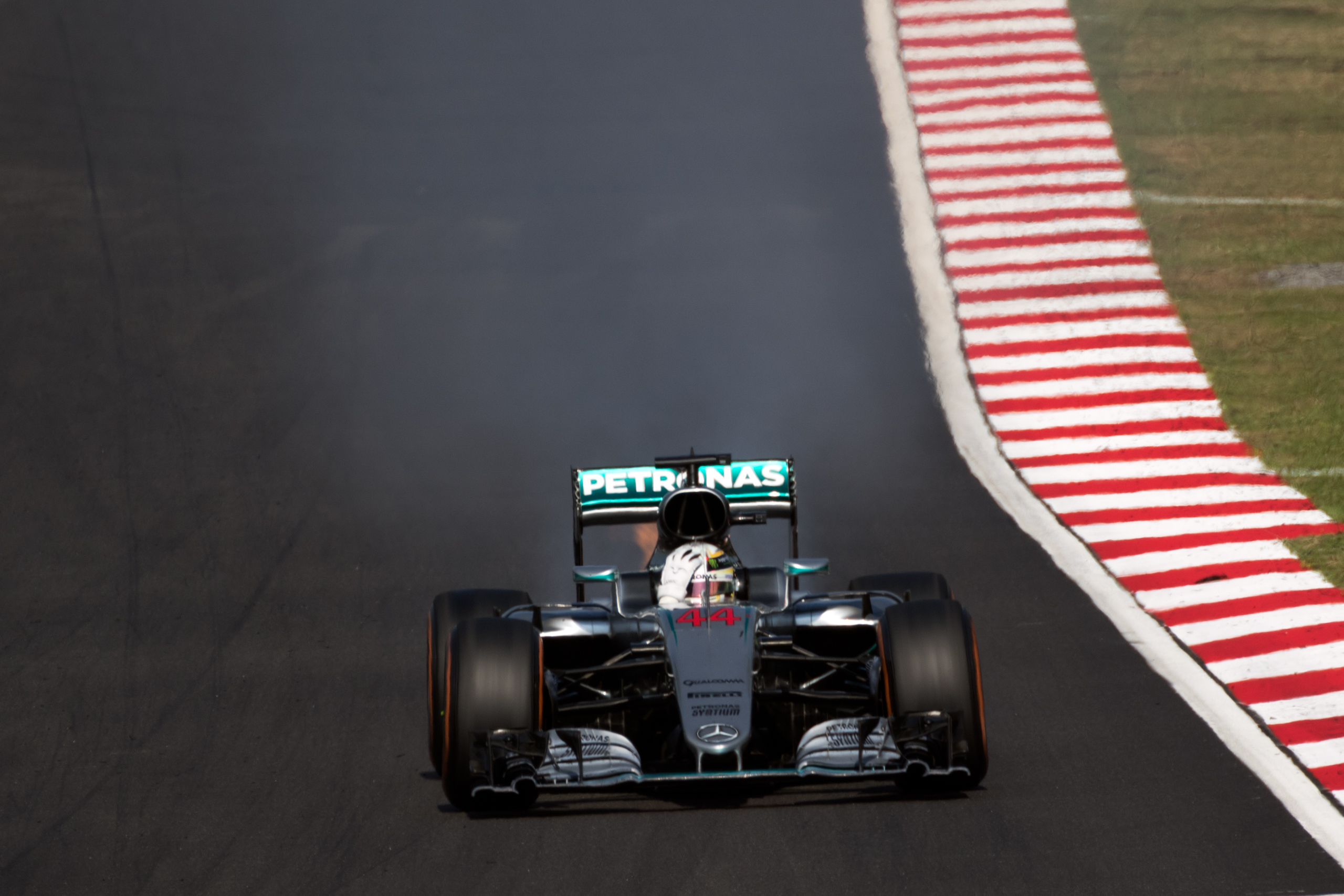
Lewis Hamilton fällt beim Malaysia-GP in Führung liegend mit kapitalem Motorschaden aus

Das Einsatzfahrzeug der Formel-1-WM 2016, der Mercedes F1 W07 Hybrid, wurde am Morgen des 22. Februar 2016 bei den ersten Testfahrten in Barcelona offiziell präsentiert. Das Auto stellte aufgrund des stabilen Reglements und der erfolgreichen Vorsaison eine Evolution des Vorgängermodells W06 dar und wurde erneut von dem bewährten Technikerteam unter der Leitung des Technischen Direktors Paddy Lowe und Chefingenieur Aldo Costa entwickelt. Der augenfälligste Unterschied gegenüber dem W06 bestand in einer breiter geformten Airbox oberhalb des Fahrerhelms. Darüber hinaus wurden die bereits in den Vorjahren beschrittenen Designwege weiter ausgereizt: Die Seitenkästen konturierten noch enger die inneren Komponenten, das Heck wurde im Bereich des Diffusordachs weiter tailliert und die Bargeboards wurden zunehmend detailreicher entwickelt.
Angetrieben wurde der Wagen vom Mercedes-Benz PU106C Hybrid, der 2016er Ausbaustufe des seit 2014 verwendeten Mercedes-V6-Turbomotors. Dabei konzentrierte sich Mercedes bei der Weiterentwicklung vor allem auf die Zuverlässigkeit und eine Effizienzsteigerung der Antriebseinheit.
Als Stammpiloten blieben der amtierende Weltmeister Lewis Hamilton sowie Nico Rosberg an Bord. Der Ersatz- und Simulatorfahrer Pascal Wehrlein blieb trotz seines Cockpits 2016 bei Manor Racing Angestellter des Mercedes-Teams.
Der F1 W07 Hybrid stellte sich zu Beginn der Saison 2016 als schnellstes Auto im Feld heraus. So startete das Team mit einem Doppelsieg beim Großen Preis von Australien von Rosberg vor Hamilton in die Saison. Rosberg, der bereits mit Rennsiegen in den letzten drei Saisonrennen 2015 aufzeigte, startete mit insgesamt vier Siegen in Serie in die neue Saison, auch weil Hamilton problematische Rennen mit Zwischenfällen und technischen Defekten erlebte. So fiel Hamilton in Bahrain und China nach Kollisionen in der Startrunde im Feld zurück und beim Qualifying zum Russland-GP in Sotschi konnte er im finalen Qualifying-Segment aufgrund eines Fehlers des ERS nicht mehr teilnehmen.
Mit diesem Momentum und einem Punktevorsprung Rosbergs von bereits 43 Punkten gingen die Fahrer in den Europaauftakt beim Großen Preis von Spanien. Hamilton qualifizierte sich auf Pole-Position, mit Rosberg direkt dahinter. Dieser entschied den Start zunächst für sich, bevor es in den nächsten Kurven zu einem harten Duell kam und die Teamkollegen vor der Repsol-Kurve kollidierten und das Rennen für beide beendet war. Hamilton wollte beim Anbremsen innen überholen, Rosberg ließ ihm keinen Raum, sodass er neben der Strecke die Kontrolle über den Wagen verlor und seitlich in Rosberg krachte. Später stellte sich heraus, dass Rosberg nach dem Start einen falschen Motorenmodus gewählt hatte und daher überhaupt erst in die Verteidigungssituation im kurvigen ersten Sektor gekommen war. Es wurde keinem der beiden Fahrer die überwiegende Schuld an dem Zwischenfall zugesprochen. Rückblickend wurde dieser Crash jedoch als endgültiger Beginn des sogenannten Krieg der Sterne zwischen Hamilton und Rosberg um die Fahrer-WM gewertet.
Die folgenden Rennen in Monaco und Kanada konnte Hamilton für sich entscheiden, die Premiere des Europa-GP in Baku hingegen Rosberg. Beim neunten Saisonlauf in Österreich startete Hamilton von Pole-Position, Rosberg übernahm zur Rennmitte die Führung und Hamilton schloss erst kurz vor Rennende aufgrund einer alternativen Reifenstrategie wieder auf. Rosberg verteidigte sich in der Remus entschlossen, sodass es in der letzten Runde zur erneuten Kollision der beiden Stallgefährten kam. Hamilton konnte weiterfahren und gewann, Rosberg wurde mit stark beschädigtem Auto nur Vierter, führte in der WM aber noch mit 11 Punkten. Die wiederholten Unfallszenen führten zu harscher Kritik seitens der Teamleitung an den eigenen Fahrern.
Die letzten drei Rennen vor der Sommerpause gewann allesamt Hamilton, womit er in Ungarn die WM-Führung übernahm und diese beim Deutschland-GP auf 19 Zähler ausbaute. Mercedes führte in der Konstrukteurswertung nach zwölf Rennen mit 159 Punkten Vorsprung auf Red Bull Racing. Zudem stellte das Duo Hamilton/Rosberg in Ungarn mit 25 Doppelsiegen einen neuen Rekord auf; Schumacher/Barrichello fuhren für Ferrari einst 24 ein.
Rosberg kam jedoch stärker aus der Sommerpause zurück und gewann in Belgien, Italien und Singapur ebenso drei Rennen in Folge, womit er Hamilton in der WM wieder überholte. Den Malaysia-GP konnte Mercedes nach dem spanischen als zweiten in der Saison nicht gewinnen. Bei dem Red Bull-Doppelsieg fiel Rosberg nach einer Startkollision zunächst ans Ende des Feldes, machte im Ziel als Dritter aber trotzdem Punkte auf Hamilton gut, der im letzten Renndrittel in Führung liegend mit Motorschaden ausschied. Der Große Preis von Japan erwies sich schließlich als vorentscheidend im Kampf um die Fahrer-WM: Rosberg konnte seine Pole-Position am Start verteidigen und siegte, während Hamilton nach schwachem Start bis auf den 8. Rang zurückfiel und am Ende Dritter wurde. In der Folge hatte Rosberg vier Rennen vor Schluss 33 Punkte Vorsprung, wodurch Hamilton nicht mehr aus eigener Kraft Weltmeister werden konnte. Mercedes konnte in Suzuka vier Rennen vor Saisonende den dritten Konstrukteurstitel in Folge sicherstellen.
Hamilton gewann die abschließenden vier Rennen in Austin, Mexiko-Stadt, dem verregneten São Paulo sowie Abu Dhabi. Rosberg erreichte durch taktische und defensive Fahrweise jedoch jeweils zweite Plätze und sicherte sich dadurch als dritter deutscher Fahrer seine erste Weltmeisterschaft. Er ist nach Fangio und Hamilton der dritte Champion auf Mercedes-Benz in der Formel 1.
Nico Rosberg wurde nach 21 Rennen mit insgesamt 385 Punkten Fahrerweltmeister vor Hamilton mit 380 Punkten. Das Team sammelte somit 765 Punkte, was zu diesem Zeitpunkt ebenso einen neuen absoluten Rekord bedeutete, wie die 19 Rennsiege und 20 Pole-Positions. Rosberg entschied die Saison zwar nach Punkten, Hamilton holte jedoch 10:9 Siege und 12:8 Pole-Positions.
Dem Mercedes-Werksteam gelang 2016 bezogen auf die Siegquote von 90,5 % die bisher erfolgreichste Saison der Teamgeschichte sowie die dritt-dominanteste der Formel-1-WM insgesamt hinter Red Bull 2023 mit 95,5 % und McLaren 1988 mit 93,8 %. 20 erreichte Pole-Positions in 21 Rennen (95,2 %) sind hingegen bis heute Rekord (Stand: Saisonende 2023).
Am 2. Dezember 2016 gab Nico Rosberg auf der FIA-Pressekonferenz anlässlich seines Titelgewinns seinen Rücktritt als Formel-1-Fahrer bekannt.

#### Kämpfe mit Ferrari und Red Bull
Die Saison 2017 brachte mit dem Rücktritt des amtierenden Champions Nico Rosberg und einem neuen technischen Reglement zahlreiche Einschnitte mit sich, in deren Folge die Dominanz der Vorjahre gebrochen wurde. Dies ist z. B. an den ausgeglichenen Qualifying- und Rennergebnissen sowie der sinkenden prozentualen Punktausbeute zu erkennen.
Obwohl das Team noch bis einschließlich 2020 alle Weltmeisterschaften für sich entscheiden konnte, wich die Dominanz einem offenen Schlagabtausch zunächst mit Ferrari und später Red Bull als Hauptkonkurrenten. Speziell am Saisonbeginn lag Mercedes gegenüber Ferrari (2017, 2018) bzw. Red Bull (2021) häufiger technisch zurück. Durch eine effizientere Fahrzeugentwicklung während der Saison konnte meist nach der Sommerpause wieder die Oberhand und schlussendlich der Titel gewonnen werden. Die Fahrerweltmeisterschaft 2021 von Max Verstappen ging als erster Titel seit dem Doppelerfolg 2014 verloren.
| Saison | Chassis | Grand Prix | Siege | Podien | Poles | Q3-Quote | ø Rückstand Qualifying | ø Rückstand Rennen | Punktausbeute | Titelentscheidung Konstrukteure |
| ------ | ------- | ---------- | ----- | ------ | ----- | -------- | ---------------------- | ------------------ | ------------- | ------------------------------- |
| 2017   | F1 W08  | 20         | 12    | 26     | 15    | 95 %     | −0,213 Sek.            | −4,2 Sek.          | 78 %          | nach 17 von 20 Rennen           |
| 2018   | F1 W09  | 21         | 11    | 25     | 13    | 98 %     | −0,168 Sek.            | 1,5 Sek.           | 73 %          | nach 20 von 21 Rennen           |
| 2019   | F1 W10  | 21         | 15    | 32     | 10    | 100 %    | −0,046 Sek.            | −5,8 Sek.          | 80 %          | nach 17 von 21 Rennen           |
| 2020   | F1 W11  | 17         | 13    | 25     | 15    | 100 %    | −0,573 Sek.            | −8,4 Sek.          | 77 %          | nach 13 von 17 Rennen           |
| 2021   | F1 W12  | 22         | 9     | 28     | 9     | 98 %     | −0,006 Sek.            | 1,5 Sek.           | 62 %          | nach 22 von 22 Rennen           |

1. 1 2  Bezogen auf das erreichbare Maximum eines Konstrukteurs mit zwei Startern je Saison.
2. ↑  Durchschnittlicher Abstand des bestplatzierten Mercedes gegenüber dem Feld – negative Werte indizieren Vorsprung. Nur Q3-Teilnahmen berücksichtigt; ausreißerbereinigt um Rückstände größer 2 Sekunden.
3. ↑  Durchschnittlicher Abstand des bestplatzierten Mercedes gegenüber dem Feld – negative Werte indizieren Vorsprung. Überrundungen pauschal mit 90 Sekunden Rückstand gewertet; ausreißerbereinigt um DNF.

##### Saison 2017

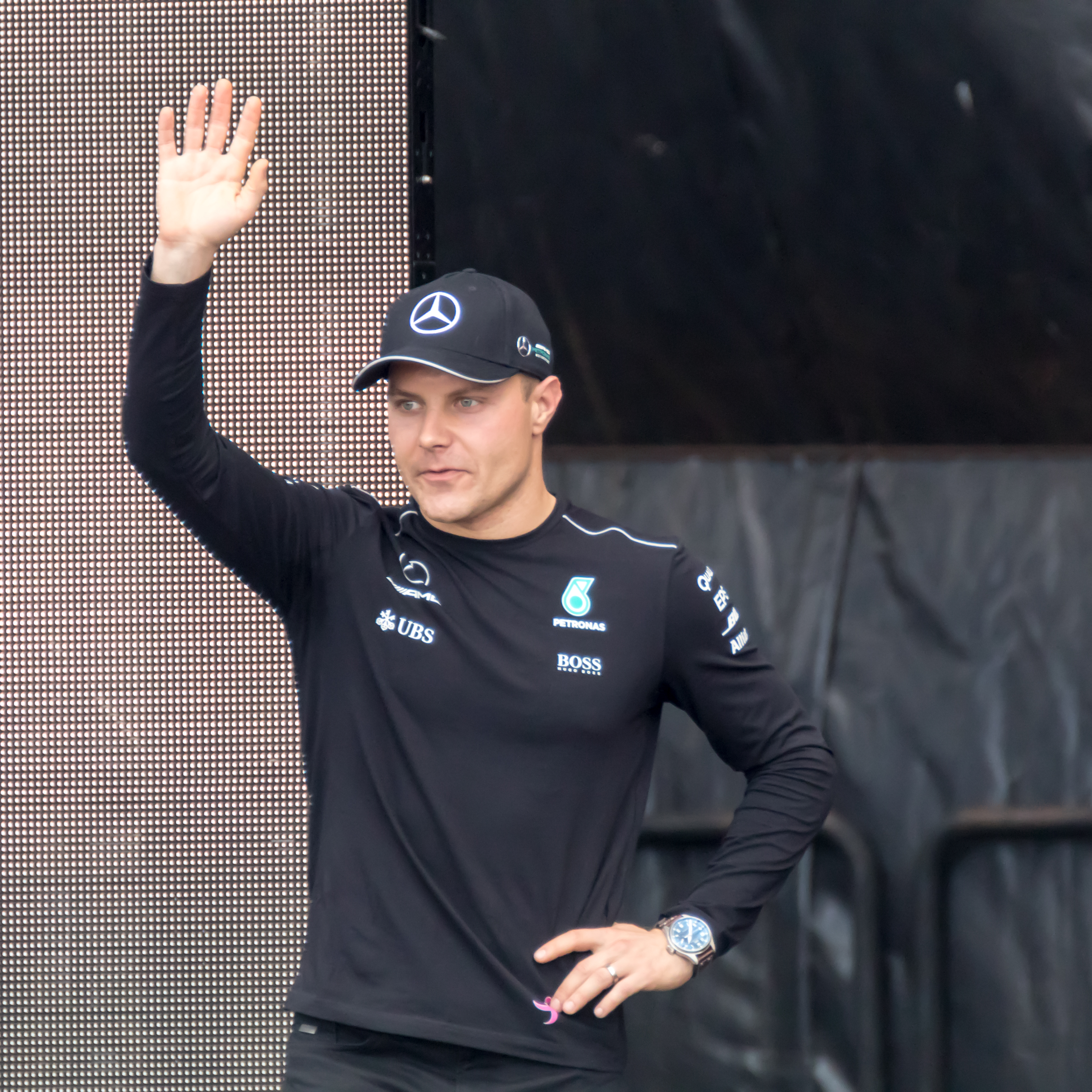
Der Finne Valtteri Bottas wurde Nachfolger des zurückgetretenen Weltmeisters Nico Rosberg

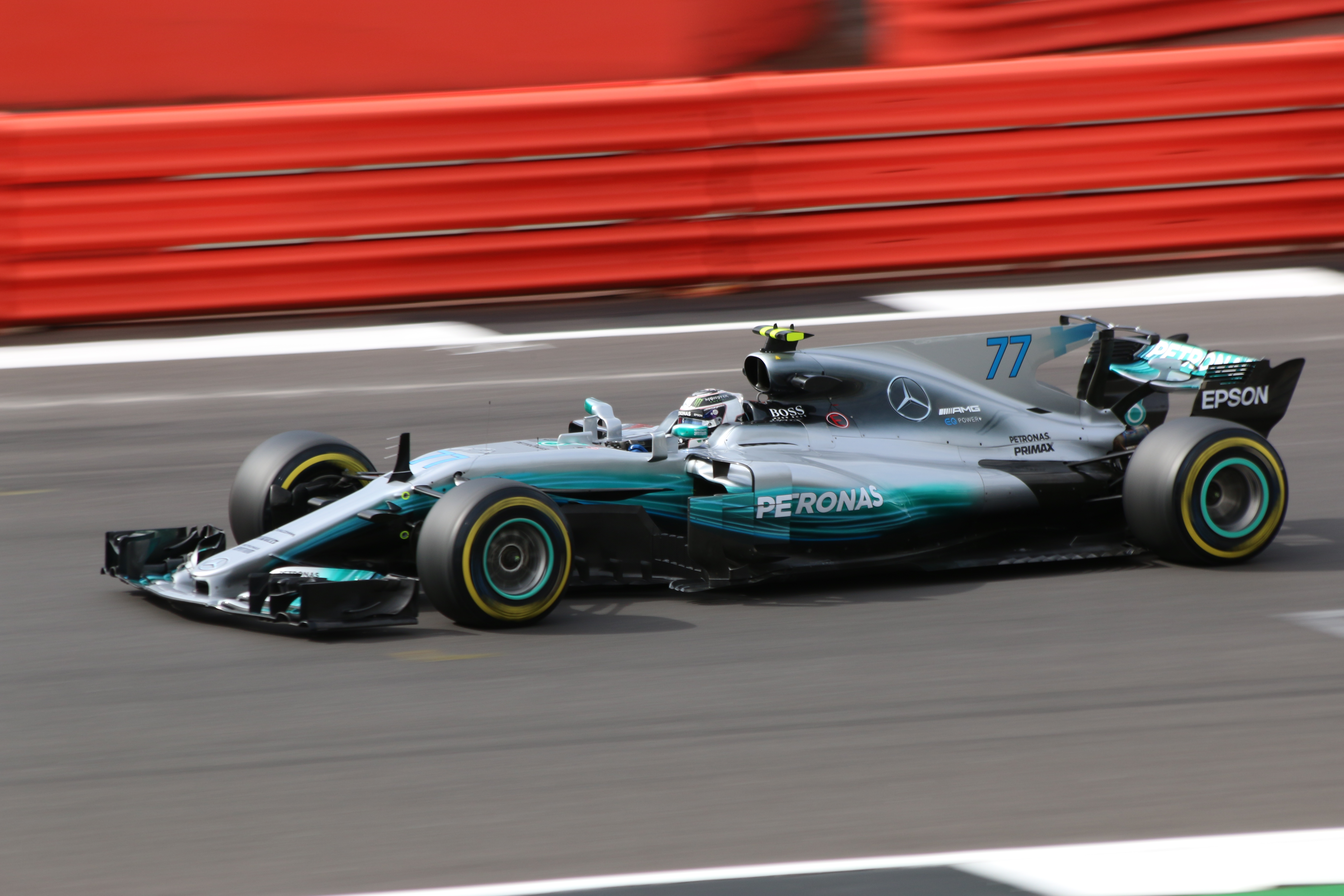
Nur im oberen Bereich verlängerte Finne am Mercedes F1 W08 beim britischen GP

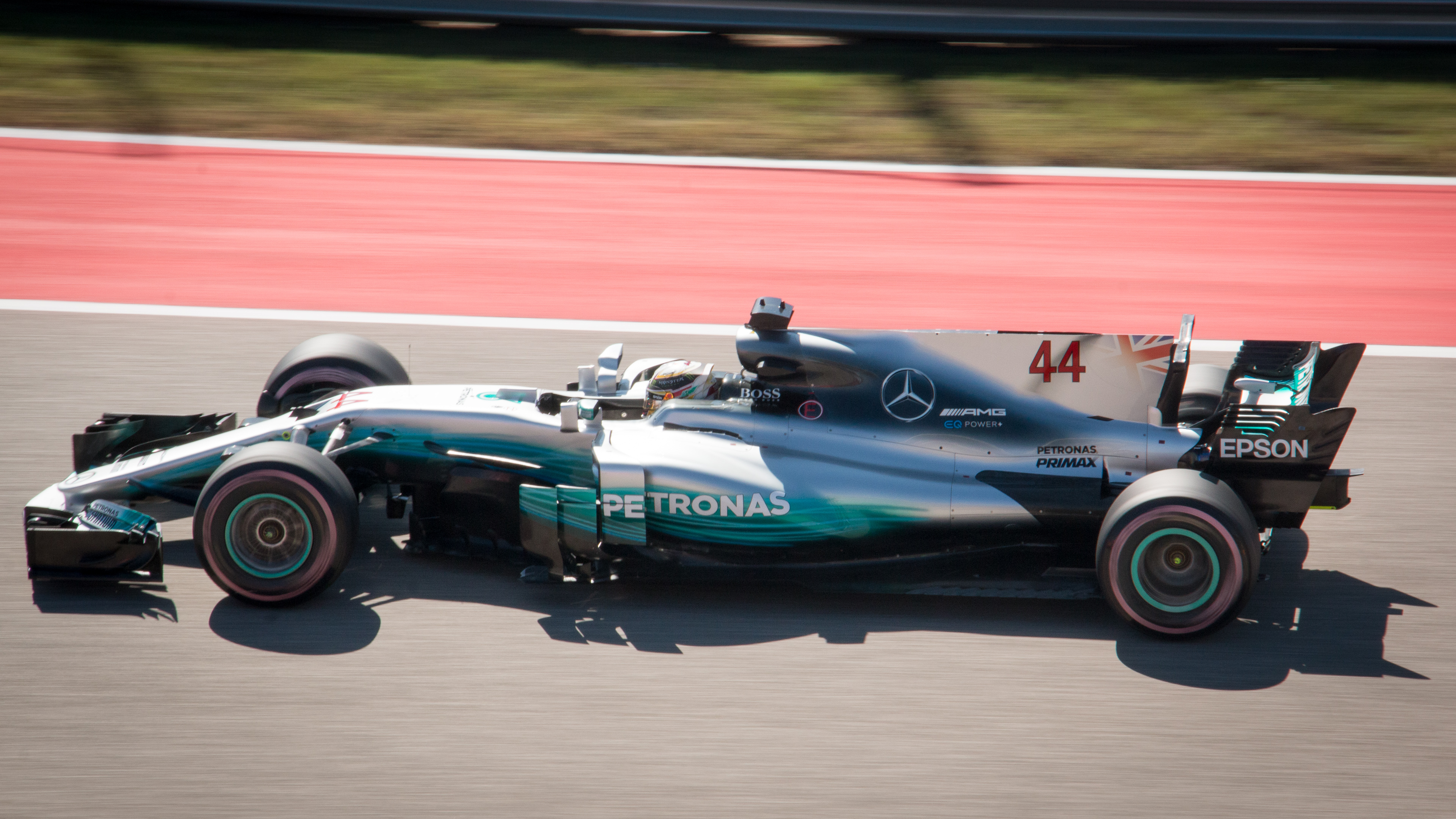
Hamilton mit der großen Finne der letzten Ausbaustufe vor dem T-Flügel am W08 beim Malaysia-GP

Am 16. Januar 2017 gab Mercedes bekannt, dass der Finne Valtteri Bottas aus seinem Williams-Vertrag gekauft wurde, um an der Seite von Hamilton die Nachfolge des zurückgetretenen Weltmeisters Nico Rosberg anzutreten. Er ist der vierte Werksfahrer von Mercedes-Benz in der modernen Ära und der elfte insgesamt. Bottas wurde dem Mercedes-Nachwuchsfahrer Wehrlein vorgezogen, der 2017 schließlich für Sauber fuhr.
Am 10. Januar 2017 machte Mercedes öffentlich, dass Technikchef Paddy Lowe das Team auf eigenen Wunsch hin verlässt. Noch vor dem Saisonstart gab Mercedes am 16. Februar 2017 mit James Allison seinen Nachfolger als neuen Technischen Direktor des Teams bekannt. Allison übernahm zum 1. März die Gesamtleitung der technischen Abteilung. Er war zuvor in gleicher Funktion bei Ferrari tätig.
Mit Saisonbeginn 2017 trat das Team offiziell unter dem leicht geänderten Namen Mercedes AMG Petronas Motorsport an.
Der neue Einsatzwagen für die Formel-1-Saison 2017, der Mercedes F1 W08 EQ Power+, wurde am 23. Februar 2017 in Silverstone im Rahmen eines Filmtages vorgestellt. Das Team änderte für das neue Auto in Anlehnung an die elektrischen Serienfahrzeuge leicht die Nomenklatur. Zwischen dem 27. Februar und dem 10. März nahm das Team an den insgesamt acht Testtagen vor Saisonbeginn in Barcelona teil.
Der Wagen unterschied sich bedingt durch die radikalen Änderungen des technischen Reglements deutlich vom Vorgänger. Die Fahrzeuge wiesen nun zwei Meter Spurbreite, deutlich breitere Reifen, tiefere und breitere Heckflügel sowie angepfeilte Frontflügel auf. Der Bereich zwischen den Vorderrädern und dem Cockpit entwickelte sich durch den Einsatz umfangreicher Bargeboards zur neuen Spielwiese der Aerodynamiker. Der lange Radstand war hingegen eine Mercedes-Eigenheit. Da das Auto im Vergleich zu einigen Konkurrenten weniger stark angestellt wurde, musste der Unterboden verlängert werden, um genügend aerodynamische Wirkfläche und hohe Abtriebswerte mit dem Diffusor zu generieren. Das Heck wurde hinter den Seitenkästen noch taillierter geschnitten als in der Vergangenheit, was in Kombination mit dem langen Radstand zu einer ausgeprägten sogenannten Colaflaschen-Form führte.
Einzig beim Antrieb änderte sich wenig: Es wurde die 2017er Ausbaustufe des seit 2014 verwendeten 1,6-Liter-V6-Turbomotors eingesetzt. Es ging neben einer allgemeinen Effizienzsteigerung vor allem darum, die Zuverlässigkeit der Power Units an die neuen Regeln anzupassen. Durch die deutlich höheren Abtriebswerte der neuen Autos stieg der Vollgasanteil auf einer einzelnen Runde um bis zu zehn Prozent.
Der W08 zeichnete sich, wie viele andere Rennwagen der Fahrzeuggeneration 2017 auch, durch die charakteristischen Finnen auf der Motorhaube aus. Solche Finnen waren zuletzt in den Saisons 2009 und 2010 an den Formel-1-Autos zu sehen. Bei Mercedes wurden im Saisonverlauf verschiedene Ausbaustufen entwickelt. Während der Tests in Barcelona war noch keine Finne verbaut, sondern lediglich ein dünner (später im Saisonverlauf dann doppelter) T-Flügel vor dem Heckflügelhauptblatt. Zu Saisonbeginn und in den ersten Saisonrennen wurde eine Variante verwendet, bei der die Finne lediglich im oberen Teil zwischen Motorhaube und T-Flügel verlängert war. Die Finnen sollen die Strömung zum T-Flügel und in der Verlängerung zum Heckflügel beruhigen sowie unempfindlicher gegenüber Seitenwinden machen. Für das letzte Saisondrittel waren die beiden W08 ab dem Rennen in Singapur schließlich mit einer großflächigen und durchgehenden Finne auf voller Höhe ausgestattet. Diese war zudem etwas breiter und innen hohl designt, wodurch sie bei hohen Temperaturen vermutlich als zusätzlicher Kühlluftauslass diente. Nach der Saison 2017 verschwanden die charakteristischen Finnen bei allen Teams per Reglement wieder.
Zwischen dem 27. Februar und dem 10. März nahm das Team an den insgesamt acht Testtagen vor Saisonbeginn in Barcelona teil. Nach den Testfahrten wurde von der Fachpresse zum Saisonauftakt ein enger Kampf um die Spitze zwischen Mercedes und Ferrari erwartet. Red Bull Racing wurde infolge einiger Zuverlässigkeitsprobleme und dem schwächeren Antrieb dahinter eingeschätzt.
Ein Ferrari-Erfolg durch Sebastian Vettel beim Saisonauftakt in Melbourne bestätigte den Eindruck der Vorsaisontests, dass die neuen Aerodynamikregeln zum Ende der deutlichen Überlegenheit des Mercedes-Teams aus den vergangenen Jahren führten. Die Konkurrenz hatte sowohl aerodynamisch als auch motorenseitig aufgeholt. Ferrari stellte sich die gesamte Saison über als konkurrenzfähig heraus, Red Bull konnte im Herbst ebenfalls zwei Rennen gewinnen.
Im ersten Saisondrittel deutete sich das WM-Duell zwischen Vettel und Hamilton an. Neben weiteren Duellen erreichte vor allem eine Szene beim Stadtrennen in Baku Aufmerksamkeit. Während einer Safety-Car-Phase fuhr der zweitplatzierte Vettel dem führenden Hamilton ins Heck. Vettel setzte sich in der Annahme, Hamilton habe bewusst verlangsamt, neben ihn und rammte Hamilton erneut. Beide konnten weiterfahren, das Rennen jedoch nicht gewinnen; Vettel bekam für den Zwischenfall eine Zeitstrafe und Hamilton musste aufgrund eines losen Nackenschutzes zu einem zusätzlichen Halt an die Box. Nach dem Großen Preis von Ungarn führte Vettel mit 14 Punkten Vorsprung die Fahrerwertung an und beide Fahrer hatten je vier Rennen gewonnen.
Den Grundstein für seinen erneuten WM-Titel legte Hamilton erst nach der Sommerpause, als er fünf der nächsten sechs Rennen gewann und Vettel in Singapur und Japan infolge einer Startkollision sowie eines technischen Defekts zweimal ohne Punkte blieb. In der zweiten Saisonhälfte entschieden gegen Ferrari vor allem die effektivere Weiterentwicklung des Chassis und die bessere Zuverlässigkeit über die WM. Trotz der erfolgreichen Titelverteidigung wurde der W08 teamintern als launische Diva bezeichnet, nachdem er, gerade in der ersten Saisonhälfte, schwierig abzustimmen war, teils unerklärliche Performanceschwankungen zeigte und im Umgang mit den Reifen sensibel auf Veränderungen reagierte. Der W08 war im Saisonverlauf von umfangreicher äußerlich sichtbarer Weiterentwicklung betroffen, insbesondere im Bereich der Motorhaube und Finnen sowie der Bargeboards und Luftleitelemente auf dem Auto.
Beim Großen Preis der USA in Austin gewann das Team mit einem Sieg Hamiltons und einem fünften Rang von Bottas vorzeitig erneut die Konstrukteurs-WM.
Lewis Hamilton gewann seine vierte Weltmeisterschaft mit 363 Punkten und neun Siegen zum Schluss deutlich. Mit seiner schnellsten Runde im Qualifying in Monza löste er zudem Michael Schumacher als Fahrer mit den meisten Pole-Positions ab.
Valtteri Bottas konnte in seinem Premierenjahr bei Mercedes drei Laufsiege erringen (Russland, Österreich und Abu Dhabi) und beendete die Saison mit 305 Punkten auf dem dritten Gesamtrang. Bottas ist damit der fünfte Grand-Prix-Sieger auf Mercedes-Benz in der Formel 1. Das Team gewann mit 668 Punkten die vierte Konstrukteursmeisterschaft in Folge. Es konnten insgesamt zwölf Rennsiege und 15 Pole-Positions errungen werden. Das Team schaffte es somit nach den einschneidenden Regeländerungen und personellen Abgängen vor der Saison die technische Vorreiterschaft in der Formel 1 auch unter dem neuen Reglement zu verteidigen.

##### Saison 2018

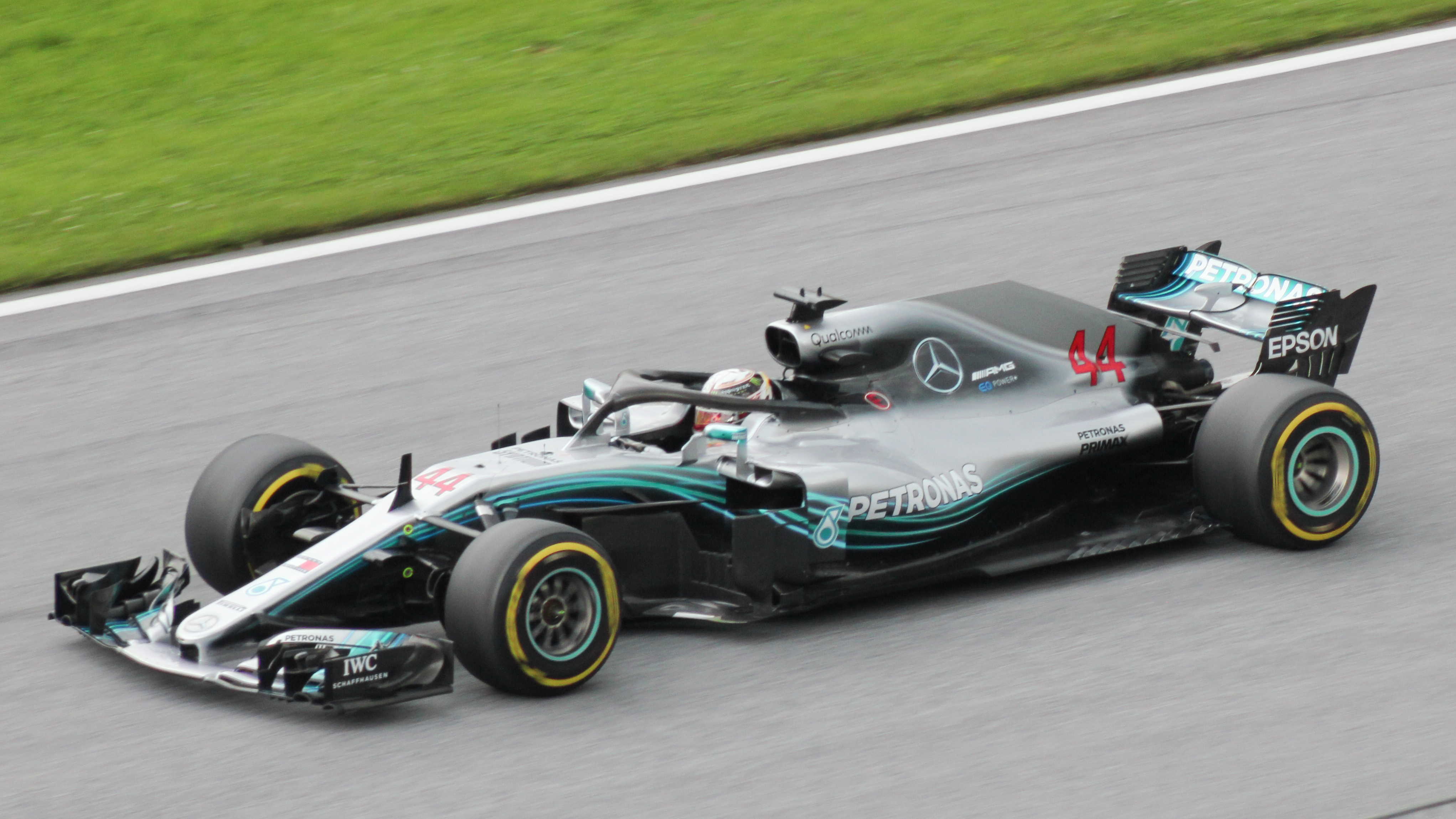
Lewis Hamilton im Mercedes F1 W09 mit seiner Startnummer 44 beim Österreich-GP 2018

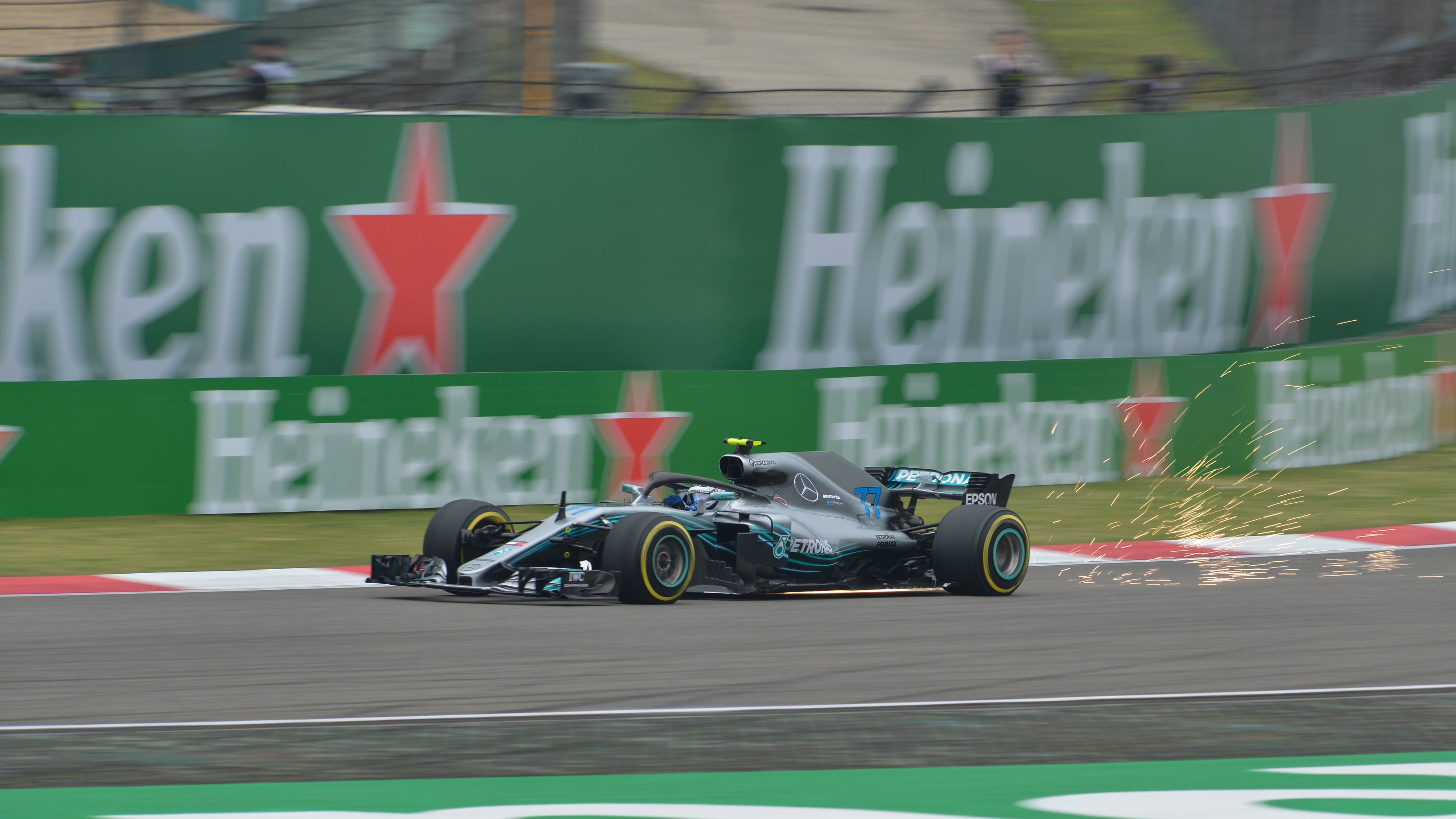
Bottas Funken sprühend beim Großen Preis von China

Das Einsatzfahrzeug der Saison 2018 war der insgesamt zehnte von Mercedes-Benz konstruierte Rennwagen, der in der Formel-1-Weltmeisterschaft eingesetzt wurde. Der Mercedes-AMG F1 W09 EQ Power+ wurde am 22. Februar 2018 in Silverstone präsentiert. Anschließend nahm das Team mit dem Wagen bis 9. März an den insgesamt acht Testtagen in Barcelona teil.
Der Wagen stellt gegenüber seinem Vorgänger größtenteils eine Weiterentwicklung dar, da das technische Reglement im Vergleich zum vergangenen Winter stabil blieb. Die wichtigsten Regeländerungen betrafen das neu vorgeschriebene Halo-System, das zu einem Anstieg des Mindestgewichts auf 733 kg führte, sowie das Verbot der auffälligen Finne an der Motorabdeckung. Mercedes setzte weiterhin auf einen langen Radstand und eine geringe Anstellung des Autos zum Heck hin. Auf der Mehrzahl der Strecken stellte sich die lange Bauform 2017 als aerodynamischer Vorteil heraus. Außerdem musste das Team gegen Ende der Vorsaison aufgrund des WM-Kampfs mit Ferrari parallel am W08 und dem neuen W09 entwickeln, was eine umfangreiche Konzeptänderung über den Winter erschwerte. So konzentrierte man sich beim W09 auf aerodynamisches Feintuning und Änderungen an der Aufhängungskinematik, vorrangig mit dem Ziel das Reifenmanagement zu erleichtern und das Fahrverhalten zu verbessern.
Als Fahrer blieben der amtierende Weltmeister Lewis Hamilton und Valtteri Bottas an Bord.
In der ersten Saisonhälfte zeigte sich, dass das Team die Vorherrschaft der vergangenen Jahre nicht mehr aufrechterhalten konnte. Entgegen der meisten Prognosen nach den Vorsaisontests stellte sich Ferrari als ernsthafter WM-Gegner heraus und lag zum Saisonstart vorn. So starteten die Italiener in Australien und Bahrain mit zwei Siegen durch Sebastian Vettel in die Saison, während Mercedes nur zweite und dritte Ränge blieben. Beim nachfolgenden China-GP konnte mit Daniel Ricciardo zudem Red Bull als zweites Team noch vor Mercedes ein Rennen gewinnen. Während des Rennens kam es sowohl für Vettel als auch Hamilton zu Kollisionen mit Max Verstappen und in der Folge zu Punktverlusten auf den Rängen acht und vier. Erst beim Europaauftakt in Baku und anschließend in Barcelona konnte das Team mit Hamilton die ersten Rennen gewinnen.
Trotzdem hatte Ferrari bis zur Sommerpause insgesamt das schnellere Auto, das vor allem mit dem besseren Reifenmanagement und überlegenem Topspeed punktete. Mercedes-Benz stellte erstmals seit 2014 nicht mehr das unangefochten beste Triebwerk der Formel 1, sondern Ferrari konnte ebenfalls konstant hohe Leistungen bei gegebener Standfestigkeit abrufen. Ohnehin schienen die Mercedes des Jahrgangs 2018 auch technisch verwundbar. So fielen beim Österreich-GP erstmals seit Beginn der Hybrid-Ära beide Mercedes technisch bedingt aus.
In Silverstone fuhr Hamilton zunächst auf Pole-Position, drehte sich nach einer Startkollision mit Kimi Räikkönen im Ferrari und fiel auf den letzten Platz. Nach einer Aufholjagd kam er jedoch noch bis auf den zweiten Platz hinter Vettel vor.
Einen Wendepunkt der Saison stellten im Nachhinein die Ereignisse während des Deutschland-GP auf dem Hockenheimring dar. Vettel reiste nach seinem Sieg in Silverstone mit acht Punkten Vorsprung auf Hamilton nach Hockenheim und fuhr auf Pole-Position, während Hamilton im zweiten Qualifyingsegment mit Motorschaden ausrollte und nur von P14 startete. Nach dem Start unter trockenen Bedingungen kontrollierte Vettel das Rennen zunächst, während Hamilton sich in den Punkterängen vorarbeitete. In Runde 44 begann es jedoch mit zunehmender Intensität zu regnen und Vettel kam auf Slicks beim Anbremsen der Sachskurve im Motodrom von der Strecke ab und schlug in die Bande ein. Hamilton konnte den Fehler ausnutzen und gewann das Rennen nach einer Aufholjagd noch vor Teamkollege Bottas. Durch den Doppelsieg übernahm Mercedes beide WM-Führungen und konnte anschließend auch den nachfolgenden Grand Prix in Ungarn gewinnen.
So konnten trotz der anfänglichen Performance-Probleme mit Lewis Hamilton im Auto bis zur Sommerpause insgesamt noch fünf Rennen gewonnen werden. Ohnehin verlief die Saison bis dato mit fünf Siegen für Mercedes, vier für Ferrari und drei für Red Bull vergleichsweise ausgeglichen. Red Bull befand sich infolge einiger inkonstanter Ergebnisse und Ausfälle jedoch nicht mehr realistisch im Titelkampf.
Nach der Sommerpause konnte Mercedes den W09 ähnlich dem Vorjahr entscheidend weiterentwickeln, während Ferrari durch technische, taktische und fahrerische Fehler Punkte abgab und in der WM zurückfiel. Vettel konnte in Belgien noch gewinnen, doch Hamilton schlug in Italien, Singapur, Russland und Japan mit Siegen zurück. Nach dem Rennen in Suzuka hatte er in der Weltmeisterschaft 67 Zähler Vorsprung.
Als sich in den letzten Saisonrennen auch Red Bull wieder siegfähig präsentierte und Mercedes in den USA und Mexiko erneute Schwächen beim Reifenmanagement zeigte, standen die Entscheidungen in der Weltmeisterschaft bereits fest. In Mexiko wurde Hamilton mit einem vierten Platz vorzeitig Weltmeister. Damit egalisierte Lewis Hamilton die fünf WM-Titel von Juan Manuel Fangio. Außerdem fuhren mit Schumacher, Fangio und Hamilton nun die drei erfolgreichsten Formel-1-Piloten der Geschichte allesamt Rennen für Mercedes. Auch das Team konnte seinen Titel aus dem Vorjahr erneut verteidigen.
Lewis Hamilton wurde letztlich mit 408 Punkten Weltmeister und Valtteri Bottas mit 247 Punkten Gesamtfünfter. Mercedes hatte mit 655 Punkten 84 Zähler Vorsprung auf den Zweiten Ferrari. Es gelangen 2018 insgesamt 13 Pole-Positions und elf Grand-Prix-Siege. Bottas startete zweimal von der Pole-Position, blieb aber ohne Sieg.
Ende 2018 trennten sich die Wege von Mercedes-Juniorfahrer Pascal Wehrlein und dem Mercedes-Rennstall. Wehrlein wollte das Management seiner Karriere selbst übernehmen, nachdem er als Mercedes-Zögling kein Cockpit in der Formel 1 bekam. Toto Wolff stellte in der Folge das Juniorenprogramm an sich in Frage, weil Mercedes seinen Fahrern ohne ein Satellitenteam schwerlich Cockpits in der Formel 1 anbieten könne.

##### Saison 2019

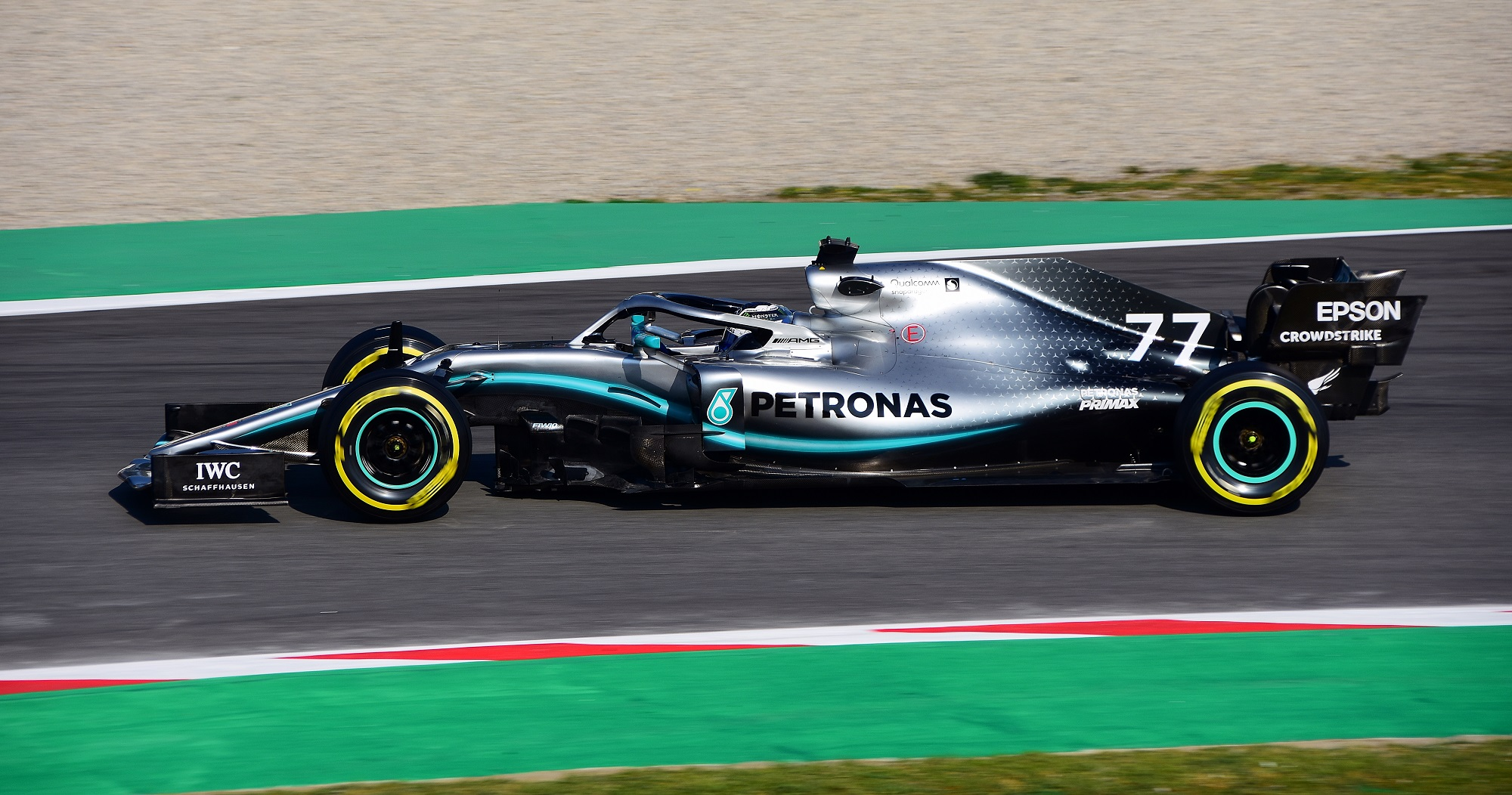
Bottas im neuen Mercedes F1 W10 während der ersten Testwoche 2019 in Barcelona

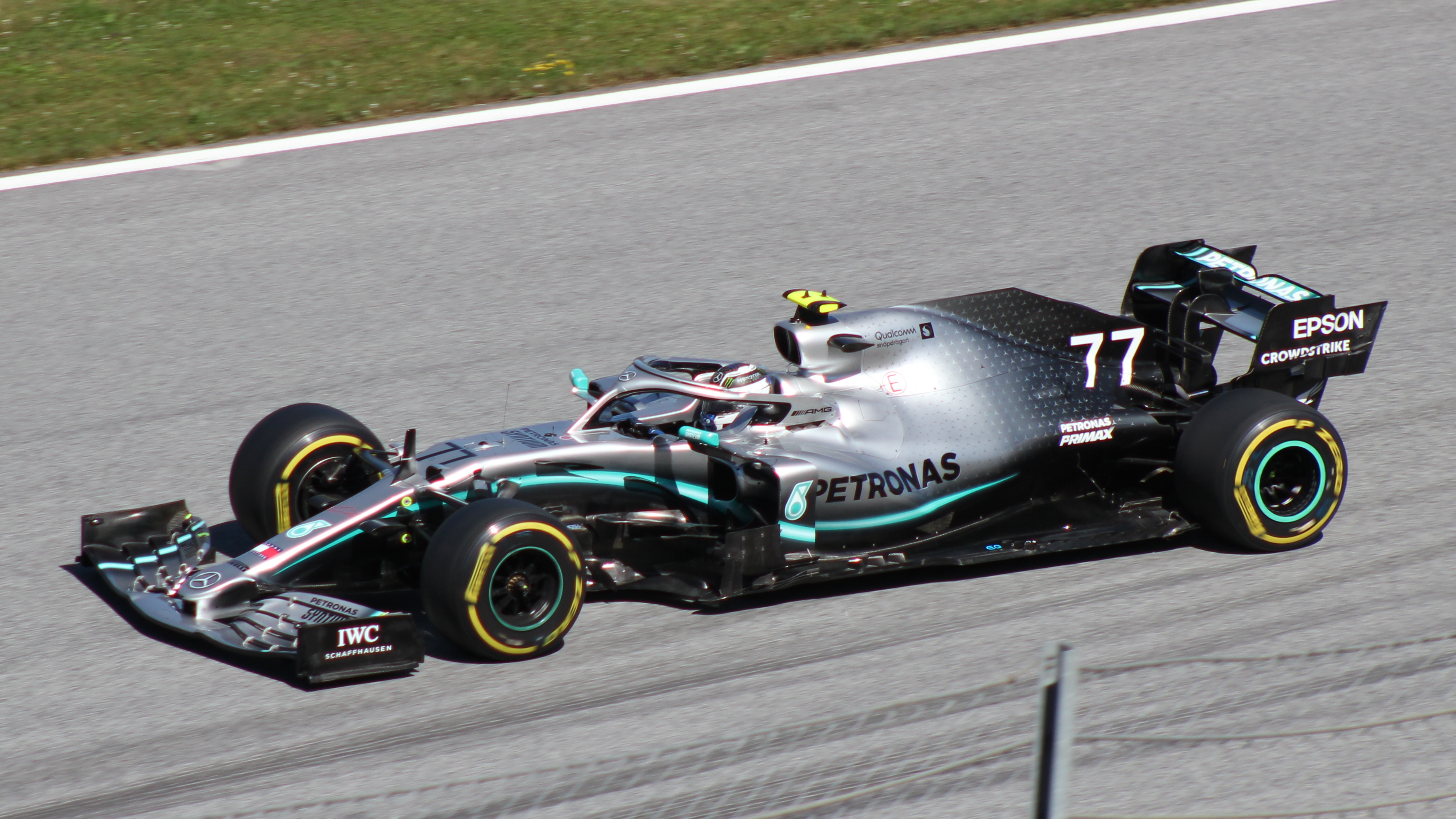
Debüt in der zweiten Testwoche: Grundlegend überarbeiteter W10

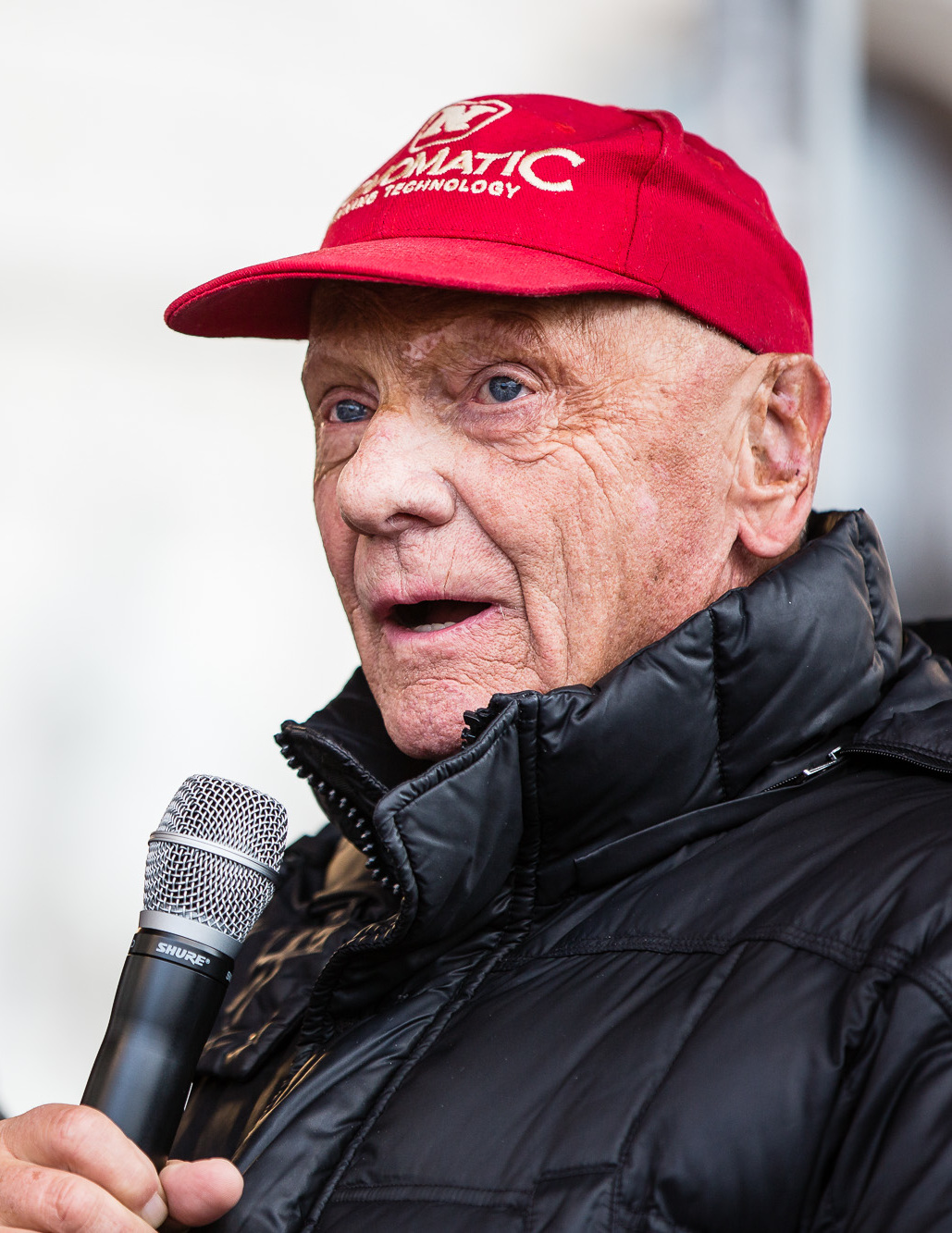
Niki Lauda war von 2012 bis 2019 Aufsichtsratsvorsitzender des Teams

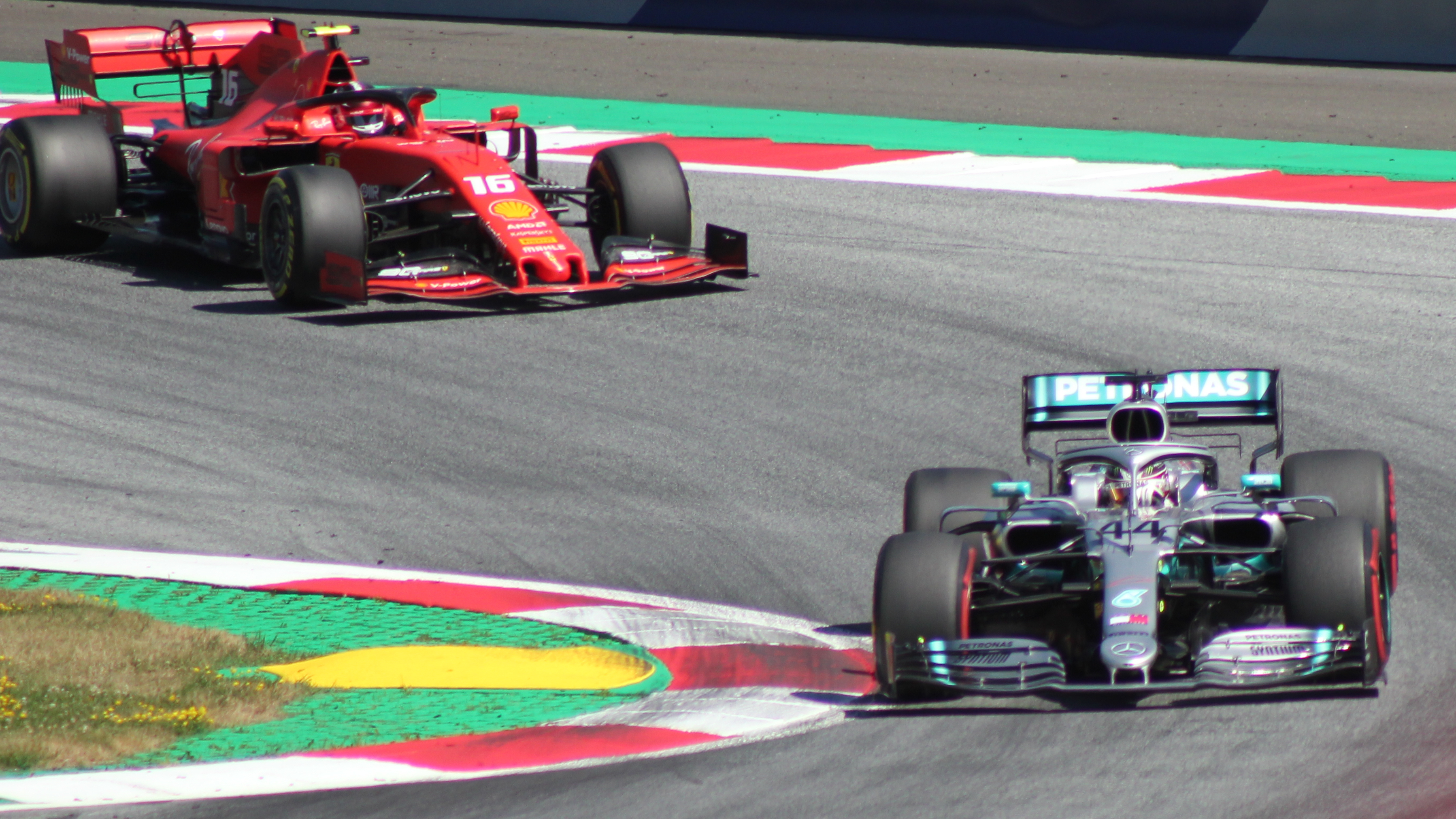
Charles Leclerc folgt Hamilton beim Großen Preis von Österreich

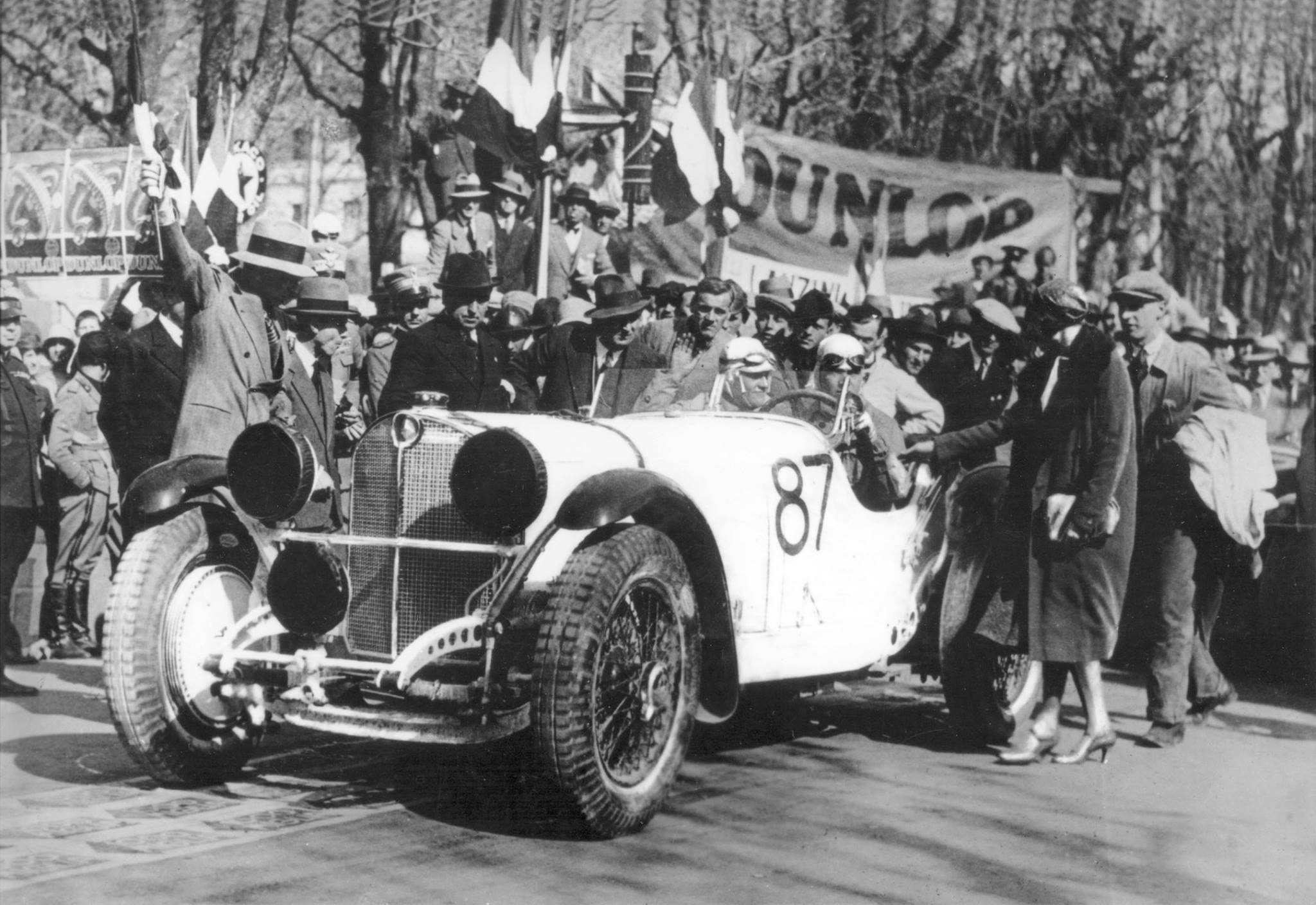
Weiß lackierter Siegerwagen bei der Mille Miglia 1931: Mercedes-Benz SSKL mit Spitznamen Weißer Elefant

Vor Saisonbeginn gab es verschiedene personelle Änderungen im Team. So informierte der bisherige Designchef Aldo Costa die Teamführung bereits im Sommer 2018, dass er 2019 vom operativen Geschäft zurücktreten und fortan nur noch als technischer Berater zur Verfügung stehen werde. Costa wechselte 2011 von Ferrari zu Mercedes und war neben Ross Brawn als Teamchef und Geoffrey Willis als damaligem Projektleiter des F1 W05 einer der wichtigsten Köpfe in der technischen Vorbereitung der Erfolge während der Hybrid-Ära. Die Stelle wurde nicht direkt neu besetzt und die Aufgaben innerhalb der Engineering Group verteilt. Zudem teilte Performance Director Mark Ellis mit, 2019 ein Sabbatjahr einlegen zu wollen. Er wird vom vorigen Chef-Aerodynamiker Lois Serra vertreten.
Bereits Ende 2018 wurde mit dem ehemaligen McLaren-Piloten Stoffel Vandoorne ein weiterer Entwicklungsfahrer neben Esteban Gutierrez verpflichtet, die 2019 hauptsächlich am Simulator arbeiten. Vandoorne tritt zudem mit HWA in der Formel E an. Mercedes-Juniorfahrer Esteban Ocon muss nach seiner Saison bei Force India 2019 mit dem Job als Ersatzfahrer vorliebnehmen und wird das Team an der Rennstrecke unterstützen. Als Stammfahrer blieben Hamilton und Bottas.
Das Einsatzfahrzeug für die zehnte Saison seit dem Wiedereinstieg als Werksteam, der Mercedes-AMG F1 W10 EQ Power+, wurde am 13. Februar 2019 bei einem Filmtag in Silverstone vorgestellt. Das technische Reglement schrieb für die Saison 2019 breitere und dafür simpler konstruierte Front- und Heckflügel vor, um das Hinterherfahren und Überholen zu erleichtern. Trotz dieser Änderungen war der W10 eine Weiterentwicklung des Vorgängers, da an dem generellen Aerodynamikkonzept mit langem Radstand und wenig Anstellung nichts geändert wurde. Mit dem neuen Auto sollte die Performance der Hinterreifen auf verschiedenen Streckentypen besser konserviert werden können als mit dem Vorgänger. Mit diesem Ziel wurde die Fahrwerksgeometrie und der Luftfluss im nochmals taillierter geschnittenen Heck untersucht. Die Power Unit der Vorsaison wurde erneut weiterentwickelt und in der Saison 2019 mit F1 M10 EQ Power+ bezeichnet.
Während der Vorsaisontests in Barcelona konnte die Scuderia Ferrari konstantere Rennsimulationen und schnellere Rundenzeiten fahren als die Mercedes. Mercedes fuhr in der ersten Woche überwiegend Systemchecks und konzentrierte sich erst in der zweiten Woche mit einer aerodynamischen B-Version des W10 auf die Performance. Durch die neuen Frontflügel entwickelten sich zum Saisonbeginn zwei Designphilosophien. Mercedes setzte wie in den Vorjahren auf steil angestellte Flügel über die erlaubte Breite um möglichst viel Abtrieb aber auch Luftwiderstand zu generieren. Ferrari entwickelte nach außen abfallende, flache Frontflügel für geringeren Luftwiderstand und höhere aerodynamische Effizienz. Zunächst schien Mercedes einen Trend verpasst und Ferrari das neue Reglement besser umgesetzt zu haben. Die Scuderia reiste als Favorit zum Saisonauftakt nach Melbourne.
Mercedes erwischte jedoch den besseren Saisonstart und zeigte sich am Auftaktwochenende mit einem Doppelsieg von Hamilton vor Bottas überlegen. Beim zweiten Rennwochenende in Bahrain starteten die Ferrari aus der ersten Reihe, Charles Leclerc verlor jedoch im Rennen in Führung liegend Motorleistung und fiel noch hinter Hamilton und Bottas auf Platz drei zurück.
Die folgenden Rennen verdeutlichten dann, dass die ausgeglichene Leistung in Bahrain in der ersten Saisonhälfte eine Ausnahme war. Mercedes konnte mit seinem Frontflügelkonzept insgesamt mehr und besser ausbalancierten Abtrieb generieren und damit die Anforderungen der Pirelli-Reifen der Generation 2019 besser erfüllen. Die Fahrer bekamen durch den erhöhten Abtrieb mehr Energie in die Reifen und diese damit im Qualifying schneller in das richtige Temperaturfenster. Im Rennen rutschten die Autos zudem weniger und der Reifenverschleiß war geringer. Lediglich auf Strecken mit hohem Anteil an Geraden (Bahrain, Spielberg) konnte Ferrari mit seiner aerodynamischen Effizienz auftrumpfen. Fünf Doppelsiege in den ersten fünf Rennen verdeutlichen die neuerliche Dominanz. Fünf Doppelsiege am Saisonbeginn waren ein neuer Rekord, ein sechster Doppelsieg in Folge hätte auch den gesamten Rekord bedeutet, doch in Monaco wurde Bottas nach einem Zusammenstoß mit Max Verstappen in der Boxengasse nur Dritter hinter Rennsieger Lewis Hamilton.
Am 20. Mai 2019 starb der bisherige Aufsichtsratsvorsitzende des Rennstalls, Niki Lauda, nach längerer Krankheit. Verschiedene Teamvertreter würdigten in ihren Statements die besonderen Leistungen Laudas beim Aufbau der Teamstrukturen vor 2014 und seine diplomatische Rolle als Außenminister des Teams. Beim nachfolgenden Großen Preis von Monaco würdigte man Lauda mit verschiedenen Erinnerungen auf dem Auto.
Beim Großen Preis von Kanada fuhr Sebastian Vettel zum ersten Mal seit dem Bahrain-GP einen Ferrari auf Pole-Position. Hamilton konnte trotzdem gewinnen, nachdem er Vettel im Rennen in einen Fehler drängte und dieser für unsicheres Zurückkehren auf die Strecke direkt vor Hamilton mit fünf Sekunden bestraft wurde. Beim Großen Preis von Österreich hatte das Team erstmals in der Saison große Performance-Probleme. Die Höhenlage von Spielberg führte in Kombination mit der extremen Hitze zu Kühlproblemen an beiden Mercedes. Da das eng anliegende Bodywork keine weitere Kühlung erlaubte, musste die Leistung der Motoren im Rennen gedrosselt werden. Hamilton beschädigte sich an einem Kerb zudem den Frontflügel, er wurde Fünfter, Bottas Dritter. Der zehnte Saisonlauf in Silverstone zeigte nach Barcelona und Le Castellet erneut, dass der F1 W10 auf kurvenreichen Strecken überlegen war. Hamilton gewann jeweils vor Bottas und baute seinen Vorsprung in der Meisterschaft weiter aus.
Beim Großen Preis von Deutschland in Hockenheim feierte das Team das 200. Rennen in der Formel 1 und 125 Jahre Mercedes-Benz Motorsportgeschichte seit der Teilnahme am ersten Motorsportevent Paris–Rouen 1894. Aus diesem Grund traten die Teammitglieder am Rennwochenende mit Kleidung im Stil der 1930er bzw. 1950er Jahre an und die beiden F1 W10 waren an der Front weiß lackiert. Dies sollte an die Ursprünge der Marke mit weißen Rennwagen erinnern, bevor 1934 die Ära der Silberpfeile begann. Der Grand Prix selbst war für Mercedes jedoch ernüchternd und hielt das schlechteste Resultat der ganzen Saison bereit. In dem chaotischen Rennen mit mehreren Regenschauern flog zunächst Hamilton im Motodrom während einer Safety-Car-Phase ab, beschädigte sich den Frontflügel und musste zu einem langen Stopp an die Box. Später im Rennen drehte er sich bei der Aufholjagd ausgangs Kurve 1 erneut und kam auf Rang neun ins Ziel. Bottas drehte sich an gleicher Stelle ebenfalls, schlug ein und blieb beim Sieg von Max Verstappen punktlos.
Beim Großen Preis von Japan gewann Mercedes mit einem Sieg von Bottas und Hamilton auf Rang drei vorzeitig und zum sechsten Mal in Folge die Konstrukteurs-Weltmeisterschaft. In Austin landete das Team einen Doppelsieg mit Valtteri Bottas vor Lewis Hamilton. Damit sicherte sich Hamilton vorzeitig seinen sechsten Weltmeistertitel, während Bottas zum ersten Mal Vizeweltmeister wurde. Hamilton fehlte damit nur noch ein Titel auf Rekordchampion Schumacher.
Das Team schloss die Saison in Abu Dhabi mit einem Sieg von Lewis Hamilton ab. Der Weltmeister beendete das Jahr mit 413 Punkten, was einen neuen Rekord bedeutet, während Vizeweltmeister Bottas deren 326 einfuhr. Mercedes erzielte insgesamt 739 Punkte und setzte sich damit deutlicher als im Vorjahr gegen Ferrari durch, die als Zweiter 504 Punkte einfuhren. Es gelangen 2019 insgesamt 15 Grand-Prix-Siege und zehn Pole-Positions. Hamilton gelangen elf Siege, Bottas vier. Beide Fahrer standen je fünfmal auf Pole-Position. Das Team gewann beide Titel vor allem dank der Dominanz in der ersten Saisonhälfte am Ende deutlich. Gegen Ende der Saison war das Kräfteverhältnis unter den drei Topteams insgesamt ausgeglichener.

##### Saison 2020

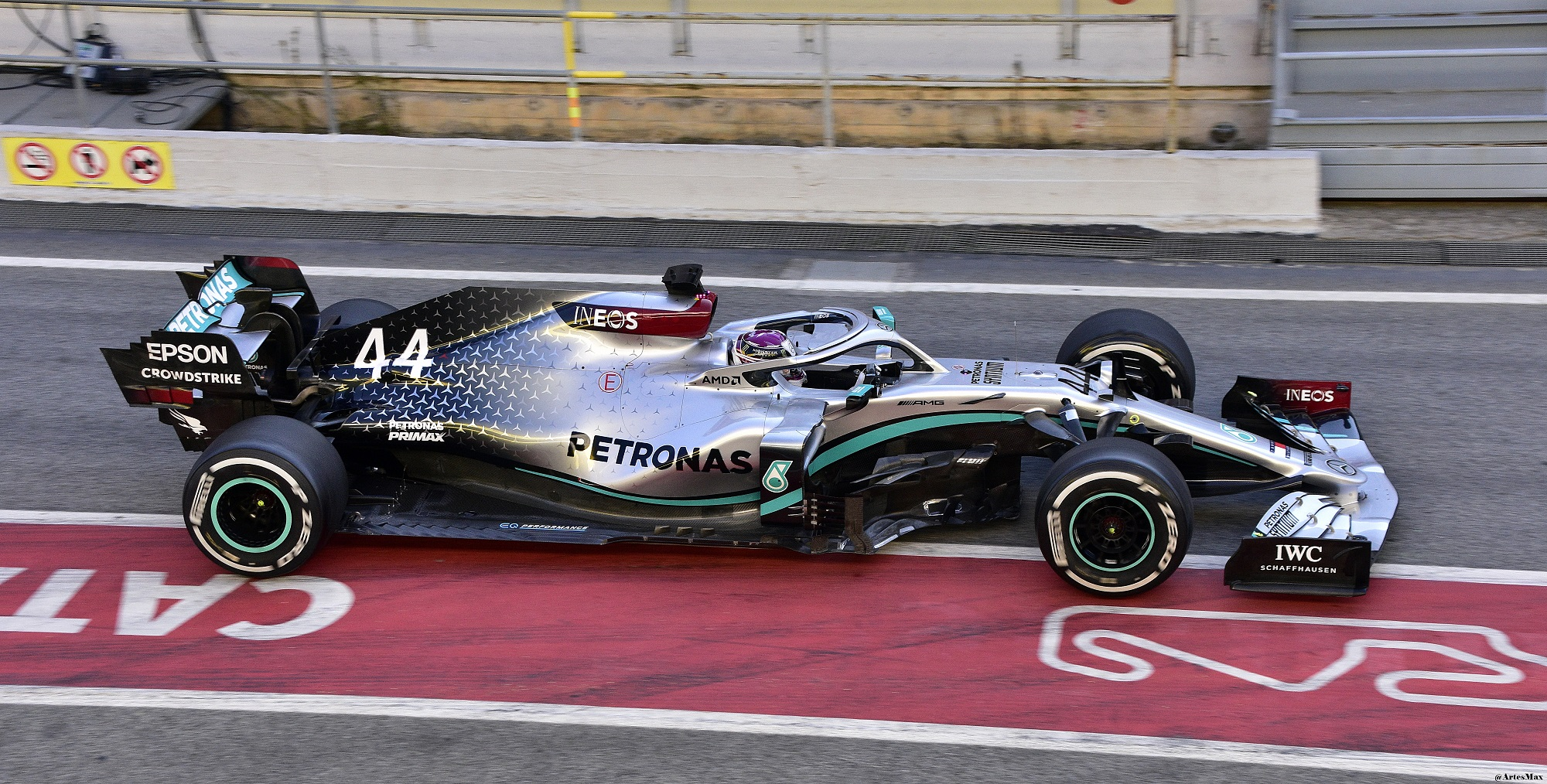
Lewis Hamilton im neuen Mercedes F1 W11 während der Testfahrten in Barcelona

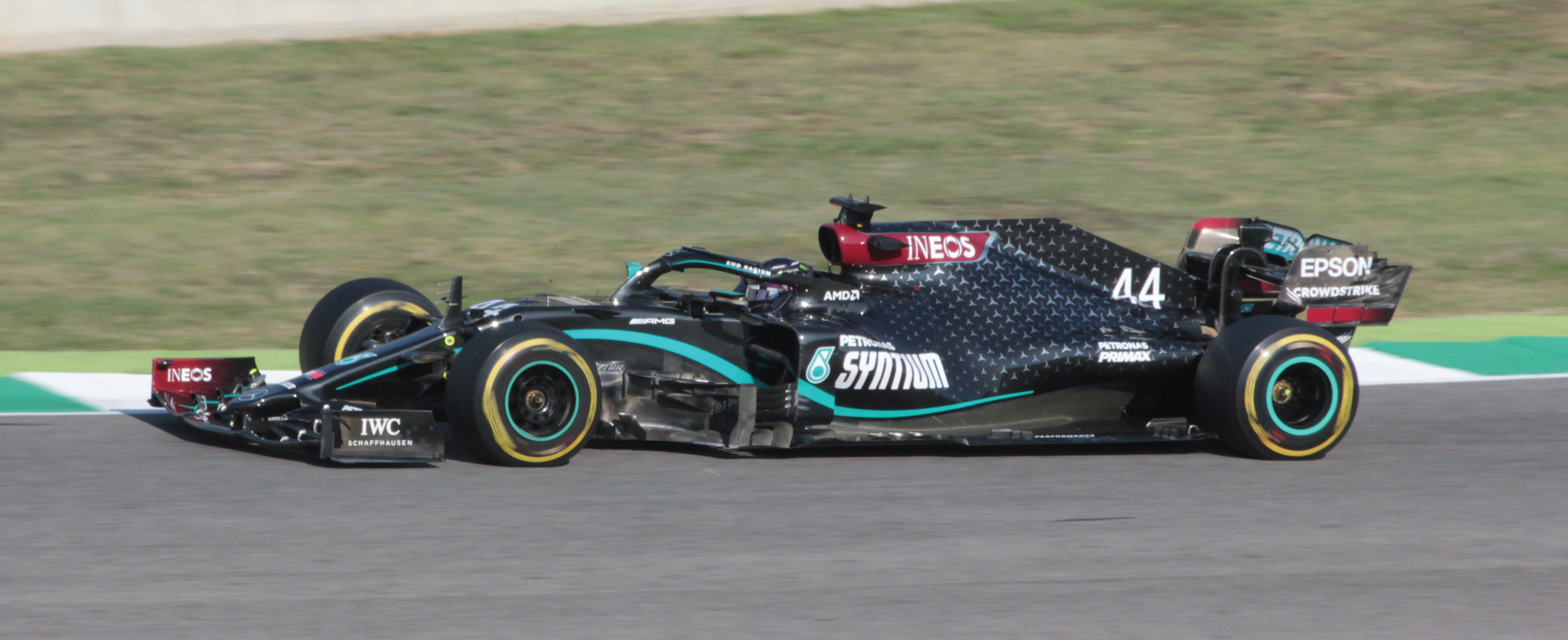
Nach den Tests wurden die Silberpfeile aus Solidarität zur Black-Lives-Matter-Bewegung schwarz lackiert

Im Winter sah sich das Team wegen den wirtschaftlichen Herausforderungen des Mutterkonzerns, der bis dato fehlenden Unterschrift unter den Verträgen zur neuen Formel 1 ab 2021 und der Vermutung, Mercedes könnte nach sechs WM-Titeln nichts mehr zu beweisen und viel zu verlieren haben, mehrfach mit Ausstiegsgerüchten konfrontiert. Ende Januar berichteten britische Medien, Daimler bereite eine Vorstandssitzung vor, bei der über einen Ausstieg aus der Formel 1 entschieden werden soll. Eine Option sei der Verkauf des Teams an Lawrence Stroll und Toto Wolff selbst. Vorstandsvorsitzender Ola Källenius dementierte, dass diese Sitzung stattfinde und der Ausstieg zur Debatte stünde. Teamchef Wolff bekräftigte Mitte Februar schließlich in einem Interview, dass Mercedes 2021 sicher in der Formel 1 fährt und keinen Ausstieg erwäge, da die Formel 1 für Mercedes Sinn mache. Die Teamstrukturen würden bereits an die ab 2021 greifende Kostendeckelung angepasst und es sei das Ziel, mit dem Team mittelfristig erfolgreich und kostenneutral Rennsport zu betreiben.
Am 10. Februar 2020 präsentierte das Team im Gegensatz zu den Vorjahren im Rahmen einer Sponsorenpräsentation in London zunächst das Farbdesign des 2020er Silberpfeils an einem letztjährigen F1 W10. Ineos wurde als neuer Partner vorgestellt und sorgt neben dem gewohnten Design für weinrote Farbakzente. Die Partnerschaft ist langfristig über fünf Jahre angelegt. Das Team startet seit 2020 offiziell wieder als Mercedes-AMG Petronas F1 Team, wie bereits bis 2016. Der neue Mercedes-AMG F1 W11 EQ Performance wurde schließlich am 14. Februar 2020 bei einem ersten Shakedown in Silverstone präsentiert.
Das Auto beruht im vorletzten Jahr dieses Reglements auf dem gleichen aerodynamischen Grundkonzept mit geringer Anstellung und langem Radstand. Obwohl der Wagen eine Evolution des erfolgreichen Vorgängers ist, weist er einige Besonderheiten und Optimierungen auf. 2019 war die Kühlung der PU eine Schwachstelle des Gesamtpakets. Die Kühlleistung wurde erhöht, ohne aerodynamische Nachteile hinnehmen zu müssen. Zudem wurden Motorenkomponenten so optimiert, dass sie eine höhere Arbeitstemperatur erlauben. Die Kühleinlässe konnten trotzdem noch verkleinert und die Seitenkästen tief unterschnitten werden, um die Anströmung zum Heck zu verbessern. Aus dem gleichen Grund wurden auch die Aufhängung der Vorder- und Hinterräder höher am Chassis angesetzt.
Das Team nahm an den sechstägigen Vorsaisontests in Barcelona teil und fuhr zweimal Tagesbestzeit. Besondere Aufmerksamkeit zog das, am zweiten Testtag durch Onboard-Aufnahmen entdeckte, DAS-System (engl.: Dual Axis Steering) auf sich. Diese neuartige dreidimensionale Lenkung ermöglicht dem Fahrer auf geraden Streckenabschnitten über einen Längszug der Lenkstange über das Lenkrad eine Verstellung der Spur an der vorderen Achse. Das Team ließ sich die Legalität des Systems vor Testbeginn von der FIA bestätigen.
Der Start in die Saison wurde infolge der weltweiten Corona-Krise von März (Australien) auf Juli (Österreich) verschoben. Dort machte Red Bull von seinem Recht Gebrauch, Protest bei den Stewards gegen DAS einzulegen. Allerdings wurde dieser abgewiesen, da das aktiv bedienbare System von der FIA als Teil des Lenksystems und nicht des Aufhängungssystems angesehen wird. Eine aktive Radaufhängung wäre lt. Artikel 10.2.3 des technischen Reglements der FIA verboten.
Zum Saisonbeginn präsentierte sich das Mercedes-Team wie im Vorjahr mit einer dominanten Performance, speziell im Qualifying. Valtteri Bottas gewann anschließend das Auftaktrennen vor Lewis Hamilton, der jedoch nach einem Zwischenfall mit Alexander Albon eine Fünf-Sekunden-Zeitstrafe bekam und als Vierter gewertet wurde. Beim Großen der Steiermark, welcher eine Woche später ebenfalls auf dem Red Bull Ring ausgetragen wurde, gewann dann Hamilton vor Bottas. Direkt danach gewann er auch in Ungarn, während Valtteri Bottas Dritter wurde. Mit diesem Triumph stellte Hamilton Michael Schumachers Rekord von acht Siegen auf derselben Strecke ein, die dieser in Magny-Cours einfuhr. Auch in Silverstone zeigten sich die beiden Werksautos überlegen und fuhren im Qualifying über eine Sekunde gegenüber dem drittplatzierten Verstappen heraus. Im Rennen erlitten jedoch beide Fahrer in der Schlussphase Reifenschäden, wobei Bottas nach einem nötigen Boxenstopp nur Elfter wurde und Hamilton die letzte Runde noch hauchdünn vor Verstappen mit Plattfuß beenden konnte. Bei dem eine Woche später ebenfalls in England ausgetragenen Großen Preis zum 70-jährigen Jubiläum der Formel 1 kamen Hamilton und Bottas hinter Rennsieger Verstappen ins Ziel.
Mit seinem Sieg in Barcelona wurde Hamilton neuer Spitzenreiter in der Statistik der meisten Podestplätze (156) vor Michael Schumacher. Beim Qualifying zum Italien-GP in Monza erzielte er auf dem Weg zur Pole die höchste jemals gefahrene Durchschnittsgeschwindigkeit auf einer Runde. In einem insgesamt turbulenten Rennen am Folgetag mit dem Überraschungssieger Pierre Gasly wurde er jedoch nur Siebter, Bottas Fünfter. Beim Russland-GP gewann Bottas, während Hamilton Dritter wurde, nachdem er zwei Fünf-Sekunden-Strafen für ein kurioses Vergehen erhielt. Er absolvierte zwei Übungsstarts auf dem Weg in die Startaufstellung nicht im dafür vorgesehenen Bereich ausgangs der Boxengasse. Beim Großen Preis der Eifel auf dem Nürburgring egalisierte Hamilton mit seinem 91. Sieg zunächst Michael Schumachers Bestwert, bevor er durch den Sieg in Portugal zum neuen Rekordsieger avancierte. Bottas komplettierte als Zweiter den Doppelsieg des Teams.
Einen weiteren Doppelerfolg in der Reihenfolge Hamilton vor Bottas fuhr man beim Großen Preis der Emilia-Romagna in Imola ein. Damit sicherte sich Mercedes vorzeitig den siebten Konstrukteurstitel hintereinander und ist damit alleiniger Rekordhalter. Mit einem überlegenen Sieg unter wechselhaften Wetterbedingungen wurde Hamilton in der Türkei im viertletzten Rennen der eingekürzten Saison vorzeitig zum siebten Mal Fahrerweltmeister. Er egalisierte damit den Rekord von Michael Schumacher. Außerdem war dies sein 73. Sieg mit Mercedes, soviele wie kein anderer Fahrer jemals für ein und dasselbe Team einfuhr. Bottas kam als 14. außerhalb der Punkteränge ins Ziel. Da Lance Stroll am Vortag im Regen überraschend auf Pole-Position fuhr, startete erstmals in der Saison kein Mercedes vom ersten Startplatz. Mit den Startplätzen sechs (Hamilton) und neun (Bottas) war es für den Rennstall das schlechteste Resultat in einer Qualifikation seit Monza 2013. Einen weiteren Sieg fuhr Hamilton in Bahrain ein, während Bottas Achter wurde.
Nach dem Bahrain-GP wurde Lewis Hamilton positiv auf COVID-19 getestet und verpasste damit den Sachir-GP an gleichem Ort. Als sein Ersatz wurde der Mercedes-Nachwuchsfahrer und bisherige Williams-Einsatzpilot George Russell benannt. In diesem Rennen landeten die Fahrer nach einer Doppel-Pole (Bottas vor Russell) auf den Plätzen acht (Bottas) und neun (Russell). Im letzten Renndrittel führte Russell souverän vor Bottas, als beide während einer Safety-Car-Phase gleichzeitig an die Box gerufen wurden. Dabei wurden Russell infolge einer Fehlkommunikation die Vorderreifen von Bottas montiert und dem direkt nachfolgenden Bottas wurde der gebrauchte Reifensatz erneut aufgezogen, weil kein komplett neuer Reifensatz mehr bereitlag. Russell musste die falsch montierten Räder seines Teamkollegen in einem erneuten Stopp wechseln lassen, bevor ihn zudem noch ein Reifenschaden mit Luftverlust ereilte. Bei der nachfolgenden Untersuchung wurde auf eine Disqualifikation Russells verzichtet, weil die Räder umgehend zurückgetauscht wurden. So fuhr er am Ende seine erste schnellste Rennrunde und ersten Punkte für Mercedes ein. Die Kommissare verhängten an das Team eine Geldstrafe in Höhe von 20.000 Euro.
Vor dem letzten Rennen in Abu Dhabi wurde Lewis Hamilton negativ auf Corona getestet. Er nahm daraufhin am Saisonfinale teil, während George Russell wieder für Williams fuhr. Beim letzten Grand Prix des Jahres kam Bottas auf Platz zwei, Hamilton wurde Dritter.
Mercedes schloss die Konstrukteurswertung mit 573 Punkten ab. Lewis Hamilton wurde mit 347 Punkten Weltmeister, während sich Bottas, der insgesamt 223 Zähler erzielte, wie im Jahr zuvor die Vizeweltmeisterschaft gewann. George Russell belegte am Saisonende Platz 18 mit drei Punkten, die er bei seinem Einsatz für Mercedes in Bahrain einfuhr.
Am 18. Dezember 2020 teilte das Team in einem gemeinsamen Statement Veränderungen an den Besitzverhältnissen mit. Ab 2021 wurde der Sponsorpartner Ineos zu einem Drittel Anteilseigner an dem Team. Zusammen mit der Daimler AG, die ihren Anteil von 60 % reduzierte, und Toto Wolff, der bis dahin 30 % hielt, wird das Team seitdem von drei gleichberechtigten Anteilseignern mit jeweils einem Drittel geführt. Obwohl Daimler damit kein (alleiniger) Mehrheitseigner mehr ist, tritt das Team weiterhin unter dem Namen Mercedes und als Werksteam an. Wolff bestätigte im Zuge der Änderungen zudem für drei weitere Jahre seine Position als Teamchef und Geschäftsführer.

##### Saison 2021

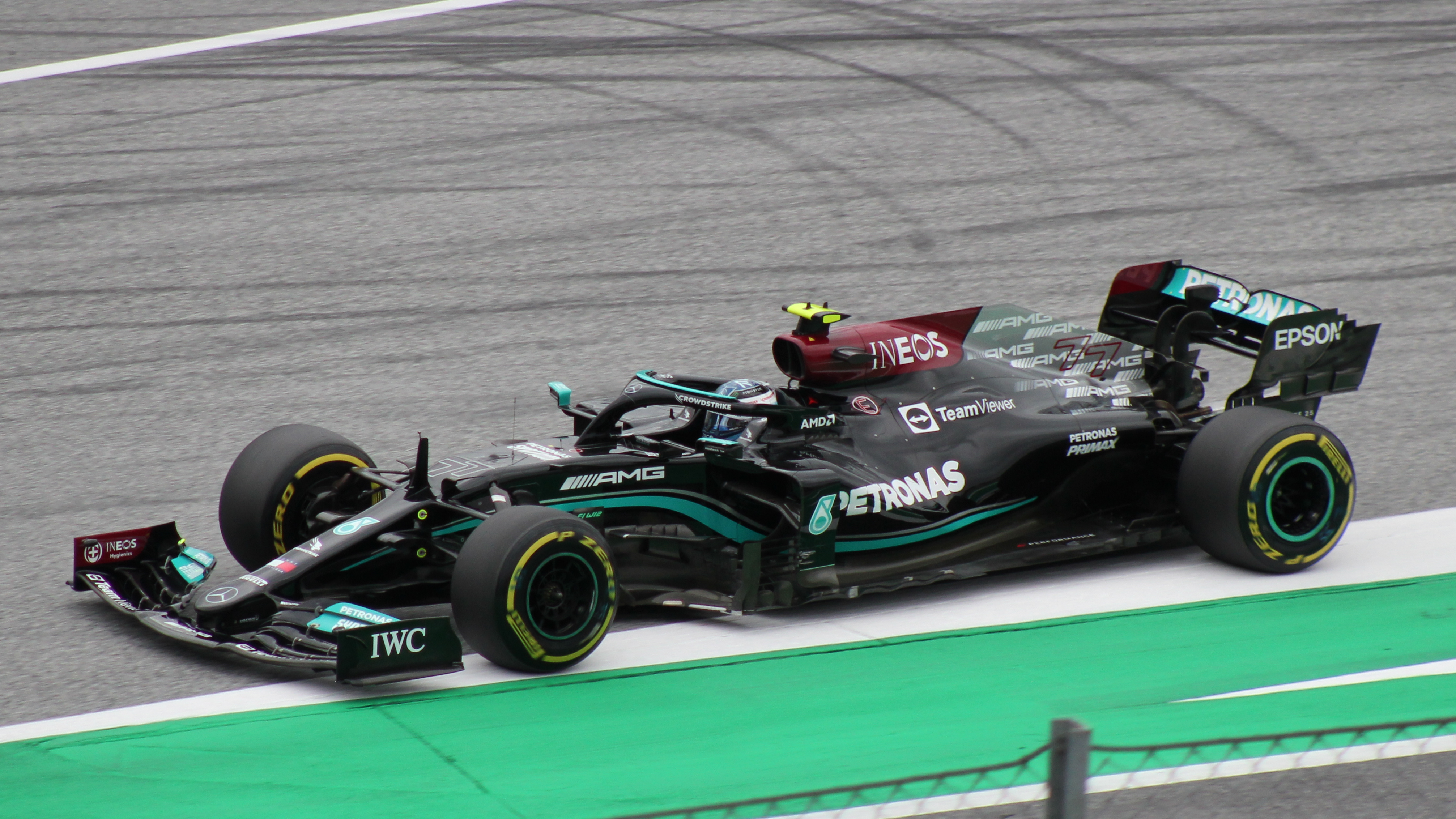
Bottas im Mercedes F1 W12 in Spielberg

Die Vertragsverlängerung des ursprünglich bis Ende 2020 verpflichteten Weltmeisters Lewis Hamilton zog sich über den Jahreswechsel hinaus, sodass das zweite Cockpit neben Valtteri Bottas bis Anfang Februar offiziell unbesetzt blieb. Am 8. Februar 2021 wurde die Einigung mit Hamilton über zunächst eine weitere Saison schließlich kommuniziert, womit das langjährige Fahrerduo Bottas/Hamilton auch 2021 bestehen blieb. Die Stammpiloten des Formel E-Teams, Stoffel Vandoorne und Nyck de Vries, fungierten als Ersatzfahrer. Bei Überschneidungen mit deren Haupteinsätzen, stand Nico Hülkenberg zur Verfügung.
Am 2. März 2021 wurde das Einsatzfahrzeug der Saison 2021 online präsentiert: der Mercedes-AMG F1 W12 E Performance. Da der 2021er Fahrzeuggeneration einschneidende Reglementänderungen 2022 folgen, handelt es sich bei dem Fahrzeug technisch weitgehend um eine Evolution des erfolgreichen Vorgängers W11. Die Power Unit wurde wie in den Vorjahren erneut in einigen Bereichen optimiert, wenn auch das Gesamtkonzept nicht verändert.
Die offiziellen Vorsaison-Testfahrten fanden vom 12. bis 14. März 2021 in Bahrain statt.
Obwohl Mercedes mit drei Laufsiegen (in Bahrain, Portimao und Barcelona) und einem zweiten Platz durch Lewis Hamilton (in Imola) gut in die Saison starten konnte, stellte sich im ersten Saisondrittel heraus, dass das Team seinen Performancevorteil aus dem Vorjahr gegenüber Red Bull Racing eingebüßt hatte. Hierfür wurden unter anderem die neuen Vorschriften zu der verringerten Breite der Unterböden im Bereich vor den Hinterrädern verantwortlich gemacht, die bei Teams mit geringer Fahrzeuganstellung für instabileren Anpressdruck auf der Hinterachse sorgen. Red Bull konnte die Regeländerungen mit seinem traditionell steil angestellten Auto zunächst besser ausgleichen. Über die letztendlichen Auswirkungen dieser Änderungen auf die verschiedenen Konzepte herrschte unter den Teams Dissens. Auch Aston Martin, mit gleichem Konzept wie Mercedes, fiel gegenüber dem Vorjahr deutlich zurück.
Der Monaco-GP läutete für das Team eine schwächere Saisonphase ein. Hamilton startete nach durchwachsenem Qualifying nur von Rang 7 und konnte sich im Rennen nicht verbessern. Valtteri Bottas fiel auf Podiumskurs gelegen aus. Beim folgenden sechsten Saisonlauf in Baku gab es für das Team schließlich die einzige Nullnummer der Saison und die erste seit dem Österreich-GP 2018. Verstappen, der das Rennen lange überlegen anführte, fiel mit Reifenschaden bei Höchsttempo aus, was zu einer Rennunterbrechung führte. Als das Rennen kurz vor Schluss stehend nochmal gestartet wurde, verbremste sich Hamilton von Rang 2 aus beim Angriff auf Perez mit blockierenden Vorderreifen in der ersten Kurve kurios. Er musste in den Notausgang fahren und das gesamte Feld passieren lassen. Nach dem Rennen wurde klar, dass Hamilton versehentlich einen Knopf für Aufwärmrunden drückte, der die Bremskraft zum Großteil auf die Vorderräder verteilt.
Die nachfolgenden drei Rennen in Frankreich und zweimal in Spielberg konnte Max Verstappen allesamt gewinnen und überholte Hamilton in der Fahrerwertung. Während das Rennen in Le Castellet ausgeglichen war und über die Strategie entschieden wurde, war die Performance des Red Bull RB16B in Österreich überlegen. Hamilton blieben nur die Plätze 2 (Frankreich, Steiermark) und 4 (Österreich).

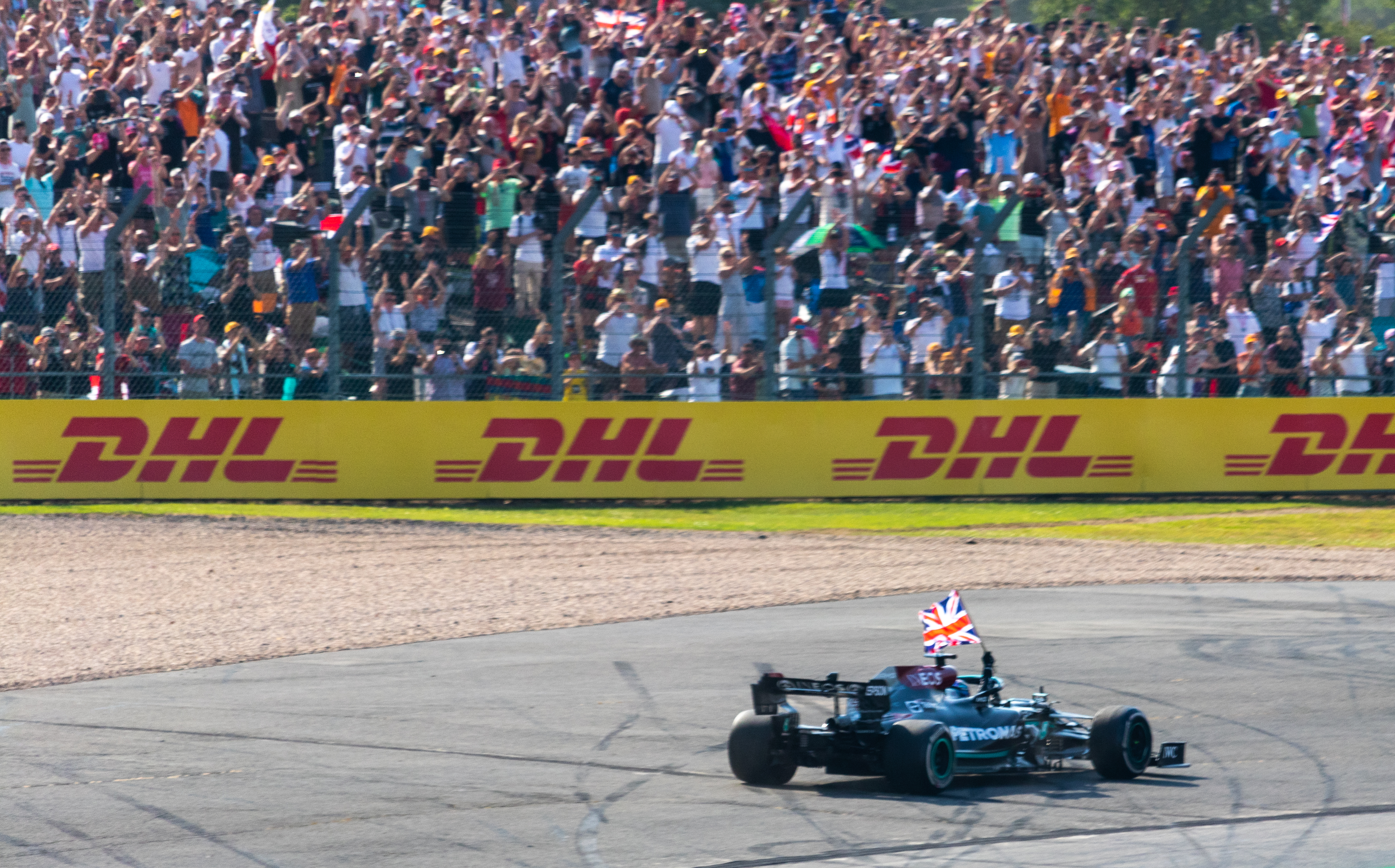
Lewis Hamilton feiert vor heimischem Publikum den GP-Sieg

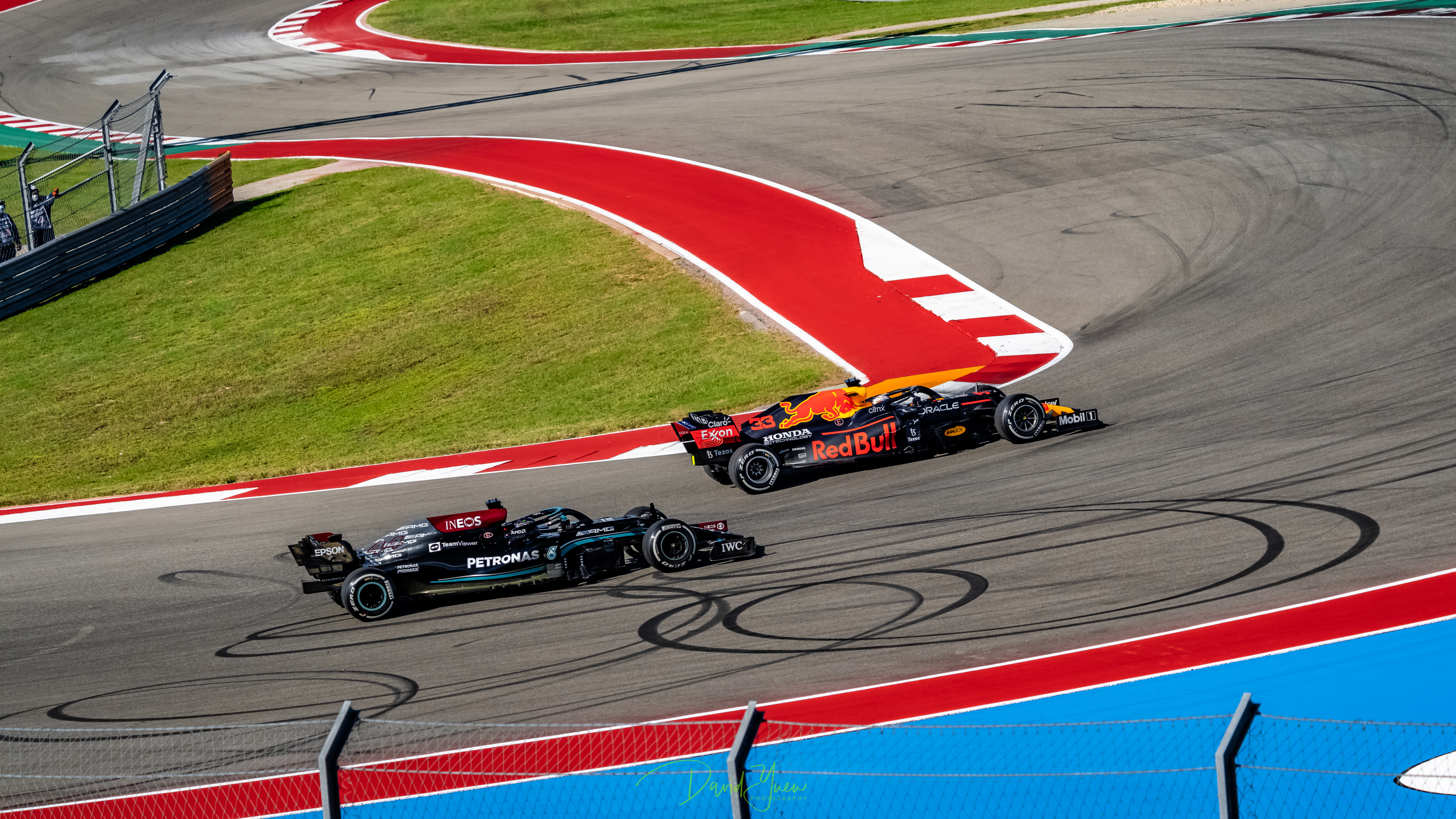
Verstappen vor Hamilton beim USA-GP in Austin

So führte Verstappen die Fahrerwertung vor dem zehnten Saisonlauf in Silverstone bereits mit 32 Punkten an und Mercedes und Hamilton waren ob der Performance von Red Bull unter Druck. Das Team brachte das letzte größere Updatepaket an den W12, mit dem der technische Rückstand auf Red Bull verkürzt werden sollte, da man nach der Sommerpause (ähnlich wie Red Bull) die Entwicklungsarbeit komplett auf das 2022er Auto verlagern musste. Im Qualifying am Freitag konnte Hamilton Verstappen schlagen, der jedoch im erstmals ausgetragenen Sprint-Qualifying über 17 Runden am Samstag zurückschlug und somit von der Pole-Position in das Hauptrennen starten durfte. Hamilton startete in der ersten Runde bereits mehrere Manöver, ehe er sich vor Copse Corner innen neben Verstappen setzte und der Niederländer nach Kollision am Kurveneingang mit hohem Tempo abflog. Hamilton überstand den Zwischenfall ohne größeren Schaden und konnte das Rennen nach der Unterbrechung wieder aufnehmen. Trotz einer 10-Sekunden-Strafe gewann er das Rennen noch vor Charles Leclerc auf Ferrari. Die Rennleitung sprach die Strafe aus, da sie Hamilton „überwiegend schuldig“ sah – womit jedoch auch Verstappen eine Teilschuld attestiert bekam. Hamilton bejubelte den Sieg vor heimischem Publikum, während Verstappen den Abend im Krankenhaus verbringen musste. Dieses Verhalten wurde seitens Red Bull kritisiert.
Das nachfolgende Rennen in Budapest lieferte den nächsten Zwischenfall der beiden konkurrierenden Rennställe. Nach durchwachsenem Start unter nassen Bedingungen verbremste sich Valtteri Bottas im vorderen Feld vor Kurve 1 und beide Red Bull kamen in direkter Folge von der Strecke. Perez fiel aus, Verstappen kam mit lädiertem Auto letztlich auf Rang 9. Hamilton konnte hiervon aufgrund einer kuriosen Szene jedoch nicht vollumfänglich profitieren. In der Einführungsrunde zum stehenden Restart reagierte er in Führung liegend als einziger Pilot nicht auf den nachlassenden Regen mit einem Wechsel auf Intermediates. Er startete alleine auf dem Grid, während das gesamte restliche Feld aus der Boxengasse losfuhr und sich aufgrund weiter auftrocknender Strecke einen Stopp sparte. Hamilton, zwischenzeitlich Letzter, kam nach einer Aufholjagd noch bis auf den zweiten Rang vor und musste sich nur Esteban Ocon auf Alpine geschlagen geben.
Vor der Sommerpause führte Hamilton die Fahrer-WM mit 195 zu 187 Punkten vor Verstappen an und Mercedes führte in der Konstrukteurs-WM mit zwölf Zählern.
Der Große Preis von Belgien ging nach der Sommerpause als besondere Skurrilität in die Formel-1-Geschichte ein. Wegen starken Regens wurde das Rennen nach zwei Runden hinter dem Safety-Car abgebrochen, und die Fahrer in der Reihenfolge ihrer Qualifikationsplatzierungen mit halben Punkten gewertet. Das bedeutete für die Weltmeisterschaft den sechsten Sieg und 12,5 Punkte für Verstappen. Hamilton erhielt für Rang 3 aus dem ebenfalls stark verregneten Qualifying folglich 7,5 Punkte.
In den nachfolgenden Rennen neutralisierten sich die beiden konkurrierenden Teams weitgehend. Dem überlegenen Heimsieg von Verstappen in Zandvoort konnte Hamilton einen Sieg in Sotschi entgegnen. In der Türkei fuhr Bottas seinen einzigen Saisonsieg ein. Er startete von Pole-Position und profitierte von einer 10-Plätze-Motorenstrafe Hamiltons, der im verregneten Qualifying die schnellste Runde drehte. Ohnehin spielten die für beide Teams im Laufe der Saison unumgänglichen Motorenstrafen wegen Überschreitung der Teilekontingente und damit die Überlegung, in welchen Rennen diese strategisch gewählt „abgesessen“ werden, eine entscheidende Rolle.
Zusätzlich drückten Kollisionen auf die Motorenkontingente. Ein weiterer Zwischenfall ereignete sich beim Italien-GP in Monza. Nachdem beide Mercedes im Qualifying am Freitag vorn waren, fiel Hamilton nach schlechtem Start im Sprint-Qualifying auf Rang fünf zurück. Im Rennen hatte Mercedes die bessere Pace und Hamilton holte konstant auf Verstappen auf. Nach den Boxenstopps kam er knapp vor Verstappen wieder auf die Strecke. Dieser nutzte in der Variante del Rettifilo seine vermeintlich letzte Überholchance, beide kollidierten und endeten ineinander verkeilt im Kiesbett. Verstappen wurde von der Rennleitung als Hauptschuldiger für das nachfolgende Rennen mit einer Startplatzstrafe belegt. McLaren konnte mit einem Doppelsieg Ricciardo vor Norris profitieren.
Mit Siegen in den USA und Mexiko konnte sich Verstappen in der WM absetzen, sodass Hamilton angesichts von 19 Punkten Rückstand aus eigener Kraft nur noch mit Siegen in den ausstehenden vier Rennen Weltmeister werden konnte. Beim nachfolgenden Rennen in São Paulo – der dritten Sprint-Veranstaltung – schlug Hamilton trotz mehrfacher Strafen zurück. Nach dem Qualifying wurde er aufgrund einer minimal zu großen DRS-Öffnung des Heckflügels – vermutlich ausgelöst durch einen Defekt oder Montagefehler – zunächst für den Sprint ans Ende des Feldes gesetzt. Nachdem er im Sprint auf Rang 5 vorfahren konnte, musste er infolge eines Wechsels von Motorenteilen im Vorfeld des Wochenendes für das Hauptrennen erneut fünf Plätze zurück. Im Rennen konnte Hamilton auch dank des frischen Aggregats mit aggressiven Motorenmodi schnell aufholen und Verstappen schließlich im direkten Duell bezwingen. Den erstmals ausgetragenen Katar-GP konnte Hamilton ebenfalls gewinnen.
Bei der GP-Premiere in Saudi-Arabien kam es in der Schlussphase eines insgesamt turbulenten Rennens mit mehreren Unfällen und Neutralisationen zu einem weiteren Zwischenfall der WM-Kontrahenten, bei dem Hamilton auf Verstappen auffuhr, als beide versuchten, am Messpunkt für die folgende DRS-Gerade knapp hinten zu liegen. Letztlich konnten beide weiterfahren und Hamilton das Rennen vor Verstappen gewinnen.
WM-Finale in Abu Dhabi
Nach dem Rennen in Jeddah lagen Verstappen und Hamilton in der Fahrerwertung nach Punkten gleichauf, Verstappen jedoch mit 9:8 Siegen vorn. In der Konstrukteurswertung führte Mercedes mit 28 Punkten vor Red Bull.
Im Qualifying konnte sich Verstappen den ersten Startplatz sichern, während Hamilton vom zweiten Rang startete. Bereits kurz nach dem Start überholte Hamilton den Red Bull-Piloten und führte das Rennen von da an bis zur letzten Runde an. Verstappen versuchte noch zu kontern, jedoch ohne Erfolg. Hier kam es bereits zu einer umstrittenen Szene, als Lewis Hamilton die Strecke verlassen und abkürzen musste, um einen Zusammenstoß mit Verstappen zu verhindern. Hamilton konnte sich im weiteren Verlauf deutlich absetzen, auch wenn sich der Abstand zwischenzeitlich verringerte, weil er durch den vor ihm liegenden Sergio Perez eingebremst wurde. Während einer ersten Safety Car-Phase wechselte Verstappen auf frischere Pneus, konnte jedoch weiter keinen Druck auf Hamilton ausüben.
Aufgrund eines Unfalls von Williams-Pilot Nicholas Latifi kurz vor Rennende wurde das Safety Car auf die Strecke geschickt, was Verstappen nutzte, um auf frische Soft-Reifen zu wechseln. Zwischen dem Führenden Hamilton und dem direkten Verfolger Verstappen lagen danach fünf überrundete Fahrzeuge. Um den Kampf um den Titel „auf der Strecke“ entscheiden zu lassen, traf die Rennleitung um Michael Masi die kontroverse Entscheidung, entgegen der üblichen Vorgehensweise (und entgegen einer wenige Momente zuvor getätigten Aussage), lediglich diese fünf Fahrzeuge zurückrunden zu lassen und das Rennen dann für eine letzte Runde erneut freizugeben. Somit hatte Max Verstappen, auf dem frischen Reifensatz hinter Lewis Hamilton fahrend, die Möglichkeit zum Überholen, was ihm in der letzten Runde des Rennens gelang. Hätten sich – nach üblichem Procedere – alle überrundeten Autos zeitintensiv zurückgerundet, wäre das Rennen in der Reihenfolge Hamilton/Verstappen neutralisiert hinter dem Safety Car beendet worden. Zudem wurde die Safety Car-Phase beendet, bevor die fünf sich zurückrundenen Autos wieder aufgeschlossen hatten.
Im Anschluss an das Rennen protestierte Mercedes aufgrund dieser Handhabung der Safety Car-Regeln offiziell gegen das Rennergebnis. Der Protest scheiterte nach erster Prüfung der Rennkommissare vor Ort mit der Begründung, dass Artikel 15.3 des sportlichen Reglements dem Rennleiter das Recht einräume, „über den Einsatz des Safety Cars zu bestimmen“. Von einer Berufung und weiteren sportgerichtlichen Schritten sah Mercedes auch im Sinne des Sports ab. Die Erfolgsaussichten eines etwaigen weiteren Einspruchs wurden von Expertenseite unterschiedlich eingeschätzt. Das Reglement ließ in Bezug auf das Zurückrunden der Autos je nach Auslegung der Formulierungen im englischsprachigen Regelwerk Spielraum zu. Letztlich schrieb das Reglement nicht explizit vor, dass sich alle (engl.: all) Autos zurückrunden müssen, sondern any (deutsch in etwa: einige). Dieser Passus wurde für 2022 angepasst. Als Argumentation gegen das Vorgehen der Rennleitung blieben die kurzfristige Änderung des Vorgehens nach Rücksprache mit dem Red Bull-Kommandostand und das frühzeitige Beenden der Safety Car-Phase ohne Beendigung einer kompletten Runde bzw. dem Aufschluss aller überrundeten Autos.
Im Nachgang der Ereignisse des Rennens kündigte die FIA eine Untersuchung zu den Vorkommnissen in Abu Dhabi an. Am 17. Februar 2022 gab die FIA bekannt, dass Masi ab der Saison 2022 nicht mehr als Rennleiter fungieren werde und zukünftig zusätzlich eine „virtuelle Rennleitung“ etabliert werde. Am 19. März 2022 veröffentlichte die FIA den offiziellen Untersuchungsbericht, in dem menschliches Versagen bei der Beurteilung, welche Autos sich zurückrunden mussten, festgestellt wurde.
Mercedes konnte durch die Niederlage im Saisonfinale erstmals seit sechs Jahren nicht beide WM-Titel verteidigen. Das Team schloss jedoch die Konstrukteurswertung mit 613,5 Punkten auf Rang eins vor Red Bull (585,5 Punkte) ab und prolongierte damit diese Rekord-Titelserie im achten Jahr. Lewis Hamilton wurde mit 387,5 Punkten Vizeweltmeister. Der Rückstand auf Verstappen betrug nach 22 Rennen und drei Sprint-Events acht Zähler. Valtteri Bottas sammelte 226 Punkte und wurde in seiner letzten Saison als Mercedes-Werksfahrer Dritter in der Fahrerwertung.

#### Neue Fahrzeuggeneration mit Ground-Effect-Autos

##### Saison 2022

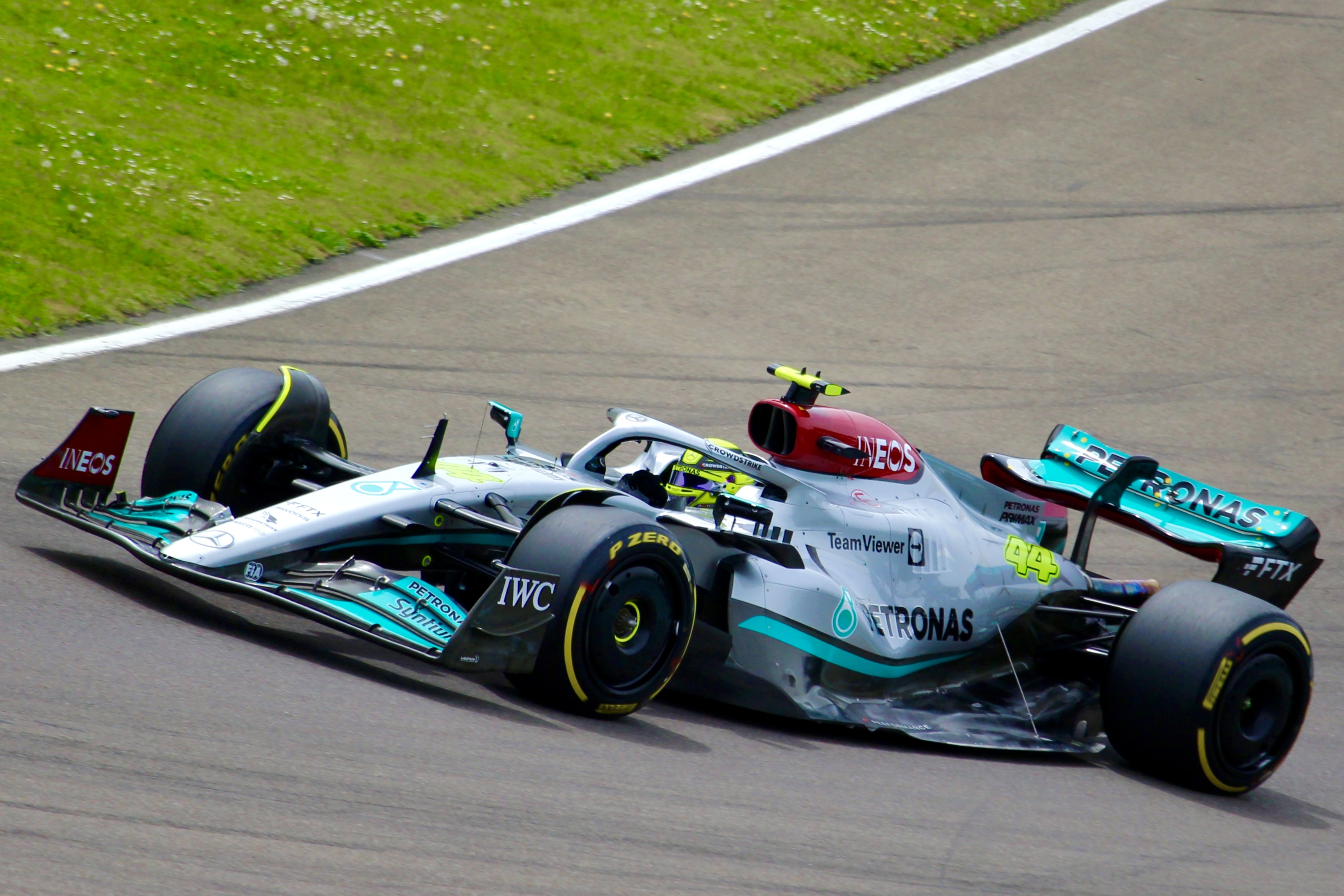
Hamilton im Mercedes F1 W13 in Imola

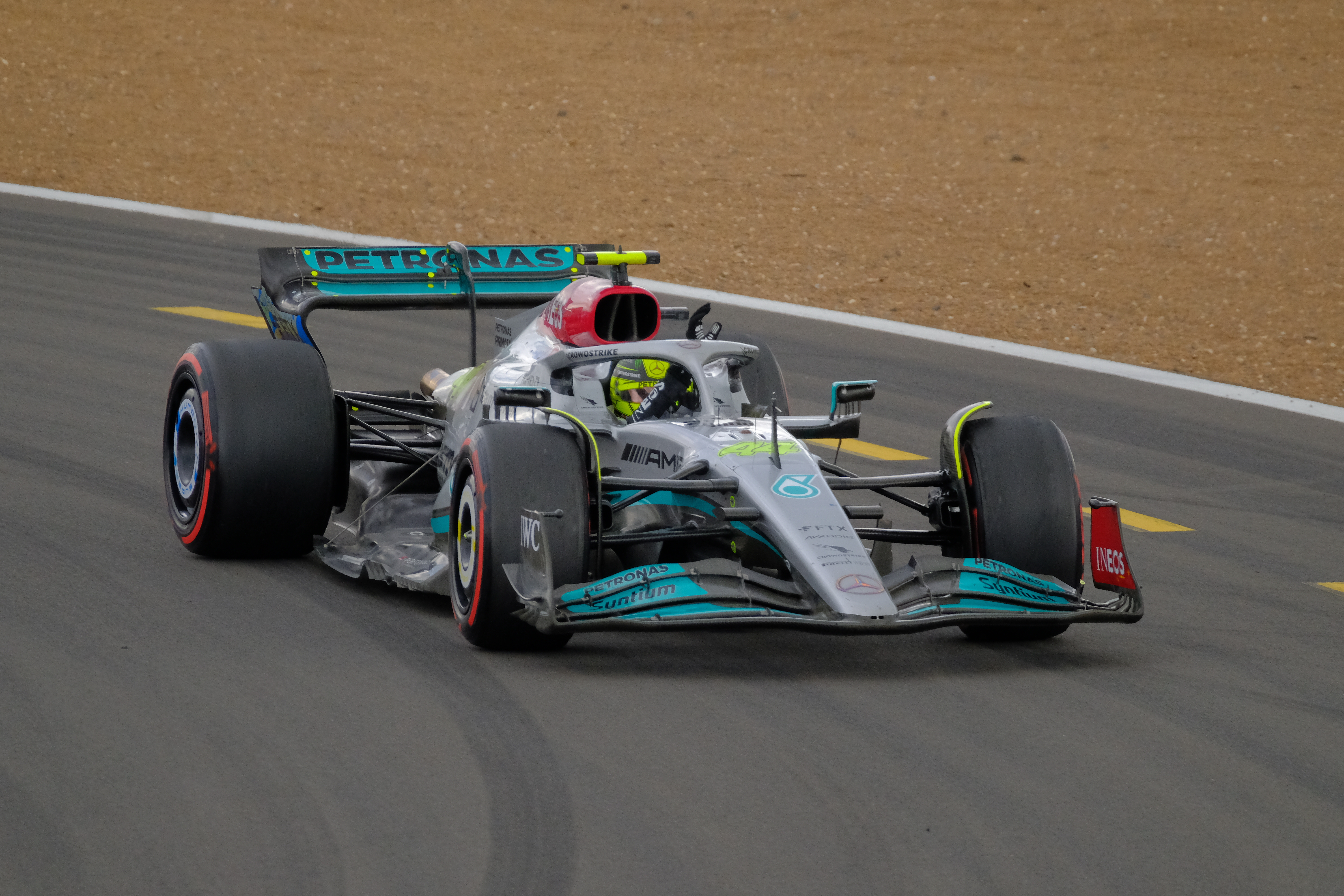
Besonders auffällig: Der exponierte Unterboden aufgrund der minimal ausgeführten Seitenkästen am W13

Am 7. September 2021 wurde offiziell verkündet, dass das Werksteam 2022 erstmals mit den beiden Stammfahrern Lewis Hamilton und George Russell antritt. Valtteri Bottas wechselte im Zuge dessen zu Alfa Romeo-Sauber. Das Einsatzfahrzeug der Saison 2022, der Mercedes-AMG F1 W13 E Performance, wurde am 18. Februar 2022 in Silverstone präsentiert. Anschließend wurde in einem Shakedowns auf dem Silverstone Circuit ein erster Funktionstest durchgeführt. Gegenüber den beiden Vorjahren wechselte das Team für die neue Saison wieder zum klassischen Silberpfeildesign mit cyanfarbenen Akzenten des Titelsponsors Petronas und großflächig aufgebrachten Sternen im hinteren Bereich.
Die erstmalige Einführung eines Groundeffect-Reglements in der Formel 1 seit der Saison 1982 bedeutete eine aerodynamische Kehrtwende gegenüber der vorigen Rennwagengeneration und ging zudem mit neuen Maßen für (vereinfachte) Front- und Heckflügel, einer deutlichen Reduzierung von Zusatzflügeln besonders im Bereich der Bargeboards sowie neuen Raddimensionen (18 Zoll-Niederquerschnittsreifen) einher. Die Änderungen zielten darauf ab, Outwash-Elemente und Turbulenzen so zu verringern, dass das Hinterherfahren und Überholen vereinfacht wird. Durch die Beschneidung der äußeren aerodynamischen Flächen und die Nutzung der Saugnapfwirkung des Unterbodens wurde hier fortan der größte Teil des Gesamtabtriebs erzielt. Antriebsseitig wurde der Mercedes W13 weiterhin von dem bekannten 1,6-Liter-V6-Turbomotor der Vorjahre angetrieben. Die Verbrennereinheit musste jedoch an die neuen Herausforderungen durch die reglementbedingte Umstellung auf E10-Kraftstoff angepasst werden.
Aufgrund der umfangreichen Änderungen des technischen Reglements fanden 2022 wieder sechs Tage Testfahrten vor der Saison, vom 23. bis 25. Februar in Barcelona und vom 10. bis 12. März in Bahrain, statt.
Das Team trat zu den ersten drei Testtagen zunächst noch mit einer früheren Entwicklungsstufe des W13 an, bevor das finale Einsatzfahrzeug für den Saisonstart in Bahrain präsentiert wurde. Das Fahrzeug unterschied sich von Beginn an äußerlich und konzeptionell deutlich von den Wettbewerbern. Augenscheinlich fiel der W13 vor allem durch revolutionäre, nur noch minimal ausgeführte, hochformatige Seitenkästen auf, welche später als Zeropods bezeichnet wurden. Der verbliebene Lufteinlass konnte mit kleiner, trapezförmiger Öffnung weit nach unten verlegt und die innere Kühlerarchitektur senkrecht in Richtung Fahrzeugmitte angestellt werden. Die vorgeschriebenen seitlichen Crashpunkte – eigentlich nicht sichtbar, da vom Seitenkasten umbaut – wurden zu reinen Spiegelhaltern und Luftleitern umfunktioniert, die seitlich aus dem Chassis hervorstehen. Durch diese Kühleranordnung und das extrem enge Packaging steigt zwar der Schwerpunkt des Fahrzeugs, die Ingenieure versprachen sich jedoch aerodynamische Vorteile durch die in weiten Teilen freiliegende Oberseite des Unterbodens. Die Konkurrenz befürchtete vor Saisonbeginn bei Bewährung dieses Konzepts einen langwierigen Nachteil, da ein Nachbau maximal komplex ausfiele. Ersten Zweifeln an der Legalität des W13 seitens der Konkurrenz folgten nach dem Saisonauftakt keine weiteren Einwände mehr. Die FIA beanstandete das Konzept zu keinem Zeitpunkt.
Mit der Interimsversion des W13 konnte bei den ersten Testfahrten in Barcelona zunächst noch doppelte Bestzeit gefahren werden. Es zeigte sich quer durch das Feld jedoch bereits das charakteristische aerodynamisch bedingte Aufschwingen der Groundeffect-Autos bei Höchstgeschwindigkeit – bekannt als Porpoising bzw. Bouncing. Bei dem Effekt gerät das gesamte Fahrzeug durch den zyklisch verlaufenden Aufbau und Abriss von Anpressdruck unter dem Auto in ein Hüpfen. Der Unterboden wird immer wieder so stark angesaugt, dass er den Boden berührt, die Strömung abreißt und das Auto aus den Federn springt, bevor es erneut angesaugt wird. In der weiterentwickelten Version litt der W13 verglichen mit der Konkurrenz weiter unter starkem Porpoising. Dieses kann zu erhöhtem Luftwiderstand auf den Geraden, einer Abnutzung der Bodenplatte über die erlaubte Grenze hinaus sowie mangelndem Vertrauen der Fahrer in das Auto führen. Über die Anhebung der Fahrhöhe ist der Effekt grundsätzlich zu verringern, jedoch mit Performanceverlusten, da Groundeffect-Autos für hohe Abtriebswerte möglichst tief gefahren werden müssen. Mercedes nutzte trotzdem die B-Version als weitere Basis, da die Simulationen bessere Abtriebswerte und Performance prognostizierten. Nach den schwierig verlaufenen Vorsaisontests wurde der W13 von Experten zum Saisonstart nur als Nummer drei hinter Red Bull und Ferrari eingeschätzt.
Beim Saisonauftakt in Bahrain waren die Mercedes sowohl im Qualifying als auch im Rennen die erwartete dritte Kraft. Nach dem Doppelausfall der beiden Red Bull profitierte das Team im Rennen jedoch mit dem dritten und vierten Rang, wobei sich Lewis Hamilton das erste Podium der Saison sicherte. In Jeddah zeigten sich beim zweiten Saisonrennen größere Pace-Probleme, als Hamilton im Qualifying bereits im zweiten Segment scheiterte. Das Team konnte sich zu Beginn der Saison durch das intensiv auftretende Porpoising nicht auf die übliche Rennvorbereitung und Fahrzeugentwicklung konzentrieren, sondern musste zunächst das nicht hinreichend simulierbare Phänomen verstehen und abstellen.
In Melbourne und Imola offenbarten sich bei kühlen und wechselnden Bedingungen weitere Schwächen des Mercedes W13. So hatten die Fahrer Schwierigkeiten die Reifen auf die richtige Betriebstemperatur zu bringen und der Wagen insgesamt einen zu hohen Luftwiderstand auf den Geraden im Verhältnis zu dem Gesamtabtrieb. Im verregneten Qualifying zum Sprintevent in Imola kamen Russell und Hamilton nur auf die Positionen 11 und 13 – zum ersten Mal seit Suzuka 2012 fand das dritte Qualifyingsegment ohne Beteiligung von Mercedes statt. Russell schaffte es im Rennen noch auf Rang 4, Hamilton steckte mit mangelndem Topspeed im Verkehr und auf Rang 13 fest.

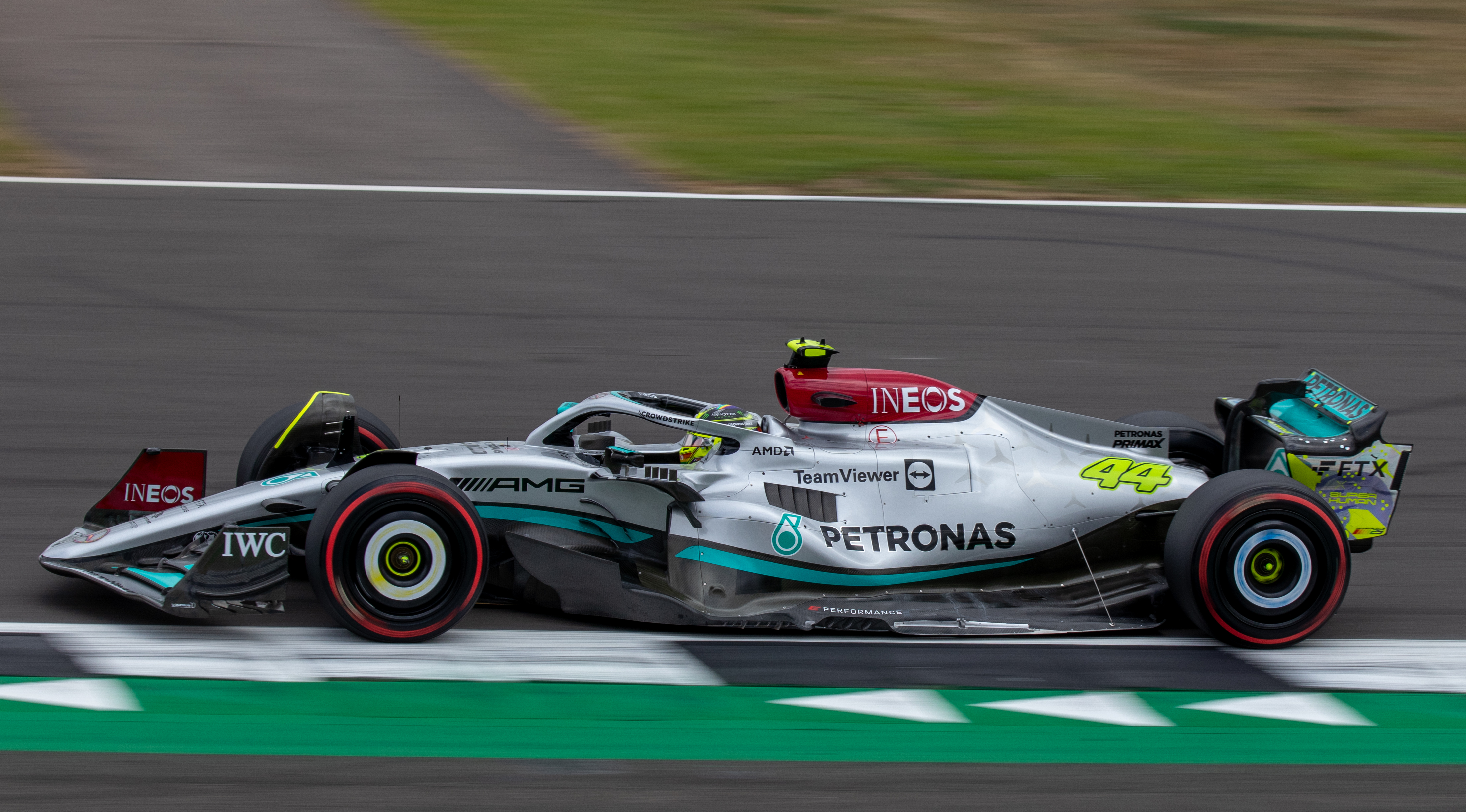
Die nachträglich montierten Streben vor den Hinterrädern sollten das Verbiegen des Unterbodens und damit das Porspoising verringern

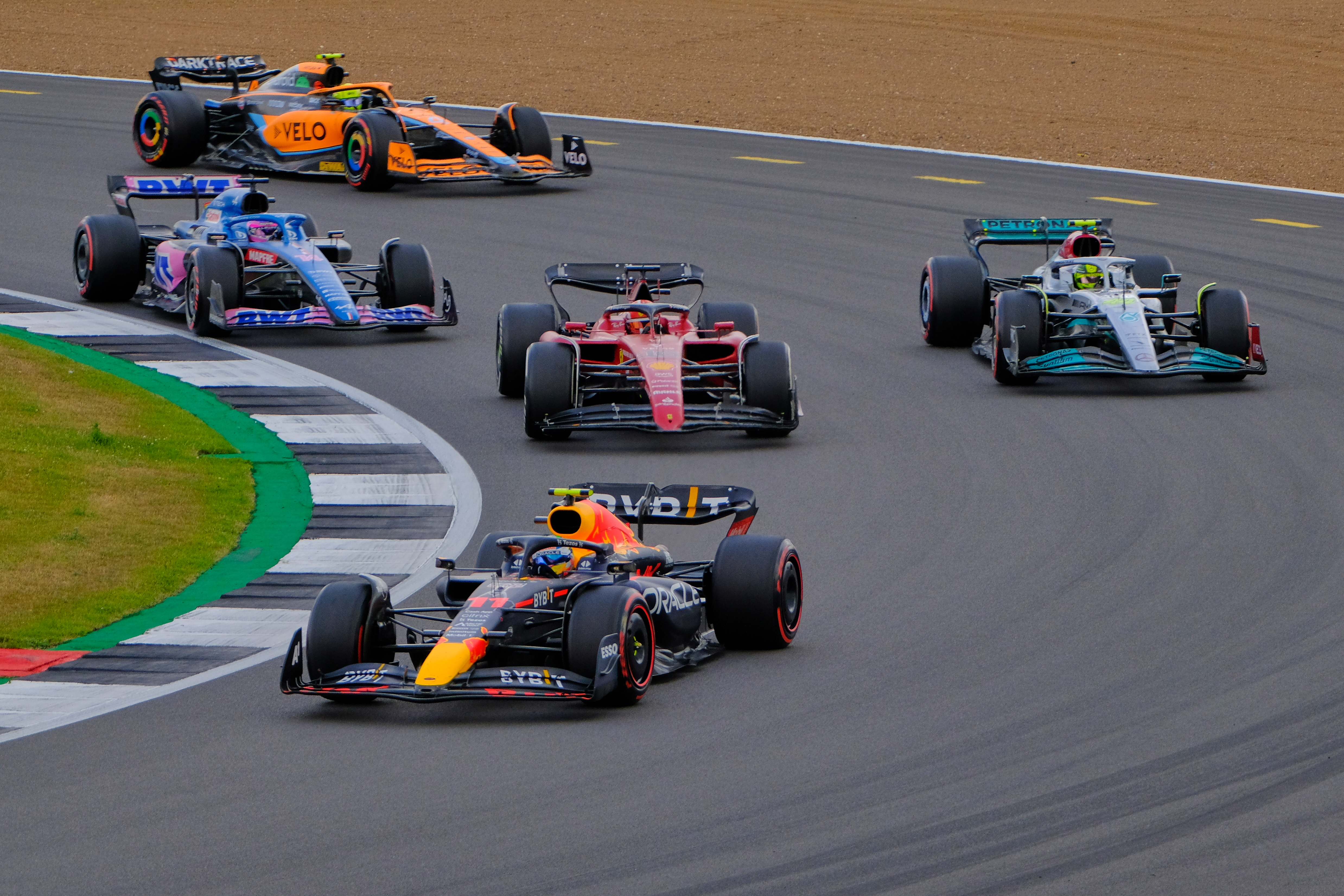
Rennszene aus Silverstone: Hamilton im Kampf um den letzten Podestplatz

Das Team zeigte im weiteren Saisonverlauf immer wieder schwankende Performances. Der W13 verfügte nur über ein schmales Arbeitsfenster, welches in der Abstimmungsarbeit häufig schwer zu treffen war. Insgesamt hielt sich jedoch der Trend, dass der W13 am Rennsonntag vor allem infolge des geringeren Reifenverschleißes näher an der Spitze lag, als im Qualifying. Nach einem ersten Upgradepaket in Barcelona konnte Mercedes das Porpoising auf eben asphaltierten, klassischen Rennstrecken mit flachen Kerbs (wie Barcelona oder Silverstone) besser kontrollieren. In beiden Rennen gelangen Mercedes nun entgegen dem Saisonstart dritte Ränge aus eigener Kraft – Russell in Spanien und Hamilton bei seinem Heimrennen. In Silverstone schied Russell nach einem Startcrash mit Pierre Gasly und Guanyu Zhou aus, wodurch seine Serie von neun Top-5-Platzierungen endete.
Auf Stadtkursen mit Bodenwellen oder hohen Kerbs wie Monaco, Montreal oder Baku litten die Fahrer neben dem Porpoising zudem unter einer hohen Steifigkeit in langsamen Passagen und dem Springen über Unebenheiten, wodurch die Bodenfreiheit und Fahrlinie angepasst werden musste. Das rein mechanisch bedingte Aufsetzen wird in Abgrenzung zu der aerodynamisch ausgelösten Instabilität als Bottoming bezeichnet. Der Effekt wurde durch die neuen Niederquerschnittreifen verstärkt.
Beim Qualifying zum Sprint in Österreich zeigte Mercedes eine konkurrenzfähige Pace auf eine Runde, doch sowohl Hamilton als auch wenig später Russell crashten bei der Zeitenjagd im dritten Qualifyingsegment innerhalb weniger Minuten. Im Sprintrennen verfehlten beide Piloten in der Folge das Podium, im Hauptrennen arbeitete sich Hamilton auf den dritten Rang vor.
Trotzdem zeigte sich das Auto weiterhin unberechenbar und das Leistungsvermögen an den Rennwochenenden wenig prognostizierbar. So hoffte das Team z. B. vor dem Frankreich-GP, aufgrund der Leistungen auf Strecken mit vergleichbarer Charakteristik, um den Sieg mitzufahren – in der Realität fehlte auf die Pole-Position fast eine Sekunde. Im Rennen konnten Hamilton und Russell nach dem Ausfall von Charles Leclerc hinter Max Verstappen trotzdem das erste Doppelpodium der Saison einfahren.
Beim 13. Saisonlauf in Ungarn gelang dem Team mit George Russell die erste Pole-Position der Saison – zugleich die erste in der Karriere des jungen Briten. Im Rennen konnte dieser Platz nicht verteidigt werden, Russell fiel auf den dritten Platz hinter seinen Teamkollegen und Rennsieger Verstappen zurück. Zur Sommerpause belegte das Mercedes-Werksteam mit 304 Punkten den dritten Rang in der Konstrukteurswertung. Russell hatte auf Rang 4 der Fahrerwertung als der besser platzierte Pilot bereits 100 Zähler Rückstand auf WM-Leader.
In Belgien griff erstmals die Technische Direktive TD 039, nach der die FIA das Porpoising unter Sicherheitsaspekten während der Rennen messen und bei Überschreitung der Toleranzen, Teilnehmer disqualifizieren konnte. Die Direktive wurde vor allem infolge der Erfahrungen des Rennens in Baku ausgegeben. Mehrere Fahrer, darunter die Mercedes-Piloten, hatten Bedenken über gesundheitliche Beschwerden aufgrund des Porpoisings geäußert. Verschiedene Wettbewerber kritisierten Zeitpunkt, Inhalt und Messmethodik der TD. Die Teams mussten in der zweiten Saisonhälfte sicherstellen, das Porpoising zu kontrollieren – notfalls mit einer Erhöhung der Bodenfreiheit. Im weiteren Saisonverlauf zeigte sich, dass die TD keinen wesentlichen Einfluss auf das Kräfteverhältnis hatte und zu keinen Disqualifikationen führte.
In Spa-Franchorchamps mussten die Autos aufgrund der Kompression in Eau Rouge sowie einigen kritischen Kerbs und Bodenwellen ohnehin höher gefahren werden. Hierbei zeigte sich, dass Mercedes mit dem W13 darunter noch immer mehr litt als z. B. der Red Bull. Im Qualifying stand über eine Sekunde Rückstand zu Buche, im Rennen erschwerte zudem der weiter hohe Luftwiderstand auf den langen Geraden die Aufholjagd. Russell wurde noch Vierter, Hamilton fiel nach einem Crash mit Fernando Alonso in der Startrunde erstmals 2022 aus.
Nach der Sommerpause und speziell nach einem Updatepaket in Austin entwickelte sich Mercedes zur zweiten Kraft und dem ersten Verfolger der inzwischen dominanten Red Bulls. Abgesehen von einzelnen Podiumsplatzierungen in Zandvoort und Monza durch Russell blieb ein GP-Sieg jedoch außer Reichweite. Zudem folgten diesen Rennen in Singapur und Suzuka unter wechselhaften Bedingungen wieder durchwachsene Leistungen. Erst beim Sprintwochenende in Brasilien konnte das Team mit dem W13 kurz vor dem Saisonende den ersten Saisonsieg einfahren. Bereits im Qualifying am Freitag waren die Mercedes konkurrenzfähig. Nachdem Russell jedoch bei nassen Bedingungen im Kiesbett strandete, ging die Pole Position an Kevin Magnussen im Haas. Da bei den Sprintwochenenden im Gegensatz zum Vorjahr wieder diese schnellste Zeit im Qualifying (am Freitag) als Pole-Position gewertet wurde, ging diese auch statistisch an Haas. Russell gewann das Sprintrennen nach einem rundenlangen Duell mit Verstappen und startete so am Sonntag vom ersten Platz. Auch das Hauptrennen konnte Russell gewinnen. Hamilton komplettierte den Doppelsieg mit seinem zweiten Rang von Startplatz 5 aus.
Beim Saisonfinale in Abu Dhabi rollte Lewis Hamilton nur drei Runden vor dem Ziel mit dem ersten technisch bedingten Ausfall (Hydraulikleck) der Saison aus. Die hohe Zuverlässigkeit des W13 war vor dem Hintergrund des zum Saisonbeginn neu eingeführten, extremen Seitenkastenkonzepts und sehr engen Packagings bemerkenswert. Russell belegte beim Saisonabschluss den fünften Rang.
Die Saison endete nach 22 Grand Prix und 3 Sprints für Mercedes mit 515 Punkten und dem Rückfall auf den dritten Rang in der Konstrukteurswertung. Während Podiumsplatzierungen im ersten Saisondrittel nur über die gute Zuverlässigkeit und möglichst fehlerfreie Exekution der Rennwochenenden möglich waren, entwickelte sich das Team in der zweiten Saisonhälfte bei vielen Rennen zur zweiten Kraft. Letztlich musste sich Mercedes mit dem gewagten Zeropod-Konzept Ferrari im Kampf um Rang 2 jedoch um 39 Punkte geschlagen geben. George Russell konnte sich in seiner Premierensaison mit einem vierten Gesamtrang und 275 Punkten knapp gegen Hamilton auf Rang 6 mit 240 Zählern durchsetzen. Zudem verhinderte er mit seinem ersten Karriereerfolg in Brasilien eine sieglose Saison des Teams. Im Umkehrschluss bedeutete die Saison 2022 die erste in der Formel-1-Karriere von Lewis Hamilton, in der er nicht mindestens einen Grand-Prix-Sieg feierte. Beide Fahrer konnten zusammen 17 Podiumsplatzierungen und sechs schnellste Rennrunden einfahren.

##### Saison 2023

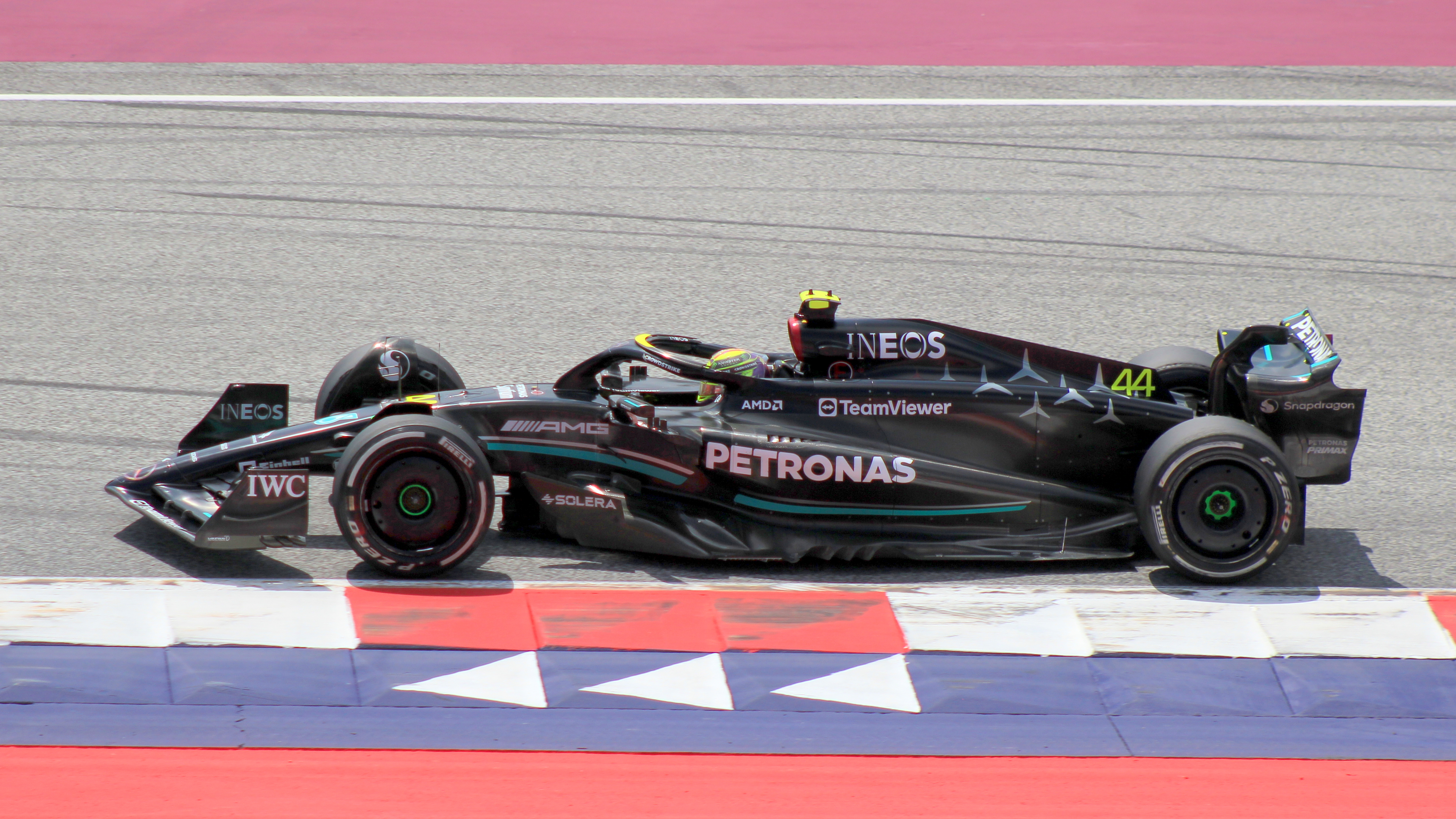
Hamilton im Mercedes F1 W14 in Österreich ungefähr zur Saisonmitte nach dem Konzeptwechsel

Der Mercedes-AMG F1 W14 E Performance wurde am 15. Februar 2023 als Einsatzfahrzeug der Saison 2023 in Brackley per Livestream präsentiert. Die Fahrerpaarung blieb mit Lewis Hamilton und George Russell unverändert, Mick Schumacher ergänzte das Team als Ersatz- und Entwicklungsfahrer.
Im Umfeld der Formel 1 wurde das aerodynamische Grundkonzept des Fahrzeugs mit Spannung erwartet, nachdem das Team in der ersten Saison der Ground-Effect-Ära mit dem Size Zero-Seitenkasten einen einzigartigen Weg gegangen war, der erhoffte Erfolg jedoch ausblieb. Der W14 blieb diesem Konzept am Saisonbeginn zunächst treu und präsentierte sich ebenfalls mit vertikal aufgestellten, eng anliegenden Kühlöffnungen, die klassisch geformte Seitenkästen ersetzten. Jedoch war das Konzept insgesamt weniger radikal als noch beim W13 ausgeführt. So lag die Oberseite des Unterbodens weniger exponiert und die Verkleidung war konservativer designt. Bereits bei der Präsentation schloss Toto Wolff auch nicht aus, dass sich die Seitenkästen oder andere Teile während der Saison ändern und den Konkurrenzfabrikaten anpassen könnten. Der W14 sollte durch gezielte Korrekturen der Problemstellen des Vorgängers ermöglichen, das theoretische Potenzial des Zeropod-Konzepts auf die Rennstrecke zu übertragen.
Äußerlich unterschied sich das Fahrzeug zudem hinsichtlich der Farbgebung deutlich von seinem Vorgänger. Das Team wechselte wieder zum schwarzen Grundton mit überwiegend weißen Sponsorenaufklebern. Diese Änderung ergab sich hauptsächlich aus Performancegründen, da der W14 nahe am Gewichtslimit konstruiert wurde und der entfallene Lack Gewicht einspart – nicht unähnlich dem Mythos zur Entstehung der Silberpfeile. Der schwarze Grundton des Fahrzeugs rührt an vielen Stellen von offen liegendem Carbon. Die Sponsorenlandschaft blieb überwiegend konstant mit Petronas als Hauptsponsor.
Vor Saisonbeginn fanden vom 23. bis zum 25. Februar drei Testtage auf dem Bahrain International Circuit statt. Nach den Testfahrten zeigten sich bereits erste Anzeichen dafür, dass der W14 ähnlich seinem Vorgänger weiter unter einem kleinen Arbeitsfenster und verglichen mit der Konkurrenz mangelndem Topspeed litt. Das Team selbst bezifferte den erwarteten Rückstand gegenüber dem Klassenprimus Red Bull zum Saisonauftakt auf rund fünf bis sieben Zehntelsekunden, was gegenüber dem letzten Saisondrittel 2022 einen Rückschritt im Entwicklungsrennen darstellen würde.
Der Saisonauftakt in Bahrain bestätigte als „Realitätscheck“ die pessimistische Einschätzung der Testfahrten, da Mercedes sowohl im Qualifying als auch im Rennen lediglich vierte Kraft hinter Red Bull, Ferrari und Aston Martin war. Das Rennen beendeten Hamilton und Russell auf den Rängen 5 und 7. Infolge der unbefriedigenden Performance des W14 und des großen Rückstands gegenüber Red Bull und Ferrari sowie nun auch Aston Martin kündigte das Team unmittelbar nach dem Saisonstart in Bahrain und Jeddah umfassende Untersuchungen und Änderungen am Einsatzfahrzeug an.
Es zeigte sich während der ersten Saisonrennen, dass der Mercedes W14 viele Eigenschaften des W13 geerbt hatte – sowohl unerwünschte wie die geringe aerodynamische Effizienz und das schmale Arbeitsfenster als auch Vorteile wie den geringeren Reifenverschleiß im Rennen gegenüber der direkten Konkurrenz. Trotzdem musste sich das Team früh in der Saison eingestehen, dass es „einfach falsch lag“ (Toto Wolff) und das seit Beginn der Reglement-Ära verfolgte aerodynamische Konzept gescheitert ist, da die erhoffte Performance nie konstant auf die Rennstrecke übertragen werden konnte. Hierbei ließen Teamvertreter durchblicken, dass der GP-Sieg im Vorjahr in Brasilien vermutlich nicht förderlich war, weil man daraus neues Vertrauen in das eigene Konzept schöpfte und über den Winter daran weiterentwickelte.
Ende April verkündete das Team, dass der bisherige operative Technische Direktor Mike Elliott – in dieser Rolle verantwortlich für das technische Konzept der Einsatzfahrzeuge – und der strategische Technikbeauftragte (CTO) James Allison ihre Positionen tauschen. Obwohl Elliott damit formell in der Hierarchie aufstieg und Allison an ihn berichtet, wurde die Umstrukturierung im Formel-1-Umfeld als Reaktion auf die ausbleibenden Erfolge gewertet. Allison war für die technische Entwicklung zuletzt beim W12 aus der Saison 2021 verantwortlich.
Der endgültigen Entscheidung für einen Konzeptwechsel folgten bis zum Europaauftakt weitere schwankende Leistungen. In Melbourne konnten die Mercedes im Qualifying in die erste Reihe fahren und waren auch im Rennen zweite Kraft. Hamilton fuhr mit dem zweiten Platz das erste Podium der Saison ein, während Russell – ebenfalls aussichtsreich im Rennen liegend – mit Motorschaden ausfiel. Diesem starken Wochenende folgten in Baku und Miami jedoch unauffällige Vorstellungen, bei denen die Schwächen des Fahrzeugs erneut offengelegt wurden und ein Kampf um das Podium unmöglich war.
Beim Großen Preis von Monaco führte Mercedes nach dem missglückten Saisonauftakt schließlich das erste umfangreiche Upgradepaket der Saison ein, welches den Konzeptwechsel einläutete. Das Paket war ursprünglich bereits für den Imola-GP geplant, bevor dieser abgesagt wurde. Es beinhaltete äußerlich sichtbar vor allem neue Seitenkästen und eine veränderte Vorderrad-Aufhängung mit höher angebrachten oberen Querlenkern. Diese Änderung zielte darauf ab, beim Einlenken und Bremsen des Fahrzeugs unerwünschtes Nicken (engl.: Pitching) zu verringern und die Fahrzeuglage konstant zu halten. Meist beachtete Änderung war jedoch die Rückkehr zu klassischen und dem allgemeinen Designtrend entsprechenden Seitenkästen, welche stark unterschnitten und oberhalb mit einer Rampe für den Downwash-Effekt ausgeführt sind. Das Team bestätigte, dass unter den Regularien der Budgetobergrenze kein neues Chassis und somit kein klassisches B-Auto entwickelt und homologiert werden konnte, da dies das weitere Entwicklungsbudget zu sehr komprimieren würde. Das bedeutete in der Folge, dass der vollständige Konzeptwechsel erst zur Saison 2024 erfolgen konnte und der W14 ein Kompromiss blieb. Im Rennen selbst landeten die Mercedes-Piloten auf den Rängen 4 und 5.
Beim nachfolgenden Großen Preis von Spanien erzielte das Team ähnlich dem Vorjahr mit beiden Fahrern auf dem Podest das beste Saisonergebnis. Dies leitete die erfolgreichste Phase der Saison ein. So konnten auch in den nachfolgenden Rennen in Montreal und Silverstone jeweils Podiumsplätze durch Hamilton eingefahren werden. In Kanada warf George Russell auf Rang 3 liegend durch einen Crash ein noch besseres Teamergebnis weg.
Beim Qualifying zum Großen Preis von Ungarn gelang vor der Sommerpause noch die erste Pole-Position der Saison. Lewis Hamilton setzte die schnellste Zeit hauchdünn vor Verstappen. Im Rennen verlor er die Position jedoch bereits nach schlechtem Start und kehrte als Vierter aus der ersten Runde zurück, wo er das Rennen auch beendete.
Diese Ergebnisse konnten in der zweiten Saisonhälfte nicht darüber hinwegtäuschen, dass die Formkurve von Mercedes nach einem Zwischenhoch wieder abflachte und die Leistung weiterhin starken Schwankungen unterlag. Dies äußerte sich auch darin, dass die beiden Fahrer immer wieder sehr unterschiedlich abschnitten. Spätestens seit dem Österreich-GP kam mit McLaren zudem weitere ernsthafte Konkurrenz für Mercedes auf.
In Singapur hatte Mercedes aufgrund des Schwächelns der Red Bull die einzige realistische Siegchance der Saison, da man gut qualifiziert in das Rennen ging (mit Russell auf 2 sowie Hamilton auf 5) und die Rennpace auf Augenhöhe mit Ferrari und den erstarkten McLaren lag. Eine riskante Reifenstrategie bei beiden Fahrern, die zunächst Positionen auf der Strecke kostete und spätere Überholmanöver erforderte, ging knapp nicht auf, da die Mercedes mit dem weiter bestehenden Topspeednachteil trotz deutlich frischerer Reifen auf dem Stadtkurs nicht überholen konnten. Kurz vor Schluss crashte Russell ähnlich wie in Montreal in aussichtsreicher Position liegend. Hamilton erbte den dritten Rang. Carlos Sainz junior konnte auf Ferrari den einzigen Nicht-Red Bull-Sieg der Saison einfahren.
Beim Katar-GP kollidierten beide Fahrer in aussichtsreicher Position liegend bereits in der ersten Kurve hinter dem späteren Rennsieger Verstappen. Hamilton, der von außen zu früh in die Kurve zog und die Hauptschuld an dem Crash nach dem Rennen eingestand, fiel mit gebrochener Aufhängung direkt aus. Russell fiel zunächst ans Ende des Felds und kämpfte sich bis zum Ende auf Rang vier zurück, was die grundsätzlich vorhandene Rennpace an diesem Wochenende zeigte.
Auch bei dem darauffolgenden Rennen in Austin konnte Mercedes mit guter Rennpace lange mit Verstappen um den Sieg kämpfen. Hamilton verlor seinen zweiten Platz jedoch im Nachgang des Rennens, weil er aufgrund zu starker Abnutzung der Bodenplatte disqualifiziert wurde. Russell wurde Fünfter. Das Team brachte zu dem US-GP mit einem veränderten Unterboden die letzten Upgrades der Saison. Infolge des umfangreichen Konzeptwechsels und der nötigen Umbauten in der ersten Saisonhälfte wurde die Entwicklungsarbeit am W14 mit dem Ende der Europarennen überwiegend eingestellt. Bei den nachfolgenden Rennen konnten kaum noch Highlights gesetzt werden – Ausnahmen stellten einzig Hamiltons zweiter Rang in Mexiko und Russels dritter Rang beim Saisonfinale dar.
Schlussendlich musste das Team die erste sieglose Saison seit 2011 bilanzieren. Trotzdem ermöglichten die 409 eingefahrenen Zähler infolge der Überlegenheit von Red Bull noch knapp die Vize-Weltmeisterschaft der Konstrukteure vor Ferrari. Die besten Einzelplatzierungen blieben die drei zweiten Plätze von Hamilton, der in Ungarn auch die einzige Pole-Position einfahren konnte. Er wurde mit 234 Punkten Dritter in der Fahrerwertung, während Russells 175 Zähler nur für Rang 8 in der Wertung genügten. Insgesamt gelangen neun Podiumsplatzierungen.
In der Gesamtbetrachtung der Saison waren neben der reinen Performance des Fahrzeugs auch die operative Ausführung der Rennwochenenden fehlerbehafteter als noch im Vorjahr. Hierbei sind die sowohl fahrerisch als auch technisch bedingt gestiegene Anzahl an Ausfällen sowie die im Vergleich zur Konkurrenz unzureichenden Boxenstoppdauern zu nennen.

##### Saison 2024

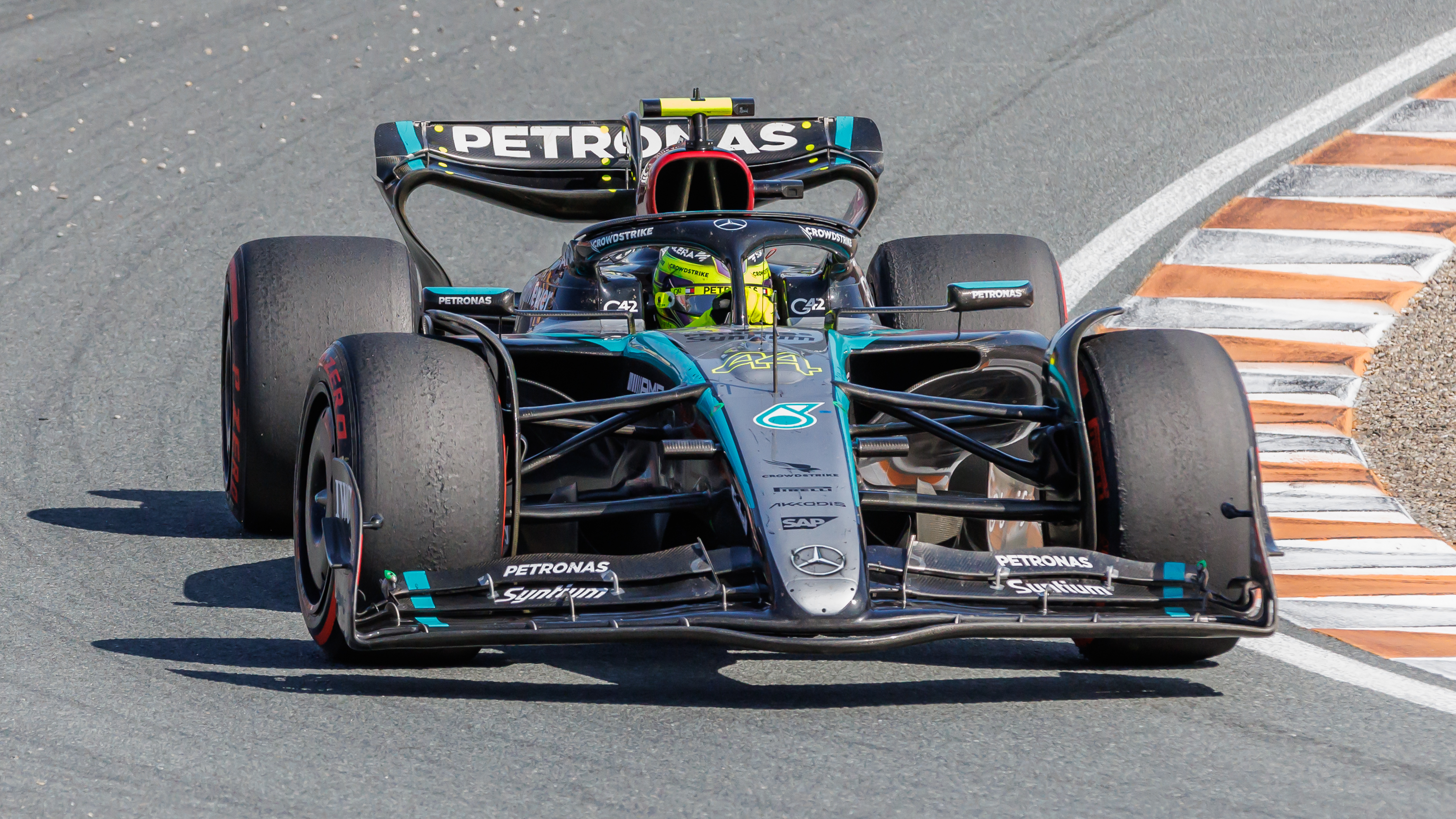
Lewis Hamilton im Mercedes-AMG F1 W15, seinem letzten Formel-1-Auto von Mercedes

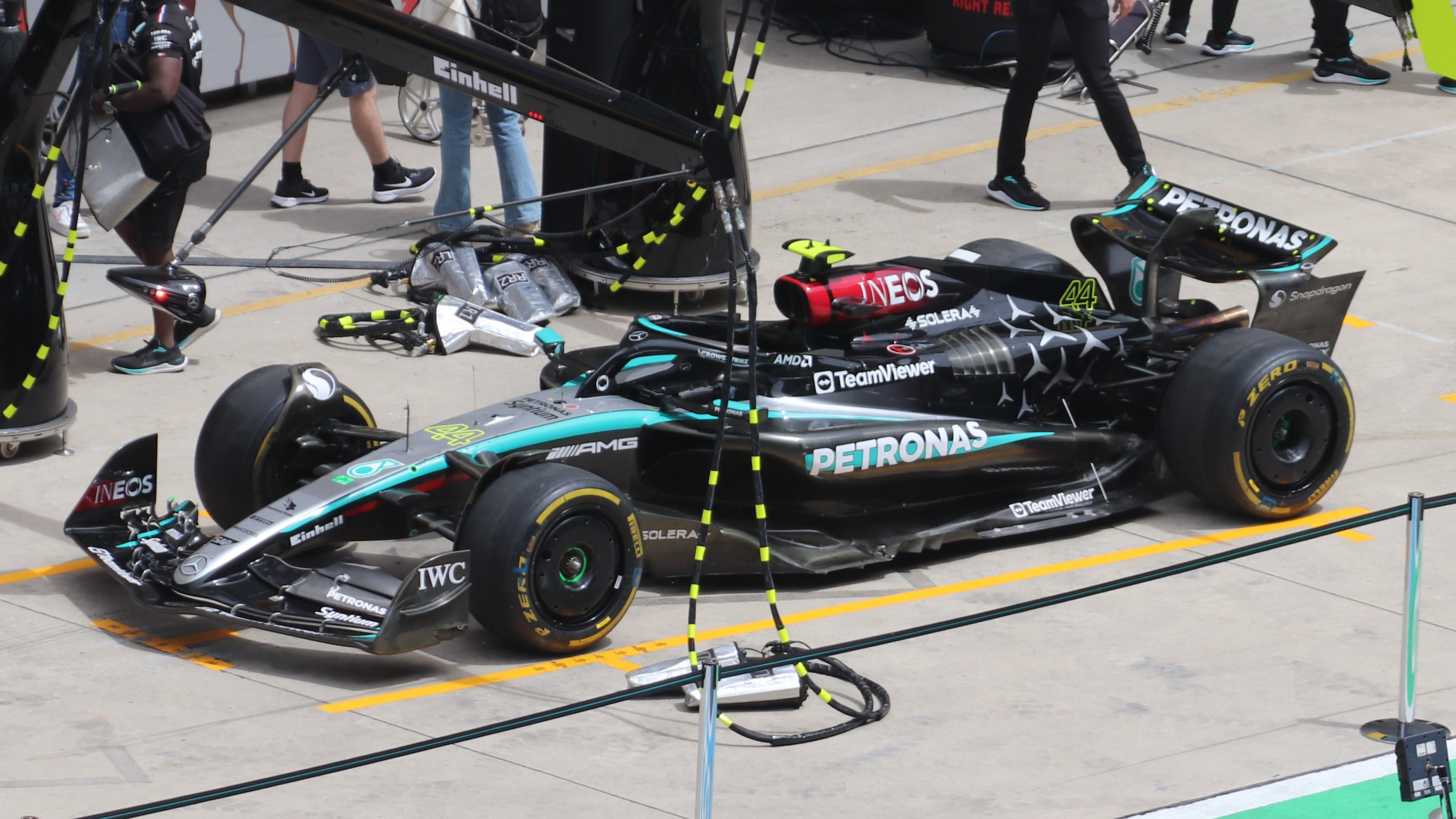
Der F1 W15 beim China-GP noch mit dem Aeropaket des Saisonstarts inklusive auffälligem Frontflügel

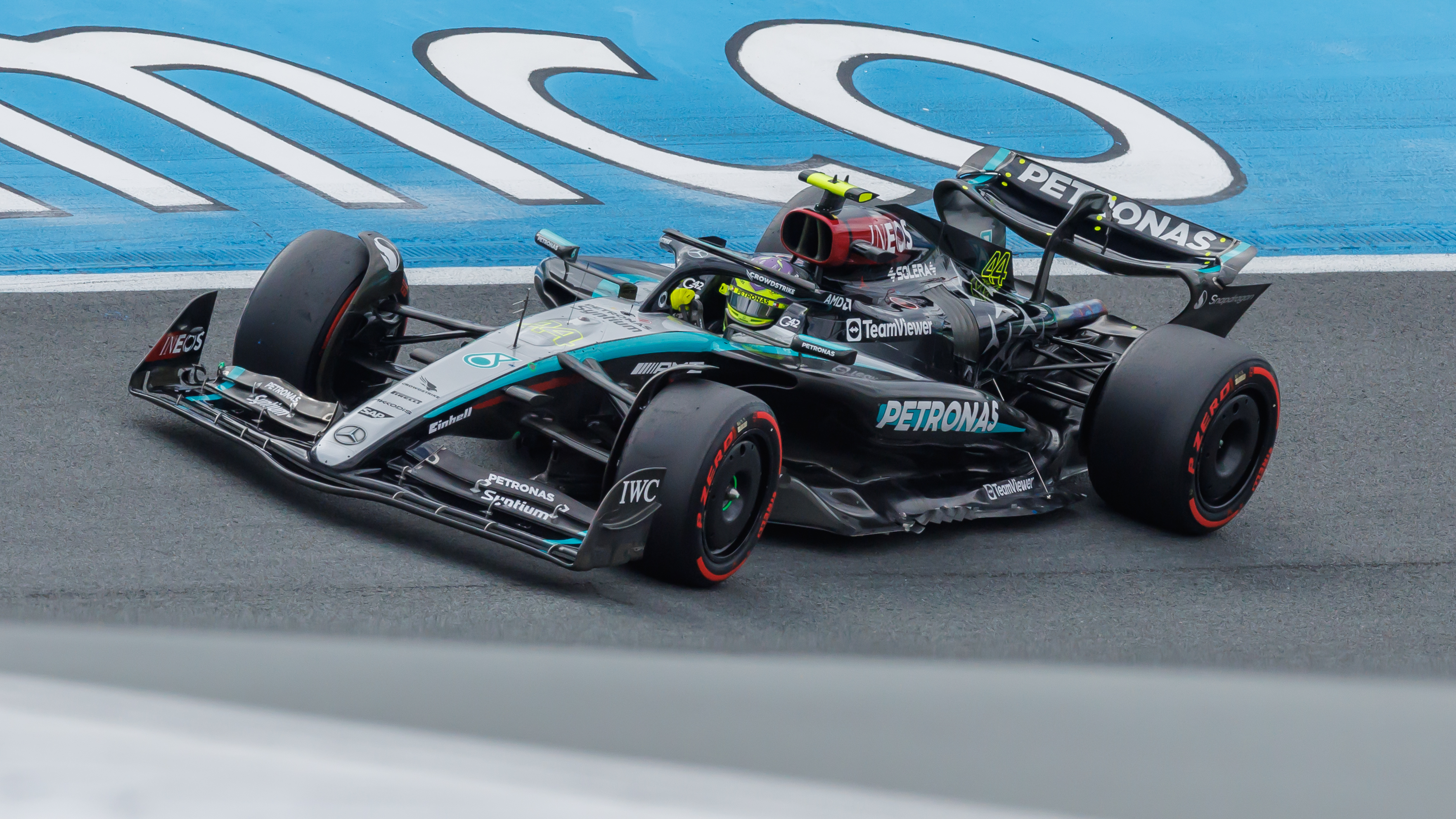
Dagegen das Aeropaket während der Europasaison beim GP der Niederlande

Am 15. Januar 2024 verkündete das Team die Vertragsverlängerung von Toto Wolff als Teamchef um drei weitere Jahre bis Ende 2026. Er hält weiter auch ein Drittel der Teamanteile. Wenig später wurde zudem die mehrjährige Bindung des Technischen Direktors James Allison bekanntgegeben.
Am Abend des 1. Februar 2024 wurde kurz vor Saisonbeginn bekannt, dass die langjährige Partnerschaft mit Lewis Hamilton, der mit dem Team seit 2013 sechs Fahrertitel einfuhr, zur Saison 2025 endet, da er zur Scuderia Ferrari wechselt. Hamilton konnte den eigentlich für die beiden Saisons 2024 und 2025 geltenden Vertrag, der erst im Vorjahr geschlossen wurde, dank einer Klausel vorzeitig auflösen. Teamchef Wolff kündigte an, sich mit der Entscheidung zur Fahrerpaarung 2025 Zeit zu lassen.
Am 14. Februar wurde in Silverstone mit dem Mercedes-AMG F1 W15 E Performance das Einsatzfahrzeug der Saison 2024 präsentiert und im Anschluss eine 15-km-Demofahrt als Funktionstest durchgeführt.
Äußerlich ist der Wagen eine Mischung aus den jeweils gänzlich silbern oder schwarz lackierten Vorgängern. So wird der schwarze Grundton des F1 W15 mit silbernen Flächen an der Nase und Cockpitwand ergänzt. Die cyanfarbenen und roten Farbakzente der Sponsoren wurden aus den Vorjahren übernommen.
Für die Technik war nach interner Umstrukturierung erstmals in der Ground-Effect-Ära wieder James Allison gesamtverantwortlich. Konstruktiv rückte der F1 W15 wieder näher an die Konkurrenzfabrikate und schwor dem Zeropod-Design endgültig ab – als erster Mercedes seit 2021 mit konventionell entwickelten Seitenkästen nach dem Downwash-Prinzip. Mit dem neu entwickelten Chassis wurden laut Teamchef Wolff grundlegende Änderungen hinsichtlich Gewichtsverteilung und Luftfluss gegenüber dem F1 W14 verwirklicht. An der Hinterachse wurde auf eine Push-Rod-Aufhängung umgestellt, wovon sich das Team ein stabileres Heck erhoffte.
Obwohl das Gesamtkonzept nach den enttäuschend verlaufenen Vorjahren weniger radikal ausfiel, zeigten sich im Detail neuartige Lösungen. So bestand der oberste Flap des Frontflügels im Nasenbereich aus einem kleinstmöglichen dünnen Steg, um gerade noch dem Reglement zu entsprechen und in diesem Bereich trotzdem die Anströmung des Unterbodens zu optimieren. Viel beachtet wurde zudem eine höhenverstellbare Vorderradaufhängung, die über variabel fixierbare Anlenkpunkte der Querlenker erreicht wurde. Diese Änderung zielte auf eine möglichst hohe Setup-Flexibilität und Möglichkeit ab, den Anti-Dive-Effekts zu beeinflussen. Tatsächlich wurde die neu entwickelte Höhenverstellung der Querlenker während der Saison nicht mehr verwendet. Auch die neue Frontflügelgestaltung wurde während der Saison verworfen.
Das Team nahm an den dreitägigen Vorsaisontests vom 21. bis 23. Februar 2024 in Bahrain teil, nachdem mit dem F1 W15 bereits Filmaufnahmen gemacht wurden. Die Fahrer äußerten sich übereinstimmend zuversichtlich über das verbesserte Fahrverhalten im Vergleich zu den Vorjahren.
Ungeachtet der positiven Beurteilung der Fortschritte von Mercedes ging der amtierende Weltmeister Max Verstappen auf Red Bull nach Experteneinschätzung auch 2024 als Favorit in die Saison. Mercedes wurde im Kampf um die Positionen dahinter mit Ferrari und McLaren erwartet.
Der erhofften Leistungssteigerung gegenüber dem Vorjahr folgte Ernüchterung, nachdem das Werksteam beim Saisonstart in Bahrain und dem folgenden Rennen in Jeddah nicht nur deutlich hinter Red Bull lag, sondern auch hinter Ferrari und McLaren fiel. In beiden Rennen blieben die Fahrer im Kampf um einen der ersten drei Plätze chancenlos. Die Teamreaktionen und die beschriebenen Probleme hinsichtlich diffiziler Setup-Arbeit, zu kleinem Arbeitsfenster und instabilem Heck bzw. wiederkehrendem Bouncing ähnelten stark den Vorjahren.
Nach dem dritten Saisonrennen in Melbourne war der Saisonstart mit einem Doppelausfall endgültig misslungen. Nachdem Hamilton durch einen Defekt an der Antriebseinheit bereits früh geschieden war, betraf es Russell in der vorletzten Runde bei einem Vorfall mit Fernando Alonso auf Rang sieben liegend. Das Rennen brachte den ersten doppelten Ausfall von Mercedes seit Spielberg 2018. Auch die Leistung für einen Kampf um die vorderen Plätze fehlte dem F1 W15 das gesamte Wochenende über.
Aus den ersten fünf Rennen bilanzierte Mercedes mit 52 Punkten den schlechtesten Saisonstart seit 2011. Ab dem Miami-GP führte das Team daher schrittweise mehrere Upgrades in verschiedenen Entwicklungsbereichen ein. Das Team erhoffte sich durch den sukzessiven Einsatz der Neuentwicklungen auch ein besseres Verständnis der einzelnen Teile. Die Upgrades umfassten einen veränderten Unterboden (Miami), einen neuen Heckflügel samt Beamwing für hohe Abtriebsniveaus (Imola), eine überarbeitete vordere Unterbodenkante und neu gestaltete Frontflügel (Monaco) sowie eine dazu abgestimmte Aufhängungsverkleidung an der Vorderachse (Montreal). Die Änderungen sollten, basierend auf den Erkenntnissen der ersten Überseerennen, unter anderem die Fahrzeugbalance bei verschiedenen Kurventypen verbessern und das optimale Arbeitsfenster vergrößern.
Die neuen Teile führten zu erkennbaren Fortschritten bereits bei den Rennen in Miami (fünfter Rang von Hamilton hinter Perez) und im Fürstentum (vierter Rang von Russell). Der erste offensichtliche Achtungserfolg gelang jedoch in Kanada: George Russell fuhr überraschend auf Pole-Position und holte für das Team nach intensivem Kampf gegen Max Verstappen und Lando Norris mit Rang 3 die erste Platzierung der Saison auf dem Siegerpodium. Hamilton komplettierte mit dem vierten Platz das positive Teamergebnis. Bei wechselhafter Witterung waren die Mercedes auf der Stop-and-Go-Strecke das ganze Rennen über konkurrenzfähig.
Das Rennen in Kanada leitete die erfolgreichste Saisonphase ein. Beim Österreich-GP konnte George Russell den ersten Saisonsieg für das Team einfahren, wobei er von einer Kollision der vermeintlichen WM-Kontrahenten Verstappen und Norris profitierte. Eine Woche später folgte in Silverstone auch der erste Sieg aus eigener Kraft. Nachdem am Samstag bereits Russell die Pole-Position für das Team erzielt hatte, setzte sich am Sonntag sein Teamkollege gegen die beiden McLaren und Verstappen durch. Das Rennen war von unbeständiger Witterung und mehrfachen Führungswechseln geprägt. Im trockenen Schlussstint verteidigte Hamilton den Vorsprung vor dem heranstürmenden Red Bull. Für Hamilton war der umjubelte Sieg vor heimischem Publikum der erste GP-Erfolg seit dem Saudi-Arabien-GP 2021. Er stellte mit seinem insgesamt neunten Erfolg in Silverstone den Rekord der meisten Siege auf einer Strecke auf. Mercedes verpasste durch einen motorbedingten Ausfall von Russell ein noch besseres Ergebnis.
Dieser Aufschwung führte in Kombination mit dem zweiten Rang von Hamilton im Shanghai-Sprint im ersten Saisondrittel sowie häufigen Trainingsbestzeiten ohne entsprechende Performance am restlichen Wochenende zu einem Muster, das weite Teile der restlichen Saison gelten sollte: Der F1 W15 schien gegenüber der direkten Konkurrenz überdurchschnittlich von kühlen Streckenbedingungen und Streckenbelägen, die wenig mechanischen Grip bieten zu profitieren (wie z. B. bei Regen oder auf grüner Strecke zu Beginn eines Wochenendes). Die beiden nachfolgenden Rennen in Ungarn und Belgien unterstrichen die These. Am traditionell heißen Renntag am Hungaroring blieb Mercedes gegen die McLaren trotz der Pole-Position von Russell ohne Chance auf den Sieg, während im kühleren Spa ein Doppelsieg sogar auf zwei verschiedenen Strategien von Russell (1 Stopp) vor Hamilton (2 Stopps) eingefahren wurde.
Russell verlor den GP-Sieg in Spa jedoch nach der Siegerehrung, da er aufgrund einer festgestellten Unterschreitung des erforderlichen Mindestgewichts (798 kg inkl. Fahrer) von rund 1,5 kg disqualifiziert wurde. Das Team machte hierfür im Nachhinein mehrere unglücklich zusammengekommene Faktoren wie den langen Schlussstint (hoher Gummiabrieb), hohen Plankenverschleiß sowie die in Spa fehlende Auslaufrunde (fehlendes Gummiaufsammeln) aus.
Am 31. August 2024 bestätigte Mercedes den Juniorenfahrer Andrea Kimi Antonelli als Stammfahrer für 2025 und Nachfolger von Hamilton. Der junge Italiener ist seit 2019 im Nachwuchsprogramm von Mercedes-Benz. Einen Tag zuvor gab er im Freien Training zum Großen Preis von Italien bereits sein Debüt für Mercedes in einer offiziellen Session.
Beim Großen Preis von Singapur fuhr das Team mit einer Sonderlackierung zum 50-jährigen Jubiläum des langjährigen Titelsponsors Petronas, bei der die silbernen Flächen grün gestaltet wurden. Sportlich blieben die Mercedes in dem Nachtrennen mit den Rängen 4 und 6 hingegen blass, nachdem man im Vorjahr noch um den Sieg kämpfen konnte.
Beim Großen Preis von Las Vegas zeigte das Team über das ganze Rennwochenende hinweg eine dominante Leistung. Ähnlich zu vorangegangenen erfolgreichen Rennwochenenden (Montreal, Silverstone, Spa) machte das Team auch in Las Vegas die kühlen Streckenbedingungen und den wenig Grip bietenden Belag des schnellen Straßenkurses als begünstigende Faktoren aus. Das Rennen in Las Vegas wird Samstag nachts ausgetragen und tagsüber für den Verkehr freigegeben. Russell sicherte sich die Pole-Position und gewann das Rennen nach einer anfänglich abgewehrten Attacke von Leclerc schlussendlich überlegen. Hamilton kam nach einem Fehler in der Qualifikation nicht über den zehnten Startplatz hinaus. Von dort komplettierte er trotzdem noch den Doppelsieg des Teams. Dies bedeutete den ersten Doppelsieg für Mercedes seit dem São Paulo-GP 2022.

##### Saison 2025
Am 7. Januar 2025 gab das Team eine neue Partnerschaft mit Adidas als offiziellem Teamausstatter ab der Saison 2025 bekannt. Der deutsche Sportartikelhersteller löst Puma und Tommy Hilfiger als Bekleidungspartner im Rahmen eines mehrjährigen Engagements ab.
Nach dem Wechsel von Lewis Hamilton zu Ferrari und der Beförderung des Nachwuchsfahrers Andrea Kimi Antonelli tritt das Werksteam in der Saison 2025 mit der Fahrerpaarung Russell/Antonelli an. Der junge Italiener war seit 2019 im Nachwuchsprogramm von Mercedes-Benz und gab im Freien Training zum Großen Preis von Italien im Vorjahr bereits sein Debüt in einer offiziellen Session für das Team. Neben der Formel-2-Saison 2024 absolvierte er ein Testprogramm mit Mercedes-Vorjahresautos (engl.: Previous Car Tests). Damit tritt Mercedes erstmals überhaupt ohne ehemaligen oder amtierenden Fahrerweltmeister zu einer Formel-1-Saison an.
Der ehemalige Mercedes-Stammpilot Valtteri Bottas kehrt 2025 nach seinem Ausscheiden bei Sauber als Test- und Reservefahrer zum Rennstall zurück.

## Zahlen und Daten

### Statistik in der Formel 1
Datenstand: Großer Preis von Ungarn 2025
| Saison | Teamname                         | Chassis               | Motor                                         | Reifen | Grand Prix | Siege | Zweiter | Dritter | Poles | schn. Runden | Punkte  | WM-Rang |
| ------ | -------------------------------- | --------------------- | --------------------------------------------- | ------ | ---------- | ----- | ------- | ------- | ----- | ------------ | ------- | ------- |
| 1954   | Daimler-Benz                     | W 196                 | Mercedes-Benz 2.5 L8 (M 196)                  | C      | 6          | 4     | 1       | 2       | 4     | 4            | 60,14   | –       |
| 1955   | Daimler-Benz                     | W 196                 | Mercedes-Benz 2.5 L8 (M 196)                  | C      | 6          | 5     | 4       | 1       | 4     | 5            | 79      | –       |
|        |                                  |                       |                                               |        |            |       |         |         |       |              |         |         |
| 2010   | Mercedes GP Petronas F1 Team     | MGP W01               | Mercedes-Benz 2.4 V8 (FO 108X)                | B      | 19         | –     | –       | 3       | –     | –            | 214     | 4.      |
| 2011   | Mercedes GP Petronas F1 Team     | MGP W02               | Mercedes-Benz 2.4 V8 (FO 108Y)                | P      | 19         | –     | –       | –       | –     | –            | 165     | 4.      |
| 2012   | Mercedes AMG Petronas F1 Team    | F1 W03                | Mercedes-Benz 2.4 V8 (FO 108Z)                | P      | 20         | 1     | 1       | 1       | 1     | 3            | 142     | 5.      |
| 2013   | Mercedes AMG Petronas F1 Team    | F1 W04                | Mercedes-Benz 2.4 V8 (FO 108F)                | P      | 19         | 3     | 1       | 5       | 8     | 1            | 360     | 2.      |
| 2014   | Mercedes AMG Petronas F1 Team    | F1 W05 Hybrid         | Mercedes-Benz 1.6 V6 Turbo (PU106A Hybrid)    | P      | 19         | 16    | 13      | 2       | 18    | 12           | 701     | 1.      |
| 2015   | Mercedes AMG Petronas F1 Team    | F1 W06 Hybrid         | Mercedes-Benz 1.6 V6 Turbo (PU106B Hybrid)    | P      | 19         | 16    | 13      | 3       | 18    | 13           | 703     | 1.      |
| 2016   | Mercedes AMG Petronas F1 Team    | F1 W07 Hybrid         | Mercedes-Benz 1.6 V6 Turbo (PU106C Hybrid)    | P      | 21         | 19    | 8       | 6       | 20    | 9            | 765     | 1.      |
| 2017   | Mercedes AMG Petronas Motorsport | F1 W08 EQ Power+      | Mercedes-Benz 1.6 V6 Turbo (F1 M08 EQ Power+) | P      | 20         | 12    | 10      | 4       | 15    | 9            | 668     | 1.      |
| 2018   | Mercedes AMG Petronas Motorsport | F1 W09 EQ Power+      | Mercedes-Benz 1.6 V6 Turbo (F1 M09 EQ Power+) | P      | 21         | 11    | 10      | 4       | 13    | 10           | 655     | 1.      |
| 2019   | Mercedes-AMG Petronas Motorsport | F1 W10 EQ Power+      | Mercedes-Benz 1.6 V6 Turbo (F1 M10 EQ Power+) | P      | 21         | 15    | 11      | 6       | 10    | 9            | 739     | 1.      |
| 2020   | Mercedes-AMG Petronas F1 Team    | F1 W11 EQ Performance | Mercedes-Benz 1.6 V6 Turbo (F1 M11 EQ Perf.)  | P      | 17         | 13    | 7       | 5       | 15    | 9            | 573     | 1.      |
| 2021   | Mercedes-AMG Petronas F1 Team    | F1 W12 E Performance  | Mercedes-Benz 1.6 V6 Turbo (F1 M12 E Perf.)   | P      | 22         | 9     | 9       | 10      | 9     | 10           | 613,5   | 1.      |
| 2022   | Mercedes-AMG Petronas F1 Team    | F1 W13 E Performance  | Mercedes-Benz 1.6 V6 Turbo (F1 M13 E Perf.)   | P      | 22         | 1     | 6       | 10      | 1     | 6            | 515     | 3.      |
| 2023   | Mercedes-AMG Petronas F1 Team    | F1 W14 E Performance  | Mercedes-Benz 1.6 V6 Turbo (F1 M14 E Perf.)   | P      | 22         | –     | 3       | 5       | 1     | 5            | 409     | 2.      |
| 2024   | Mercedes-AMG Petronas F1 Team    | F1 W15 E Performance  | Mercedes-Benz 1.6 V6 Turbo (F1 M15 E Perf.)   | P      | 24         | 4     | 1       | 4       | 4     | 4            | 468     | 4.      |
| 2025   | Mercedes-AMG Petronas F1 Team    | F1 W16 E Performance  | Mercedes-Benz 1.6 V6 Turbo (F1 M16 E Perf.)   | P      | 14         | 1     | 1       | 5       | 1     | 4            | 236     | 3.      |
| Gesamt | Gesamt                           | Gesamt                | Gesamt                                        | Gesamt | 331        | 130   | 99      | 76      | 142   | 113          | 8065,64 |         |

1. ↑  Vergleichbarkeit zwischen den Epochen aufgrund unterschiedlicher Punktesysteme eingeschränkt.
2. 1 2  Die Konstrukteursweltmeisterschaft wurde erst 1958 eingeführt.

### Alle Fahrer von Mercedes in der Formel 1

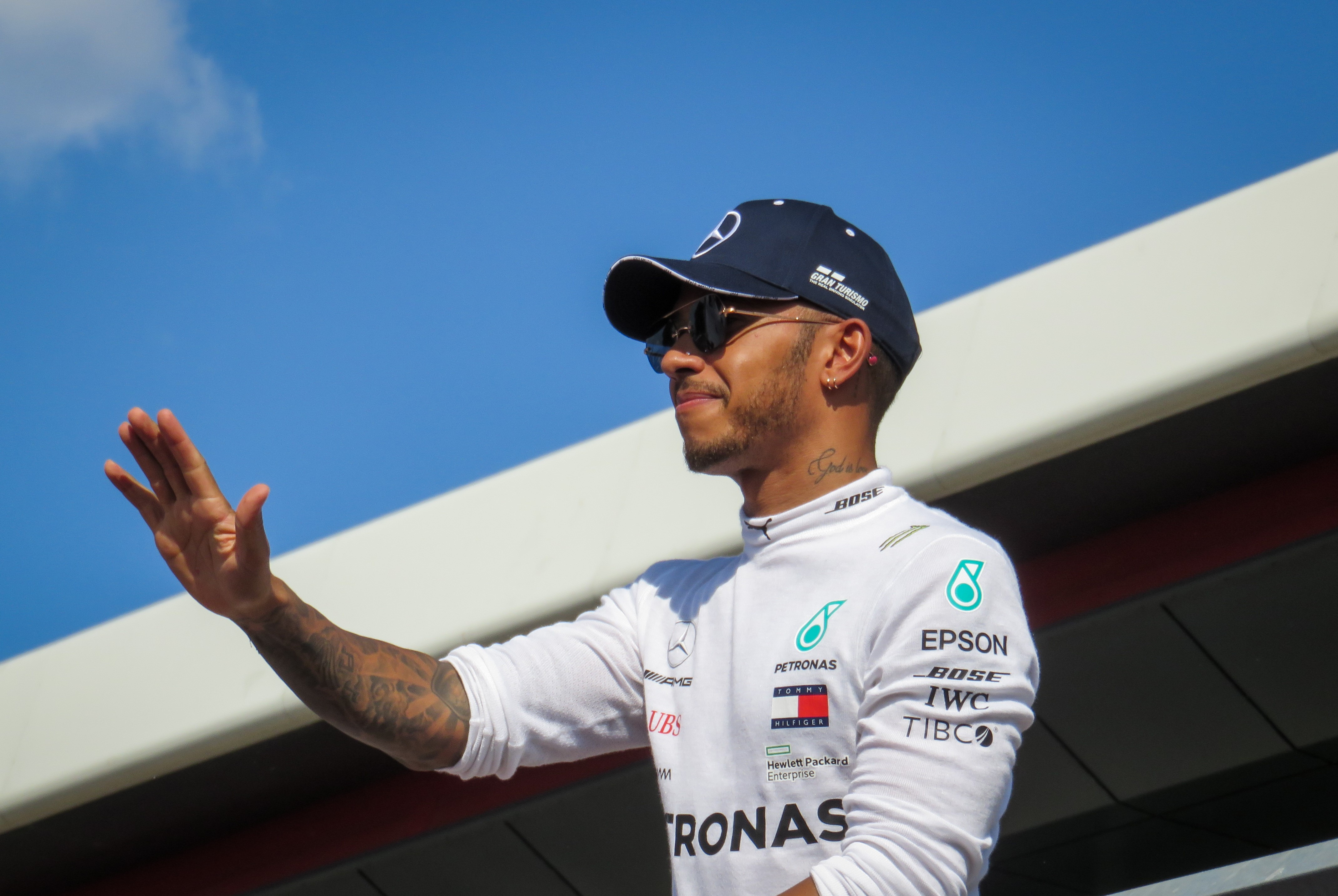
Rekordsieger auf Mercedes: Lewis Hamilton

Die folgende Tabelle listet alle Formel-1-Fahrer, die für das Mercedes-Werksteam im Rahmen der Formel-1-Weltmeisterschaft seit ihrer ersten Austragung zu Grand-Prix-Rennen gestartet sind.
Lewis Hamilton ist mit 246 Rennen und 84 Siegen sowohl Rekordstarter als auch Rekordsieger auf Mercedes-Benz. Insgesamt konnten bisher sechs Fahrer einen Grand Prix für das Team gewinnen. Die aktuellen Stammfahrer George Russell und Kimi Antonelli sind gelb hinterlegt.
Datenstand: Großer Preis von Ungarn 2025
| Name                  | Jahre       | Grand Prix | Punkte | Siege | Zweiter | Dritter | Poles | schn. Runden | beste WM-Position          |
| --------------------- | ----------- | ---------- | ------ | ----- | ------- | ------- | ----- | ------------ | -------------------------- |
| Lewis Hamilton        | 2013–2024   | 246        | 3949,5 | 84    | 41      | 28      | 78    | 55           | 1. (2014, 2015, 2017–2020) |
| Nico Rosberg          | 2010–2016   | 136        | 1519   | 23    | 24      | 8       | 30    | 18           | 1. (2016)                  |
| Valtteri Bottas       | 2017–2021   | 101        | 1327   | 10    | 27      | 21      | 20    | 18           | 2. (2019, 2020)            |
| George Russell        | 2020, 2022– | 83         | 870    | 4     | 2       | 14      | 6     | 10           | 4. (2022)                  |
| Michael Schumacher    | 2010–2012   | 58         | 197    | –     | –       | 1       | –     | 1            | 8. (2011)                  |
| Andrea Kimi Antonelli | 2025–       | 14         | 64     | –     | –       | 1       | –     | 2            | –                          |
| Juan Manuel Fangio    | 1954, 1955  | 12         | 81,14  | 8     | 1       | 1       | 7     | 5            | 1. (1954, 1955)            |
| Karl Kling            | 1954, 1955  | 11         | 17     | –     | 1       | 1       | –     | 1            | 5. (1954)                  |
| Hans Herrmann         | 1954, 1955  | 6          | 9      | –     | –       | 1       | –     | 1            | 7. (1954)                  |
| Stirling Moss         | 1955        | 6          | 23     | 1     | 2       | –       | 1     | 2            | 2. (1955)                  |
| Piero Taruffi         | 1955        | 2          | 9      | –     | 1       | –       | –     | –            | 6. (1955)                  |
| Hermann Lang          | 1954        | 1          | –      | –     | –       | –       | –     | –            | 57. (1954)                 |
| André Simon           | 1955        | 1          | –      | –     | –       | –       | –     | –            | 60. (1955)                 |

1. ↑  Vergleichbarkeit zwischen den Epochen aufgrund unterschiedlicher Punktesysteme eingeschränkt.
2. ↑  Fangio bekam 0,14 für die schnellste Rennrunde beim Großbritannien-GP 1954, da sieben Fahrer zeitgleich waren.
3. 1 2 3  Kling, Herrmann und Moss bekamen je einen der drei Punkte für den vierten Platz beim Argentinien-GP 1955, da sie sich ein Chassis teilten.

Grand-Prix-Sieger auf Mercedes-Benz
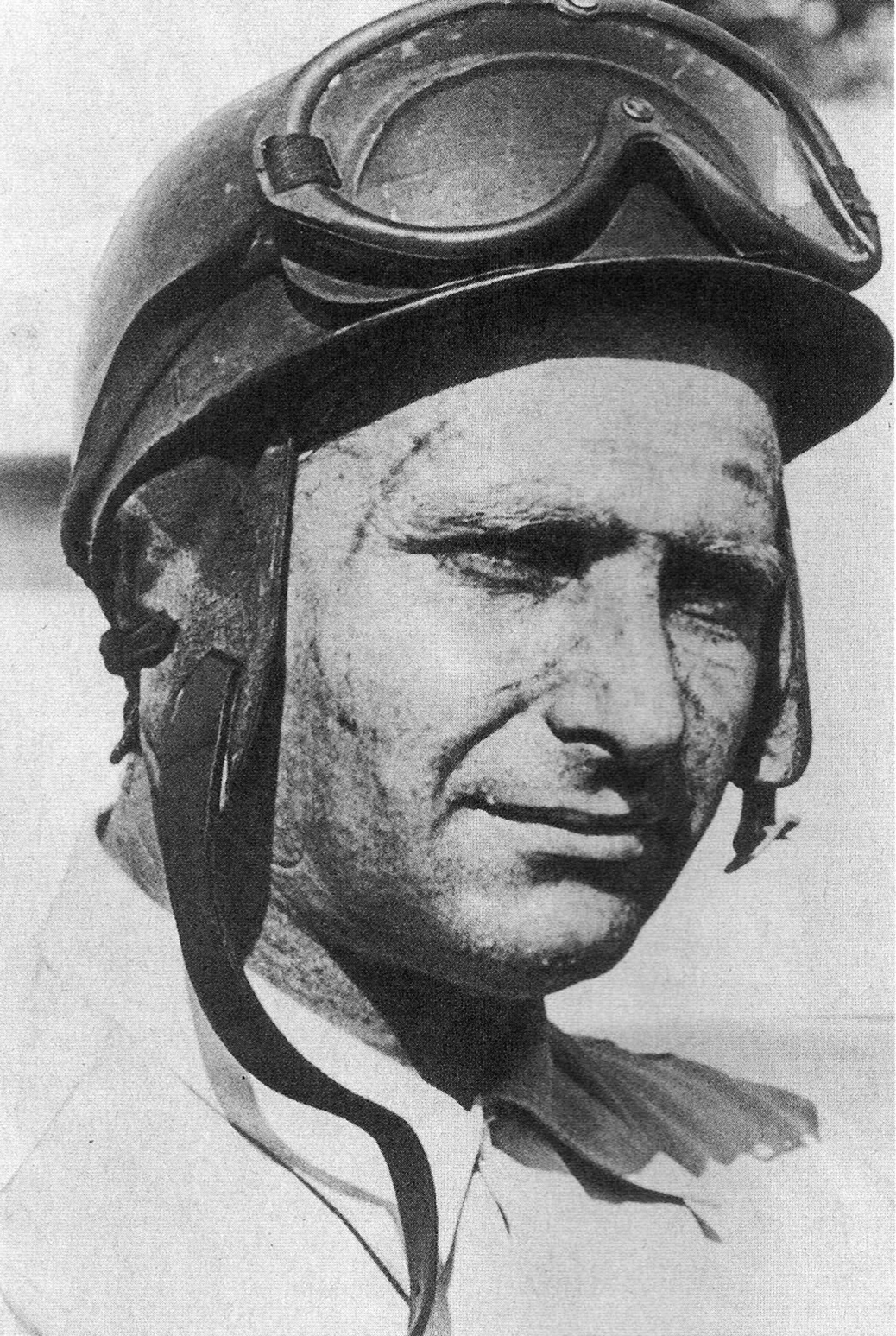
Juan Manuel Fangio (1954–1955)
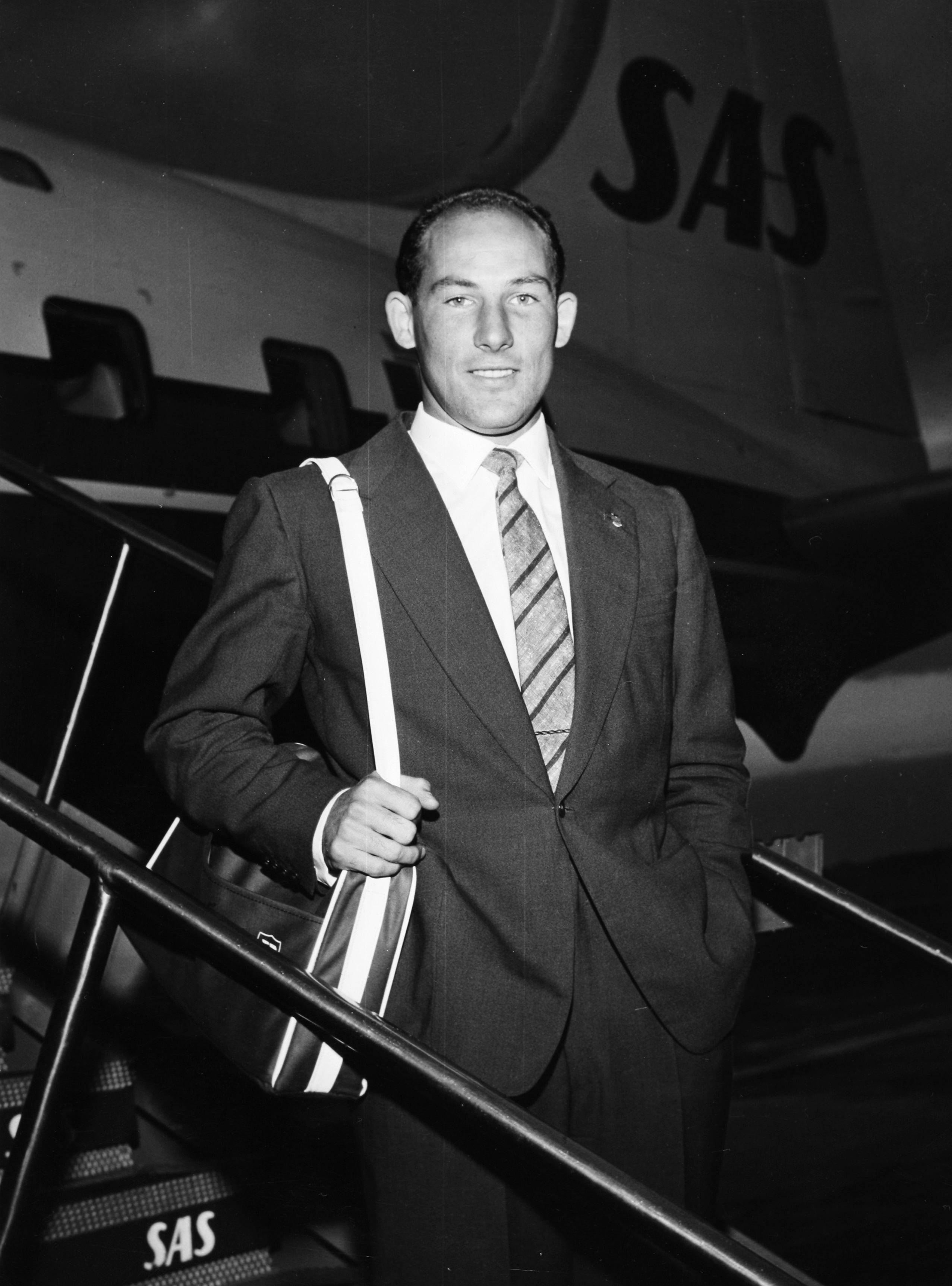
Stirling Moss (1955)
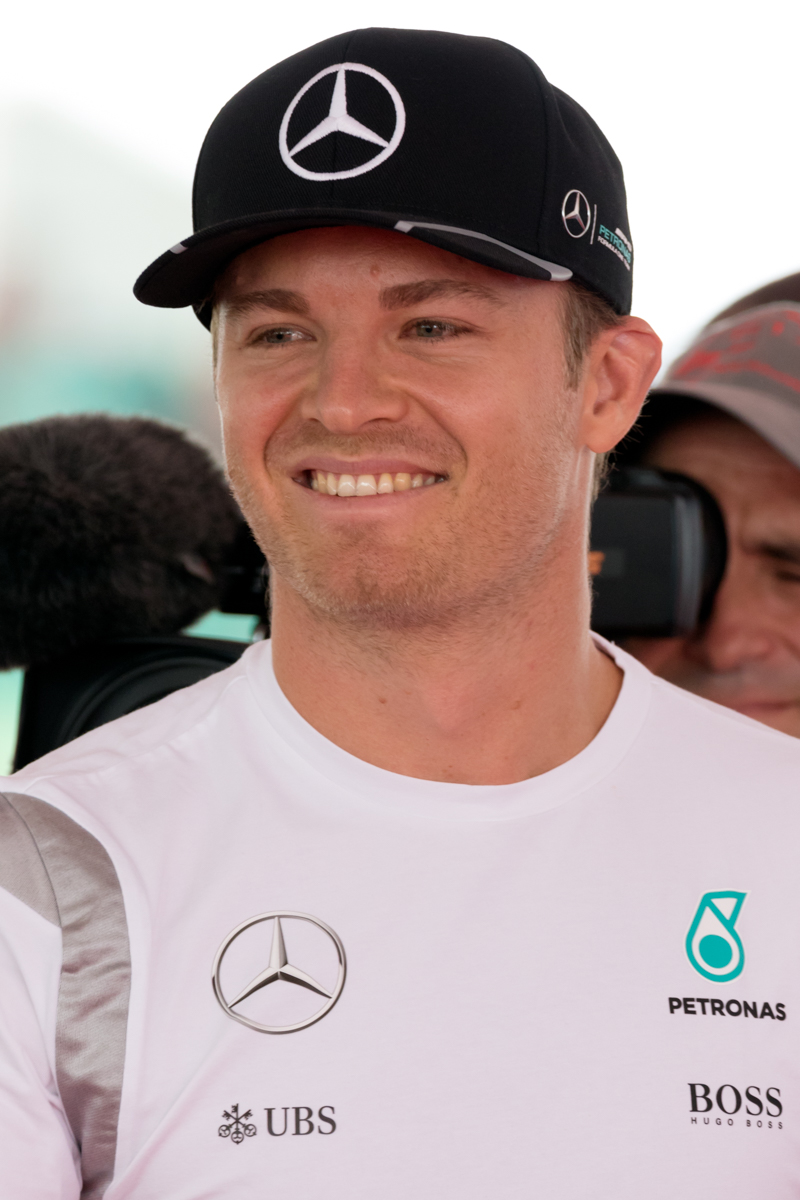
Nico Rosberg (2010–2016)
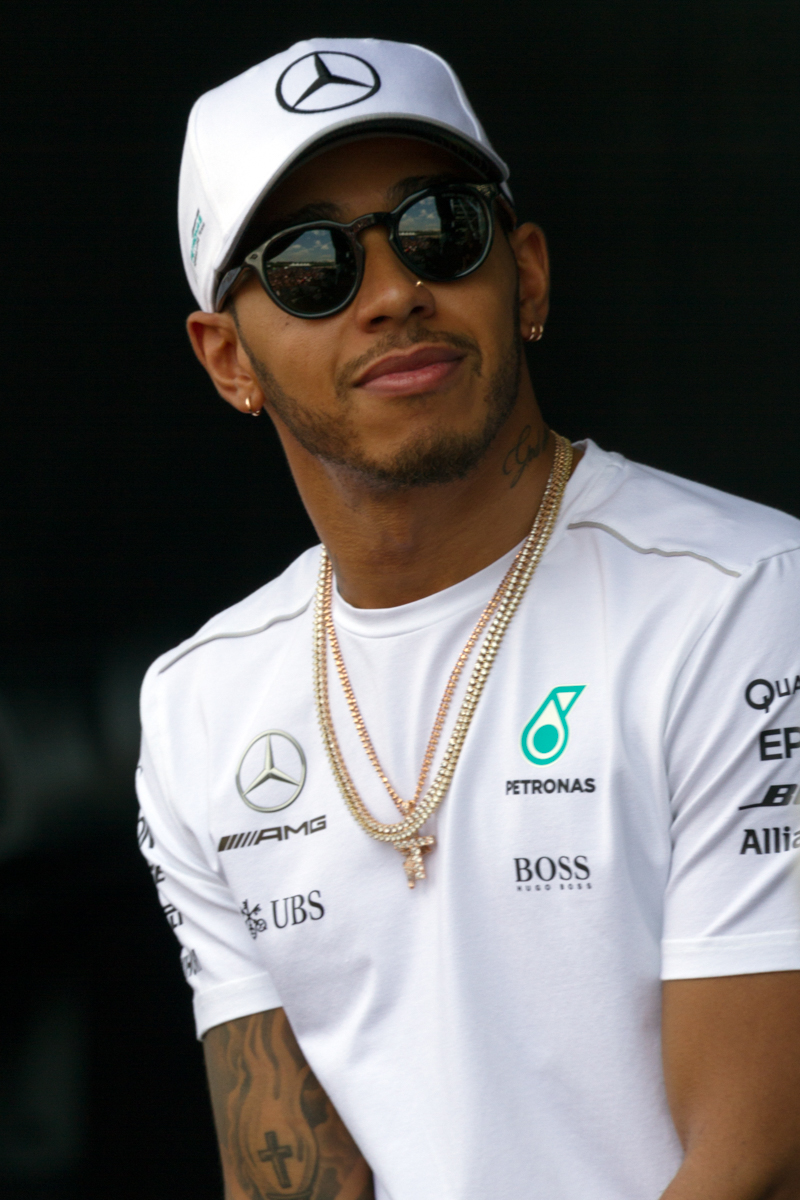
Lewis Hamilton (2013–2024)
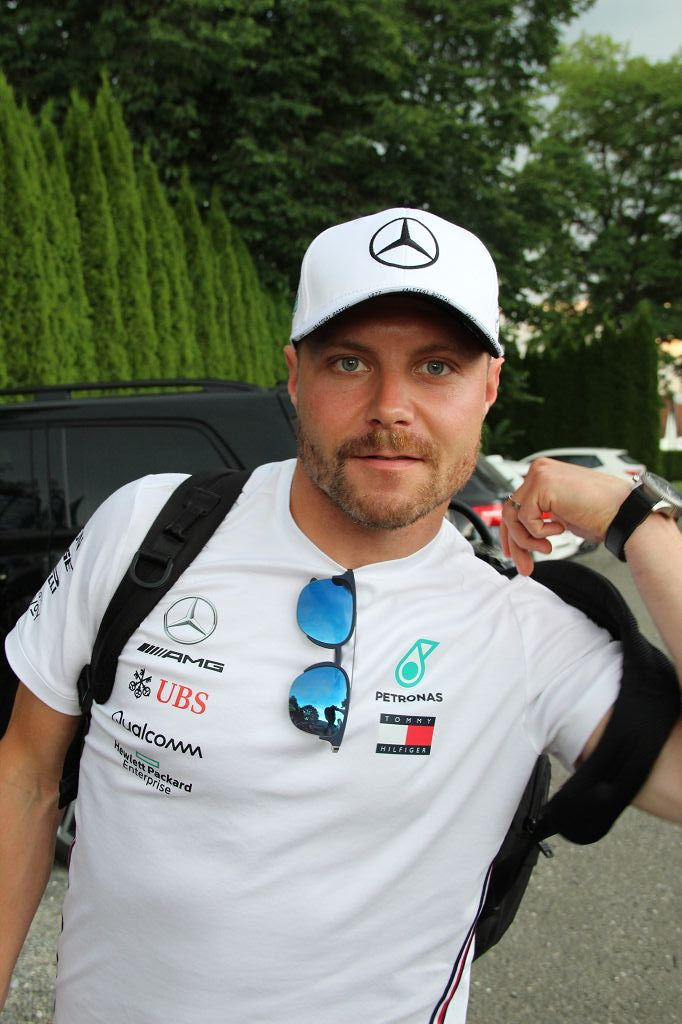
Valtteri Bottas (2017–2021)
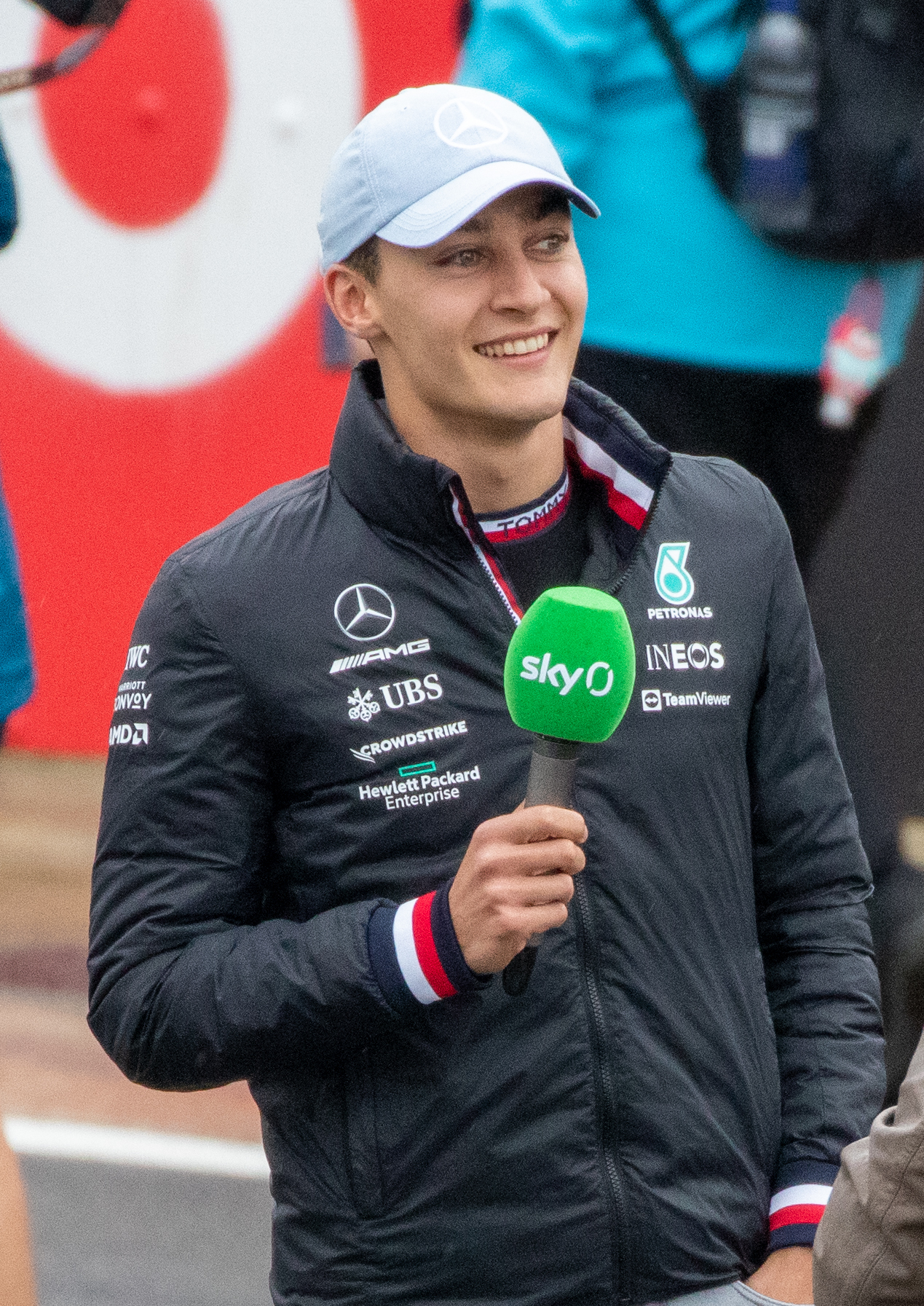
George Russell (2022–)

### Ergebnisse in der Formel 1

#### 1954–1955

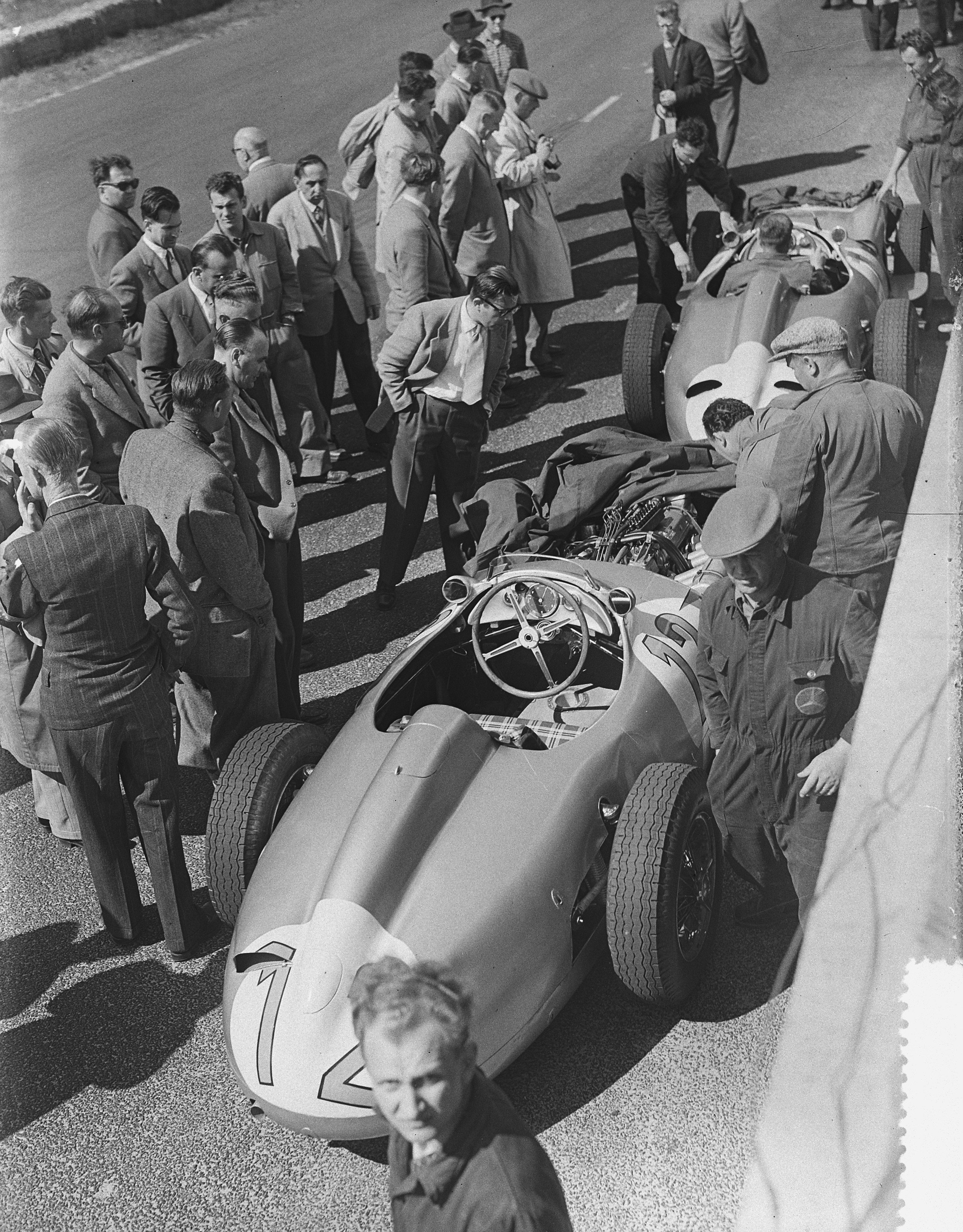
Szene aus dem Training vor dem Niederlande-GP 1955 – vorn mit der Startnummer 12 der Wagen von Kling

| Saison | Chassis | Fahrer      | Nr. | 1 | 2   | 3 | 4   | 5   | 6   | 7   | 8   | 9   | Punkte | Rang |
| ------ | ------- | ----------- | --- | - | --- | - | --- | --- | --- | --- | --- | --- | ------ | ---- |
| 1954   | W 196   |             |     |   |     |   |     |     |     |     |     |     | –      | –    |
| 1954   | W 196   | J. Fangio   | –   |   |     |   | 1   | 4   | 1   | 1   | 1   | 3   | –      | –    |
| 1954   | W 196   | K. Kling    | –   |   |     |   | 2   | 7   | 4   | DNF | DNF | 5   | –      | –    |
| 1954   | W 196   | H. Herrmann | –   |   |     |   | DNF |     | DNF | 3   | 4   | DNF | –      | –    |
| 1954   | W 196   | H. Lang     | 21  |   |     |   |     |     | DNF |     |     |     | –      | –    |
| 1955   | W 196   |             |     |   |     |   |     |     |     |     |     |     | –      | –    |
| 1955   | W 196   | J. Fangio   | –   | 1 | DNF |   | 1   | 1   | 2   | 1   |     |     | –      | –    |
| 1955   | W 196   | H. Herrmann | –   | 4 | DNQ |   |     |     |     |     |     |     | –      | –    |
| 1955   | W 196   | K. Kling    | –   | 4 |     |   | DNF | DNF | 3   | DNF |     |     | –      | –    |
| 1955   | W 196   | S. Moss     | –   | 4 | 9   |   | 2   | 2   | 1   | DNF |     |     | –      | –    |
| 1955   | W 196   | A. Simon    | 4   |   | DNF |   |     |     |     |     |     |     | –      | –    |
| 1955   | W 196   | P. Taruffi  | –   |   |     |   |     |     | 4   | 2   |     |     | –      | –    |

| Legende  | Legende            | Legende                                                          |
| Farbe    | Abkürzung          | Bedeutung                                                        |
| -------- | ------------------ | ---------------------------------------------------------------- |
| Gold     | –                  | Sieg                                                             |
| Silber   | –                  | 2. Platz                                                         |
| Bronze   | –                  | 3. Platz                                                         |
| Grün     | –                  | Platzierung in den Punkten                                       |
| Blau     | –                  | Klassifiziert außerhalb der Punkteränge                          |
| Violett  | DNF                | Rennen nicht beendet (did not finish)                            |
| Violett  | NC                 | nicht klassifiziert (not classified)                             |
| Rot      | DNQ                | nicht qualifiziert (did not qualify)                             |
| Rot      | DNPQ               | in Vorqualifikation gescheitert (did not pre-qualify)            |
| Schwarz  | DSQ                | disqualifiziert (disqualified)                                   |
| Weiß     | DNS                | nicht am Start (did not start)                                   |
| Weiß     | WD                 | zurückgezogen (withdrawn)                                        |
| Hellblau | PO                 | nur am Training teilgenommen (practiced only)                    |
| Hellblau | TD                 | Freitags-Testfahrer (test driver)                                |
| ohne     | DNP                | nicht am Training teilgenommen (did not practice)                |
| ohne     | INJ                | verletzt oder krank (injured)                                    |
| ohne     | EX                 | ausgeschlossen (excluded)                                        |
| ohne     | DNA                | nicht erschienen (did not arrive)                                |
| ohne     | C                  | Rennen abgesagt (cancelled)                                      |
| ohne     | keine WM-Teilnahme |                                                                  |
| sonstige | P/fett             | Pole-Position                                                    |
| sonstige | 1/2/3/4/5/6/7/8    | Punktplatzierung im Sprint-/Qualifikationsrennen                 |
| sonstige | SR/kursiv          | Schnellste Rennrunde                                             |
| sonstige | *                  | nicht im Ziel, aufgrund der zurückgelegten Distanz aber gewertet |
| sonstige | ()                 | Streichresultate                                                 |
| sonstige | unterstrichen      | Führender in der Gesamtwertung                                   |

1. ↑  Erst ab der Formel-1-Saison 1974 gab es feste Startnummern. Zuvor variierten die Nummern zwischen den einzelnen Rennen und Trainings.
2. 1 2  Die Konstrukteursweltmeisterschaft wurde erst 1958 eingeführt.
3. ↑  Startnummer 21 beim Deutschland-GP 1954.
4. ↑  Startnummer 4 beim Monaco-GP 1955.

#### 2010–2019
| Saison | Chassis | Fahrer        | Nr. | 1   | 2  | 3   | 4   | 5   | 6   | 7   | 8  | 9   | 10  | 11  | 12  | 13  | 14  | 15  | 16   | 17   | 18  | 19  | 20  | 21 | Punkte | Rang |
| ------ | ------- | ------------- | --- | --- | -- | --- | --- | --- | --- | --- | -- | --- | --- | --- | --- | --- | --- | --- | ---- | ---- | --- | --- | --- | -- | ------ | ---- |
| 2010   | MGP W01 |               |     |     |    |     |     |     |     |     |    |     |     |     |     |     |     |     |      |      |     |     |     |    | 214    | 4.   |
| 2010   | MGP W01 | M. Schumacher | 03  | 6   | 10 | DNF | 10  | 4   | 12  | 4   | 11 | 15  | 9   | 9   | 11  | 7   | 9   | 13  | 6    | 4    | 7   | DNF |     |    | 214    | 4.   |
| 2010   | MGP W01 | N. Rosberg    | 04  | 5   | 5  | 3   | 3   | 13  | 7   | 5   | 6  | 10  | 3   | 8   | DNF | 6   | 5   | 5   | *17* | DNF  | 6   | 4   |     |    | 214    | 4.   |
| 2011   | MGP W02 |               |     |     |    |     |     |     |     |     |    |     |     |     |     |     |     |     |      |      |     |     |     |    | 165    | 4.   |
| 2011   | MGP W02 | M. Schumacher | 07  | DNF | 9  | 8   | 12  | 6   | DNF | 4   | 17 | 9   | 8   | DNF | 5   | 5   | DNF | 6   | DNF  | 5    | 7   | 15  |     |    | 165    | 4.   |
| 2011   | MGP W02 | N. Rosberg    | 08  | DNF | 12 | 5   | 5   | 7   | 11  | 11  | 7  | 6   | 7   | 9   | 6   | DNF | 7   | 10  | 8    | 6    | 6   | 7   |     |    | 165    | 4.   |
| 2012   | F1 W03  |               |     |     |    |     |     |     |     |     |    |     |     |     |     |     |     |     |      |      |     |     |     |    | 142    | 5.   |
| 2012   | F1 W03  | M. Schumacher | 07  | DNF | 10 | DNF | 10  | DNF | DNF | DNF | 3  | 7   | 7   | DNF | 7   | 6   | DNF | 11  | 13   | *22* | 11  | 16  | 7   |    | 142    | 5.   |
| 2012   | F1 W03  | N. Rosberg    | 08  | 12  | 13 | 1   | 5   | 7   | 2   | 6   | 6  | 15  | 10  | 10  | 11  | 7   | 5   | DNF | DNF  | 11   | DNF | 13  | 15  |    | 142    | 5.   |
| 2013   | F1 W04  |               |     |     |    |     |     |     |     |     |    |     |     |     |     |     |     |     |      |      |     |     |     |    | 360    | 2.   |
| 2013   | F1 W04  | N. Rosberg    | 09  | DNF | 4  | DNF | 9   | 6   | 1   | 5   | 1  | 9   | 19* | 4   | 6   | 4   | 7   | 8   | 2    | 3    | 9   | 5   |     |    | 360    | 2.   |
| 2013   | F1 W04  | L. Hamilton   | 10  | 5   | 3  | 3   | 5   | 12  | 4   | 3   | 4  | 5   | 1   | 3   | 9   | 5   | 5   | DNF | 6    | 7    | 4   | 9   |     |    | 360    | 2.   |
| 2014   | F1 W05  |               |     |     |    |     |     |     |     |     |    |     |     |     |     |     |     |     |      |      |     |     |     |    | 701    | 1.   |
| 2014   | F1 W05  | N. Rosberg    | 06  | 1   | 2  | 2   | 2   | 2   | 1   | 2   | 1  | DNF | 1   | 4   | 2   | 2   | DNF | 2   | 2    | 2    | 1   | 14  |     |    | 701    | 1.   |
| 2014   | F1 W05  | L. Hamilton   | 44  | DNF | 1  | 1   | 1   | 1   | 2   | DNF | 2  | 1   | 3   | 3   | DNF | 1   | 1   | 1   | 1    | 1    | 2   | 1   |     |    | 701    | 1.   |
| 2015   | F1 W06  |               |     |     |    |     |     |     |     |     |    |     |     |     |     |     |     |     |      |      |     |     |     |    | 703    | 1.   |
| 2015   | F1 W06  | N. Rosberg    | 06  | 2   | 3  | 2   | 3   | 1   | 1   | 2   | 1  | 2   | 8   | 2   | 17* | 4   | 2   | DNF | 2    | 1    | 1   | 1   |     |    | 703    | 1.   |
| 2015   | F1 W06  | L. Hamilton   | 44  | 1   | 2  | 1   | 1   | 2   | 3   | 1   | 2  | 1   | 6   | 1   | 1   | DNF | 1   | 1   | 1    | 2    | 2   | 2   |     |    | 703    | 1.   |
| 2016   | F1 W07  |               |     |     |    |     |     |     |     |     |    |     |     |     |     |     |     |     |      |      |     |     |     |    | 765    | 1.   |
| 2016   | F1 W07  | N. Rosberg    | 06  | 1   | 1  | 1   | 1   | DNF | 7   | 5   | 1  | 4   | 3   | 2   | 4   | 1   | 1   | 1   | 3    | 1    | 2   | 2   | 2   | 2  | 765    | 1.   |
| 2016   | F1 W07  | L. Hamilton   | 44  | 2   | 3  | 7   | 2   | DNF | 1   | 1   | 5  | 1   | 1   | 1   | 1   | 3   | 2   | 3   | DNF  | 3    | 1   | 1   | 1   | 1  | 765    | 1.   |
| 2017   | F1 W08  |               |     |     |    |     |     |     |     |     |    |     |     |     |     |     |     |     |      |      |     |     |     |    | 668    | 1.   |
| 2017   | F1 W08  | L. Hamilton   | 44  | 2   | 1  | 2   | 4   | 1   | 7   | 1   | 5  | 4   | 1   | 4   | 1   | 1   | 1   | 2   | 1    | 1    | 9   | 4   | 2   |    | 668    | 1.   |
| 2017   | F1 W08  | V. Bottas     | 77  | 3   | 6  | 3   | 1   | DNF | 4   | 2   | 2  | 1   | 2   | 3   | 5   | 2   | 3   | 5   | 4    | 5    | 2   | 2   | 1   |    | 668    | 1.   |
| 2018   | F1 W09  |               |     |     |    |     |     |     |     |     |    |     |     |     |     |     |     |     |      |      |     |     |     |    | 655    | 1.   |
| 2018   | F1 W09  | L. Hamilton   | 44  | 2   | 3  | 4   | 1   | 1   | 3   | 5   | 1  | DNF | 2   | 1   | 1   | 2   | 1   | 1   | 1    | 1    | 3   | 4   | 1   | 1  | 655    | 1.   |
| 2018   | F1 W09  | V. Bottas     | 77  | 8   | 2  | 2   | 14* | 2   | 5   | 2   | 7  | DNF | 4   | 2   | 5   | 4   | 3   | 4   | 2    | 2    | 5   | 5   | 5   | 5  | 655    | 1.   |
| 2019   | F1 W10  |               |     |     |    |     |     |     |     |     |    |     |     |     |     |     |     |     |      |      |     |     |     |    | 739    | 1.   |
| 2019   | F1 W10  | L. Hamilton   | 44  | 2   | 1  | 1   | 2   | 1   | 1   | 1   | 1  | 5   | 1   | 9   | 1   | 2   | 3   | 4   | 1    | 3    | 1   | 2   | 7   | 1  | 739    | 1.   |
| 2019   | F1 W10  | V. Bottas     | 77  | 1   | 2  | 2   | 1   | 2   | 3   | 4   | 2  | 3   | 2   | DNF | 8   | 3   | 2   | 5   | 2    | 1    | 3   | 1   | DNF | 4  | 739    | 1.   |

| Legende  | Legende            | Legende                                                          |
| Farbe    | Abkürzung          | Bedeutung                                                        |
| -------- | ------------------ | ---------------------------------------------------------------- |
| Gold     | –                  | Sieg                                                             |
| Silber   | –                  | 2. Platz                                                         |
| Bronze   | –                  | 3. Platz                                                         |
| Grün     | –                  | Platzierung in den Punkten                                       |
| Blau     | –                  | Klassifiziert außerhalb der Punkteränge                          |
| Violett  | DNF                | Rennen nicht beendet (did not finish)                            |
| Violett  | NC                 | nicht klassifiziert (not classified)                             |
| Rot      | DNQ                | nicht qualifiziert (did not qualify)                             |
| Rot      | DNPQ               | in Vorqualifikation gescheitert (did not pre-qualify)            |
| Schwarz  | DSQ                | disqualifiziert (disqualified)                                   |
| Weiß     | DNS                | nicht am Start (did not start)                                   |
| Weiß     | WD                 | zurückgezogen (withdrawn)                                        |
| Hellblau | PO                 | nur am Training teilgenommen (practiced only)                    |
| Hellblau | TD                 | Freitags-Testfahrer (test driver)                                |
| ohne     | DNP                | nicht am Training teilgenommen (did not practice)                |
| ohne     | INJ                | verletzt oder krank (injured)                                    |
| ohne     | EX                 | ausgeschlossen (excluded)                                        |
| ohne     | DNA                | nicht erschienen (did not arrive)                                |
| ohne     | C                  | Rennen abgesagt (cancelled)                                      |
| ohne     | keine WM-Teilnahme |                                                                  |
| sonstige | P/fett             | Pole-Position                                                    |
| sonstige | 1/2/3/4/5/6/7/8    | Punktplatzierung im Sprint-/Qualifikationsrennen                 |
| sonstige | SR/kursiv          | Schnellste Rennrunde                                             |
| sonstige | *                  | nicht im Ziel, aufgrund der zurückgelegten Distanz aber gewertet |
| sonstige | ()                 | Streichresultate                                                 |
| sonstige | unterstrichen      | Führender in der Gesamtwertung                                   |

#### Seit 2020
| Saison | Chassis | Fahrer       | Nr. | 1 | 2   | 3   | 4  | 5   | 6  | 7   | 8  | 9   | 10  | 11  | 12  | 13 | 14   | 15 | 16  | 17 | 18   | 19   | 20  | 21   | 22  | 23  | 24 | Punkte | Rang |
| ------ | ------- | ------------ | --- | - | --- | --- | -- | --- | -- | --- | -- | --- | --- | --- | --- | -- | ---- | -- | --- | -- | ---- | ---- | --- | ---- | --- | --- | -- | ------ | ---- |
| 2020   | F1 W11  |              |     |   |     |     |    |     |    |     |    |     |     |     |     |    |      |    |     |    |      |      |     |      |     |     |    | 573    | 1.   |
| 2020   | F1 W11  | L. Hamilton  | 44  | 4 | 1   | 1   | 1  | 2   | 1  | 1   | 7  | 1   | 3   | 1   | 1   | 1  | 1    | 1  | INJ | 3  |      |      |     |      |     |     |    | 573    | 1.   |
| 2020   | F1 W11  | G. Russell   | 63  |   |     |     |    |     |    |     |    |     |     |     |     |    |      |    | 9   |    |      |      |     |      |     |     |    | 573    | 1.   |
| 2020   | F1 W11  | V. Bottas    | 77  | 1 | 2   | 3   | 11 | 3   | 3  | 2   | 5  | 2   | 1   | DNF | 2   | 2  | 14   | 8  | 8   | 2  |      |      |     |      |     |     |    | 573    | 1.   |
| 2021   | F1 W12  |              |     |   |     |     |    |     |    |     |    |     |     |     |     |    |      |    |     |    |      |      |     |      |     |     |    | 613,5  | 1.   |
| 2021   | F1 W12  | L. Hamilton  | 44  | 1 | 2   | 1   | 1  | 7   | 15 | 2   | 2  | 4   | 12  | 2   | 3   | 2  | DNF5 | 1  | 5   | 2  | 2    | 15   | 1   | 1    | 2   |     |    | 613,5  | 1.   |
| 2021   | F1 W12  | V. Bottas    | 77  | 3 | DNF | 3   | 3  | DNF | 12 | 4   | 3  | 2   | 3   | DNF | 12  | 3  | 31   | 5  | 1   | 6  | 15   | 31   | DNF | 3    | 6   |     |    | 613,5  | 1.   |
| 2022   | F1 W13  |              |     |   |     |     |    |     |    |     |    |     |     |     |     |    |      |    |     |    |      |      |     |      |     |     |    | 515    | 3.   |
| 2022   | F1 W13  | L. Hamilton  | 44  | 3 | 10  | 4   | 13 | 6   | 5  | 8   | 4  | 3   | 3   | 38  | 2   | 2  | DNF  | 4  | 5   | 9  | 5    | 2    | 2   | 23   | 18* |     |    | 515    | 3.   |
| 2022   | F1 W13  | G. Russell   | 63  | 4 | 5   | 3   | 4  | 5   | 3  | 5   | 3  | 4   | DNF | 4   | 3   | 3  | 4    | 2  | 3   | 14 | 8    | 5    | 4   | 1    | 5   |     |    | 515    | 3.   |
| 2023   | F1 W14  |              |     |   |     |     |    |     |    |     |    |     |     |     |     |    |      |    |     |    |      |      |     |      |     |     |    | 409    | 2.   |
| 2023   | F1 W14  | L. Hamilton  | 44  | 5 | 5   | 2   | 67 | 6   | C  | 4   | 2  | 3   | 8   | 3   | 4   | 47 | 6    | 6  | 3   | 5  | DNF5 | DSQ2 | 2   | 87   | 7   | 9   |    | 409    | 2.   |
| 2023   | F1 W14  | G. Russell   | 63  | 7 | 4   | DNF | 84 | 4   | C  | 5   | 3  | DNF | 78  | 5   | 6   | 68 | 17   | 5  | 16* | 7  | 4    | 58   | 6   | DNF4 | 8   | 3   |    | 409    | 2.   |
| 2024   | F1 W15  |              |     |   |     |     |    |     |    |     |    |     |     |     |     |    |      |    |     |    |      |      |     |      |     |     |    | 468    | 4.   |
| 2024   | F1 W15  | L. Hamilton  | 44  | 7 | 9   | DNF | 9  | 92  | 6  | 6   | 7  | 4   | 3   | 46  | 1   | 3  | 1    | 8  | 5   | 9  | 6    | DNF6 | 4   | 10   | 2   | 126 | 4  | 468    | 4.   |
| 2024   | F1 W15  | G. Russell   | 63  | 5 | 6   | 17* | 7  | 68  | 8  | 7   | 5  | 3   | 4   | 14  | DNF | 8  | DSQ  | 7  | 7   | 3  | 4    | 65   | 5   | 46   | 1   | 43  | 5  | 468    | 4.   |
| 2025   | F1 W16  |              |     |   |     |     |    |     |    |     |    |     |     |     |     |    |      |    |     |    |      |      |     |      |     |     |    | 236    | 3.   |
| 2025   | F1 W16  | K. Antonelli | 12  | 4 | 67  | 6   | 11 | 6   | 67 | DNF | 18 | DNF | 3   | DNF | DNF | 16 | 10   |    |     |    |      |      |     |      |     |     |    | 236    | 3.   |
| 2025   | F1 W16  | G. Russell   | 63  | 3 | 34  | 5   | 2  | 5   | 34 | 7   | 11 | 4   | 1   | 5   | 10  | 5  | 3    |    |     |    |      |      |     |      |     |     |    | 236    | 3.   |

| Legende  | Legende            | Legende                                                          |
| Farbe    | Abkürzung          | Bedeutung                                                        |
| -------- | ------------------ | ---------------------------------------------------------------- |
| Gold     | –                  | Sieg                                                             |
| Silber   | –                  | 2. Platz                                                         |
| Bronze   | –                  | 3. Platz                                                         |
| Grün     | –                  | Platzierung in den Punkten                                       |
| Blau     | –                  | Klassifiziert außerhalb der Punkteränge                          |
| Violett  | DNF                | Rennen nicht beendet (did not finish)                            |
| Violett  | NC                 | nicht klassifiziert (not classified)                             |
| Rot      | DNQ                | nicht qualifiziert (did not qualify)                             |
| Rot      | DNPQ               | in Vorqualifikation gescheitert (did not pre-qualify)            |
| Schwarz  | DSQ                | disqualifiziert (disqualified)                                   |
| Weiß     | DNS                | nicht am Start (did not start)                                   |
| Weiß     | WD                 | zurückgezogen (withdrawn)                                        |
| Hellblau | PO                 | nur am Training teilgenommen (practiced only)                    |
| Hellblau | TD                 | Freitags-Testfahrer (test driver)                                |
| ohne     | DNP                | nicht am Training teilgenommen (did not practice)                |
| ohne     | INJ                | verletzt oder krank (injured)                                    |
| ohne     | EX                 | ausgeschlossen (excluded)                                        |
| ohne     | DNA                | nicht erschienen (did not arrive)                                |
| ohne     | C                  | Rennen abgesagt (cancelled)                                      |
| ohne     | keine WM-Teilnahme |                                                                  |
| sonstige | P/fett             | Pole-Position                                                    |
| sonstige | 1/2/3/4/5/6/7/8    | Punktplatzierung im Sprint-/Qualifikationsrennen                 |
| sonstige | SR/kursiv          | Schnellste Rennrunde                                             |
| sonstige | *                  | nicht im Ziel, aufgrund der zurückgelegten Distanz aber gewertet |
| sonstige | ()                 | Streichresultate                                                 |
| sonstige | unterstrichen      | Führender in der Gesamtwertung                                   |

1. ↑  Hamilton konnte aufgrund eines positiven Corona-Tests nicht antreten.

#### Kundenauto beim Indianapolis 500

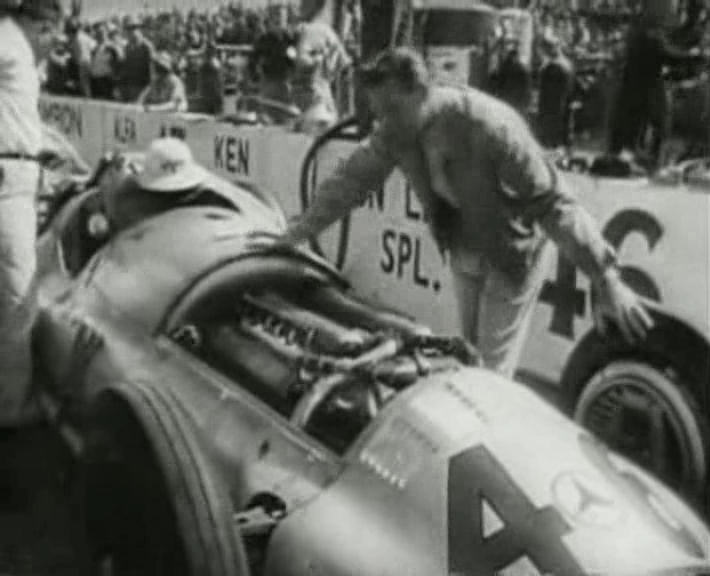
Mercedes W 154 bei den 500 Meilen von Indianapolis 1947

Zwischen 1947 und 1957 setzten Privatiers vereinzelt einen, in den Nachkriegswirren in der Tschechoslowakei erworbenen, Mercedes-Benz W 154 mit der Chassisnummer 9 beim 500-Meilen-Rennen von Indianapolis ein. Der Vorkriegs-Silberpfeil aus dem Jahr 1938 wurde 1947 und 1948 von Teamchef Don Lee im Brickyard eingesetzt. Das kleine Privatteam war mit dem aufwändigen Betrieb des W 154 und seinem V12-Motor letztlich technisch wie personell überfordert. Das Auto fiel folgerichtig in beiden Rennen technisch bedingt aus. Das Chassis wurde 1949 nochmals von Joel Thorne eingesetzt, konnte sich jedoch nicht qualifizieren. Das Rennen 1949 schaute sich Mercedes-Rennleiter Alfred Neubauer vor Ort an, um ein mögliches zukünftiges Werks-Engagement von Mercedes in Indianapolis zu prüfen. Dazu sollte es jedoch trotz der umfangreichen Motorsportoffensive der Marke Anfang der 1950er-Jahre nicht kommen.
1957 tauchte das Chassis des W 154 erneut beim Indianapolis 500 auf. Angetrieben wurde das Auto mittlerweile jedoch von einem Jaguar Reihensechszylinder. Das Indianapolis 500 war von 1950 bis 1960 offizieller Teil der Formel-1-Weltmeisterschaft, sodass es sich formal um den einzigen Einsatz eines Mercedes-Kundenautos in der Formel 1 handelte. Das Fahrzeug wurde jedoch durchgängig privat eingesetzt und ist damit unabhängig vom Mercedes-Werkseinsatz zu betrachten und taucht nicht in der Statistik des Konstrukteurs Mercedes auf.
| Saison | Chassis | Fahrer    | Nr. | 1 | 2 | 3   | 4 | 5 | 6 | 7 | 8 | Punkte | Rang |
| ------ | ------- | --------- | --- | - | - | --- | - | - | - | - | - | ------ | ---- |
| 1957   | W 154   |           |     |   |   |     |   |   |   |   |   | –      | –    |
| 1957   | W 154   | D. Kladis | 84  |   |   | DNQ |   |   |   |   |   | –      | –    |

| Legende  | Legende            | Legende                                                          |
| Farbe    | Abkürzung          | Bedeutung                                                        |
| -------- | ------------------ | ---------------------------------------------------------------- |
| Gold     | –                  | Sieg                                                             |
| Silber   | –                  | 2. Platz                                                         |
| Bronze   | –                  | 3. Platz                                                         |
| Grün     | –                  | Platzierung in den Punkten                                       |
| Blau     | –                  | Klassifiziert außerhalb der Punkteränge                          |
| Violett  | DNF                | Rennen nicht beendet (did not finish)                            |
| Violett  | NC                 | nicht klassifiziert (not classified)                             |
| Rot      | DNQ                | nicht qualifiziert (did not qualify)                             |
| Rot      | DNPQ               | in Vorqualifikation gescheitert (did not pre-qualify)            |
| Schwarz  | DSQ                | disqualifiziert (disqualified)                                   |
| Weiß     | DNS                | nicht am Start (did not start)                                   |
| Weiß     | WD                 | zurückgezogen (withdrawn)                                        |
| Hellblau | PO                 | nur am Training teilgenommen (practiced only)                    |
| Hellblau | TD                 | Freitags-Testfahrer (test driver)                                |
| ohne     | DNP                | nicht am Training teilgenommen (did not practice)                |
| ohne     | INJ                | verletzt oder krank (injured)                                    |
| ohne     | EX                 | ausgeschlossen (excluded)                                        |
| ohne     | DNA                | nicht erschienen (did not arrive)                                |
| ohne     | C                  | Rennen abgesagt (cancelled)                                      |
| ohne     | keine WM-Teilnahme |                                                                  |
| sonstige | P/fett             | Pole-Position                                                    |
| sonstige | 1/2/3/4/5/6/7/8    | Punktplatzierung im Sprint-/Qualifikationsrennen                 |
| sonstige | SR/kursiv          | Schnellste Rennrunde                                             |
| sonstige | *                  | nicht im Ziel, aufgrund der zurückgelegten Distanz aber gewertet |
| sonstige | ()                 | Streichresultate                                                 |
| sonstige | unterstrichen      | Führender in der Gesamtwertung                                   |

1. ↑  Die Konstrukteursweltmeisterschaft wurde erst 1958 eingeführt.
2. ↑  Startnummer 84 im Qualifying zum Indianapolis 500 1957.

### Rekorde in der Formel 1
Die folgende Übersicht zeigt Formel-1-Rekorde, die das Mercedes-Werksteam hält. Laufende Rekorde sind dabei gelb dargestellt.

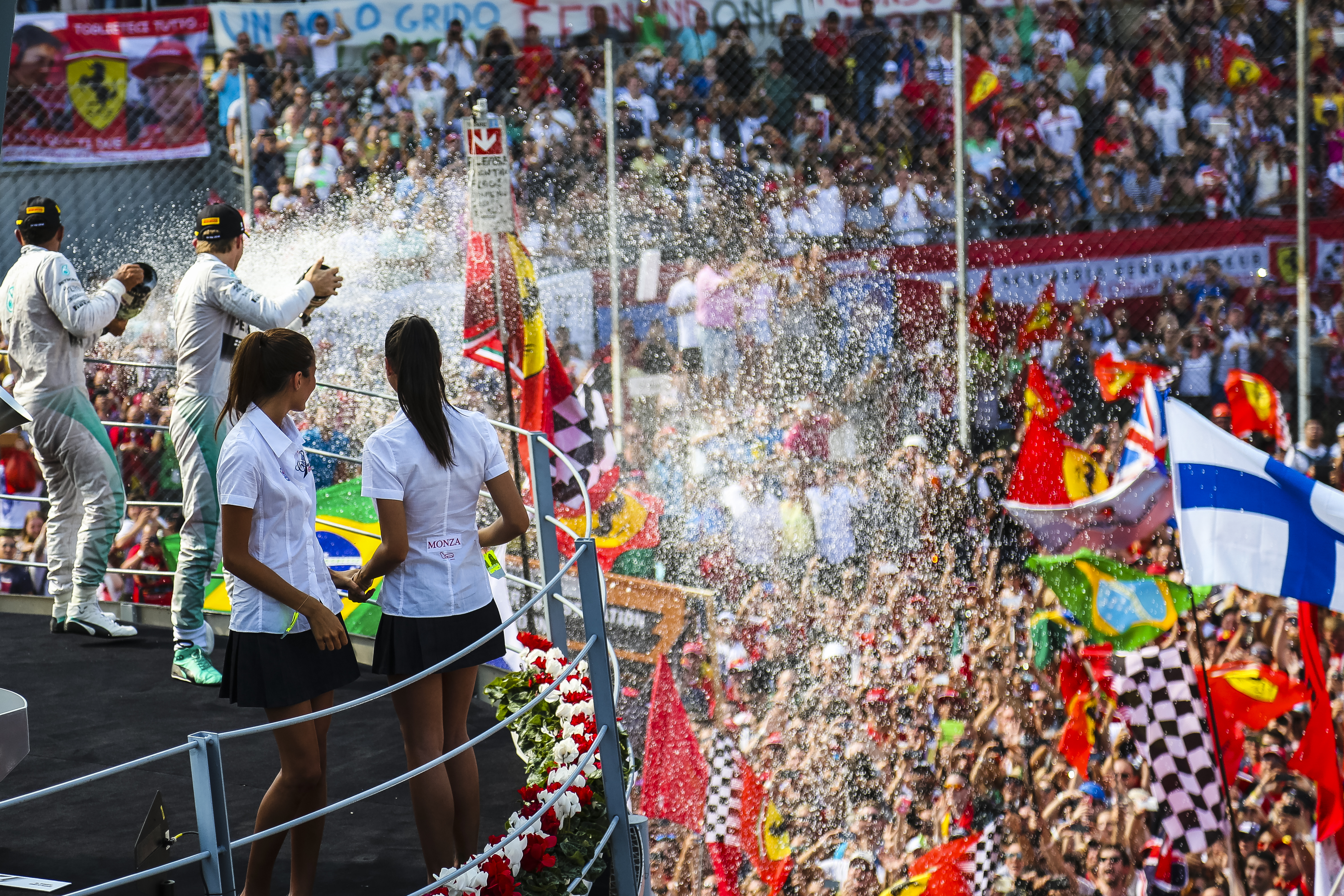
Siegerehrung nach dem Doppelsieg beim Großen Preis von Italien 2014

| Rekord                                                                      | Rekordwert | Saison              |
| --------------------------------------------------------------------------- | ---------- | ------------------- |
| meiste Fahrer-Weltmeisterschaften in Folge                                  | 7          | 2014–2020           |
| meiste Konstrukteurs-Weltmeisterschaften in Folge                           | 8          | 2014–2021           |
| meiste Doppelsiege eines Konstrukteurs in einer Saison                      | 12         | 2015                |
| meiste Pole-Positions eines Konstrukteurs in einer Saison                   | 20         | 2016                |
| meiste Podiumsplatzierungen eines Konstrukteurs in einer Saison             | 33         | 2016                |
| meiste GP mindestens eine Runde geführt eines Konstrukteurs in einer Saison | 21         | 2019                |
| meiste Doppelsiege in Folge                                                 | 5          | 2014 2015–2016 2019 |
| meiste Doppelsiege in Folge zum Saisonbeginn                                | 5          | 2019                |
| höchste Quote an Rennsiegen aller Konstrukteure                             | 40,7 %     | 1954–2024           |
| höchste Quote an Doppelsiegen aller Konstrukteure                           | 18,9 %     | 1954–2024           |
| höchste Quote an Pole-Positions aller Konstrukteure                         | 44,8 %     | 1954–2024           |
| meiste GP in Folge mindestens eine Runde geführt                            | 39         | 2018–2020           |
| Stand: Saisonende 2024                                                      |            |                     |

1. ↑  Geteilt mit der Scuderia Ferrari.
2. 1 2 3  Bei mindestens 50 GP-Teilnahmen.

### Liste der GP-Siege von Mercedes in der Formel 1
Diese Auflistung enthält alle Grand Prix-Siege des Mercedes-Werksteams im Rahmen der Formel-1-Weltmeisterschaft seit 1950. Grand Prix-Renner von Mercedes-Benz waren darüber hinaus auch schon bei den Großen Preisen vor 1950 erfolgreich. Diese Grand Prix sind in der Auflistung markiert (†). So wurde der Große Preis von Frankreich z. B. dreimal im Rahmen der Formel-1-WM gewonnen – insgesamt haben Piloten auf Mercedes-Rennwagen den französischen Grand Prix bereits sieben Mal gewonnen.
Die Grand Prix, bei denen Mercedes Rekordsieger ist, sind gelb hinterlegt.
| Grand Prix                          | Siege | Fahrer                                             | Saisons                                                 |
| ----------------------------------- | ----- | -------------------------------------------------- | ------------------------------------------------------- |
| Großer Preis von Großbritannien     | 10    | Hamilton (8), Moss (1), Rosberg (1)                | 1955 (Aintree) 2013–2017, 2019–2021, 2024 (Silverstone) |
| Großer Preis von Russland†          | 8     | Hamilton (5), Bottas (2), Rosberg (1)              | 2014–2021 (Sotschi)                                     |
| Großer Preis von Italien†           | 7     | Hamilton (4), Fangio (2), Rosberg (1)              | 1954–1955, 2014–2018 (Monza)                            |
| Großer Preis von Spanien†           | 7     | Hamilton (6), Rosberg (1)                          | 2014–2015, 2017–2021 (Barcelona)                        |
| Großer Preis von China              | 6     | Hamilton (4), Rosberg (2)                          | 2012, 2014–2017, 2019 (Shanghai)                        |
| Großer Preis von Japan              | 6     | Hamilton (4), Rosberg (1), Bottas (1)              | 2014–2019 (Suzuka)                                      |
| Großer Preis von Abu Dhabi          | 6     | Hamilton (4), Rosberg (1), Bottas (1)              | 2014–2019 (Yas Marina)                                  |
| Großer Preis von Bahrain            | 6     | Hamilton (5), Rosberg (1)                          | 2014–2016, 2019–2021 (Bahrain)                          |
| Großer Preis von Österreich         | 6     | Rosberg (2), Bottas (2), Hamilton (1), Russell (1) | 2014–2017, 2020, 2024 (Spielberg)                       |
| Großer Preis von Belgien†           | 6     | Hamilton (4), Fangio (1), Rosberg (1)              | 1954, 2015–2017, 2020, 2024 (Spa-Francorchamps)         |
| Großer Preis von Monaco†            | 5     | Rosberg (3), Hamilton (2)                          | 2013–2016, 2019 (Monaco)                                |
| Großer Preis der USA†               | 5     | Hamilton (4), Bottas (1)                           | 2014–2017, 2019 (Austin)                                |
| Großer Preis von Ungarn             | 5     | Hamilton (5)                                       | 2013, 2016, 2018–2020 (Budapest)                        |
| Großer Preis von Kanada             | 5     | Hamilton (4), Russell (1)                          | 2015–2017, 2019, 2025 (Montreal)                        |
| Großer Preis von Deutschland†       | 4     | Hamilton (2), Rosberg (1), Fangio (1)              | 1954 (Nürburgring) 2014, 2016, 2018 (Hockenheim)        |
| Großer Preis von Singapur           | 4     | Hamilton (3), Rosberg (1)                          | 2014, 2016–2018 (Marina Bay)                            |
| Großer Preis von Brasilien          | 4     | Hamilton (2), Rosberg (2)                          | 2014–2016, 2018 (Interlagos)                            |
| Großer Preis von Australien         | 4     | Rosberg (2), Hamilton (1), Bottas (1)              | 2014–2016, 2019 (Melbourne)                             |
| Großer Preis von Frankreich†        | 3     | Hamilton (2), Fangio (1)                           | 1954 (Reims) 2018–2019 (Le Castellet)                   |
| Großer Preis von Mexiko             | 3     | Rosberg (2), Hamilton (1)                          | 2015–2016, 2019 (Mexiko City)                           |
| Großer Preis von Aserbaidschan      | 2     | Hamilton (1), Bottas (1)                           | 2018–2019 (Baku)                                        |
| Großer Preis von Portugal           | 2     | Hamilton (2)                                       | 2020–2021 (Portimão)                                    |
| Großer Preis der Türkei             | 2     | Hamilton (1), Bottas (1)                           | 2020–2021 (Istanbul)                                    |
| Großer Preis von São Paulo          | 2     | Hamilton (1), Russell (1)                          | 2021–2022 (Interlagos)                                  |
| Großer Preis der Schweiz†           | 1     | Fangio (1)                                         | 1954 (Bremgarten)                                       |
| Großer Preis von Argentinien        | 1     | Fangio (1)                                         | 1955 (Buenos Aires)                                     |
| Großer Preis der Niederlande        | 1     | Fangio (1)                                         | 1955 (Zandvoort)                                        |
| Großer Preis von Malaysia           | 1     | Hamilton (1)                                       | 2014 (Sepang)                                           |
| Großer Preis von Europa             | 1     | Rosberg (1)                                        | 2016 (Baku)                                             |
| Großer Preis der Steiermark         | 1     | Hamilton (1)                                       | 2020 (Spielberg)                                        |
| Großer Preis der Toskana            | 1     | Hamilton (1)                                       | 2020 (Mugello)                                          |
| Großer Preis der Eifel              | 1     | Hamilton (1)                                       | 2020 (Nürburgring)                                      |
| Großer Preis der Emilia-Romagna     | 1     | Hamilton (1)                                       | 2020 (Imola)                                            |
| Großer Preis von Katar              | 1     | Hamilton (1)                                       | 2021 (Losail)                                           |
| Großer Preis von Saudi-Arabien      | 1     | Hamilton (1)                                       | 2021 (Jeddah)                                           |
| Großer Preis von Las Vegas          | 1     | Russell (1)                                        | 2024 (Las Vegas)                                        |
| Stand: Großer Preis von Kanada 2025 |       |                                                    |                                                         |

1. 1 2 3  Geteilter Rekord mit Red Bull.
2. 1 2  Bisher einmalig ausgetragener Grand Prix.

## Auszeichnungen
2015 bekam Mercedes als erstes Team überhaupt die Lorenzo Bandini Trophäe für besondere Leistungen im Motorsport verliehen. Die Auszeichnung bezog sich auf den Gewinn der Fahrer- und Konstrukteursweltmeisterschaft 2014.
Das Mercedes-Werksteam gewann im Frühjahr 2018 den Laureus World Sports Award als Mannschaft des Jahres für den Gewinn des vierten Konstrukteurstitels in Folge in der Saison 2017.
Im Februar 2020 gewann Lewis Hamilton für seine Leistungen in der Saison 2019 und seine bis dato sechs Fahrertitel den Laureus Award als Sportsman of the Year, gemeinsam mit Lionel Messi. Erstmals in der Geschichte wurde der Titel aufgrund gleicher Anzahl an Stimmen geteilt. Hamilton gewann alle seine Titel und Rennen mit Mercedes-Motoren. Letztmals wurde 2014 mit Sebastian Vettel ein Motorsportler ausgezeichnet.

## Übersicht des aktuellen Personals
Das Team beschäftigte Anfang 2025 nach eigenen Angaben mehr als 950 Mitarbeiter im Chassis-Werk am Standort Brackley. Das deckt sich mit weiteren Angaben verschiedener Quellen. Auf dem gesamten Technologie-Campus in Brackley waren 2023 sogar rund 1.250 Personen beschäftigt.
Im Motorenwerk in Brixworth kommen weitere rund 700 Mitarbeiter hinzu.

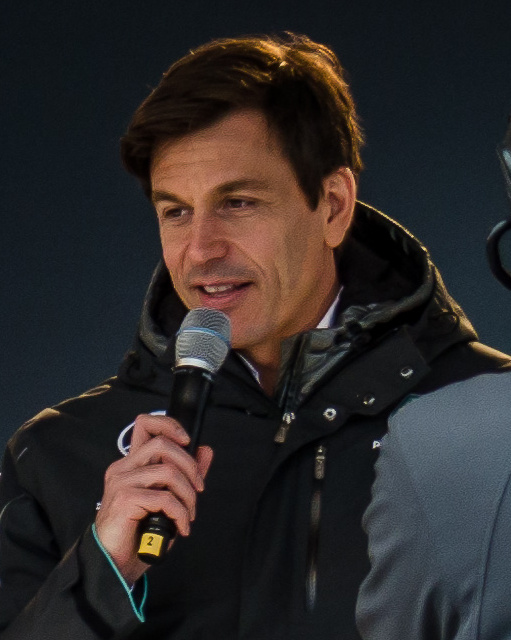
Toto Wolff ist seit 2013 Motorsportdirektor von Mercedes-Benz

| Aufgabenbereich                                                 | Name                           |
| --------------------------------------------------------------- | ------------------------------ |
| Stammfahrer                                                     | Andrea Kimi Antonelli          |
| Stammfahrer                                                     | George Russell                 |
| Simulator- und Ersatzfahrer                                     | Valtteri Bottas Frederik Vesti |
| Teamchef und Geschäftsführer / Motorsportdirektor Mercedes-Benz | Toto Wolff                     |
| Vorsitzender des Aufsichtsrats                                  | Markus Schäfer                 |
| Technischer Direktor                                            | James Allison                  |
| Stv. Technischer Direktor                                       | Simone Resta                   |
| Teammanager / Sportdirektor                                     | Ron Meadows                    |
| Leiter Kommunikation                                            | Bradley Lord                   |
| Betriebsdirektor                                                | Rob Thomas                     |
| Performance-Direktor                                            | David Nelson                   |
| Chefingenieur                                                   | Philip Prew                    |
| Chefdesigner                                                    | John Owen                      |
| Chefaerodynamiker                                               | Jarrod Murphy                  |
| Chefingenieur Digitale Transformation                           | Geoffrey Willis                |
| Direktor Forschung und Entwicklung                              | Jason Smith                    |
| Leiter Streckenperformance                                      | Riccardo Musconi               |
| Leitender Renningenieur                                         | Andrew Shovlin                 |
| Renningenieur Antonelli                                         | Peter Bonnington               |
| Renningenieur Russell                                           | Marcus Dudley                  |
| Leiter Juniorenprogramm                                         | Gwen Lagrue                    |
| Geschäftsführer des Motorenwerks                                | Hywel Thomas                   |
| Vorstandsvorsitzender Mercedes-Benz Group                       | Ola Källenius                  |
| Stand: Saisonanfang 2025                                        |                                |

## Juniorprogramm
2016 wurde mit der Etablierung eines offiziellen Nachwuchsprogramms an die Tradition des Mercedes-Juniorenprogramms aus den 1990er Jahren angeknüpft, mit dem damals Fahrer wie Karl Wendlinger, Michael Schumacher oder Heinz-Harald Frentzen gefördert wurden. Seit 2016 ist Gwen Lagrue für das Juniorenprogramm verantwortlich. Die Talentsuche und Förderung beginnt üblicherweise im Kartsport noch vor dem Einstieg in den Formelsport. In den vergangenen Jahren ist zwischen mehreren Akademien ein Wettbewerb um die größten Talente entstanden. Ziel des Juniorenprogramms ist es darüber hinaus, Motorsporttalenten unabhängig von deren finanziellem Hintergrund den Einstieg in den Formelsport zu ermöglichen.
2022 trat mit George Russell erstmals seit dem Wiedereinstieg ein ehemaliger Juniorenfahrer als Stammpilot im Werksteam an. Mit der Nominierung von Andrea Kimi Antonelli entstammt 2025 sogar die komplette Fahrerpaarung dem eigenen Nachwuchsprogramm. Der vorherige Nachwuchsfahrer Frederik Vesti ist Reservefahrer. Weitere ehemalige Junioren wie Pascal Wehrlein oder Esteban Ocon schafften bei anderen Teams den Sprung in die Formel 1.
In der Saison 2025 fördert Mercedes-Benz zwölf Nachwuchsfahrer im Rahmen des Grand-Prix-Sports:
| Fahrer              | Jahrgang | Zeitraum  | Aktuelle Serie                                                          | Erfolge                                    |
| ------------------- | -------- | --------- | ----------------------------------------------------------------------- | ------------------------------------------ |
| / Alex Powell       | 2007     | seit 2019 | Italienische Formel 4 Formel 4 Middle East Euro 4 Championship          | 2024 Italienische Formel 4 (5.)            |
| Yuanpu Cui          | 2008     | seit 2021 | Formula Regional Middle East GB3 Championship                           | nationale Erfolge                          |
| Luna Fluxa          | 2010     | seit 2022 | Kartsport (OK)                                                          | internationale Erfolge                     |
| Kenzo Craigie       | 2010     | seit 2023 | Kartsport (OK-J)                                                        | 2024 Junioren Kart-Weltmeister (OK-J)      |
| Doriane Pin         | 2004     | seit 2024 | F1 Academy Formula Regional European Formula Regional Middle East       | 2024 F1 Academy (2.)                       |
| James Anagnostiadis | 2010     | seit 2024 | Kartsport (OK-J)                                                        | 2024 Vize-Junioren Kart-Weltmeister (OK-J) |
| Rashid Al Dhaheri   | 2008     | seit 2025 | Formula Regional European Formula Regional Middle East GB3 Championship | 2023/2024 Top Ten versch. nat. Formel 4    |
| Ethan Jeff-Hall     | 2009     | seit 2025 | Britische Formel 4                                                      | 2024 Kart-Weltmeister (OK)                 |
| Noah Strømsted      | 2009     | seit 2025 | Formel 3                                                                | 2023/2024 Top Ten versch. nat. Formel 4    |
| Andy Consani        | 2010     | seit 2025 | Französische Formel 4                                                   | 2024 Top Ten Kart-Weltmeisterschaft (OK-J) |
| Julia Montlaur      | 2013     | seit 2025 | Kartsport (OK)                                                          | nationale Erfolge                          |
| Many Nuvolini       | 2013     | seit 2025 | Kartsport                                                               | 2024 Kart-Weltmeister (OK)                 |
| Stand: Saison 2025  |          |           |                                                                         |                                            |

## Aktuelle Sponsoren
| Sponsoring         | Unternehmen / Marke |
| ------------------ | --- |
| Title Partner      | - Petronas |
| Principle Partner  | - Ineos |

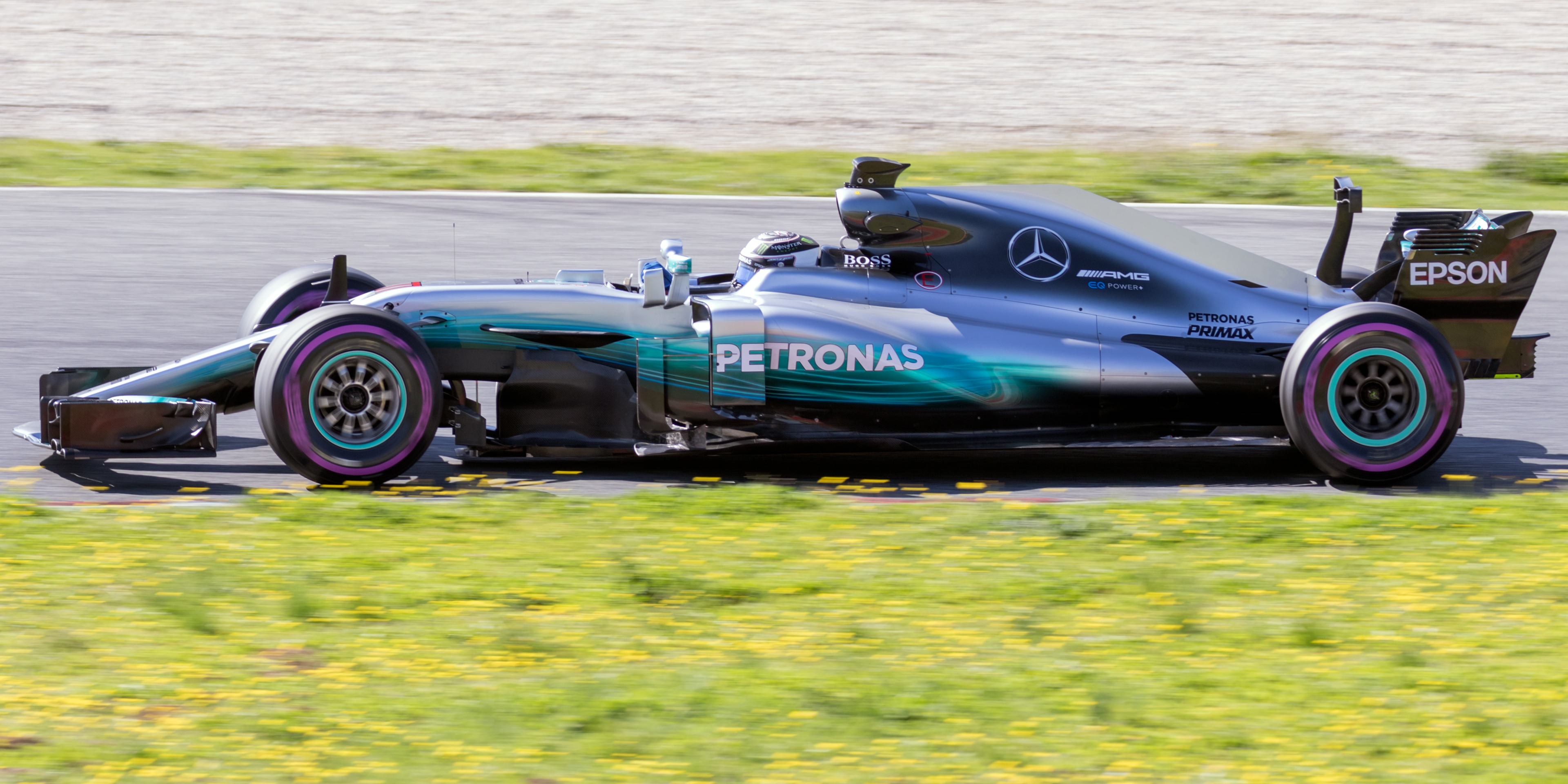
Das klassische Farbdesign der modernen Silberpfeile

Der malaysische Mineralölkonzern Petronas ist seit dem Wiedereinstieg 2010 Titelsponsor des Teams

| Team Partners      | - Crowdstrike - Adidas - Snapdragon - Teamviewer - Solera - Signify - UBS - Hewlett Packard Enterprise - G42 - Nuvei - IWC Schaffhausen - Akkodis - SAP - Einhell - AMD - WhatsApp - Ritz-Carlton - Nasdaq - Sherwin Williams |
| Team Suppliers     | - Endless Brakes - Pirelli |
| Stand: Saison 2025 | |

## Alle Formel-1-Autos von Mercedes

2020–2025
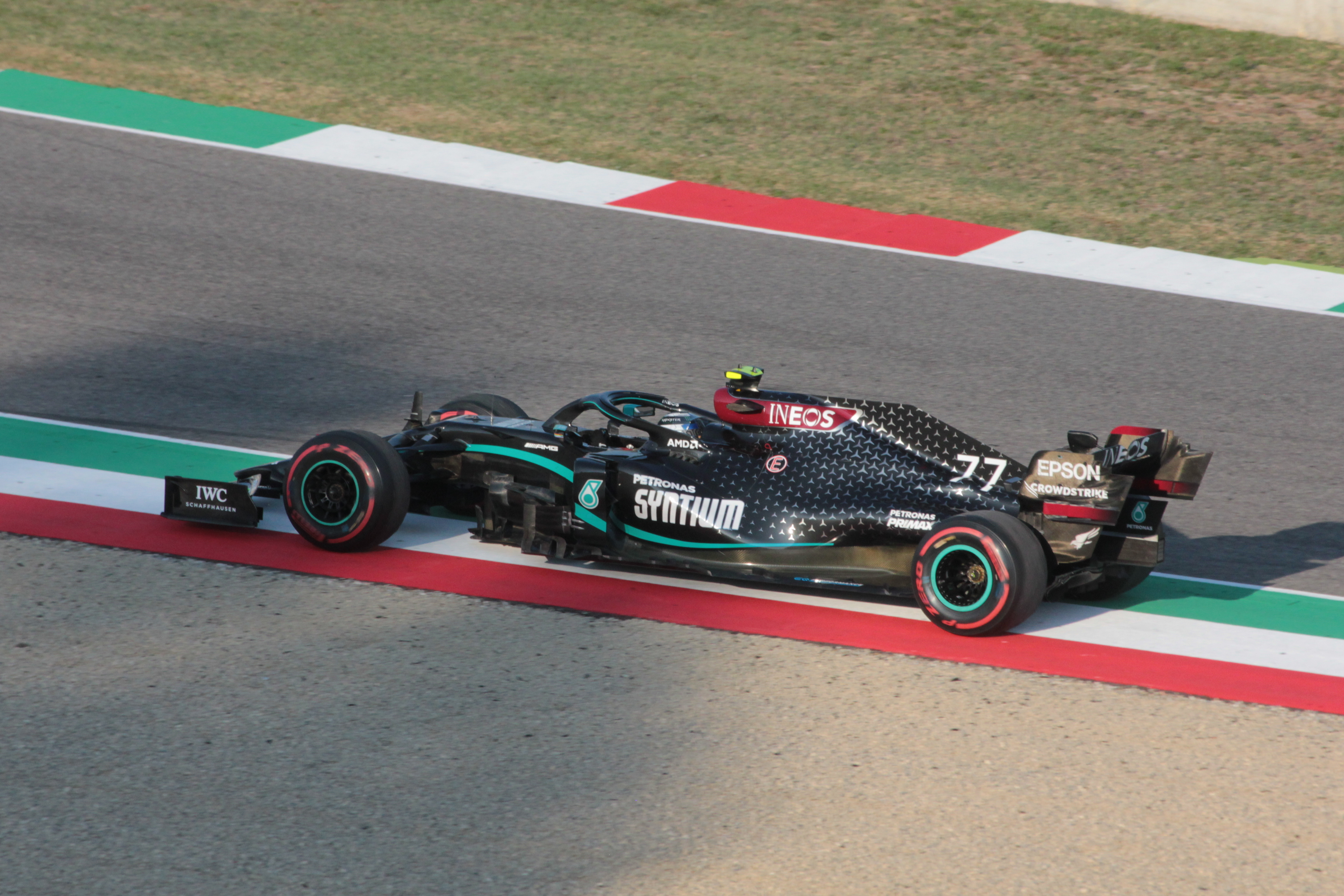
F1 W11 EQ Performance (2020)
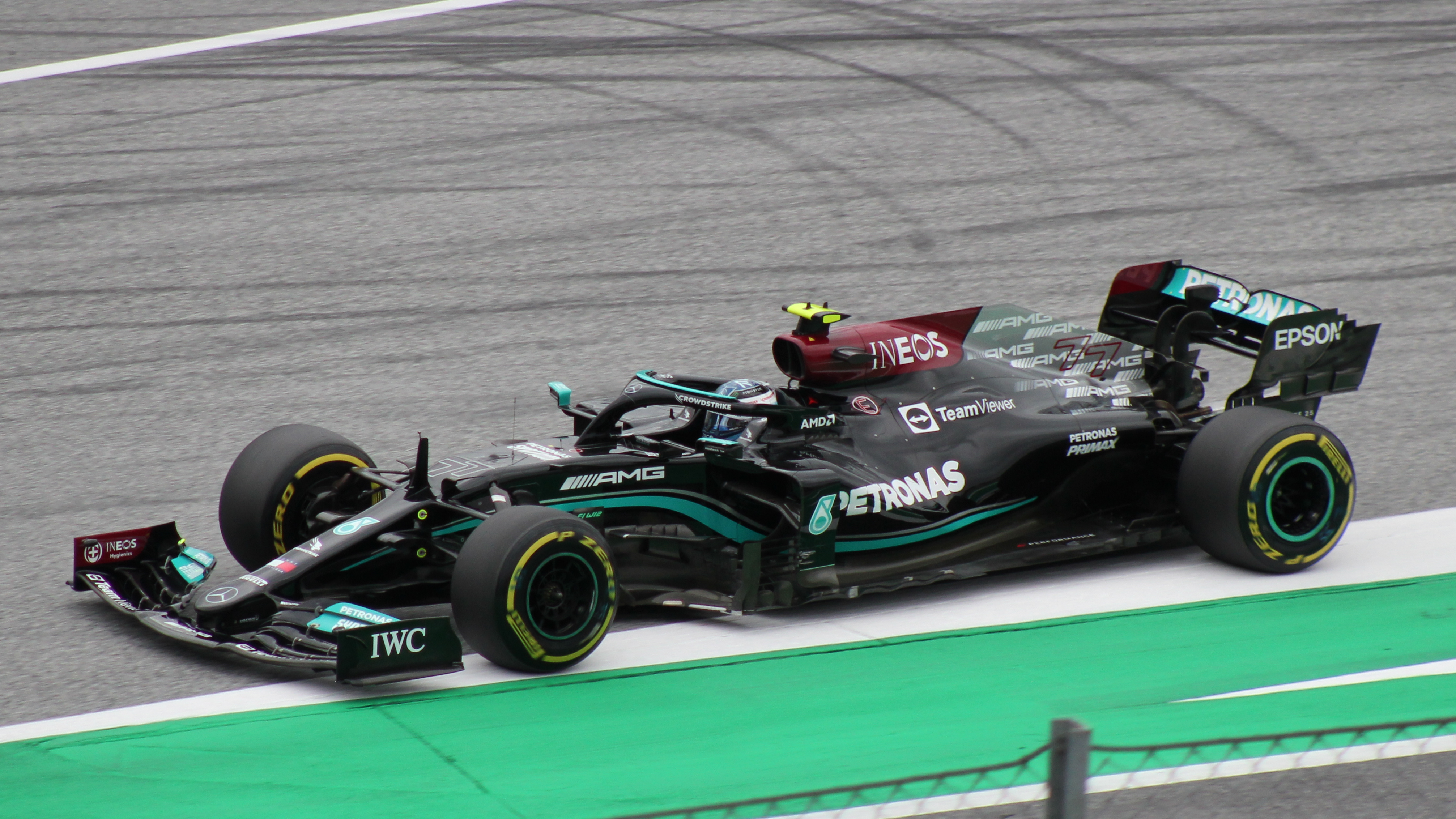
F1 W12 E Performance (2021)
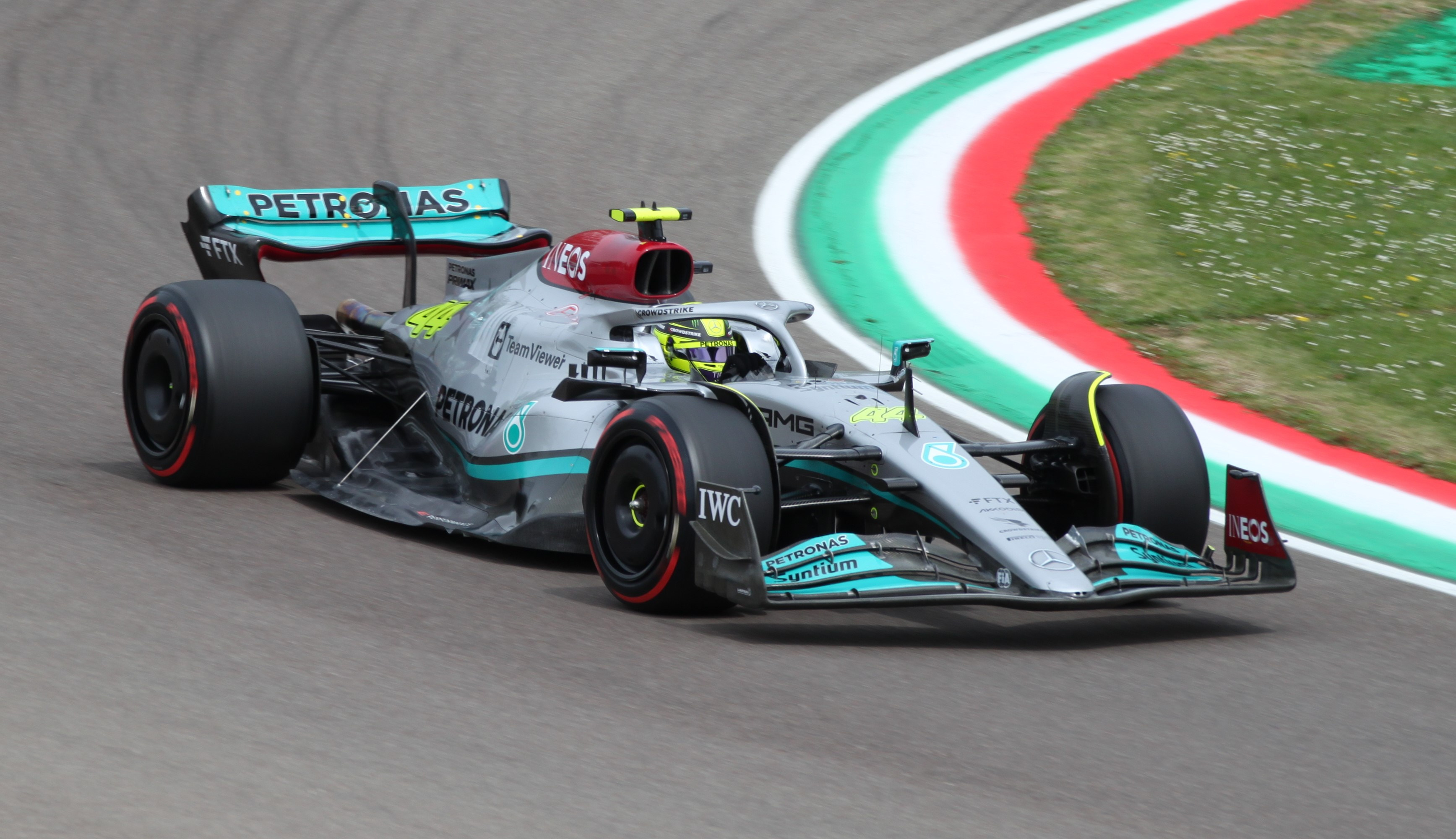
F1 W13 E Performance (2022)
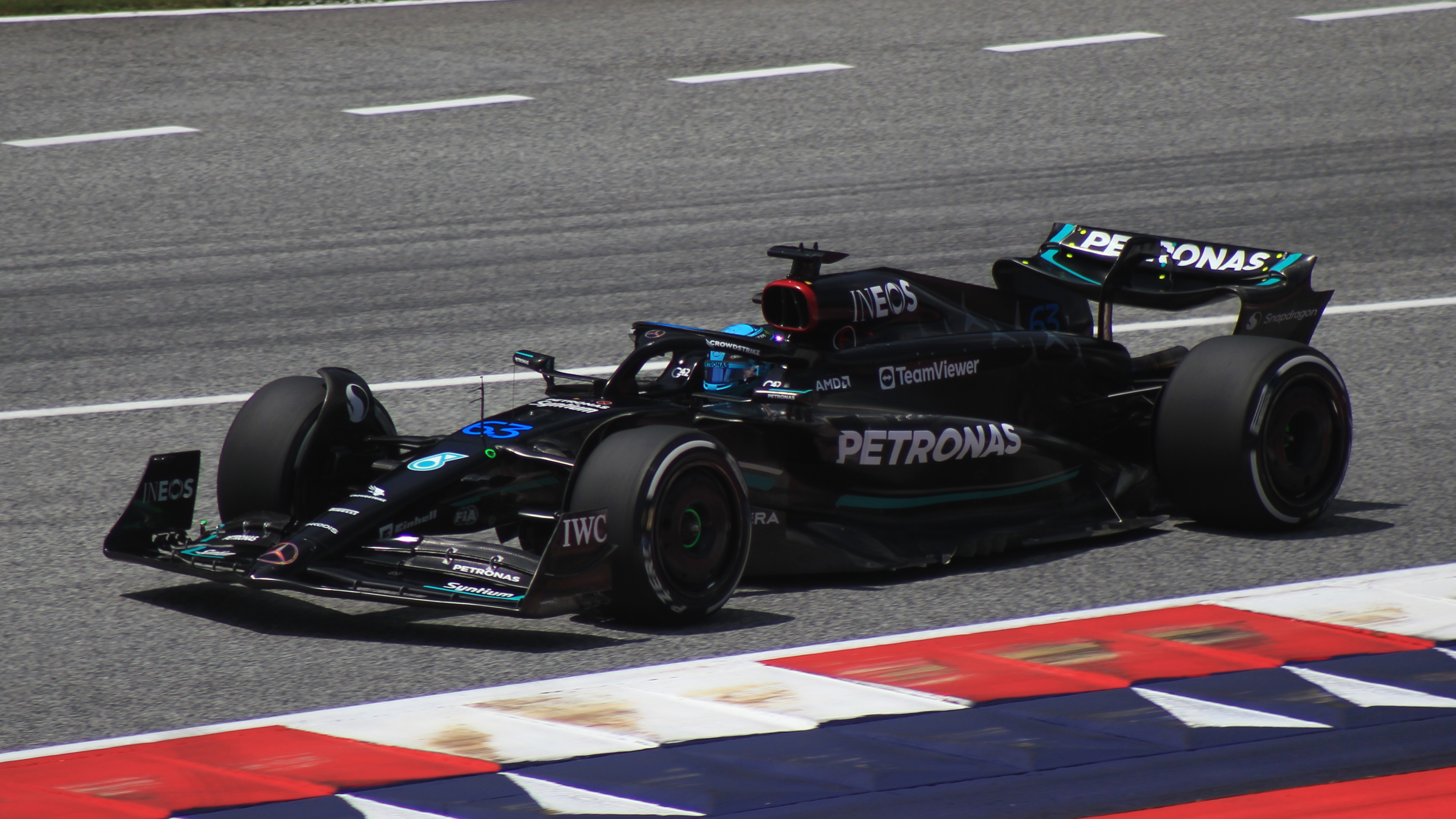
F1 W14 E Performance (2023)
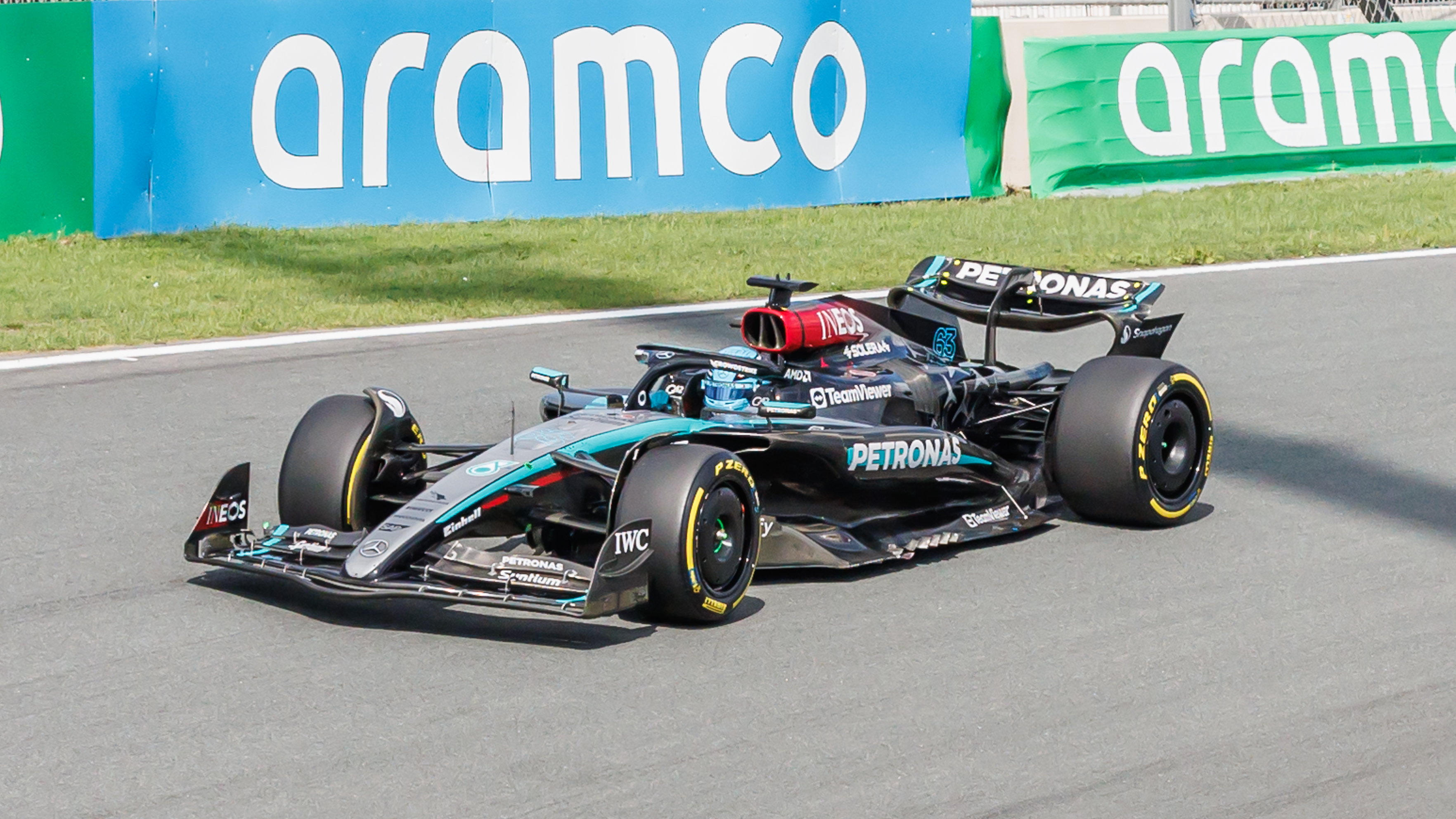
F1 W15 E Performance (2024)
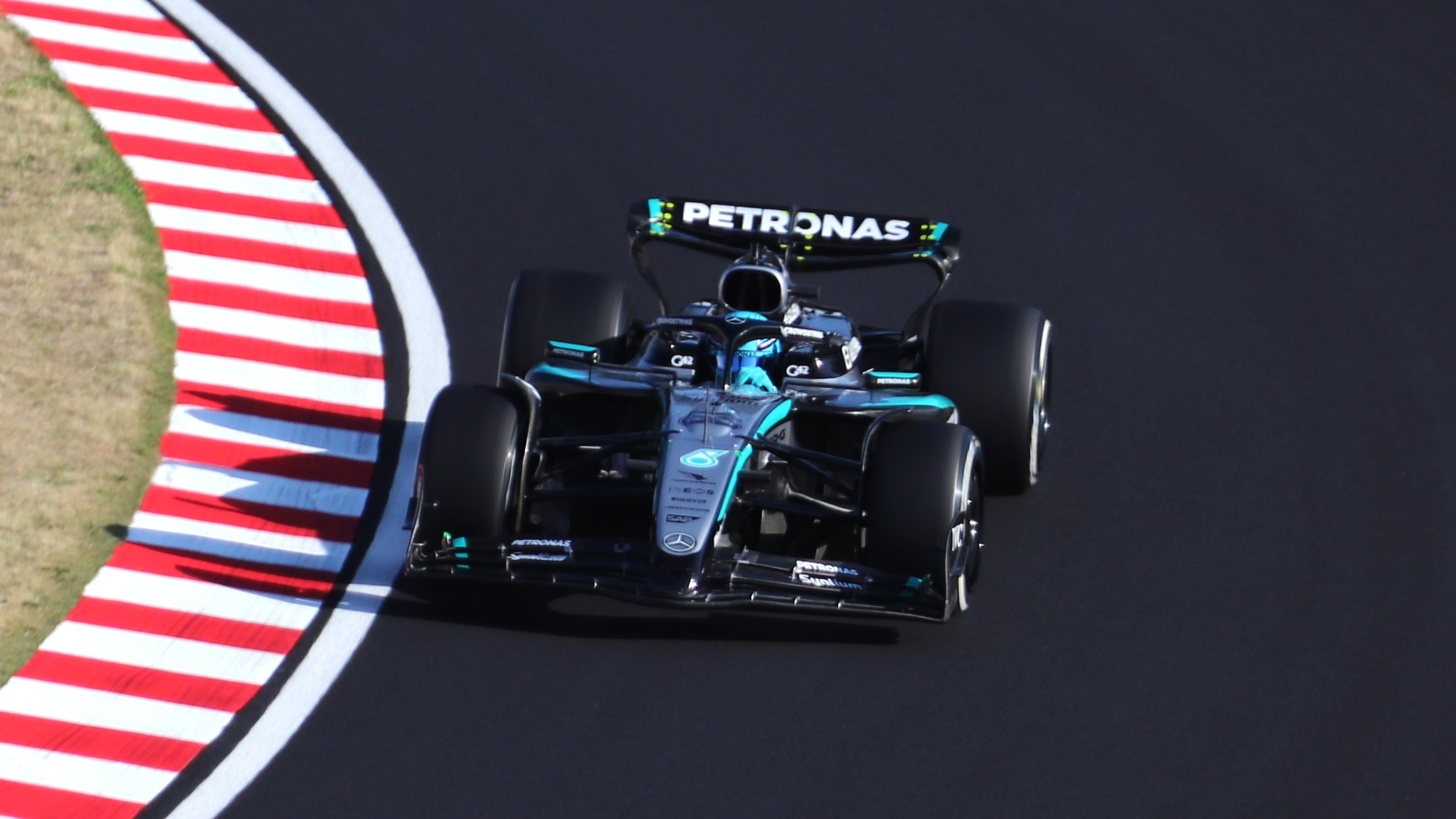
F1 W16 E Performance (2025)

In der nachfolgenden Übersicht sind alle 17 bisher von einem Mercedes-Werksteam im Rahmen der Formel-1-Weltmeisterschaft eingesetzten Rennwagen aufgeführt.
Anmerkung: Der W 196 wurde in beiden Saisons eingesetzt und hatte in der Stromlinienvariante die gleiche Werksbezeichnung. Hier ist die Version mit freistehenden Rädern abgebildet. Der Buchstabe W als Abkürzung für Wagen steht bei Mercedes-Benz in Kombination mit einer Nummer seit jeher für die interne Bezeichnung der einzelnen Baureihen. Analog wurden die Motoren früher mit einem M abgekürzt. Anfangs folgte die Nummernvergabe keinem Muster, seit dem Wiedereinstieg 2010 werden die Rennwagen fortlaufend nummeriert. Durch verschiedene Namenszusätze können sie von den Vorkriegsmodellen mit gleicher Nummer unterschieden werden.

1954–1955
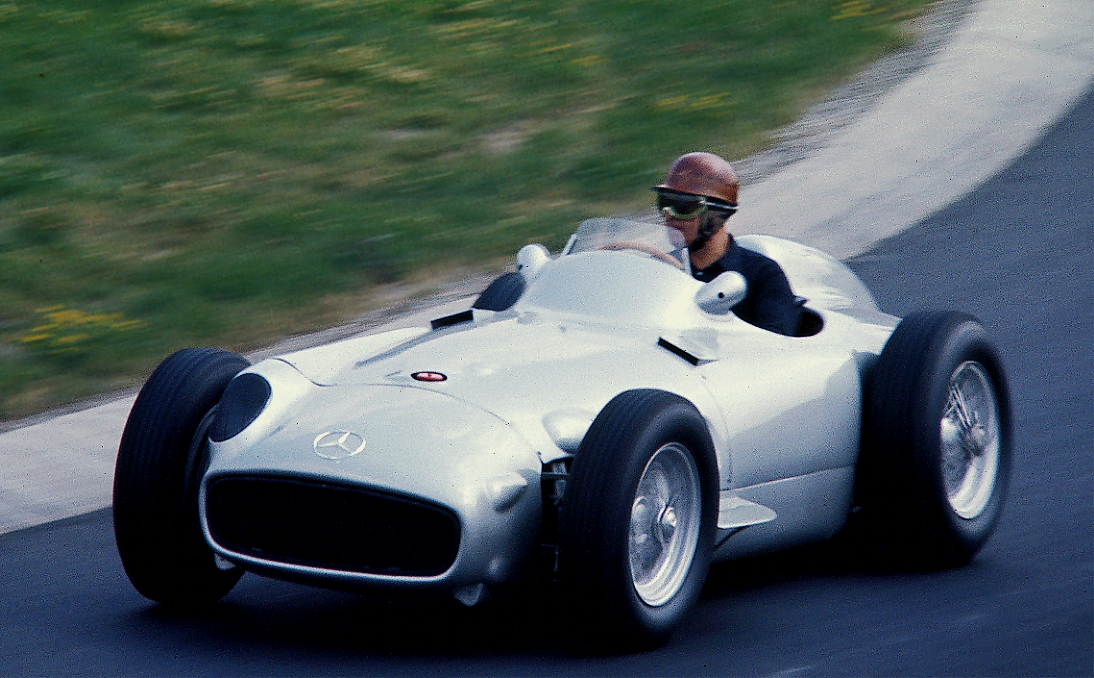
W 196 (1954–1955)

2010–2019
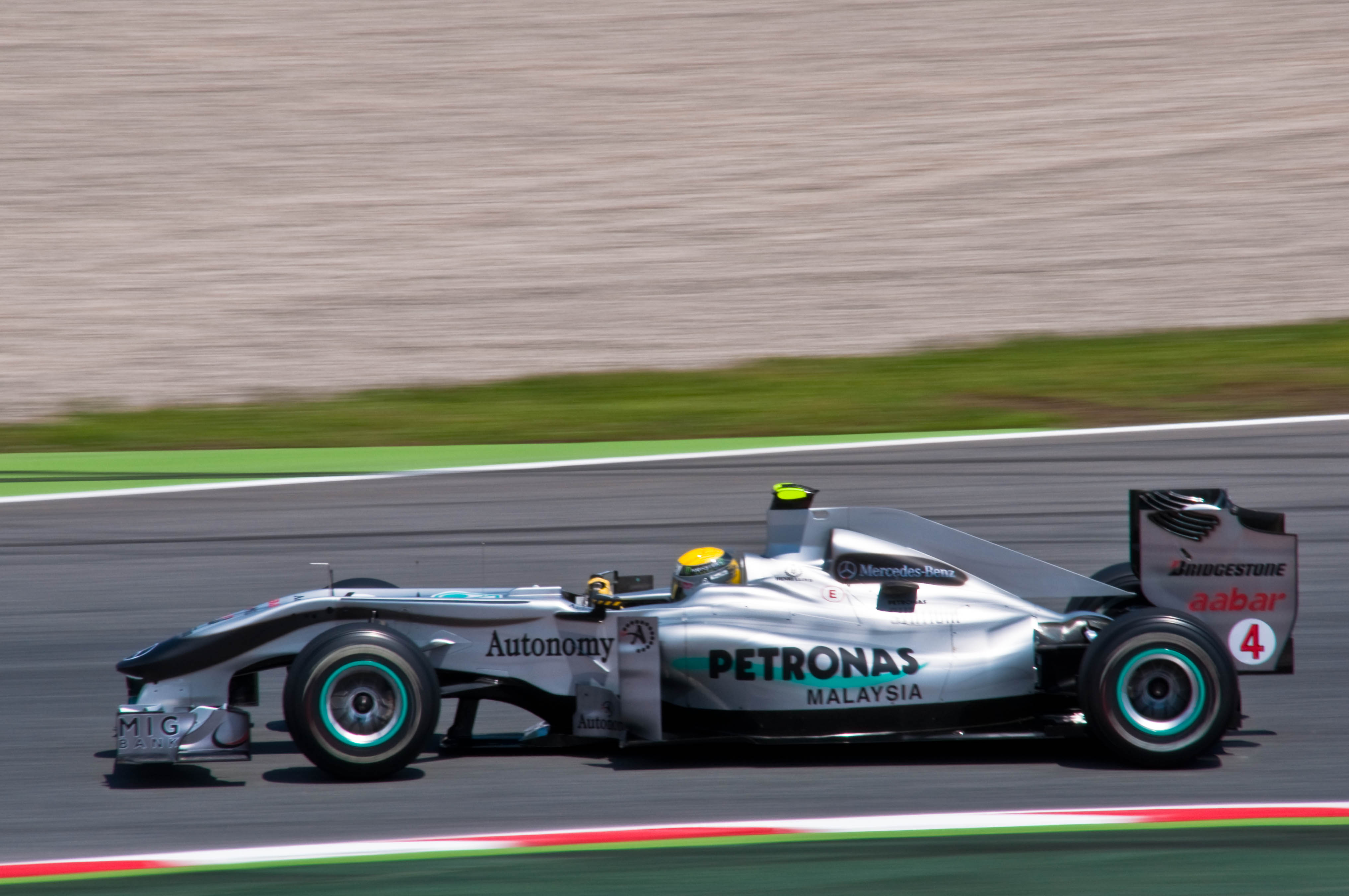
MGP W01 (2010)
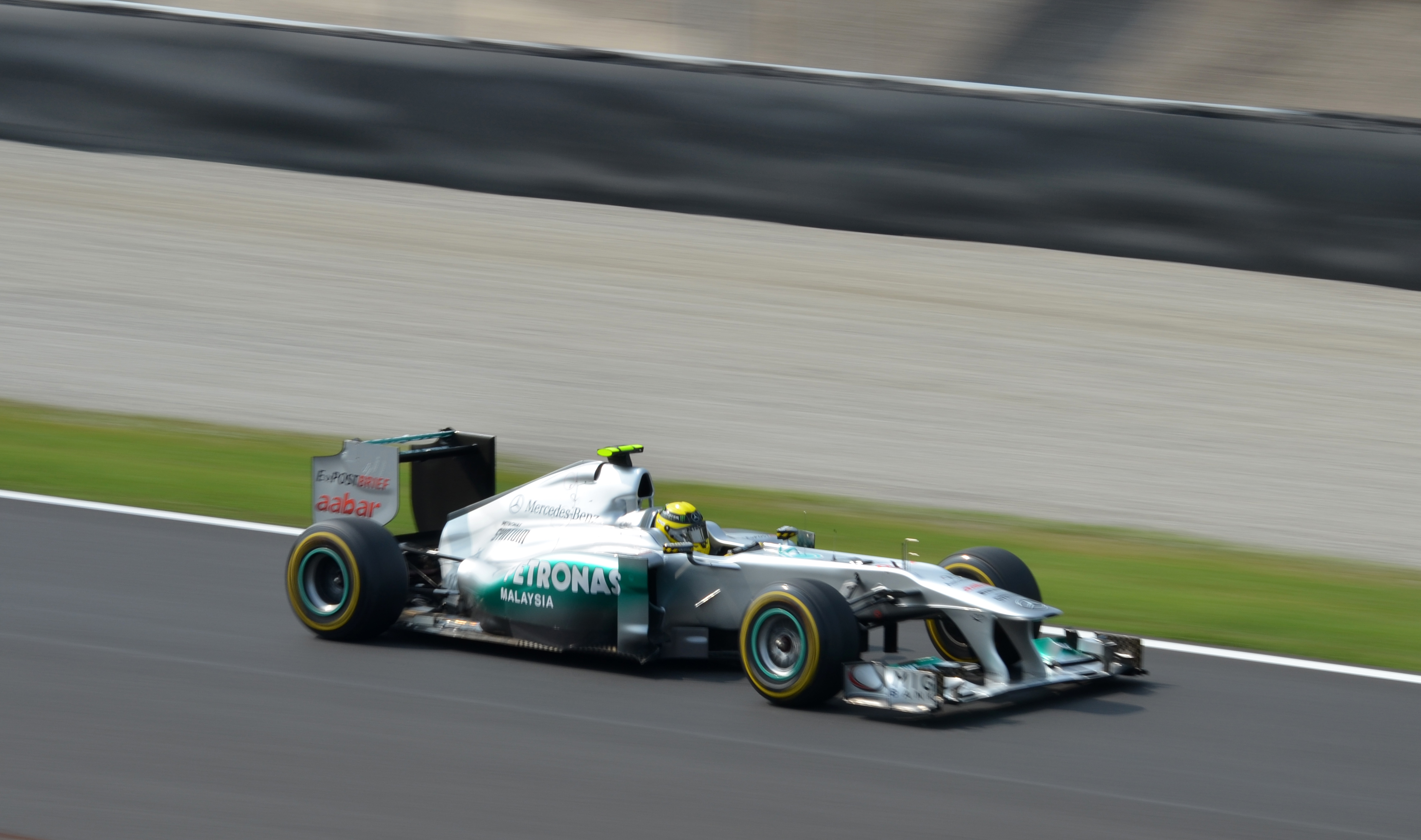
MGP W02 (2011)
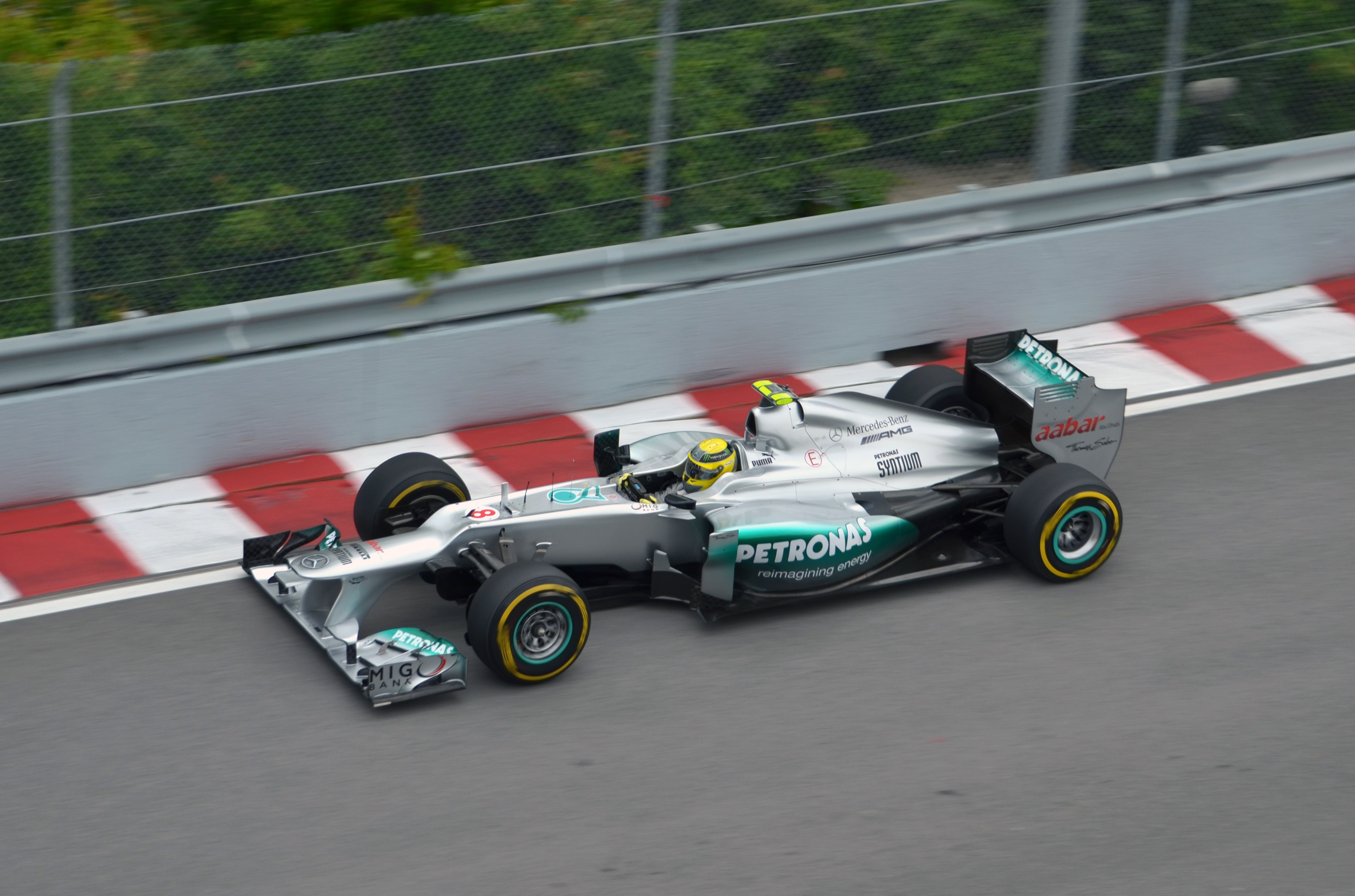
F1 W03 (2012)
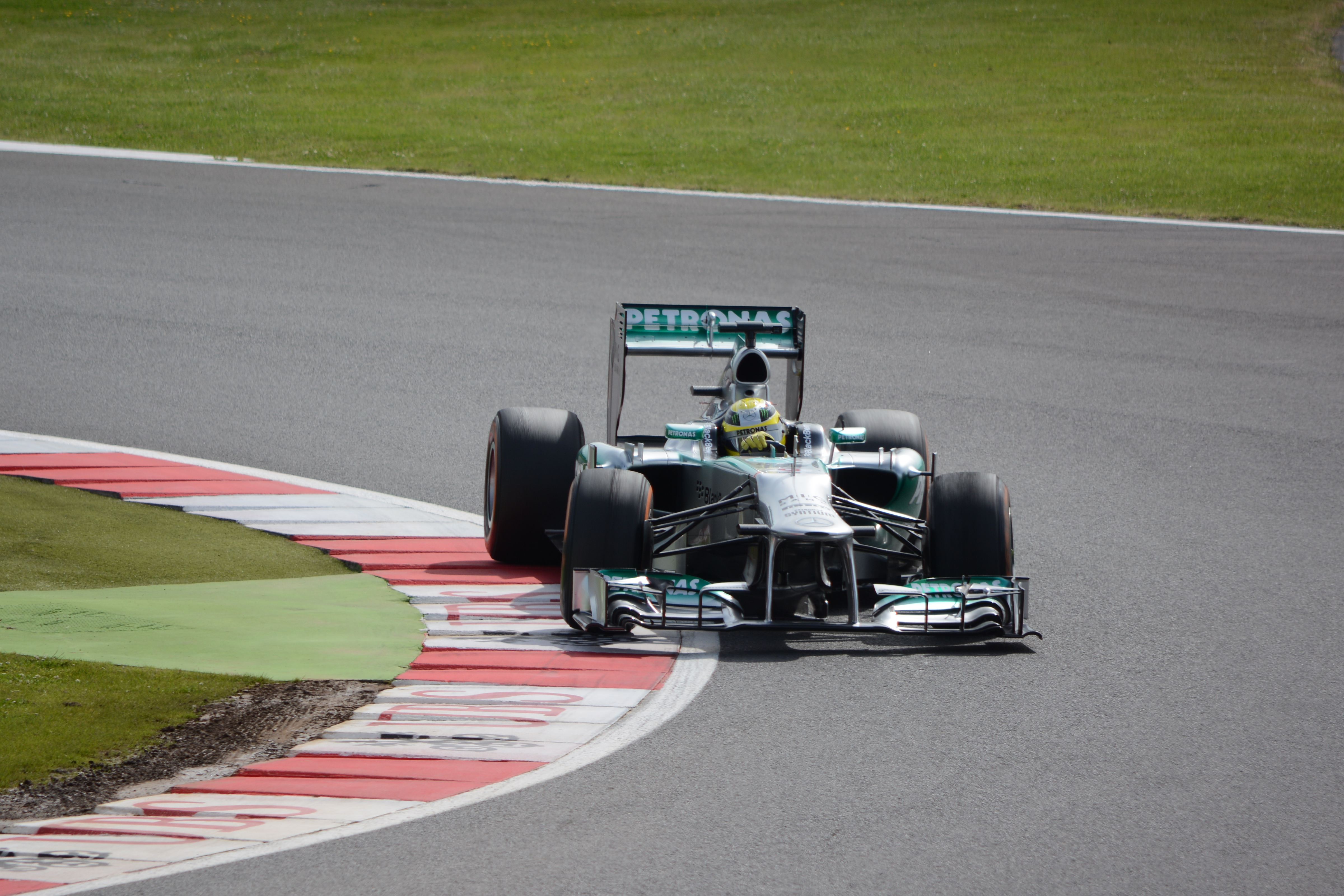
F1 W04 (2013)
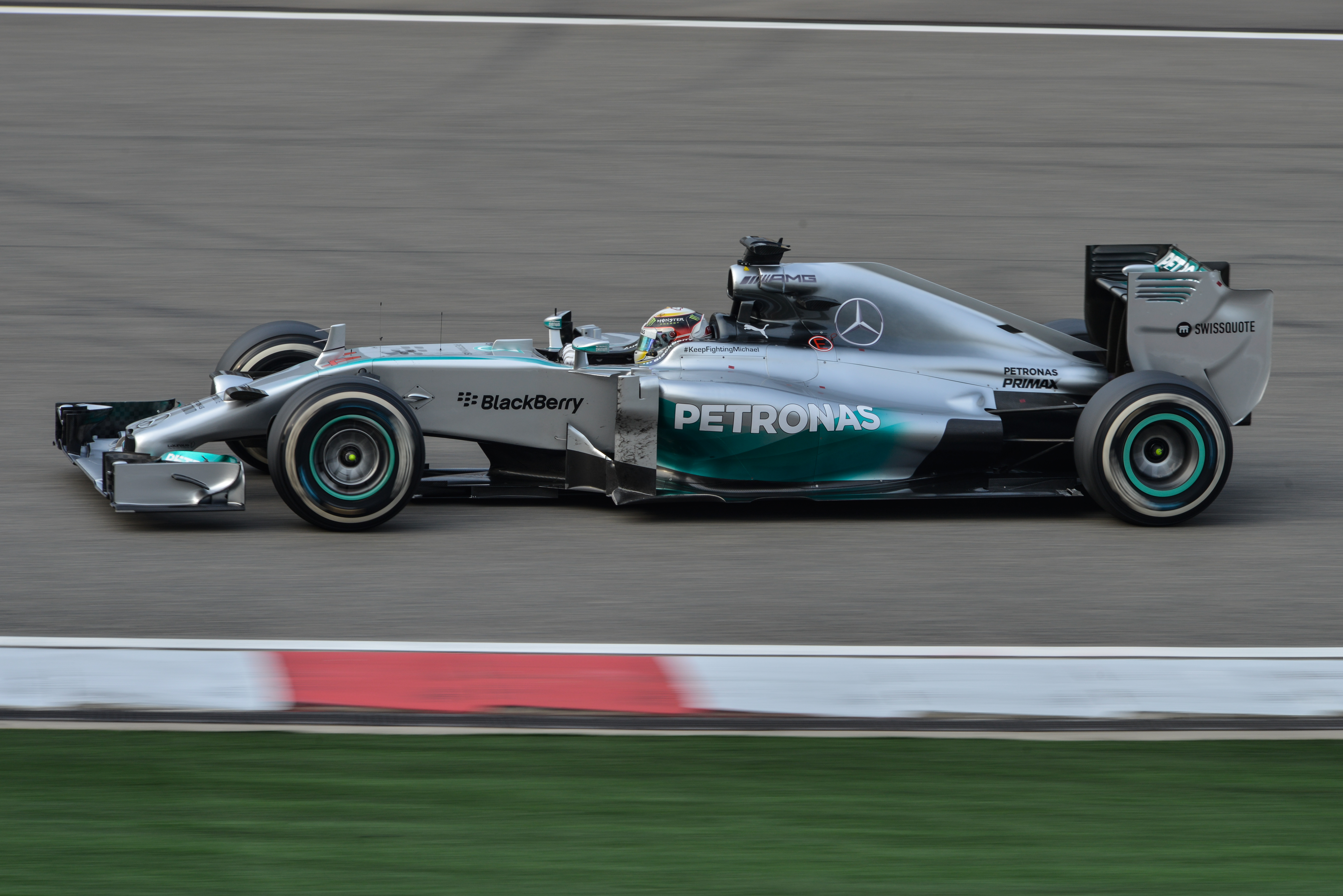
F1 W05 Hybrid (2014)
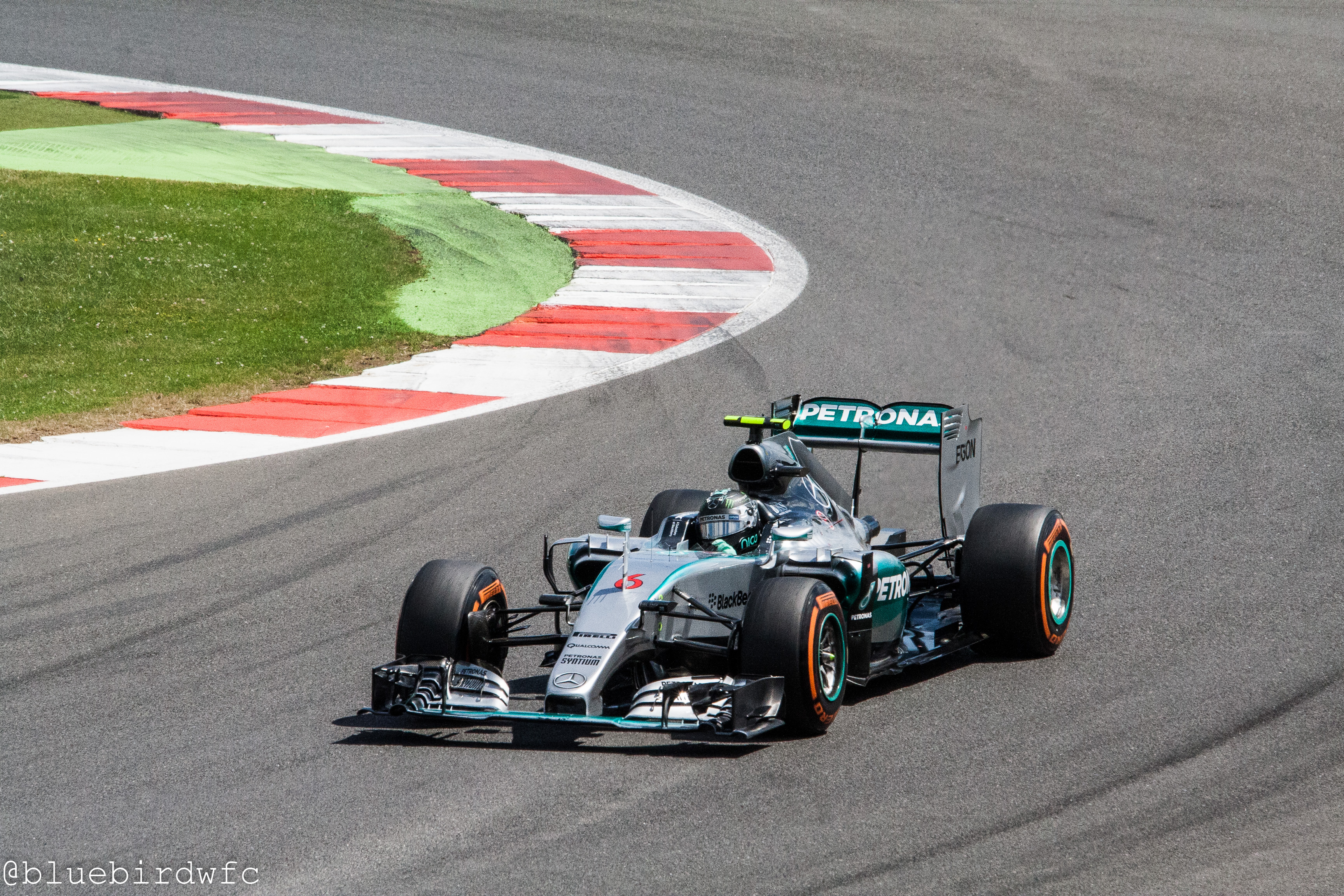
F1 W06 Hybrid (2015)
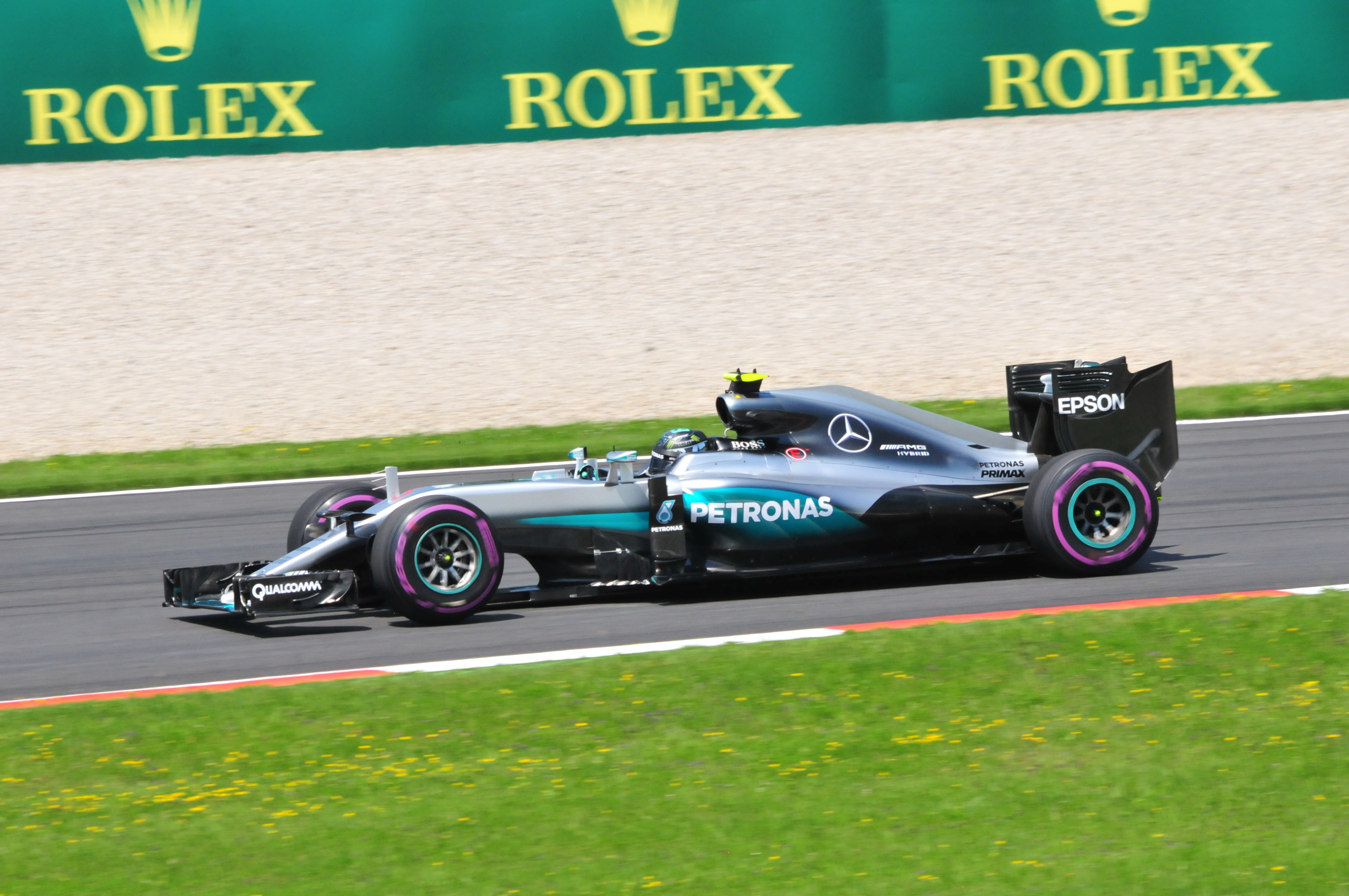
F1 W07 Hybrid (2016)
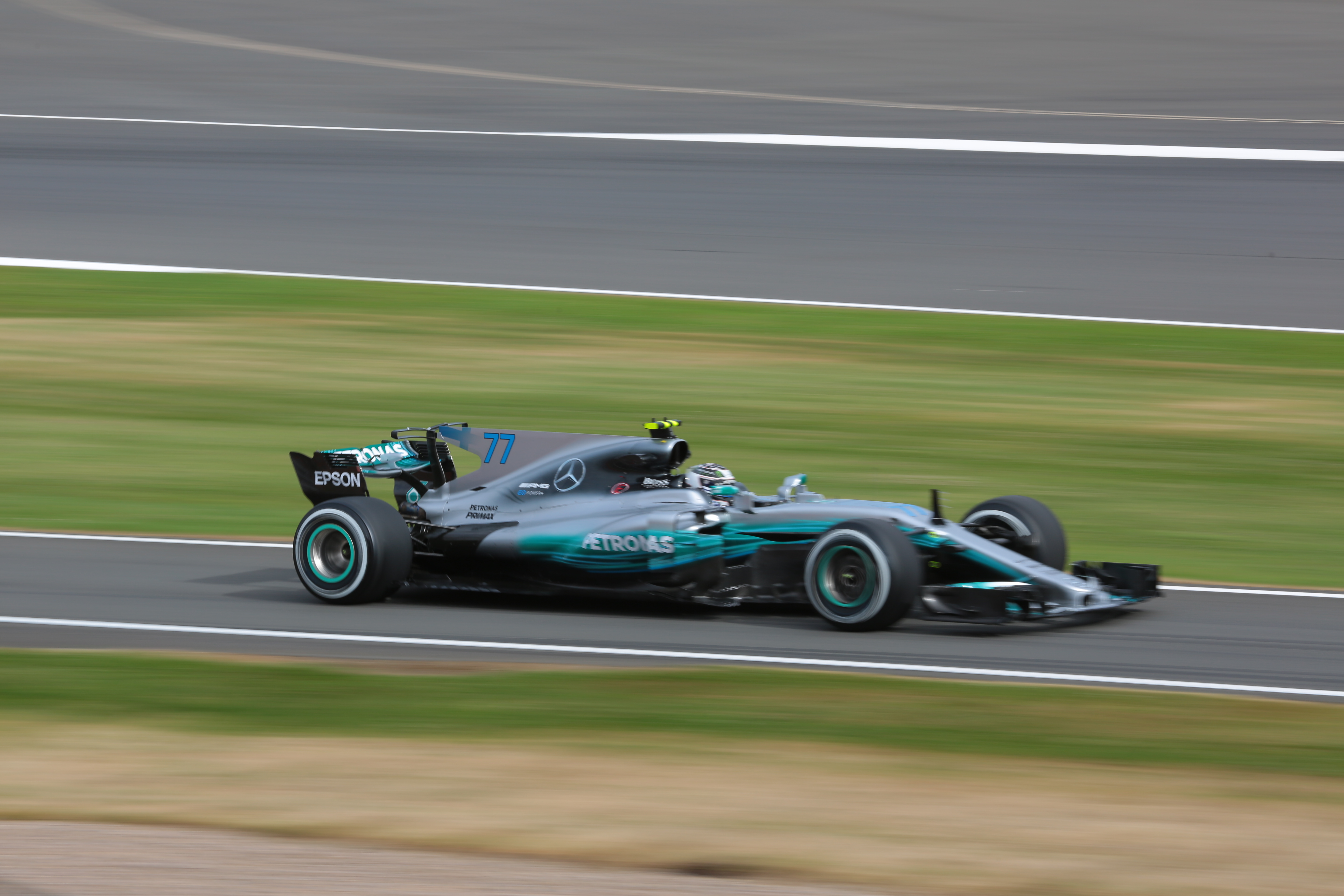
F1 W08 EQ Power+ (2017)
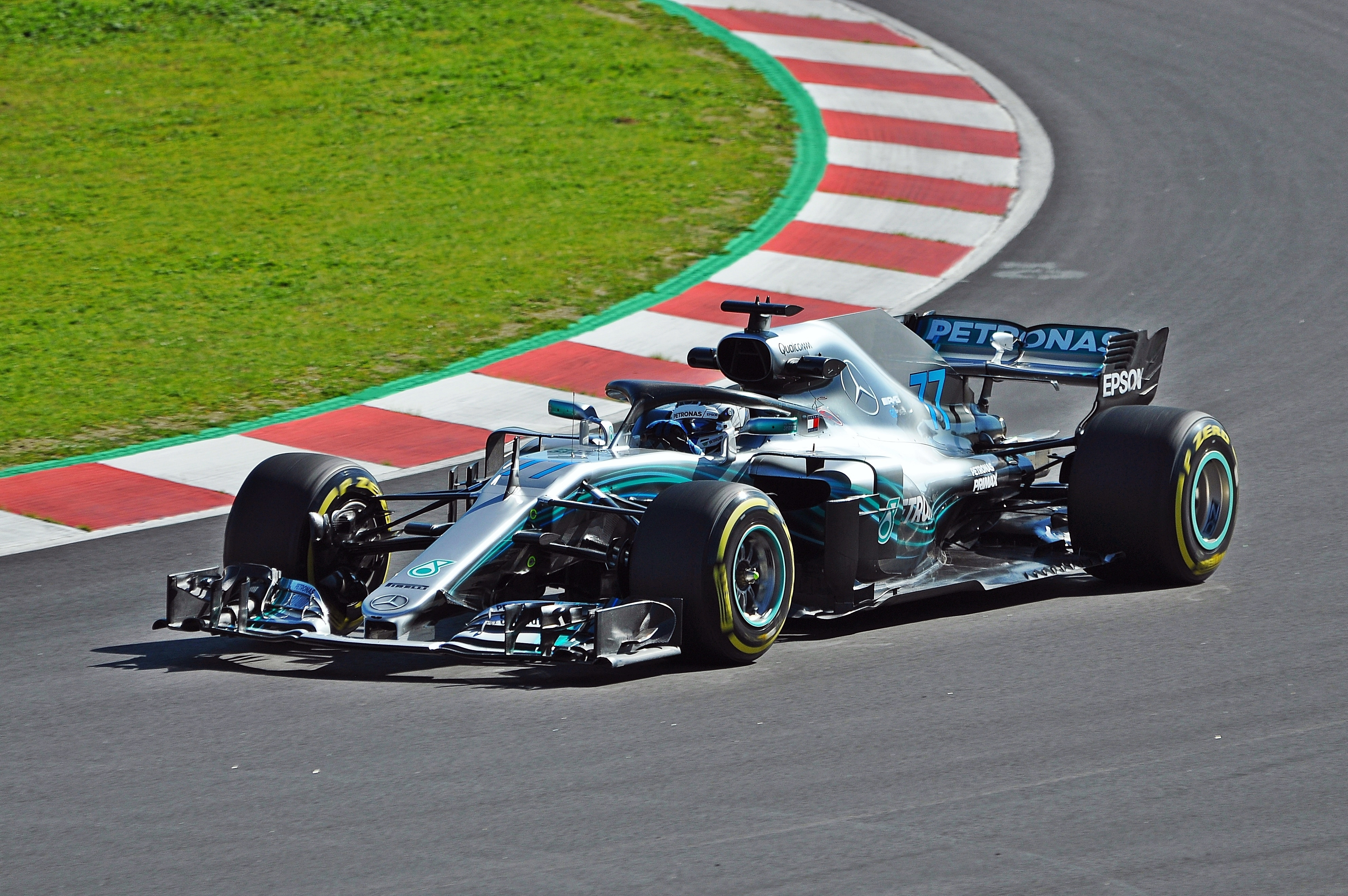
F1 W09 EQ Power+ (2018)
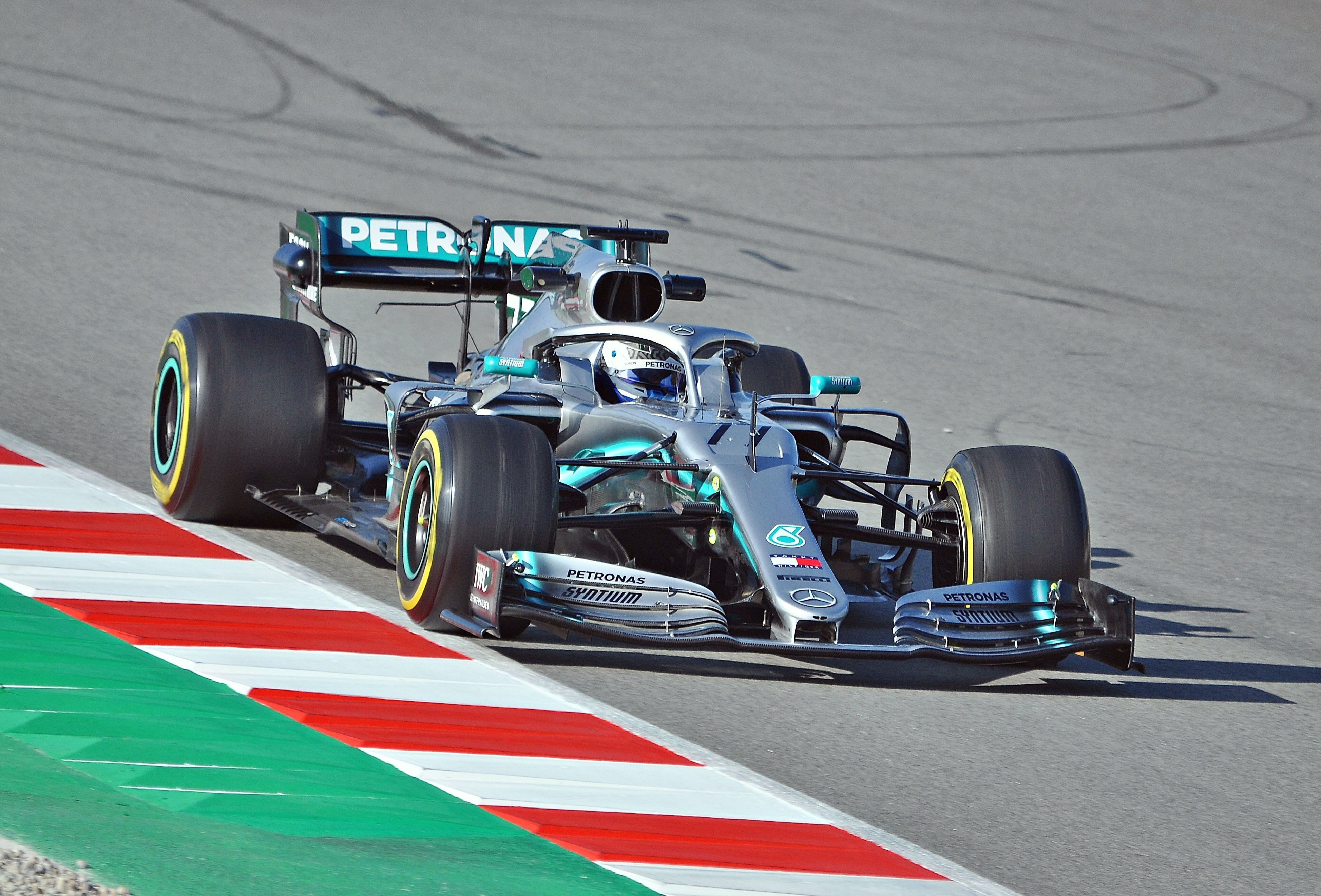
F1 W10 EQ Power+ (2019)

- 2020–2025
- F1 W11 EQ Performance
(2020)
- F1 W12 E Performance
(2021)
- F1 W13 E Performance
(2022)
- F1 W14 E Performance
(2023)
- F1 W15 E Performance
(2024)
- F1 W16 E Performance
(2025)

## Trivia
- Mit Juan Manuel Fangio, Michael Schumacher und Lewis Hamilton fuhren die drei erfolgreichsten Formel-1-Piloten aller Zeiten allesamt in ihrer Karriere für das Mercedes-Werksteam.
- Seit dem Tod des Aufsichtsratsvorsitzenden Niki Lauda im Mai 2019 ziert jeden Mercedes-Boliden ein kleiner rot eingefärbter Stern.[205]
- Während der rennfreien Zeit in der Corona-Pandemie fertigte und entwickelte das Mercedes-Werk in Brackley im Rahmen einer Initiative mit weiteren in Großbritannien ansässigen Teams unter anderem Beatmungsgeräte.[206][207]